# Euro-Umlaufmünzen-Motivliste
Die Liste umfasst alle Motive, die auf den Euro-Kursmünzen der 24 sie ausgebenden Euro-Staaten (Andorra, Belgien, Deutschland, Estland, Finnland, Frankreich, Griechenland, Irland, Italien, Kroatien, Lettland, Litauen, Luxemburg, Malta, Monaco, Niederlande, Österreich, Portugal, San Marino, Slowakei, Slowenien, Spanien, Vatikanstadt und Zypern) erschienen sind, sowie die seit 2004 geprägten 2-Euro-Gedenkmünzen, die in allen Euro-Staaten gültiges Zahlungsmittel sind.
Stellen Münzen das gleiche Motiv in unterschiedlicher Ausprägung dar (wie die estnischen Euromünzen den Umriss des Landes), so gilt jede unterschiedliche Form der Darstellung als einzelnes Motiv. Münzstättenzeichen (wie die Zeichen der fünf deutschen Prägeanstalten) bleiben als Unterscheidungsmerkmal unberücksichtigt, ebenso wie Münzmeisterzeichen oder das von Luxemburg 2017 eingeführte nationale Münzzeichen. Von der EU induzierte Änderungen – wie die der finnischen Kursmünzen 2007 oder der spanischen Kursmünzen 2010 – gelten jedoch als Motivänderung.
Eine Empfehlung der Kommission vom 22. März 2010 bezieht sich auf die „Beschädigung von Banknoten und Münzen für künstlerische Zwecke“: „Mitgliedstaaten sollten eine Beschädigung von Euro-Banknoten und -Münzen für künstlerische Zwecke nicht unterstützen, jedoch tolerieren. Derart beschädigte Banknoten und Münzen sollten als nicht für den Umlauf geeignet betrachtet werden.“ Zu kolorierten Varianten von Gedenkmünzen, wie sie erstmals offiziell von den Niederlanden 2013 und später beispielsweise von Frankreich 2014, 2015 und 2018 herausgegeben wurden – wobei bei Letzteren die Prägeflächen unter den Kolorierungen, abweichend von denen der nicht kolorierten Münzen, plan sind –, bemerkt die Europäische Kommission: „Euro-Münzen werden qua Ausgabe durch den betreffenden Euro-Staat zum gesetzlichen Zahlungsmittel, wenn sie den rechtlichen Anforderungen entsprechen, wie sie im EU-Recht festgelegt sind. Die Bekanntmachung des Designs im Amtsblatt hat nur rein deklaratorische Wirkung. […] Farbige Euromünzen sollte es eigentlich nicht geben, da die Verwendung eines Farbaufdrucks nirgendwo in den technischen Spezifikationen vorgesehen ist. […] Die Ausgabe von (teil-)gefärbten Münzen wird aber bisher [mangels eindeutig entgegenstehender Regeln und fehlenden Schadens] geduldet unter der Voraussetzung, dass sie in kleinen Stückzahlen hergestellt und gesondert verpackt werden und damit dem Grunde nach nicht als Zahlungsmittel gebraucht werden“. Bedenkt man die unterschiedlichen Prägungen, unabhängig von der Kolorierung, so haben die farbigen Münzvarianten der französischen AIDS-Münze 2014, der „Föderationsfest“-Münze 2015 und der „Kornblumen“-Münze 2018 als eigenständiges Motiv zu gelten.
Luxemburg begann 2020, 2-Euro-Gedenkmünzen in zwei Prägevarianten herauszugeben, in normaler Reliefprägung und in MPI-Fotoprägung, die deshalb als eigenständige Motive gelten. Dies setzte sich 2021 mit beiden Gedenkmünzen fort.

## Gesamtüberblick

### Motivseiten
Mit Stand 1. Januar 2023 beträgt die Gesamtzahl der auf Euro-Kursmünzen dargestellten Motive 129. Diese verteilen sich auf einzelne Länder wie folgt:
- je ein Motiv aus Belgien (vier Prägeserien), Irland und Vatikanstadt (Sedisvakanz 2005 und Franziskus ab 2017) sowie ein neues Motiv Spanien (dritte Prägeserie),
- zwei Motive aus den Niederlanden (erste und zweite Prägeserie),
- je drei Motive aus Estland, Finnland, Frankreich, Lettland, Litauen, Luxemburg, Malta, Monaco (zweite Prägeserie), Portugal, der Slowakei, Spanien (erste und zweite Prägeserie), Vatikanstadt (bei den Prägeserien Johannes Paul II., Benedikt XVI. und Franziskus 2014–2016) und Zypern,
- vier Motive aus Andorra, Deutschland (das Motiv Brandenburger Tor existiert in zwei Versionen[15]), Kroatien und Monaco (erste Prägeserie).
- je acht Motive aus Griechenland, Italien, Österreich (die 2- und 5-Cent-Münzen existieren in zwei Prägeversionen, da sie seit 2018 eine engere (Rot symbolisierende) Schraffur der Farbflächen der Nationalflagge aufweisen[16]), San Marino (zwei Prägeserien) sowie Slowenien.

### Wertseiten
Hinzu kommen 13 Wertseiten der Euromünzen. Die Wertseiten der 1-, 2- und 5-Cent-Münzen blieben bis heute unverändert, die der 10-, 20- und 50-Cent-Münzen sowie der 1- und 2-Euro-Münzen gibt es in je zwei Varianten.

### Gedenkmünzen
Nachfolgende Tabelle führt alle 2-Euro-Gedenkmünzen nach Ländern und Jahrgängen auf. Dabei wird unterschieden zwischen eigenen Nationalausgaben (Spaltenüberschrift E) und den gemeinschaftlich herausgegebenen Gedenkmünzen aller Eurozonen-Mitglieder (Spaltenüberschrift G) in den Jahren 2007 (Motiv „Römische Verträge“), 2009 („Währungsunion“), 2012 („Euro-Bargeld“), 2015 („Europaflagge“) und 2022 (Erasmus-Programm). Die letzte Spalte mit der Überschrift Σ enthält die Summen der Länder. (Geplante Ausgaben sind in Klammern angegeben.)
| Land         |  | ’04 | ’05 | ’06 | 2007 | 2007 | ’08 | 2009 | 2009 | ’10 | ’11 | 2012 | 2012 | ’13 | ’14 | 2015 | 2015 | ’16 | ’17 | ’18 | ’19 | ’20 | ’21 | 2022 | 2022 |  | Summen | Summen | Summen |
| Land         |  | E   | E   | E   | E    | G    | E   | E    | G    | E   | E   | E    | G    | E   | E   | E    | G    | E   | E   | E   | E   | E   | E   | E    | G    |  | E      | G      | Σ      |
| ------------ |  | --- | --- | --- | ---- | ---- | --- | ---- | ---- | --- | --- | ---- | ---- | --- | --- | ---- | ---- | --- | --- | --- | --- | --- | --- | ---- | ---- |  | ------ | ------ | ------ |
| Andorra 1    |  |     |     |     |      |      |     |      |      |     |     |      |      |     | 1   | 2    |      | 2   | 2   | 2   | 2   | 2   | 2   | (2)  |      |  | 15     | –      | 15     |
| Belgien      |  |     | 1   | 1   |      | 1    | 1   | 1    | 1    | 1   | 1   | 1    | 1    | 1   | 2   | 1    | 1    | 2   | 2   | 2   | 2   | 2   | 2   | (1)  | 1    |  | 23     | 5      | 28     |
| Deutschland  |  |     |     | 1   | 1    | 1    | 1   | 1    | 1    | 1   | 1   | 1    | 1    | 2 3 | 1   | 2    | 1    | 1   | 1   | 2   | 2 8 | 2   | 1   | (1)  | 1    |  | 21     | 5      | 26     |
| Estland      |  |     |     |     |      |      |     |      |      |     |     |      | 1    |     |     |      | 1    | 1   | 1   | 2 7 | 2   | 2   | 2   | (2)  | 1    |  | 10     | 3      | 13     |
| Finnland     |  | 1   | 1   | 1   | 1    | 1    | 1   | 1    | 1    | 1   | 1   | 1    | 1    | 2   | 2   | 2    | 1    | 2   | 2   | 2   | 1   | 2   | 2   | (2)  | 1    |  | 26     | 5      | 31     |
| Frankreich   |  |     |     |     |      | 1    | 1   |      | 1    | 1   | 1   | 1    | 1    | 2 3 | 2 4 | 2 5  | 1    | 2   | 2   | 2 6 | 2 8 | 2   | 2   | (2)  | 1    |  | 22     | 5      | 27     |
| Griechenland |  | 1   |     |     |      | 1    |     |      | 1    | 1   | 1   |      | 1    | 2   | 2   | 1    | 1    | 2   | 2   | 2   | 2   | 2   | 1   | (1)  | 1    |  | 19     | 5      | 24     |
| Irland       |  |     |     |     |      | 1    |     |      | 1    |     |     |      | 1    |     |     |      | 1    | 1   |     |     | 1   |     |     |      | 1    |  | 2      | 5      | 7      |
| Italien      |  | 1   | 1   | 1   |      | 1    | 1   | 1    | 1    | 1   | 1   | 1    | 1    | 2   | 2   | 2    | 1    | 2   | 2   | 2   | 1   | 2   | 2   | (2)  | 1    |  | 25     | 5      | 30     |
| Lettland     |  |     |     |     |      |      |     |      |      |     |     |      |      |     | 1   | 2    | 1    | 2   | 2   | 2 7 | 1   | 1   | 1   | (1)  | 1    |  | 12     | 2      | 14     |
| Litauen      |  |     |     |     |      |      |     |      |      |     |     |      |      |     |     | 1    | 1    | 1   | 1   | 2 7 | 2   | 2   | 2   | (2)  | 1    |  | 11     | 2      | 13     |
| Luxemburg    |  | 1   | 1   | 1   | 1    | 1    | 1   | 1    | 1    | 1   | 1   | 2    | 1    | 1   | 2   | 2    | 1    | 1   | 2   | 2   | 2   | 2   | 2   | (2)  | 1    |  | 26     | 5      | 31     |
| Malta        |  |     |     |     |      |      |     |      | 1    |     | 1   | 1    | 1    | 1   | 2   | 2    | 1    | 2   | 2   | 2   | 2   | 2   | 2   | (2)  | 1    |  | 19     | 4      | 23     |
| Monaco       |  |     |     |     | 1    |      |     |      |      |     | 1   | 1    |      | 1   |     | 1    |      | 1   | 1   | 1   | 1   | 1   | 1   | (1)  |      |  | 11     | –      | 11     |
| Niederlande  |  |     |     |     |      | 1    |     |      | 1    |     | 1   |      | 1    | 2   | 1   |      | 1    |     |     |     |     |     |     |      | 1    |  | 4      | 5      | 9      |
| Österreich   |  |     | 1   |     |      | 1    |     |      | 1    |     |     |      | 1    |     |     |      | 1    | 1   |     | 1   |     |     |     |      | 1    |  | 3      | 5      | 8      |
| Portugal     |  |     |     |     | 1    | 1    | 1   | 1    | 1    | 1   | 1   | 1    | 1    | 1   | 2   | 2    | 1    | 2   | 2   | 2   | 2   | 2   | 2   | (1)  | 1    |  | 23     | 5      | 28     |
| San Marino   |  | 1   | 1   | 1   | 1    |      | 1   | 1    |      | 1   | 1   | 1 2  |      | 1   | 2   | 2    |      | 2   | 2   | 2   | 2   | 2   | 2   | (2)  |      |  | 26     | –      | 26     |
| Slowakei     |  |     |     |     |      |      |     | 1    | 1    |     | 1   |      | 1    | 1   | 1   | 1    | 1    | 1   | 1   | 1   | 1   | 1   | 1   | (1)  | 1    |  | 11     | 3      | 14     |
| Slowenien    |  |     |     |     |      | 1    | 1   |      | 1    | 1   | 1   |      | 1    | 1   | 1   | 1    | 1    | 1   | 1   | 1   | 1   | 1   | 1   | (1)  | 1    |  | 12     | 5      | 17     |
| Spanien      |  |     | 1   |     |      | 1    |     |      | 1    | 1   | 1   | 1    | 1    | 1   | 2   | 1    | 1    | 1   | 1   | 2   | 1   | 1   | 1   | (2)  | 1    |  | 15     | 5      | 20     |
| Vatikanstadt |  | 1   | 1   | 1   | 1    |      | 1   | 1    |      | 1   | 1   | 1    |      | 2   | 1   | 1    |      | 2   | 2   | 2   | 2   | 2   | 2   | (2)  |      |  | 25     | –      | 25     |
| Zypern       |  |     |     |     |      |      |     |      | 1    |     |     |      | 1    |     |     |      | 1    |     | 1   |     |     | 1   |     |      | 1    |  | 2      | 4      | 6      |
| Gesamt       |  | 6   | 8   | 7   | 7    | 13   | 10  | 9    | 16   | 12  | 16  | 13   | 17   | 23  | 27  | 28   | 19   | 32  | 32  | 36  | 32  | 34  | 31  | (30) | 19   |  | 363    | 84     | 447    |

Trotz gleicher Grafik gelten die länderspezifischen Gemeinschaftsausgaben wegen der unterschiedlichen Länderbezeichnungen als verschiedene Motive.
Unter Berücksichtigung der jeweils zwei Prägevarianten der französischen Gedenkmünzen 2014, 2015 und 2018 sowie der Luxemburger Münzen 2020/2, 2021/1 und 2021/2 beträgt die Gesamtzahl der Münzmotive 621 (Stand 1. Januar 2023).
Im Folgenden werden die Motive bzw. Anlässe wiedergegeben, gruppiert nach Ausgabeländern (bzw. nach Entstehungsland bei Sakralbauten oder chronologisch bei Kunstmotiven und Verträgen), und zwar zuerst Kursmünzen, im Wert aufsteigend, dann Gedenkmünzen chronologisch, bei Angehörigen von Dynastien in genealogischer Folge.

## Gestirne und geografische Motive
- Sterne, Planeten und Kometen
  - Sternbild des Krebses, unter dem Slowenien 1991 die Unabhängigkeit erreichte, über dem Berg Triglav: slowenische 50-Cent-Münze
  - Sterne und Planeten, Darstellung (neben Sonne und Mond) unter den Quadranten, anlässlich des Internationalen Jahres der Astronomie: vatikanische 2-Euro-Gedenkmünze 2009
  - Sternenhimmel zwischen Kiefern, über dem Grab von Jean Sibelius in Ainola: finnische 2-Euro-Gedenkmünze 2015/1
  - Komet – als dem Stern von Betlehem ähnelndes himmlisches Zeichen – über dem Kölner Dom, anlässlich des Weltjugendtages: vatikanische 2-Euro-Gedenkmünze 2005
  - Stern als Allegorie Christi und Symbol der Jungfrau Maria, dargestellt über der Basilika von Wadowice, dem Geburtsort Johannes Pauls II., anlässlich dessen 100. Geburtstags: vatikanische 2-Euro-Gedenkmünze 2020/1
  - Sterne am Nachthimmel über einem Fichtenwald und einem Wolf: estnische 2-Euro-Gedenkmünze 2021/2
- Sonne

- Die aufgehende Sonne mit Strahlenkranz symbolisiert in den Staatswappen die nationale Eigenständigkeit Lettlands:

– kleines Staatswappen: lettische 1-, 2- und 5-Cent-Münze
– großes Staatswappen: lettische 10-, 20- und 50-Cent-Münze
– im kleinen Staatswappen, zusammen mit den Wappen Estlands und Litauens als Gemeinschaftsausgabe der drei baltischen Staaten zum 100. Jahrestag von deren Staatsgründungen: lettische 2-Euro-Gedenkmünze 2018/1
– die Schaffung eines neuen Landes mit dem Sonnenaufgang vergleichendes, 1915 von Ansis Cirulis für die Flagge des lettischen Bataillons Daugagrīva entworfenes Symbol, auf die lettische Mythologie und die Dainas Bezug nehmend: lettische 2-Euro-Gedenkmünze 2019
- Sonnendekor unter dem Tisch Galileo Galileis in einer allegorischen Darstellung des Studiums der Planeten: san-marinesische 2-Euro-Gedenkmünze 2005
- Sonne in Form einer Windrose, über der Flotte und einem Abbild des Christoph Kolumbus, anlässlich dessen 500. Todestags: san-marinesische 2-Euro-Gedenkmünze 2006
- Die Erschaffung der (links oben dargestellten) Sonne, nach dem Deckenfresko Michelangelos Schaffung der Sonne, des Mondes und der Pflanzen in der Sixtinischen Kapelle, anlässlich des Internationalen Jahres der Astronomie: vatikanische 2-Euro-Gedenkmünze 2009
- Sonne mit Strahlenkranz, Darstellung unter den Quadranten, anlässlich des Internationalen Jahres der Astronomie: vatikanische 2-Euro-Gedenkmünze 2009
- Sonne mit Strahlenkranz, Teil des maltesischen Staatswappens 1975–1988, zum Gedenken an die Ausrufung der Republik Malta 1974: maltesische 2-Euro-Gedenkmünze 2015/2
- Sonnenstrahlen hinter der Statue der Hibernia, Symbol Irlands, Sinnbild des Osteraufstands von 1916 und dessen Proklamation als Anfang der Entwicklung einer neuen Nation: irische 2-Euro-Gedenkmünze 2016
- Sonne mit Kranz aus 32 – abwechselnd geflammten – Strahlen, Symbol der Jesuiten, Detail im Wappen Papst Franziskus’: vatikanische Kursmünzen ab 2017
- Sonnenviertel mit vier Strahlen über der stilisiert dargestellten Karmelitenkirche in Valletta, dem kulturellen Erbe Maltas gewidmet: maltesische 2-Euro-Gedenkmünze 2018/2
- stilisierte Sonne mit Strahlen, zum Thema Natur und Umwelt: maltesische 2-Euro-Gedenkmünze 2019/2
- Sonnenfinsternis, dargestellt durch die Sonnenscheibe bedeckende konzentrische Kreissegmente, da sich am Geburtstag Johannes Pauls II. und am Tag seiner Beisetzung eine solche ereignete, anlässlich seines 100. Geburtstags: vatikanische 2-Euro-Gedenkmünze 2020/1
- stilisierte Sonne, als Symbol oben rechts dargestellt, gemäß der Legende der Finno-ugrischen Völker von einem Schwan über den Himmel getragen: estnische 2-Euro-Gedenkmünze 2021/1

- Mond

– Die Erschaffung des (rechts dargestellten) Mondes nach dem Deckenfresko Michelangelos Schaffung der Sonne, des Mondes und der Pflanzen in der Sixtinischen Kapelle, anlässlich des Internationalen Jahres der Astronomie: vatikanische 2-Euro-Gedenkmünze 2009
– Mondsichel, Darstellung unter den Quadranten, anlässlich des Internationalen Jahres der Astronomie: vatikanische 2-Euro-Gedenkmünze 2009
– Kartografische Darstellung des Vollmondes, hinter einer auf einer kahlen Moor-Birke sitzenden Nebelkrähe, die finnische Natur symbolisierend: finnische 2-Euro-Gedenkmünze 2017/2
– Mondsichel in einem litauischen Mondsichelkreuz, der Jungfrau Maria gewidmet, Darstellung des Hügels der Kreuze: litauische 2-Euro-Gedenkmünze 2020/2
- Globus

– Darstellung der nördlichen Hemisphäre mit Europa und dem östlichen Mittelmeer im Zentrum: Wertseite der 1-, 2- und 5-Cent-Münze
– umgeben von Weizen, Mais und Reis dargestellt, anlässlich des UN-Welternährungsprogramms: italienische 2-Euro-Gedenkmünze 2004
– auf dem Tisch von Galileo Galilei (allegorische Darstellung des Studiums der Planeten, nach Andrea Pisano): san-marinesische 2-Euro-Gedenkmünze 2005
– ein den Erdkreis symbolisierender Kreis auf einem die Allgemeine Erklärung der Menschenrechte enthaltenden stilisierten Buch: belgische 2-Euro-Gedenkmünze 2008
– Globussegment mit den Umrissen Europas (im Norden mit Island, den Färöern und Orkneys, Großbritannien und dem östlichen Fennoskandinavien sowie Baltikum, im Süden mit der Iberischen Halbinsel und Italien), zusammen mit Kleinasien und Zypern, sowie der Küstenlinie Nordafrikas und den Kanarischen Inseln, anlässlich des Europäischen Jahres des interkulturellen Dialogs: san-marinesische 2-Euro-Gedenkmünze 2008
– stilisiert dargestellt, anlässlich des zehnten Jahrestages der Einführung des Euro als Bargeld: 17-Länder-Gemeinschaftsausgabe und motivgleiche san-marinesische 2-Euro-Gedenkmünze 2011
– stilisierte Erdhalbkugel über dem Logo der Expo 2015, deren Motto „Ernähre den Planeten“ lautet: italienische 2-Euro-Gedenkmünze 2015/1
– hinter einer Hand, die eine Pflanze trägt, anlässlich des Europäischen Jahrs der Entwicklung: belgische 2-Euro-Gedenkmünze 2015/1
– mit den Umrissen beider Amerikas, anlässlich des VIII. Weltfamilientreffens in Philadelphia: vatikanische 2-Euro-Gedenkmünze 2015
– stilisierte Darstellung anlässlich des Internationalen Jahres des nachhaltigen Tourismus für Entwicklung 2017: san-marinesische 2-Euro-Gedenkmünze 2017/2
– in Form einer Bienenwabe mit teilweise verdeckelten Honigzellen, grob die Umrisse Europas, eines Großteils Afrikas sowie angrenzender Gebiete stilisierend: slowenische 2-Euro-Gedenkmünze 2018
– angeschnittener Globus, Darstellung Afrikas mit Madagaskar, Vorderasiens, des westlichen Südasiens, Europas, eines Teils des arktischen Nordamerikas mit Grönland sowie der brasilianischen Ostspitze Südamerikas: belgische 2-Euro-Gedenkmünze 2018/2
– stilisierter Globus, gebildet aus fünf Blättern, anlässlich des Internationalen Jahres der Pflanzengesundheit: belgische 2-Euro-Gedenkmünze 2020/1
– Erdkreis mit der gesamten von Menschen bewohnte Landmasse (ohne Antarktis), dargestellt wie im UN-Logo, anlässlich des 75-jährigen Bestehens der Vereinten Nationen: portugiesische 2-Euro-Gedenkmünze 2020/2
– stilisierter Globus, anlässlich der im Zuge der COVID-19-Pandemie intensivierten medizinischen Forschung: französische 2-Euro-Gedenkmünze 2020/2
– aus Puzzleteilen gebildeter Globus mit Darstellung Europas, der nordafrikanischen Küste und Grönlands, anlässlich des 75. Jahrestags des Kinderhilfswerks UNICEF: französische 2-Euro-Gedenkmünze 2021/1
- Kontinente:[23] Amerika als Doppelkontingent, Europa + Asien statt Eurasien

- Amerika:

– zusammen mit Europa, Asien, Afrika und Australien sowie einer Friedenstaube dargestellt, anlässlich der 20-jährigen UN-Mitgliedschaft Monacos: monegassische 2-Euro-Gedenkmünze 2013
– Umriss des Doppelkontinents, der Großen Antillen sowie Grönlands, zusammen mit Island, den Britischen Inseln, einem Teil Norwegens und der dänischen/deutschen/niederländischen/belgischen/französischen Nordseeküste, anlässlich des VIII. Weltfamilientreffens in Philadelphia: vatikanische 2-Euro-Gedenkmünze 2015
– Teil des arktischen Nordamerika mit Grönland:
– stilisiert dargestellt in Form einer Bienenwabe mit teilweise verdeckelten Honigzellen, zusammen mit Europa einschl. Island, einem Teil Afrikas und Vorderasiens: slowenische 2-Euro-Gedenkmünze 2018
– zusammen mit der brasilianischen Ostspitze Südamerikas, Europa, Vorderasien, dem westlichen Südasien sowie Afrika mit Madagaskar: belgische 2-Euro-Gedenkmünze 2018/2
– brasilianische Ostspitze Südamerikas, zusammen mit einem Teil des arktischen Nordamerika nebst Grönland, Europa, Vorderasien, dem westlichen Südasien sowie Afrika mit Madagaskar: belgische 2-Euro-Gedenkmünze 2018/2
– dargestellt wie im UN-Logo, anlässlich des 75-jährigen Bestehens der Vereinten Nationen: portugiesische 2-Euro-Gedenkmünze 2020/2
- Europa:

– Umriss des Kontinents, ohne Island und Teile Osteuropas:
– Wertseite der 10-, 20- und 50-Cent-Münze ab 2007
– Wertseite der 1- und 2-Euro-Münze ab 2007
– auf einem teilweise verdeckten Globussegment dargestellt (mit Island, den Färöern und Orkneys), zusammen mit den Kanarischen Inseln und der Küstenlinie Nordafrikas sowie Zypern und Kleinasien, anlässlich des Europäischen Jahres des interkulturellen Dialogs: san-marinesische 2-Euro-Gedenkmünze 2008
– zusammen mit Asien, Australien, Afrika und Amerika sowie einer Friedenstaube dargestellt, anlässlich der 20-jährigen UN-Mitgliedschaft Monacos: monegassische 2-Euro-Gedenkmünze 2013
– stilisierter Umriss einschließlich Islands, zusammen mit einem Teil des arktischen Nordamerika nebst Grönland sowie Afrika und Vorderasien, dargestellt in Form einer Bienenwabe mit teilweise verdeckelten Honigzellen, zusammen mit einem Großteil Afrikas sowie angrenzenden Gebieten: slowenische 2-Euro-Gedenkmünze 2018
– zusammen mit Vorderasien, dem westlichen Südasien, Afrika mit Madagaskar, der brasilianischen Ostspitze Südamerikas sowie einem Teil des arktischen Nordamerika mit Grönland: belgische 2-Euro-Gedenkmünze 2018/2
– dargestellt wie im UN-Logo, anlässlich des 75-jährigen Bestehens der Vereinten Nationen: portugiesische 2-Euro-Gedenkmünze 2020/2
– dargestellt auf einem der einen Globus bildenden Puzzleteile, zusammen mit der nordafrikanischen Küste und Grönland, anlässlich des 75. Jahrestags des Kinderhilfswerks UNICEF: französische 2-Euro-Gedenkmünze 2021/1
- Asien:

– Kleinasien und Zypern, zusammen mit Europa, der Küstenlinie Nordafrikas und den Kanarischen Inseln auf einem Globussegment dargestellt, anlässlich des Europäischen Jahres des interkulturellen Dialogs: san-marinesische 2-Euro-Gedenkmünze 2008
– zusammen mit Europa, Afrika, Amerika und Australien sowie einer Friedenstaube dargestellt, anlässlich der 20-jährigen UN-Mitgliedschaft Monacos: monegassische 2-Euro-Gedenkmünze 2013
– Vorderasien, zusammen mit einem Großteil Afrikas, Europa und einem Teil des arktischen Nordamerika mit Grönland, dargestellt in Form einer Bienenwabe mit teilweise verdeckelten Honigzellen: slowenische 2-Euro-Gedenkmünze 2018
– Vorderasien und westliches Südasien, zusammen mit Europa, Afrika nebst Madagaskar, der brasilianischen Ostspitze Südamerikas sowie einem Teil des arktischen Nordamerika mit Grönland: belgische 2-Euro-Gedenkmünze 2018/2
– dargestellt wie im UN-Logo, anlässlich des 75-jährigen Bestehens der Vereinten Nationen: portugiesische 2-Euro-Gedenkmünze 2020/2
- Afrika:

– Kanarische Inseln und die Küstenlinie Nordafrikas, zusammen mit Europa sowie Kleinasien und Zypern auf einem Globussegment dargestellt, anlässlich des Europäischen Jahres des interkulturellen Dialogs: san-marinesische 2-Euro-Gedenkmünze 2008
– zusammen mit Europa, Asien, Amerika und Australien sowie einer Friedenstaube dargestellt, anlässlich der 20-jährigen UN-Mitgliedschaft Monacos: monegassische 2-Euro-Gedenkmünze 2013
– Großteil Afrikas (Nord- und Westafrika sowie z. T. Zentral- und Ostafrika), neben Vorderasien und Europa, in Form einer Bienenwabe mit teilweise verdeckelten Honigzellen: slowenische 2-Euro-Gedenkmünze 2018
– mit Madagaskar, zusammen mit Vorderasien und dem westlichen Südasien, Europa, einem Teil des arktischen Nordamerika nebst Grönland sowie der brasilianische Ostspitze Südamerikas: belgische 2-Euro-Gedenkmünze 2018/2
– dargestellt wie im UN-Logo, anlässlich des 75-jährigen Bestehens der Vereinten Nationen: portugiesische 2-Euro-Gedenkmünze 2020/2
– nordafrikanische Küstenlinie, zusammen mit Europa auf einem der einen Globus bildenden Puzzleteile und Grönland dargestellt, anlässlich des 75. Jahrestags des Kinderhilfswerks UNICEF: französische 2-Euro-Gedenkmünze 2021/1
- Australien:

– zusammen mit Amerika, Europa, Asien und Afrika sowie einer Friedenstaube dargestellt, anlässlich der 20-jährigen UN-Mitgliedschaft Monacos: monegassische 2-Euro-Gedenkmünze 2013
– dargestellt wie im UN-Logo, anlässlich des 75-jährigen Bestehens der Vereinten Nationen: portugiesische 2-Euro-Gedenkmünze 2020/2
- Antarktis, dargestellt ist das sie umgebende, 1820 von einer russischen Expedition unter dem Kommando Fabian Gottlieb von Bellingshausens entdeckte Schelfeis vor dem Bug der Korvette Wostok: estnische 2-Euro-Gedenkmünze 2020/1

- Umrisse europäischer Länder bzw. autonomer Regionen:

- Umrisse der (bis Ende 2003 15) EU-Länder:

– Wertseite der 10-, 20- und 50-Cent-Münze bis 2006/2007
– Wertseite der 1- und 2-Euro-Münze bis 2006/2007
- Andorra:

– hinter dem Wappen Andorras, anlässlich des 25. Jahrestags der Unterzeichnung des Zollabkommens mit der Europäischen Union: andorranische 2-Euro-Gedenkmünze 2015/1
– stilisierter Umriss, ein Dreieck aus drei gewellten Streifen als vereinfachte Darstellung der geografischen Form des Landes, eingetragenes Markenzeichen der andorranischen Regierung: andorranische 2-Euro-Gedenkmünze 2017/2
– mit dem Wahlspruch Andorras „VIRTVS VNITA FORTIOR“ (Vereinigte Tapferkeit ist stärker), anlässlich des 25. Jahrestags der Verfassung von Andorra: andorranische 2-Euro-Gedenkmünze 2018/1
- Belgiens Umriss, neben dem Luxemburgs, anlässlich des 100. Jahrestags der Belgisch-Luxemburgischen Wirtschaftsunion: belgische 2-Euro-Gedenkmünze 2021/1
- Estland:

– vertieft geprägt: estnische Centmünzen
– erhaben geprägt: estnische 1-Euro-Münze
– erhaben geprägt, mit westlichster und nördlichster Insel: estnische 2-Euro-Münze
- Färöer („gleichberechtigte Nation“ innerhalb des Königreichs Dänemark), zusammen mit den Umrissen Islands, Großbritanniens einschl. Orkney, der Kanarischen Inseln, Korsikas, Italiens und Zyperns auf einem Globussegment erkennbar: san-marinesische 2-Euro-Gedenkmünze 2008
- Finnlands stilisierter Umriss, anlässlich der 100-jährigen Unabhängigkeit Finnlands: finnische 2-Euro-Gedenkmünze 2017/1
- Frankreichs stilisierter Umriss, anlässlich der Fußball-Europameisterschaft 2016: französische 2-Euro-Gedenkmünze 2016/1
- Grönland (autonomer Bestandteil des Königreichs Dänemark):

– zusammen mit dem Doppelkontinent Amerika, den Großen Antillen, Island, den Britischen Inseln und einem Teil Norwegens, anlässlich des VIII. Weltfamilientreffens in Philadelphia: vatikanische 2-Euro-Gedenkmünze 2015
– zusammen mit einem Teil des arktischen Nordamerika, Europa einschl. Island, Vorderasien und einem Großteil Afrikas in Form einer Bienenwabe mit teilweise verdeckelten Honigzellen dargestellt: slowenische 2-Euro-Gedenkmünze 2018
– zusammen mit Europa und der nordafrikanischen Küste auf einem aus Puzzleteilen gebildeten Globus dargestellt, anlässlich des 75. Jahrestags des Kinderhilfswerks UNICEF: französische 2-Euro-Gedenkmünze 2021/1
- Island:

– zusammen mit den Umrissen der Färöer, Großbritanniens einschl. Orkney, der Kanarischen Inseln, Korsikas, Italiens und Zyperns auf einem Globussegment erkennbar: san-marinesische 2-Euro-Gedenkmünze 2008
– zusammen mit Grönland, dem Doppelkontinent Amerika, den Großen Antillen, den Britischen Inseln und einem Teil Norwegens, anlässlich des VIII. Weltfamilientreffens in Philadelphia: vatikanische 2-Euro-Gedenkmünze 2015
– zusammen mit einem Teil des arktischen Nordamerika nebst Grönland, Europa, Vorderasien und einem Großteil Afrikas in Form einer Bienenwabe mit teilweise verdeckelten Honigzellen dargestellt: slowenische 2-Euro-Gedenkmünze 2018
- Italien, zusammen mit den Umrissen Korsikas, Großbritanniens einschl. Orkney, der Färöer, Islands, der Kanarischen Inseln und Zyperns auf einem Globussegment erkennbar: san-marinesische 2-Euro-Gedenkmünze 2008
- Luxemburgs Umriss, neben dem Belgiens, anlässlich des 100. Jahrestags der Belgisch-Luxemburgischen Wirtschaftsunion: belgische 2-Euro-Gedenkmünze 2021/1
- Madeira (autonome Region Portugals), Darstellung der Umrisse Madeiras, Porto Santos, der Ilhas Desertas und von (nicht maßstäblich positionierten) Inseln der Sebaldinen, anlässlich des 600. Jahrestags der Entdeckung Madeiras: portugiesische 2-Euro-Gedenkmünze 2019/2
- Malta, dargestellt vor einer Menschenschar: maltesische 2-Euro-Gedenkmünze 2013
- Polen, zusammen mit den Umrissen Tschechiens, der Slowakei und Ungarns, anlässlich des 20. Jahrestags des Visegrád-Abkommens: slowakische 2-Euro-Gedenkmünze 2011
- Slowakei:

– zusammen mit den Umrissen Tschechiens, Ungarns und Polens, anlässlich des 20. Jahrestags des Visegrád-Abkommens: slowakische 2-Euro-Gedenkmünze 2011
– anlässlich des 25. Jahrestags der Gründung der Slowakischen Republik: slowakische 2-Euro-Gedenkmünze 2018
- Tschechien, zusammen mit den Umrissen der Slowakei, Ungarns und Polens, anlässlich des 20. Jahrestags des Visegrád-Abkommens: slowakische 2-Euro-Gedenkmünze 2011
- Ungarn, zusammen mit den Umrissen der Slowakei, Tschechiens und Polens, anlässlich des 20. Jahrestags des Visegrád-Abkommens: slowakische 2-Euro-Gedenkmünze 2011
- Vatikanstadt, dargestellt mit dem Petersdom und Petersplatz: vatikanische 2-Euro-Gedenkmünze 2004
- Zypern, zusammen mit den Umrissen Italiens, Korsikas, der Kanarischen Inseln, Islands, der Färöer und Großbritanniens einschl. Orkney auf einem Globussegment erkennbar: san-marinesische 2-Euro-Gedenkmünze 2008

- Meeresinseln bzw. Inselgruppen

- Amerikas:

– Grönland:
– zusammen mit dem Doppelkontinent Amerika, den Großen Antillen, Island, den Britischen Inseln und einem Teil Norwegens, anlässlich des VIII. Weltfamilientreffens in Philadelphia: vatikanische 2-Euro-Gedenkmünze 2015
– zusammen mit einem Teil des arktischen Nordamerika, Europa einschl. Island, Vorderasien und einem Großteil Afrikas in Form einer Bienenwabe mit teilweise verdeckelten Honigzellen dargestellt: slowenische 2-Euro-Gedenkmünze 2018
– dargestellt wie im UN-Logo, anlässlich der 20-jährigen UN-Mitgliedschaft Monacos: monegassische 2-Euro-Gedenkmünze 2013
– zusammen mit Europa und der nordafrikanischen Küste auf einem aus Puzzleteilen gebildeten Globus dargestellt, anlässlich des 75. Jahrestags des Kinderhilfswerks UNICEF: französische 2-Euro-Gedenkmünze 2021/1
– Ellesmere Island, dargestellt wie im UN-Logo, anlässlich der 20-jährigen UN-Mitgliedschaft Monacos: monegassische 2-Euro-Gedenkmünze 2013
– Baffininsel, dargestellt wie im UN-Logo, anlässlich der 20-jährigen UN-Mitgliedschaft Monacos: monegassische 2-Euro-Gedenkmünze 2013
– Neufundland, dargestellt wie im UN-Logo, anlässlich der 20-jährigen UN-Mitgliedschaft Monacos: monegassische 2-Euro-Gedenkmünze 2013
– Kuba, zusammen mit Jamaika, Hispaniola und Puerto Rico die Großen Antillen bildend:
– neben dem Umriss des Doppelkontinents Amerika und einem Teil Europas, anlässlich des VIII. Weltfamilientreffens in Philadelphia: vatikanische 2-Euro-Gedenkmünze 2015
– dargestellt wie im UN-Logo, anlässlich der 20-jährigen UN-Mitgliedschaft Monacos: monegassische 2-Euro-Gedenkmünze 2013
– Jamaika, zusammen mit Kuba, Hispaniola und Puerto Rico die Großen Antillen bildend, neben dem Umriss des Doppelkontinents Amerika und einem Teil Europas, anlässlich des VIII. Weltfamilientreffens in Philadelphia: vatikanische 2-Euro-Gedenkmünze 2015
– Hispaniola (mit den Staaten Haiti und Dominikanische Republik), zusammen mit Kuba, Jamaika und Puerto Rico die Großen Antillen bildend:
– neben dem Umriss des Doppelkontinents Amerika und einem Teil Europas, anlässlich des VIII. Weltfamilientreffens in Philadelphia: vatikanische 2-Euro-Gedenkmünze 2015
– dargestellt wie im UN-Logo, anlässlich der 20-jährigen UN-Mitgliedschaft Monacos: monegassische 2-Euro-Gedenkmünze 2013
– Puerto Rico, zusammen mit Hispaniola, Kuba und Jamaika die Großen Antillen bildend, neben dem Umriss des Doppelkontinents Amerika und einem Teil Europas, anlässlich des VIII. Weltfamilientreffens in Philadelphia: vatikanische 2-Euro-Gedenkmünze 2015
- Europas:

– Spitzbergen, dargestellt wie im UN-Logo, anlässlich der 20-jährigen UN-Mitgliedschaft Monacos: monegassische 2-Euro-Gedenkmünze 2013
– Island:
– zusammen mit den Färöern, Großbritannien einschl. Orkney, den Kanarischen Inseln, Korsika, Italien und Zypern auf einem Globussegment erkennbar: san-marinesische 2-Euro-Gedenkmünze 2008
– zusammen mit Grönland, dem Doppelkontinent Amerika, den Großen Antillen, den Britischen Inseln und einem Teil Norwegens, anlässlich des VIII. Weltfamilientreffens in Philadelphia: vatikanische 2-Euro-Gedenkmünze 2015
– zusammen mit einem Teil des arktischen Nordamerika nebst Grönland, Europa, Vorderasien und einem Großteil Afrikas in Form einer Bienenwabe mit teilweise verdeckelten Honigzellen dargestellt: slowenische 2-Euro-Gedenkmünze 2018
– dargestellt wie im UN-Logo, anlässlich der 20-jährigen UN-Mitgliedschaft Monacos: monegassische 2-Euro-Gedenkmünze 2013
– Färöer, zusammen mit Island, Großbritannien einschl. Orkney, den Kanarischen Inseln, Korsika, Italien mit Sizilien sowie Zypern: san-marinesische 2-Euro-Gedenkmünze 2008
– Orkney als Teil Großbritanniens, zusammen mit den Färöern, Island, den Kanarischen Inseln, Korsika, Italien mit Sizilien sowie Zypern: san-marinesische 2-Euro-Gedenkmünze 2008
– Seaforth Island (Äußere Hebriden):
– Wertseite der 10-, 20- und 50-Cent-Münze bis 2006/2007
– Wertseite der 1- und 2-Euro-Münze bis 2006/2007
– Wertseite der 10-, 20- und 50-Cent-Münze ab 2007
– Wertseite der 1- und 2-Euro-Münze ab 2007
– Großbritannien
– Wertseite der 10-, 20- und 50-Cent-Münze bis 2006/2007 (mit Seaforth Island / Äußere Hebriden)
– Wertseite der 1- und 2-Euro-Münze bis 2006/2007 (mit Seaforth Island / Äußere Hebriden)
– Wertseite der 10-, 20- und 50-Cent-Münze ab 2007 (mit Äußeren Hebriden)
– Wertseite der 1- und 2-Euro-Münze ab 2007 (mit Äußeren Hebriden)
– mit Orkney, zusammen mit den Färöern, den Kanarischen Inseln, Korsika, Italien und Zypern auf einem Globussegment erkennbar: san-marinesische 2-Euro-Gedenkmünze 2008
– zusammen mit Irland, einem Teil Norwegens, Island, Grönland, dem Doppelkontinent Amerika und den Großen Antillen, anlässlich des VIII. Weltfamilientreffens in Philadelphia: vatikanische 2-Euro-Gedenkmünze 2015
– zusammen mit Irland, Europa, Vorderasien und dem westlichen Südasien, Afrika nebst Madagaskar, sowie einem Teil des Doppelkontinents Amerika: belgische 2-Euro-Gedenkmünze 2018/2
– zusammen mit Irland, dargestellt wie im UN-Logo, anlässlich der 20-jährigen UN-Mitgliedschaft Monacos: monegassische 2-Euro-Gedenkmünze 2013
– Irland:
– Wertseite der 10-, 20- und 50-Cent-Münze bis 2006/2007 (Irland und Nordirland)
– Wertseite der 1- und 2-Euro-Münze bis 2006/2007
– Wertseite der 10-, 20- und 50-Cent-Münze ab 2007
– Wertseite der 1- und 2-Euro-Münze ab 2007
– zusammen mit Großbritannien, einem Teil Norwegens, Island, Grönland, dem Doppelkontinent Amerika und den Großen Antillen, anlässlich des VIII. Weltfamilientreffens in Philadelphia: vatikanische 2-Euro-Gedenkmünze 2015
– zusammen mit Großbritannien, Europa, Vorderasien und dem westlichen Südasien, Afrika nebst Madagaskar, sowie einem Teil des Doppelkontinents Amerika: belgische 2-Euro-Gedenkmünze 2018/2
– zusammen mit Großbritannien, dargestellt wie im UN-Logo, anlässlich der 20-jährigen UN-Mitgliedschaft Monacos: monegassische 2-Euro-Gedenkmünze 2013
– Ålandinseln, Darstellung des südlichen Bottnischen Meerbusens mit Schären, anlässlich 100 Jahren Selbstverwaltung der Region Finnlands: finnische 2-Euro-Gedenkmünze 2021/2
– Hiiumaa, zusammen mit Saaremaa: estnische Euromünzen
– Saaremaa, zusammen mit Hiiumaa: estnische Euromünzen
– Gotland:
– Wertseite der 10-, 20- und 50-Cent-Münze bis 2006/2007
– Wertseite der 1- und 2-Euro-Münze bis 2006/2007
– Wertseite der 10-, 20- und 50-Cent-Münze ab 2007
– Wertseite der 1- und 2-Euro-Münze ab 2007
– Seeland:
– Wertseite der 10-, 20- und 50-Cent-Münze bis 2006/2007
– Wertseite der 1- und 2-Euro-Münze bis 2006/2007
– Wertseite der 10-, 20- und 50-Cent-Münze ab 2007
– Wertseite der 1- und 2-Euro-Münze ab 2007
– Fünen:
– Wertseite der 10-, 20- und 50-Cent-Münze bis 2006/2007
– Wertseite der 1- und 2-Euro-Münze bis 2006/2007
– Wertseite der 10-, 20- und 50-Cent-Münze ab 2007
– Wertseite der 1- und 2-Euro-Münze ab 2007
– Mallorca:
– Wertseite der 10-, 20- und 50-Cent-Münze bis 2006/2007
– Wertseite der 1- und 2-Euro-Münze bis 2006/2007
– Wertseite der 10-, 20- und 50-Cent-Münze ab 2007
– Wertseite der 1- und 2-Euro-Münze ab 2007
– Korsika:
– Wertseite der 10-, 20- und 50-Cent-Münze bis 2006/2007
– Wertseite der 1- und 2-Euro-Münze bis 2006/2007
– Wertseite der 10-, 20- und 50-Cent-Münze ab 2007
– Wertseite der 1- und 2-Euro-Münze ab 2007
– zusammen mit Italien einschl. Sizilien, Zypern, den Kanarischen Inseln, Großbritannien einschl. Orkney, den Färöern und Island: san-marinesische 2-Euro-Gedenkmünze 2008
– zusammen mit Sardinien und Sizilien, Europa, Vorderasien und dem westlichen Südasien, Afrika nebst Madagaskar, sowie einem Teil des Doppelkontinents Amerika: belgische 2-Euro-Gedenkmünze 2018/2
– Sardinien:
– Wertseite der 10-, 20- und 50-Cent-Münze bis 2006/2007
– Wertseite der 1- und 2-Euro-Münze bis 2006/2007
– Wertseite der 10-, 20- und 50-Cent-Münze ab 2007
– Wertseite der 1- und 2-Euro-Münze ab 2007
– zusammen mit Korsika und Sizilien, Europa, Vorderasien und dem westlichen Südasien, Afrika nebst Madagaskar, sowie einem Teil des Doppelkontinents Amerika: belgische 2-Euro-Gedenkmünze 2018/2
– Sizilien:
– Wertseite der 10-, 20- und 50-Cent-Münze bis 2006/2007
– Wertseite der 1- und 2-Euro-Münze bis 2006/2007
– Wertseite der 10-, 20- und 50-Cent-Münze ab 2007
– Wertseite der 1- und 2-Euro-Münze ab 2007
– zusammen mit Italien, Zypern, den Kanarischen Inseln, Großbritannien einschl. Orkney, den Färöern und Island: san-marinesische 2-Euro-Gedenkmünze 2008
– zusammen mit Sardinien und Korsika, Europa, Vorderasien und dem westlichen Südasien, Afrika nebst Madagaskar, sowie einem Teil des Doppelkontinents Amerika: belgische 2-Euro-Gedenkmünze 2018/2
– Gozo, Teil der Maltesischen Inseln, dargestellt vor einer Menschenschar: maltesische 2-Euro-Gedenkmünze 2013
– Comino, Teil der Maltesischen Inseln, dargestellt vor einer Menschenschar: maltesische 2-Euro-Gedenkmünze 2013
– Malta:
– Wertseite der 10-, 20- und 50-Cent-Münze ab 2007
– Wertseite der 1- und 2-Euro-Münze ab 2007
– zusammen mit Gozo Teil der Maltesischen Inseln, dargestellt vor einer Menschenschar: maltesische 2-Euro-Gedenkmünze 2013
– Kreta:
– Wertseite der 10-, 20- und 50-Cent-Münze bis 2006/2007
– Wertseite der 1- und 2-Euro-Münze bis 2006/2007
– Wertseite der 10-, 20- und 50-Cent-Münze ab 2007
– Wertseite der 1- und 2-Euro-Münze ab 2007
- Asiens:

– Zypern:
– Wertseite der 10-, 20- und 50-Cent-Münze ab 2007 (südlich Kreta positioniert)
– Wertseite der 1- und 2-Euro-Münze ab 2007
– zusammen mit Italien, Korsika, den Kanarischen Inseln, Island, den Färöern und Großbritannien einschl. Orkney auf einem Globussegment erkennbar: san-marinesische 2-Euro-Gedenkmünze 2008
– Sri Lanka, dargestellt wie im UN-Logo, anlässlich der 20-jährigen UN-Mitgliedschaft Monacos: monegassische 2-Euro-Gedenkmünze 2013
– Sumatra, dargestellt wie im UN-Logo, anlässlich der 20-jährigen UN-Mitgliedschaft Monacos: monegassische 2-Euro-Gedenkmünze 2013
– Java, dargestellt wie im UN-Logo, anlässlich der 20-jährigen UN-Mitgliedschaft Monacos: monegassische 2-Euro-Gedenkmünze 2013
– Borneo:
– dargestellt wie im UN-Logo, anlässlich der 20-jährigen UN-Mitgliedschaft Monacos: monegassische 2-Euro-Gedenkmünze 2013
– dargestellt wie im UN-Logo, anlässlich des 75-jährigen Bestehens der Vereinten Nationen: portugiesische 2-Euro-Gedenkmünze 2020/2
– Sulawesi, dargestellt wie im UN-Logo, anlässlich der 20-jährigen UN-Mitgliedschaft Monacos: monegassische 2-Euro-Gedenkmünze 2013
– Neuguinea:
– dargestellt wie im UN-Logo, anlässlich der 20-jährigen UN-Mitgliedschaft Monacos: monegassische 2-Euro-Gedenkmünze 2013
– dargestellt wie im UN-Logo, anlässlich des 75-jährigen Bestehens der Vereinten Nationen: portugiesische 2-Euro-Gedenkmünze 2020/2
– Philippinen, dargestellt wie im UN-Logo, anlässlich der 20-jährigen UN-Mitgliedschaft Monacos: monegassische 2-Euro-Gedenkmünze 2013
– Japan, dargestellt wie im UN-Logo, anlässlich der 20-jährigen UN-Mitgliedschaft Monacos: monegassische 2-Euro-Gedenkmünze 2013
- Afrikas:

– Madeira (Inselgruppe), Darstellung der Umrisse Madeiras, Porto Santos (mit Nachbarinseln Cima, Baixo, Ferro) und der Ilhas Desertas (Chão, Deserta Grande, Bugio), zusammen mit – nicht maßstäblich positionierten – Inseln der Sebaldinen, anlässlich des 600. Jahrestags der Entdeckung Madeiras: portugiesische 2-Euro-Gedenkmünze 2019/2
– Sebaldinen (Selvagem Grande, Selvagem Pequena und Fora), nicht maßstäblich positioniert zur Lage der ebenfalls dargestellten Inselgruppe Madeira (Madeira, Porto Santo und Ilhas Desertas), anlässlich des 600. Jahrestags der Entdeckung Madeiras: portugiesische 2-Euro-Gedenkmünze 2019/2
– Kanarische Inseln:
– Teneriffa, Gran Canaria, Fuerteventura und Lanzarote: Wertseite der 10-, 20- und 50-Cent-Münze bis 2006/2007 (unterhalb der Iberischen Halbinsel positioniert)
– Teneriffa, Gran Canaria, Fuerteventura und Lanzarote: Wertseite der 1- und 2-Euro-Münze bis 2006/2007 (unterhalb Spaniens positioniert)
– Teneriffa, Gran Canaria, Fuerteventura und Lanzarote: Wertseite der 10-, 20- und 50-Cent-Münze ab 2007 (unterhalb Spaniens positioniert)
– Teneriffa, Gran Canaria, Fuerteventura und Lanzarote: Wertseite der 1- und 2-Euro-Münze ab 2007 (unterhalb Spaniens positioniert)
– Teneriffa und Fuerteventura, zusammen mit Korsika, Italien, Zypern, Island, den Färöern und Großbritannien einschl. Orkney auf einem Globussegment erkennbar: san-marinesische 2-Euro-Gedenkmünze 2008
– Madagaskar:
– zusammen mit Afrika, dem westlichen Südasien, Vorderasien, Europa und Teilen des Doppelkontinents Amerika: belgische 2-Euro-Gedenkmünze 2018/2
– dargestellt wie im UN-Logo, anlässlich der 20-jährigen UN-Mitgliedschaft Monacos: monegassische 2-Euro-Gedenkmünze 2013
– dargestellt wie im UN-Logo, anlässlich des 75-jährigen Bestehens der Vereinten Nationen: portugiesische 2-Euro-Gedenkmünze 2020/2
- Australiens:

– Tasmanien, dargestellt wie im UN-Logo, anlässlich der 20-jährigen UN-Mitgliedschaft Monacos: monegassische 2-Euro-Gedenkmünze 2013
- Meere

- Ostsee, Darstellung des südlichen Bottnischen Meerbusens mit Schären, anlässlich 100 Jahren Selbstverwaltung der Region Åland: finnische 2-Euro-Gedenkmünze 2021/2
- Mittelmeer:

– Teilmotiv des maltesischen Staatswappens 1975–1988, zum Gedenken an die Ausrufung der Republik Malta 1974: maltesische 2-Euro-Gedenkmünze 2015/2
– Darstellung der ersten Befestigung auf dem Felsen von Monaco im Jahr 1215: monegassische 2-Euro-Gedenkmünze 2015
– Darstellung Monte-Carlos anlässlich dessen Gründung durch Charles III. 1866: monegassische 2-Euro-Gedenkmünze 2016
– stilisierte Meereswogen unter einem Luzzu, einem traditionellen maltesischen Fischerboot, dem kulturellen Erbe Maltas gewidmet: maltesische 2-Euro-Gedenkmünze 2018/2
- Indischer Ozean unter einer die Kleinen Sundainseln ansteuernden Karavelle, anlässlich der ersten Kontakte Portugals mit Timor vor 500 Jahren: portugiesische 2-Euro-Gedenkmünze 2015/2
- Südlicher Ozean, dargestellt unter dem Kiel der von Fabian Gottlieb von Bellingshausen geführten Korvette Wostok bei der Entdeckung des Schelfeises der Antarktis 1820: estnische 2-Euro-Gedenkmünze 2020/1

- Seen

- Schweriner See mit dem auf einer Insel liegenden Schloss zu Schwerin: deutsche 2-Euro-Gedenkmünze 2007/1
- Pielinen mit diversen darin befindlichen Inseln, Blick vom Berg Koli im gleichnamigen finnischen Nationalpark in Karelien: finnische 2-Euro-Gedenkmünze 2018/1
- finnischer See mit kleinen Inseln, am Ufer eine als Sauna dienende Blockhütte: finnische 2-Euro-Gedenkmünze 2018/2
- flacher See Žuvintas im Biosphärenreservat Žuvintas: litauische 2-Euro-Gedenkmünze 2021/1

- Flüsse

- Rhein vor dem Kölner Dom, anlässlich des Weltjugendtages 2005: vatikanische 2-Euro-Gedenkmünze 2005
- Alzette, Nebenfluss der Sauer, in der luxemburgischen Nationalhymne Ons Heemecht besungen: luxemburgische 2-Euro-Gedenkmünze 2013
- Sauer, Nebenfludd der Mosel, in der luxemburgischen Nationalhymne Ons Heemecht besungen: luxemburgische 2-Euro-Gedenkmünze 2013
- Mosel, in der luxemburgischen Nationalhymne Ons Heemecht besungen: luxemburgische 2-Euro-Gedenkmünze 2013
- Tejo, anlässlich des 50. Jahrestags der Eröffnung der Brücke des 25. April: portugiesische 2-Euro-Gedenkmünze 2016/2

- Höhlen

– Höhlen von Postojna (deutsch „Adelsberger Grotte“), anlässlich des 800. Jahrestages des ersten belegten Besuchs der Tropfsteinhöhle: slowenische 2-Euro-Gedenkmünze 2013
- Berge und Hügel
  - Kriváň[26] (deutsch Krummhorn oder Ochsenhorn), 2494 m, im slowakischen, an Polen grenzenden Teil der Hohen Tatra: slowakische 1-, 2- und 5-Cent-Münzen
  - Titano, 739 m, auf dem die Stadt San Marino liegt:

– Bergkuppe mit den Festungstürmen La Guaita, Cetta und Il Montale: san-marinesische 50-Cent-Münze 2002–2016
– mit den Festungstürmen Il Montale, Cetta und La Guaita: san-marinesische 20-Cent-Münze ab 2017
- Triglav (übersetzt „Dreikopf“), 2864 m, im gleichnamigen slowenischen Nationalpark in den Julischen Alpen, dargestellt mit dem Sternbild des Krebses: slowenische 50-Cent-Münze
- Schlicke, 2059 m, Tannheimer Berg der Allgäuer Alpen, hinter dem Schloss Neuschwanstein: deutsche 2-Euro-Gedenkmünze 2012/2
- Le Rocher (der Felsen) genannter, 62 m hoher Felssporn in Monaco, Ort des heutigen Fürstenpalastes, anlässlich des 800. Jahrestags der Grundsteinlegung der ersten Befestigung: monegassische 2-Euro-Gedenkmünze 2015
- Monte-Carlo, Felsvorsprung im Fürstentum Monaco, anlässlich dessen Besiedelung 1866: monegassische 2-Euro-Gedenkmünze 2016
- Koli, 347 m, im gleichnamigen finnischen Nationalpark in Karelien, dargestellt mit Blick auf den See Pielinen und diverse darin befindliche Inseln: finnische 2-Euro-Gedenkmünze 2018/1
- Pyrenäen, Gebirgskette im Norden der Iberischen Halbinsel, stilisierte Darstellung als y-förmige Silhouette links unten auf der andorranischen 2-Euro-Gedenkmünze 2018/2
- Hügel und Dünen der lettischen Küste, vor der aufgehenden Sonne, dem 1915 von Ansis Cirulis geschaffenen Symbol der nationalen Eigenständigkeit Lettlands: lettische 2-Euro-Gedenkmünze 2019

## Viren,BakterienundArchaeen
- SARS-CoV-2-Virus, ein SARS-CoV-2-Virus, der die COVID-19-Pandemie auslöste: andorranische 2-Euro-Gedenkmünze 2021/2

## Pflanzen
- Samen
  - Samenkorn, gewässert und vor der Keimung, über einer stilisierten Erdhalbkugel, anlässlich der Expo 2015, deren Motto „Ernähre den Planeten“ lautet: italienische 2-Euro-Gedenkmünze 2015/1
  - aufgehende Saat auf einem Acker, zum Thema Natur und Umwelt: maltesische 2-Euro-Gedenkmünze 2019/2
- Stilisierte Pflanzen
  - Ast, aus dem zehn Blätter sprießen, anlässlich der EU-Erweiterung: finnische 2-Euro-Gedenkmünzen von 2004
  - Pflanzensprossen bzw. Ranke, anlässlich des den Beginn der Demokratie markierenden Reichstags des Großfürstentums Finnland von 1863: finnische 2-Euro-Gedenkmünzen 2013/1
  - von einer Hand getragene Pflanze, vor einer Erdkugel, anlässlich des Europäischen Jahres der Entwicklung: belgische 2-Euro-Gedenkmünze 2015/1
  - drei Pflanzen im für die litauische Volkskunst typischen Scherenschnitt, anlässlich des Gesang- und Tanzfestivals im Rahmen der Jahrhundertfeiern zur Unabhängigkeit Litauens: litauische 2-Euro-Gedenkmünze 2018/2
  - sieben Pflanzen, die spiralig miteinander verwobenen Haare dreier Sängerinnen von polyphonen Sutartinės dekorierend: litauische 2-Euro-Gedenkmünze 2019/1
- Bäume

– stilisierte Bäume:
– Baum des Lebens, Friesdekor des Südtempels von Tarxien (um 3000 v. Chr.), die Nische des Tempels von Mnajdra flankierend: maltesische 1-, 2- und 5-Cent-Münze
– Baum, stilisiert als Symbol für Leben, Beständigkeit und Wachstum: französische 1- und 2-Euro-Münze
– stilisierter Baum (links mit Blättern und Frucht einer Eiche, rechts eines Olivenbaumes) wie im Wappenschild François Mitterrands: französische 2-Euro-Gedenkmünze 2016/2
– stilisierter Baum, die Menschheit und Andorra als Teil davon symbolisierend, mit Darstellung der sieben Verwaltungsbezirke Andorras als treppenförmige Äste und von dreißig Blättern für die Artikel der Allgemeinen Deklaration der Menschenrechte: andorranische 2-Euro-Gedenkmünze 2018/2
– drei Bäume, die spiralig miteinander verwobenen Haare dreier Sängerinnen von polyphonen Sutartinės dekorierend: litauische 2-Euro-Gedenkmünze 2019/1
– stilisierter Baum mit Blättern, in den die Buchstaben „TARTU RAHU“ (Frieden von Tartu) verwoben sind, anlässlich des 100. Jahrestags des Friedens von Tartu: estnische 2-Euro-Gedenkmünze 2020/2
– stilisierter Baum, links gebildet aus menschlichen Silhouetten, rechts aus Zahnrädern, anlässlich des XXVII. Iberoamerika-Gipfels 2020 in Soldeu: andorranische 2-Euro-Gedenkmünze 2020/1
– liegender Baumstamm vor einem Fichtenwald, darauf dargestellt ein Wolf: estnische 2-Euro-Gedenkmünze 2021/2
– Mischwald
– um das Schloss Neuschwanstein: deutsche 2-Euro-Gedenkmünze 2012/2
– im finnischen Nationalpark um den Berg Koli und den See Pielinen in Karelien: finnische 2-Euro-Gedenkmünze 2018/1
– an einem finnischen See und auf dessen Inseln: finnische 2-Euro-Gedenkmünze 2018/2
– Koniferen
- Fichten

– (und Buchen) vor dem Schloss Neuschwanstein: deutsche 2-Euro-Gedenkmünze 2012/2
– (und Strauch-Birken), rechts vom Gipfel des Koli im gleichnamigen finnischen Nationalpark in Karelien: finnische 2-Euro-Gedenkmünze 2018/1
– Fichtenwald hinter einem Wolf und unter einem Sternenhimmel: estnische 2-Euro-Gedenkmünze 2021/2
- Kiefern und Sternenhimmel über dem Grab von Jean Sibelius in Ainola: finnische 2-Euro-Gedenkmünze 2015/1
- Pinien (und Zypressen) am Panathenäischen Stadion in Athen, anlässlich des 75. Todestags von Spyridon Louis, Gewinner des Marathonlaufs der ersten Olympischen Spiele der Neuzeit 1896: griechische 2-Euro-Gedenkmünze 2015/2
- Zypressen (und Pinien) am Panathenäischen Stadion in Athen, anlässlich des 75. Todestags von Spyridon Louis, Gewinner des Marathonlaufs der ersten Olympischen Spiele der Neuzeit 1896: griechische 2-Euro-Gedenkmünze 2015/2

– Laubbäume und Laubhölzer
– vor Burg Bratislava: slowakische 10-, 20- und 50-Cent-Münze
– vor den Festungstürmen La Guaita, Cesta und Il Montale in der Stadt San Marino: san-marinesische 50-Cent-Münze 2002–2016
– vor dem Festungsturm Cesta in der Stadt San Marino: san-marinesische 1-Euro-Münze ab 2017
– vor dem Schweriner Schloss: deutsche 2-Euro-Gedenkmünze 2007
– vor Schloss Berg: luxemburgische 2-Euro-Gedenkmünze 2008
– hinter Wohnhäusern, u.a Motiv der 17-Länder-Gemeinschaftsausgabe 10 Jahre Euro-Bargeld und der motivgleichen san-marinesischen 2-Euro-Gedenkmünze 2012: deutsche 2-Euro-Gedenkmünze 2012/1 als Beispiel
– vor der Kathedrale unserer lieben Frau in Luxemburg (mit Darstellung der Großherzöge Henri und Wilhelm IV.): luxemburgische 2-Euro-Gedenkmünze 2012/2
– vor dem Rigaer Schloss und der Stadtsilhouette Rigas: lettische 2-Euro-Gedenkmünze 2014
– vor der Kathedrale unserer lieben Frau in Luxemburg sowie der Adolphe-Brücke: luxemburgische 2-Euro-Gedenkmünze 2021/1
- Korkeiche als Sinnbild für Europa: portugiesische 2-Euro-Gedenkmünze 2007/2
- Buchen (und Fichten) vor dem Schloss Neuschwanstein: deutsche 2-Euro-Gedenkmünze 2012/2
- Olivenbäume vor Schloss und Kloster von El Escorial: spanische 2-Euro-Gedenkmünze 2013
- Stieleiche, den 1917 beginnenden Weg Estlands in die Unabhängigkeit symbolisierend, Darstellung links kahler Äste und des Stammes, rechts der Blätter und Früchte: estnische 2-Euro-Gedenkmünze 2017
- Espe, links neben einer als Sauna dienenden Blockhütte an einem finnischen See: finnische 2-Euro-Gedenkmünze 2018/2
- Moor-Birke

– mit einer vor einem Vollmond auf ihr sitzenden Nebelkrähe die finnische Natur symbolisierend: finnische 2-Euro-Gedenkmünze 2017/2
– rechts neben einer als Sauna dienenden Blockhütte an einem finnischen See: finnische 2-Euro-Gedenkmünze 2018/2
- Grau-Erle, links vom Gipfel des Koli im gleichnamigen finnischen Nationalpark in Karelien: finnische 2-Euro-Gedenkmünze 2018/1
- Apfelbaum mit Früchten, zum Thema Natur und Umwelt: maltesische 2-Euro-Gedenkmünze 2019/2

- Blätter

– eines stilisierten Baumes, die 30 Artikel der Allgemeinen Deklaration der Menschenrechte symbolisierend: andorranische 2-Euro-Gedenkmünze 2018/2
– (und stilisierte Beeren) im Diadem der Großherzogin Charlotte, anlässlich des 100. Jahrestags ihrer Thronbesteigung: luxemburgische 2-Euro-Gedenkmünze 2019/1
– Lindenblatt, den slowakischen Nationalbaum darstellend: Randprägung aller slowakischen 2-Euro-Münzen
– eines stilisierten Baumes, in den die Buchstaben „TARTU RAHU“ (Frieden von Tartu) verwoben sind, anlässlich des 100. Jahrestags des Friedens von Tartu: estnische 2-Euro-Gedenkmünze 2020/2
– fünf einen Globus bildende Blätter, anlässlich des Internationalen Jahres der Pflanzengesundheit: belgische 2-Euro-Gedenkmünze 2020/1
– zwei Stängel mit Minzblättern, im Früchtekorb oben links und mittig dargestellt: vatikanische 2-Euro-Gedenkmünze 2021/1
– dunkle Pfirsichblätter, im Früchtekorb links unten dargestellt: vatikanische 2-Euro-Gedenkmünze 2021/1
– Weinblätter, im Früchtekorb rechts dargestellt: vatikanische 2-Euro-Gedenkmünze 2021/1
- Eichenlaub

– Eichenlaubkranz um ein Eisernes Kreuz auf der Lanze der Siegesgöttin Victoria, Wagenlenkerin der Quadriga auf dem Brandenburger Tor:
– in zwei unterschiedlichen Münzvarianten: auf den 10- und 20-Cent-Münzen der Ausgabejahre 2002 bis 2006 und allen 50-Cent-Münzen heben die mittleren Pferde der Quadriga jeweils das innere, auf den 10- und 20-Cent-Münzen ab 2007 jedoch das äußere Vorderbein an: deutsche 10-, 20- und 50-Cent-Münze
– anlässlich des 25. Jahrestags des Mauerfalls in Berlin 1989: vatikanische 2-Euro-Gedenkmünze 2014
– anlässlich des 25. Jahrestags der deutschen Wiedervereinigung: deutsche 2-Euro-Gedenkmünze 2015/2
– anlässlich des 25. Jahrestags der deutschen Wiedervereinigung, durch Spiegelung doppelt dargestellt: san-marinesische 2-Euro-Gedenkmünze 2015/2
– als Kragendekor im Porträt von Großherzog Wilhelm III.: luxemburgische 2-Euro-Gedenkmünze 2017/2
– als Dekor (mit Eicheln) auf dem Käppi (französisch képi) des in französischer Generalsuniform dargestellten Milan Rastislav Štefánik, anlässlich seines 100. Todestags: slowakische 2-Euro-Gedenkmünze 2019
– als Dekor (mit Eicheln) auf dem Käppi (französisch képi) des – im hinteren der zwei Porträts – als Brigadegeneral dargestellten Charles de Gaulle: französische 2-Euro-Gedenkmünze 2020/1
– Eichenzweig
– als deutsches Nationalsymbol für Standhaftigkeit und Treue, mit Eicheln dargestellt: deutsche 1-, 2- und 5-Cent-Münze
– zwei Eichenzweige mit Eicheln, auf denen die Schildhalter Löwe und Greif des Wappens von Lettland stehen: lettische 10-, 20- und 50-Cent-Münze
– mit Eicheln als Symbol für die Beständigkeit der Republik und die Verteidigung der Freiheit, neben einem Lorbeerzweig den Wappenschild des Wappens von San Marino flankierend:
– san-marinesische 1-Euro-Münze 2002–2016
– san-marinesische 1-Cent-Münze ab 2017
– zwei Eichenzweige als linker Teil eines stilisierten Baumes wie im Wappenschild François Mitterrands, darüber eine Eichel: französische 2-Euro-Gedenkmünze 2016/2
– Zweig einer Traubeneiche mit Eicheln als Symbol für Weisheit, Würde und Stärke, anlässlich des 100. Geburtstags von Georg Henrik von Wright: finnische 2-Euro-Gedenkmünze 2016/2
– Blätter und Eicheln der Stieleiche, anlässlich des 1917 begonnenen Weges Estlands in die Unabhängigkeit: estnische 2-Euro-Gedenkmünze 2017
– zwei Eichenblätter, die spiralig miteinander verwobenen Haare dreier Sängerinnen von polyphonen Sutartinės dekorierend: litauische 2-Euro-Gedenkmünze 2019/1
- Lorbeer

– mit stilisierten Lorbeerzweigen geschmückte Ordenskette im großen Wappen Monacos:
– monegassische 1-, 2- und 5-Cent-Münze 2001–2005
– monegassische 1-, 2- und 5-Cent-Münze ab 2006
– Lorbeerzweig
– mit Früchten, Symbol für die Beständigkeit der Republik und die Verteidigung der Freiheit, nebst einem Eichenzweig den Wappenschild des Wappens von San Marino flankierend:
– san-marinesische 1-Euro-Münze 2002–2016
– san-marinesische 1-Cent-Münze ab 2017
– als Teil des Emblems der Special Olympics 2011 in Athen: griechische 2-Euro-Gedenkmünze 2011
– Lorbeerzweige mit Früchten umgeben die Rebellen von Theriso, die 1905 für die Vereinigung Kretas mit Griechenland kämpften – anlässlich des 100. Jahrestags der Vereinigung mit Griechenland: griechische 2-Euro-Gedenkmünze 2013/1
– rechts unten neben einem Olivenzweig dargestellt, anlässlich des 90. Jahrestags der Gründung des Staates Vatikanstadt: vatikanische 2-Euro-Gedenkmünze 2019/1
– Lorbeerzweig unter dem Abbild Johannes Pauls II., anlässlich dessen 100. Geburtstags: vatikanische 2-Euro-Gedenkmünze 2020/1
– zwölf Lorbeerzweigspitzen als Symbol der Ehre, des Ruhmes und des Sieges, die Flagge Griechenlands umrahmend, anlässlich des 200. Jahrestages der Griechischen Revolution: griechische 2-Euro-Gedenkmünze 2021
– Lorbeerkranz
– auf dem Haupt des italienischen Dichters Dante Alighieri:
– Detail des 1509/10 von Raffael geschaffenen Wandfreskos „Disput über das Sakrament“ in der Stanza della Segnatura des Apostolischen Palastes: italienische 2-Euro-Kursmünze
– Detail des 1495 von Sandro Botticelli geschaffenen Porträts, neben einem stilisierten Buchrücken der „Göttlichen Komödie“: san-marinesische 2-Euro-Gedenkmünze 2015/1
– Detail des 1465 von Domenico di Michelino in der Kathedrale von Florenz geschaffenen Freskos, Dante vor dem Läuterungsberg der Göttlichen Komödie darstellend: italienische 2-Euro-Gedenkmünze 2015/2
– anlässlich seines 700. Todestages: vatikanische 2-Euro-Gedenkmünze 2021/2
– am Hut der von Donatello geschaffenen Bronzestatue Davids,
– anlässlich des 550. Todestages Donatellos: san-marinesische 2-Euro-Gedenkmünze 2016/1
– anlässlich des 550. Todestages Donatellos: italienische 2-Euro-Gedenkmünze 2016/1
– von Lorbeer mit Früchten bekränztes Wappen Luxemburgs, Abzeichen der Freiwilligenarmee Luxemburgs: luxemburgische 2-Euro-Gedenkmünze 2017/1
– Lorbeerkranz, der vor 60 Jahren geschaffenen Comicfigur Asterix gewidmet: französische 2-Euro-Gedenkmünze 2019/1
– Blätter eines Lorbeerbaumes, Detail im 1588 geschaffenen Gemälde „Mariä Heimsuchung“, anlässlich des 500. Geburtstags Jacopo Tintorettos: san-marinesische 2-Euro-Gedenkmünze 2018/1
- Ölbaumzweig

– mit Früchten (und Palmblatt) als Symbol des Friedens umgeben den Wappenschild des Wappens von Malta: maltesische 10-, 20- und 50-Cent-Münze
– mit einer Olive, zusammen mit einem Steinkauz als Attribut der Schutzgöttin Athens auf der Rückseite der attischen Tetradrachme: griechische 1-Euro-Münze
– als Friedenssymbol im Schnabel einer Taube, anlässlich der 50-jährigen UN-Mitgliedschaft: finnische 2-Euro-Gedenkmünze von 2005
– mit Früchten, Symbol des Rechts auf Frieden, Attribut eines Paares (neben Ähren, Stacheldraht und Zahnrad), anlässlich des 60. Jahrestages der Verkündung der Menschenrechte: italienische 2-Euro-Gedenkmünze 2008
– mit Früchten, als Friedenssymbol die República (die personifizierte Republik) umkränzend: portugiesische 2-Euro-Gedenkmünze 2010
– als Symbol des Friedens (im Schnabel einer Taube), anlässlich der 20-jährigen UN-Mitgliedschaft Monacos: monegassische 2-Euro-Gedenkmünze 2013
– als Friedenssymbol, anlässlich des 25. Jahrestags des Mauerfalls in Berlin 1989: vatikanische 2-Euro-Gedenkmünze 2014
– mit Früchten, neben einer Weizenähre und fruchttragenden Weinrebe, anlässlich der Expo 2015, deren Motto „Ernähre den Planeten“ lautet: italienische 2-Euro-Gedenkmünze 2015/1
– zwei Ölbaumzweige als rechter Teil eines stilisierten Baumes wie im Wappenschild François Mitterrands, darüber eine Olive: französische 2-Euro-Gedenkmünze 2016/2
– mit einer Olive, links unten neben einem Lorbeerzweig dargestellt, anlässlich des 90. Jahrestags der Gründung des Staates Vatikanstadt: vatikanische 2-Euro-Gedenkmünze 2019/1
– zwei Ölbaumzweige wie im UN-Logo, anlässlich des 75-jährigen Bestehens der Vereinten Nationen: portugiesische 2-Euro-Gedenkmünze 2020/2
– zwei Ölbaumzweige, wie sie auch im Logo der UNICEF erscheinen, anlässlich des 75. Jahrestags des Kinderhilfswerks: französische 2-Euro-Gedenkmünze 2021/1
- Palmblatt

– Palmblatt (und Ölbaumzweig) als Symbol des Friedens, den Wappenschild des Wappens von Malta umgebend: maltesische 10-, 20- und 50-Cent-Münze
- stilisierte Fächerpalme

- Palmette als griechisches Münzstättenzeichen: auf den bei der Münzstätte in Chalandri geprägten griechischen Euromünzen

- Kanarischer Drachenbaum, Darstellung des 1760 gepflanzten Spargelgewächses,[39] anlässlich des 250. Jubiläums des botanischen Gartens von Ajuda: portugiesische 2-Euro-Gedenkmünze 2018/2
- Kakteen

- Feigenkaktus als Teil des maltesischen Staatswappens 1975–1988, dargestellt auf einer Gedenktafel zur Ausrufung der Republik Malta 1974: maltesische 2-Euro-Gedenkmünze 2015/2

- Zwergmispeln, Detail (rechts unten) im 1588 geschaffenen Gemälde „Mariä Heimsuchung“,[36] anlässlich des 500. Geburtstags Jacopo Tintorettos: san-marinesische 2-Euro-Gedenkmünze 2018/1
- Blumen und Blütenstände

– Blumenkranz im Haar der Nymphe (Najade) Salmakis, 1826 von François Joseph Bosio geschaffene Marmorskulptur: monegassische 2-Euro-Gedenkmünze 2018
– Blumengesteck auf dem Kranz am Warschauer Ghetto-Ehrenmal, anlässlich des vor 50 Jahren erfolgten Kniefalls von Warschau: deutsche 2-Euro-Gedenkmünze 2020/2
– stilisierte sechsblättrige Blume als kreisförmiges Dekor und Blumenornament auf der Kleidung Unserer Lieben Frau von Meritxell, der Madonnenskulptur: andorranische 2-Euro-Gedenkmünze 2021/1
- Alpenprimel: österreichische 5-Cent-Münze
- der Doldenblütler Hladnikia Pastinacifolia, seit dem Pleistozän endemisch vorkommend und vom Gründer des 200 Jahre alten Botanischen Gartens in Ljubljana entdeckt: slowenische 2-Euro-Gedenkmünze 2010
- Edelweiß: österreichische 2-Cent-Münze
- Enzian: österreichische 1-Cent-Münze
- Kiefernzapfen, Detail des im Emblem der Universität Lüttich doppelt dargestellten Wappens der Stadt Lüttich: belgische 2-Euro-Gedenkmünze 2017/1
- Klatschmohn, Symbol des Gedenkens an gefallene Soldaten, anlässlich des Jahrhundertgedenkens (2014–2018) an den Ersten Weltkrieg: belgische 2-Euro-Gedenkmünze 2014/1
- Kornblume, Symbol des Gedenkens und der Solidarität:

– 15 Millionen Exemplare, bei denen die Segmente der im Hintergrund tingiert dargestellten „Tricolore“ durch zwei vertikale Linien akzentuiert werden, anlässlich des 100. Jahrestags des Waffenstillstands („Armistice“) am Ende des Ersten Weltkriegs: französische 2-Euro-Gedenkmünze 2018/1
– je 10.000 im Herstellungsverfahren „Spiegelglanz“ bzw. „Polierte Platte“ angefertigte Exemplare, bei denen die eine silbrig-weiße Achäne umgebenden Röhrenblüten dunkel- und hellblau koloriert sind, anlässlich des 100. Jahrestags des Waffenstillstands („Armistice“) am Ende des Ersten Weltkriegs: französische 2-Euro-Gedenkmünze 2018/1
- vier Rhododendronbüsche vor dem Bundesratsgebäude, Sitz des Bundesrates in Berlin: deutsche 2-Euro-Gedenkmünze 2019/1
- Rohrkolben auf Grasinseln im mit Röhricht und Binsen bewachsenen Biosphärenreservat Žuvintas: litauische 2-Euro-Gedenkmünze 2021/1
- Rosen:

– als Bekränzung der rechts oben dargestellten Maria, Detail im 1588 geschaffenen Gemälde „Mariä Heimsuchung“, anlässlich des 500. Geburtstags Jacopo Tintorettos: san-marinesische 2-Euro-Gedenkmünze 2018/1
– Rose als Symbol von Rhodos, anlässlich des 70. Jahrestags der Vereinigung des Dodekanes mit Griechenland: griechische 2-Euro-Gedenkmünze 2018/2
– als Hochzeitsschmuck, anlässlich des 40. Jahrestages der Heirat des großherzoglichen Paares: luxemburgische 2-Euro-Gedenkmünze 2021/2
- Schwertlilie, heraldisches Symbol der Ritterlichkeit:

– drei Lilien im Wappenschild Eduardo Martínez Somalos, Camerlengo während der Sedisvakanz 2005: vatikanische Kursmünzen 2005
– Teil des Emblems der maltesischen Polizei, anlässlich deren 200. Jubiläums: maltesische 2-Euro-Gedenkmünze 2014/2
– dargestellt auf dem von Michel Bréal gestifteten Pokal des Marathonlaufsiegers der ersten Olympischen Spiele der Neuzeit 1896, Spyridon Louis, anlässlich dessen 75. Todestags: griechische 2-Euro-Gedenkmünze 2015/2
– drei Lilien als Symbol des 1360–1481 existierenden Herzogtums Anjou, Ursprung des Hauses Bourbon-Anjou, mittig dargestellt im Wappenschild des Königs von Spanien, anlässlich des 50. Geburtstags Felipes VI.: spanische 2-Euro-Gedenkmünze 2018/2
- Strelitzie aus dem südlichen Afrika, dargestellt neben Garben, einem Huhn, Kartoffeln, Kürbissen und bäuerlichen Werkzeugen, anlässlich des Internationalen Jahres der familienbetriebenen Landwirtschaft: portugiesische 2-Euro-Gedenkmünze 2014/2
- Tuberose, ähriger Blütenstand eines Agavengewächses – vom Vatikan irrtümlich als Narde bezeichnet –, gemäß spanischer ikonografischer Tradition Symbol Josefs von Nazaret, Detail im Wappen Papst Franziskus’: vatikanische Kursmünzen ab 2017

- Obst

- stilisierte Beeren (und Blätter) im Diadem der Großherzogin Charlotte, anlässlich des 100. Jahrestags ihrer Thronbesteigung: luxemburgische 2-Euro-Gedenkmünze 2019/1
- Sammelsteinfrüchte

– Moltebeere, Wahrzeichen Lapplands:
– finnische 2-Euro-Münze der ersten Prägeserie 1999–2006 (ohne Landeskürzel)
– finnische 2-Euro-Münze der zweiten Prägeserie ab 2007 (mit Landeskürzel FI)
- fruchttragende Weinreben:

– als Münzmeisterzeichen Robert Bruens: auf den 2001 und 2002 bei der Königlichen Niederländischen Münze geprägten Euromünzen
– neben einem Ölbaumzweig und einer Weizenähre, anlässlich der Expo 2015, deren Motto „Ernähre den Planeten“ lautet: italienische 2-Euro-Gedenkmünze 2015/1
– als Corona einer Theatermaske, nach einem um 100 v. Chr. entstandenen Mosaik, anlässlich des 2200. Todestags von Plautus: italienische 2-Euro-Gedenkmünze 2016/2
– des terrassierten Weinbergs der Südseite des von König Friedrich II. erbauten Schlosses Sanssouci in Potsdam: deutsche 2-Euro-Gedenkmünze 2020/1
– Weintrauben (schwarzblaue, rote und „weiße“ Fruchtstände) von Weinreben: vatikanische 2-Euro-Gedenkmünze 2021/1
- Kürbisse:

– dargestellt neben Kartoffeln, einem Huhn, Garben und bäuerlichen Werkzeugen, anlässlich des Internationalen Jahres der familienbetriebenen Landwirtschaft: portugiesische 2-Euro-Gedenkmünze 2014/2
– halb verdeckter Kürbis, neben einem Apfel, einer Weizenähre und einem Fisch, die Ernährung, eines der Aufgabenfelder des 1958 gegründeten italienischen Gesundheitsministeriums, symbolisierend: italienische 2-Euro-Gedenkmünze 2018/2
- Granatapfel:

– als Symbol des Königreichs Granada, Detail im Wappenschild des Königs von Spanien, anlässlich des 50. Geburtstags Felipes VI.: spanische 2-Euro-Gedenkmünze 2018/2
– rote Samen eines aufgebrochenen Granatapfels: vatikanische 2-Euro-Gedenkmünze 2021/1
- Maulbeergewächse

– Feigen, dunkelviolett bzw. grün: vatikanische 2-Euro-Gedenkmünze 2021/1
- Kernobst

– Apfel:
– neben einem Kürbis, einer Weizenähre und einem Fisch, die Ernährung, eines der Aufgabenfelder des 1958 gegründeten italienischen Gesundheitsministeriums, symbolisierend: italienische 2-Euro-Gedenkmünze 2018/2
– Äpfel am Baum, zum Thema Natur und Umwelt: maltesische 2-Euro-Gedenkmünze 2019/2
– drei verschiedenfarbige Äpfel, links und oben links dargestellt: vatikanische 2-Euro-Gedenkmünze 2021/1
– Birnen:
– kleinwüchsig und am Zweig, links und oben rechts dargestellt: vatikanische 2-Euro-Gedenkmünze 2021/1
– Birne als Symbol der Liebe, in der Hand Marias: san-marinesische 2-Euro-Gedenkmünze 2021/2
– zwei Mispeln, oben mittig dargestellt: vatikanische 2-Euro-Gedenkmünze 2021/1
– zwei Quitten, rechts dargestellt: vatikanische 2-Euro-Gedenkmünze 2021/1
- Steinfrüchte

– Pfirsich, links unten hellrot überlaufen dargestellt: vatikanische 2-Euro-Gedenkmünze 2021/1
- Pflanzenknollen

- Kartoffeln, dargestellt neben Kürbissen, einem Huhn, Garben und bäuerlichen Werkzeugen, anlässlich des Internationalen Jahres der familienbetriebenen Landwirtschaft: portugiesische 2-Euro-Gedenkmünze 2014/2

- Getreide

– Garben, zum Trocknen des Getreides gegeneinandergelehnt, neben Kartoffeln, Kürbissen, einem Huhn und bäuerlichen Werkzeugen, anlässlich des Internationalen Jahres der familienbetriebenen Landwirtschaft: portugiesische 2-Euro-Gedenkmünze 2014/2
- Maiskolben, neben Reis- und Weizen Grundnahrungsmittel der Welt, dargestellt aus Anlass des Welternährungsprogramms: italienische 2-Euro-Gedenkmünze 2004
- Reisähren, neben Weizen und Mais Grundnahrungsmittel der Welt, dargestellt aus Anlass des Welternährungsprogramms: italienische 2-Euro-Gedenkmünze 2004
- Weizenähren:

– Bündel von Weizenähren auf der Schulter der „Milda“ genannten Landesallegorie Lettlands: lettische 1- und 2-Euro-Münze
– Weizen, neben Reis und Mais Grundnahrungsmittel der Welt, dargestellt aus Anlass des Welternährungsprogramms: italienische 2-Euro-Gedenkmünze 2004
– Weizenähre, als Symbol des Rechts auf Nahrung Attribut eines Paares (neben Ölbaumzweig, Stacheldraht und Zahnrad), anlässlich des 60. Jahrestages der Verkündung der Menschenrechte: italienische 2-Euro-Gedenkmünze 2008
– Weizenähre, neben einem Ölbaumzweig und einer fruchttragenden Weinrebe, anlässlich der Expo 2015, deren Motto „Ernähre den Planeten“ lautet: italienische 2-Euro-Gedenkmünze 2015/1
– Weizenähre, neben einem Kürbis, einem Apfel und einem Fisch die Ernährung, eines der Aufgabenfelder des 1958 gegründeten italienischen Gesundheitsministeriums, symbolisierend: italienische 2-Euro-Gedenkmünze 2018/2

## Tiere
- Insekten

- Honigbienen (und Bienenwaben)

– Biene als Münzmeisterzeichen Pierre Rodiers: auf den 1999–2000 in der französischen Prägestätte in Pessac geprägten Euromünzen
– Bienenwabe mit teilweise verdeckelten Honigzellen, in Form einer Weltkugel grob die Umrisse Europas, eines Großteils Afrikas sowie angrenzender Gebiete stilisierend, anlässlich des zum Weltbienentag erklärten Geburtstags Anton Janschas, des Pioniers der modernen Imkerei: slowenische 2-Euro-Gedenkmünze 2018
– drei Bienen, einem maltesischen Kinderlied nach im Kreis fliegend, anlässlich des Münzthemas Spiele: maltesische 2-Euro-Gedenkmümze 2020/2
- Muscheln

- Jakobsmuschel

– mit Aphrodite, die dem Mythos nach auf Kythira dem Meerschaum entstieg: griechische 2-Euro-Gedenkmünze 2014/2 (im Münzbild links unten)
– vier Jakobsmuscheln, doppelt dargestellt im Emblem der Universität Lüttich, ikonografische Heiligenattribute des heiligen Jakobus, in Reminiszenz an das auf dem Campus der Universität früher bestehende Benediktinerkloster Abbaye Saint-Jacques: belgische 2-Euro-Gedenkmünze 2017/1
– fünf Jakobsmuscheln als Attribute von St. Jakob auf dessen Hut und Umhang, dargestellt als Skulptur über der Westfassade der Kathedrale von Santiago de Compostela: spanische 2-Euro-Gedenkmünze 2018/1
- Fische

- Fisch, zusammen mit einem Apfel, einem Kürbis und einer Weizenähre, die Ernährung, eines der Aufgabenfelder des 1958 gegründeten italienischen Gesundheitsministeriums, symbolisierend: italienische 2-Euro-Gedenkmünze 2018/2

- Amphibien

- Salamander, 1900–1914 von Antoni Gaudí geschaffene Salamander-Fontäne des Parks Güell in Barcelona: spanische 2-Euro-Gedenkmünze 2014/1
- Rotbauchunke im Biosphärenreservat Žuvintas: litauische 2-Euro-Gedenkmünze 2021/1

- Schlangen

– zwei Schlangen um den Hermesstab:
– niederländisches Münzstättenzeichen auf den bei der Königlichen Niederländischen Münze geprägten Euromünzen
– als Merkurstab Symbol des Handels, Attribut des Merkur, Gott der Kaufleute und des Handels, Teil eines Reliefs über dem Eingang der Oesterreichischen Nationalbank, anlässlich deren 200-jährigen Bestehens: österreichische 2-Euro-Gedenkmünze 2016
– als Symbol des ärztlichen und pharmazeutischen Standes benutzt, seit er von der amerikanischen Luftwaffe als Symbol ihres Sanitätsdienstes eingeführt und dabei mit dem Äskulapstab verwechselt wurde – die Medizin, eines der Aufgabenfelder des italienischen Gesundheitsministeriums, symbolisierend: italienische 2-Euro-Gedenkmünze 2018/2
- Natter um den Äskulapstab, Symbol der ärztlichen Heilkunde, zugeordnet der Ärztin Isala Van Diest (anlässlich des 100. internationalen Frauentags, zusammen dargestellt mit Marie Popelin): belgische 2-Euro-Gedenkmünze 2011
- zwei Pythons (von Vergil in der Aeneis als Seeschlangen beschrieben), Laokoon und seine Söhne Antiphas (rechts dargestellt) und Thymbraeus erwürgend, anlässlich des europäischen Jahres des Kulturerbes: vatikanische 2-Euro-Gedenkmünze 2018/1

- Vögel

– zwei Vögel als Kopfzier eines für ein Turnier geschmückten Ritters und Pferdes, Reitersiegel der monegassischen Fürstenfamilie Grimaldi: monegassische 10-, 20- und 50-Cent-Münze 2001–2005
– vier stilisierte Vögel im für die litauische Volkskunst typischen Scherenschnitt, anlässlich des Gesang- und Tanzfestivals im Rahmen der Jahrhundertfeiern zur Unabhängigkeit Litauens: litauische 2-Euro-Gedenkmünze 2018/2
– zwei Vögel, die spiralig miteinander verwobenen Haare dreier Sängerinnen von polyphonen Sutartinės dekorierend: litauische 2-Euro-Gedenkmünze 2019/1
- Adler, als Wappentier traditionelles deutsches Hoheitszeichen:

– als Doppeladler des Reichswappens auf dem Schild der 1404 geschaffenen Bremer Rolandstatue, Zeichen des lange umkämpften Bremer Anspruches auf Reichsfreiheit: deutsche 2-Euro-Gedenkmünze 2010
– als preußischer Königsadler auf der Lanze der Siegesgöttin Victoria der Quadriga auf dem Brandenburger Tor:
– in zwei unterschiedlichen Münzvarianten (auf den 10- und 20-Cent-Münzen der Ausgabejahre 2002 bis 2006 und allen 50-Cent-Münzen heben die mittleren Pferde jeweils das innere, auf den 10- und 20-Cent-Münzen ab 2007 jedoch das äußere Vorderbein an): deutsche 10-, 20- und 50-Cent-Münze
– anlässlich des 25. Jahrestags des Mauerfalls in Berlin 1989: vatikanische 2-Euro-Gedenkmünze 2014
– anlässlich des 25. Jahrestags der deutschen Wiedervereinigung: deutsche 2-Euro-Gedenkmünze 2015/2
– anlässlich des 25. Jahrestags der deutschen Wiedervereinigung, durch Spiegelung doppelt dargestellt: san-marinesische 2-Euro-Gedenkmünze 2015/2
– deutsche 1- und 2-Euro-Münze
– Randprägung aller deutschen 2-Euro-Münzen
- Bartgeier als Flugbild, zusammen mit einer Pyrenäen-Gämse: andorranische 1- bis 5-Cent-Münze
- Haushuhn in stilisierter Form, wohl ein Helmperlhuhn (portugiesisch galinha-d’angola, „Angolahuhn“) darstellend, neben einer im südlichen Afrika blühenden Strelitzie, Garben, Kartoffeln, Kürbissen und bäuerlichen Werkzeugen, anlässlich des Internationalen Jahres der familienbetriebenen Landwirtschaft: portugiesische 2-Euro-Gedenkmünze 2014/2
- Höckerschwan, Wappentier des Biosphärenreservats Žuvintas, oben rechts dargestellt: litauische 2-Euro-Gedenkmünze 2021/1
- vier Kraniche, oben links dargestellt über dem Biosphärenreservat Žuvintas: litauische 2-Euro-Gedenkmünze 2021/1
- Lerche, auf dem Schild eines athenischen Speerkämpfers dargestellte Tagverkünderin, soll die Geburt der westlichen Zivilisation symbolisieren – anlässlich des 2500-jährigen Jubiläums der Schlacht bei Marathon: griechische 2-Euro-Gedenkmünze 2010
- Möwen, zwei über einer einen Braille-Text ertastenden Hand schwebende stilisierte Möwen, die Wissensfreiheit symbolisierend – anlässlich des 200. Geburtstags Louis Brailles: italienische 2-Euro-Gedenkmünze 2009/2
- Nebelkrähe, vor einem Vollmond auf einer kahlen Moor-Birke sitzend, die finnische Natur symbolisierend: finnische 2-Euro-Gedenkmünze 2017/2
- Rohrdommel, einer Rotbauchunke im Biosphärenreservat Žuvintas auflauernd: litauische 2-Euro-Gedenkmünze 2021/1
- zehn Schwalben symbolisieren den 10. Jahrestag der Einführung des Euro in Slowenien: slowenische 2-Euro-Gedenkmünze 2017
- Schwäne:

– fliegende Singschwäne: finnische 1-Euro-Münze:
– der ersten Prägeserie 1999–2006 (ohne Landeskürzel)
– der zweiten Prägeserie ab 2007 (mit Landeskürzel FI)
– fliegender Singschwan. finnischer Nationalvogel, anlässlich des 200. Jubiläums der finnischen Zentralbank: finnische 2-Euro-Gedenkmünze 2011
– Schwan von Tuonela (auf Wellen, die den sinkenden Geist symbolisieren) aus dem finnischen Nationalepos Kalevala, nach Details eines Gemäldes Akseli Gallen-Kallelas, anlässlich dessen 150. Geburtstags: finnische 2-Euro-Gedenkmünze 2015/3
– gemäß der Legende der Finno-ugrischen Völker die Sonne (Symbol oben rechts) über den Himmel tragend: estnische 2-Euro-Gedenkmünze 2021/1
- Seggenrohrsänger, sich im Biosphärenreservat Žuvintas an ein Rohrkolben-Laubblatt klammernd: litauische 2-Euro-Gedenkmünze 2021/1
- Steinkauz, als Eulenvogel Klugheit symbolisierendes Attribut der Schutzgöttin Athens (Eulen nach Athen tragen), zusammen mit einem Ölbaumzweig auf der Rückseite der attischen Tetradrachme: griechische 1-Euro-Münze
- Storch

– slowenische 1-Cent-Münze
– anlässlich des dreißigjährigen Bestehens der Lettischen Ornithologischen Gesellschaft bzw. des 2005 geschaffenen Schutzprogramms für den Schwarzstorch: lettische 2-Euro-Gedenkmünze 2015/3
- Tauben, als Friedenstaube Symbol der Vereinten Nationen:

– Friedenstaube, mit Ölbaumzweig im Schnabel, anlässlich der 50-jährigen UN-Mitgliedschaft Finnlands: finnische 2-Euro-Gedenkmünze 2005
– Friedenstaube, mit Ölbaumzweig im Schnabel, anlässlich der 20-jährigen UN-Mitgliedschaft Monacos: monegassische 2-Euro-Gedenkmünze 2013
– Friedenstaube, mit einem Zweig im Schnabel, der statt der Frieden symbolisierenden Oliven die zwölf Europasterne trägt, anlässlich 70 Jahre Frieden und Sicherheit in Europa: französische 2-Euro-Gedenkmünze 2015/1
– Taube über der von zwei Kindern gehaltenen Flagge Maltas, den Frieden symbolisierend: maltesische 2-Euro-Gedenkmünze 2017/2
– auffliegende Tauben im Logo für die Hundertjahrfeiern der Republik Estland: estnische 2-Euro-Gedenkmünze 2018/2
– drei Tauben, die geöffnete Berliner Mauer durchquerend, anlässlich des 30. Jahrestags des Mauerfalls, deutsch-französische Gemeinschaftsausgabe: deutsche 2-Euro-Gedenkmünze 2019/2 und französische 2-Euro-Gedenkmünze 2019/2
- Säugetiere

- Nervenzelle von Säugetieren mit Perikaryon (Zellkern) und „Empfangsantennen“, den Dendriten, anlässlich des 30-jährigen Bestehens des Zyprischen Instituts für Neurologie und Genetik: zyprische 2-Euro-Gedenkmünze 2020
- Raubtiere

- Bär als Wappentier des Herzogtums Samogitien (der Region Niederlitauen): litauische 2-Euro-Gedenkmünze 2019/2
- Katzen

- Katze als Münzmeisterzeichen Bernard Gillards: belgische Euromünzen 2013–2016
- Leopard als Wappentier Estlands, zusammen mit den Wappen Lettlands und Litauens als Gemeinschaftsausgabe der drei baltischen Staaten zum 100. Jahrestag von deren Staatsgründungen: estnische 2-Euro-Gedenkmünze 2018/1
- Löwen

– Wappentier des finnischen Wappens, ein tatarisches Krummschwert niedertretend:
– finnische Centmünzen der ersten Prägeserie 1999–2006 (ohne Landeskürzel)
– finnische Centmünzen der zweiten Prägeserie ab 2007 (mit Landeskürzel FI)
– anlässlich des 150-jährigen Jubiläums der finnischen Währung: finnische 2-Euro-Gedenkmünze 2010
– Münzstättenzeichen der finnischen Münzanstalt Rahapaja: finnische Euromünzen ab 2010
– drei stilisierte Löwenköpfe des finnischen Wappentieres: Randprägung aller finnischen 2-Euro-Münzen
– zusammen mit einem Greif im kleinen Wappen Lettlands: lettische 1-, 2- und 5-Cent-Münze
– zusammen mit Greifen im großen Wappen Lettlands und als Wappenträger: lettische 10-, 20- und 50-Cent-Münze
– vier Löwen im Wappen Großherzog Henris (die zwei Luxemburger Löwen mit Doppelschweif): luxemburgische 2-Euro-Gedenkmünze 2010
– Löwe, dessen Maul ein Hirte ein Lamm entreißt – anlässlich des Priesterjahres: vatikanische 2-Euro-Gedenkmünze 2010
– sechs von insgesamt zwölf Löwenskulpturen, die den Löwenbrunnen der Alhambra in dem von nazridischen Sultanen Ende des 14. Jahrhunderts erbauten Löwenhof der Alhambra in Granada tragen: spanische 2-Euro-Gedenkmünze 2011
– im Wappen Spaniens, Wappenlöwe des früheren Königreichs León:
– auf einer von Jugendlichen anlässlich des Weltjugendtages in Madrid geschwenkten Fahne (neben dem Wappen der Vatikanstadt): vatikanische 2-Euro-Gedenkmünze 2011
– im Wappen des Königs von Spanien, anlässlich des 50. Geburtstags Felipes VI.: spanische 2-Euro-Gedenkmünze 2018/2
– im Schild des lorbeerbekränzten luxemburgischen Wappens, Abzeichen der Freiwilligenarmee Luxemburgs: luxemburgische 2-Euro-Gedenkmünze 2017/1
– Markuslöwe im Giebelfeld des mittleren Bogens des Markusdoms in Venedig: italienische 2-Euro-Gedenkmünze 2017/1
– drei Löwen, doppelt dargestellt im Emblem der Universität Lüttich, Detail des Wappens der Stadt Lüttich: belgische 2-Euro-Gedenkmünze 2017/1
– Löwe im Wappen Kurlands, einer der vier historischen Regionen Lettlands: lettische 2-Euro-Gedenkmünze 2017/1
– Löwe im kleinen Wappen Lettlands (neben einem Greif), zusammen mit dem Wappen Estlands und Litauens als Gemeinschaftsausgabe der drei baltischen Staaten zum 100. Jahrestag von deren Staatsgründungen: lettische 2-Euro-Gedenkmünze 2018/1
– Löwe, Wappentier Luxemburgs als Landes-Münzzeichen auf den meisten der luxemburgischen Euromünzen ab 2018
– zwei einen siebenarmigen Leuchter flankierende bronzene Löwen am Warschauer Ghetto-Ehrenmal, anlässlich des vor 50 Jahren erfolgten Kniefalls von Warschau: deutsche 2-Euro-Gedenkmünze 2020/2
- Eurasische Luchse, das Wappen der Region Dzūkija flankierend: litauische 2-Euro-Gedenkmünze 2021/2
- Wolf

- Wölfin als Helmkleinod der Göttin Roma, anlässlich des 150. Jahrestags der Erklärung Roms zur Hauptstadt Italiens: italienische 2-Euro-Gedenkmünze 2021/1
- Eurasischer Wolf, 2018 zum estnischen Nationaltier erkoren: estnische 2-Euro-Gedenkmünze 2021/2

- Paarhufer

- Elch:

– im Wappen der historischen Region Lettlands, Semgallen: lettische 2-Euro-Gedenkmünze 2018/2
– dargestellt auf jungsteinzeitlichen Petroglyphen vom Onegasee, gemäß der Legende der Finno-ugrischen Völker: estnische 2-Euro-Gedenkmünze 2021/1
- Rinder

– ein den Gott Zeus der griechischen Mythologie verkörpernder Stier
– bei der Entführung der Europa, nach einem römischen Bodenmosaik des 3. Jahrhunderts in Sparta: griechische 2-Euro-Kursmünze
– neben Europa, die eine Schreibfeder über die geplante Verfassung Europas hält: italienische 2-Euro-Gedenkmünze 2005
– zwei Kühe der Grafen von Béarn im Wappen Andorras:
– andorranische 2-Euro-Münze
– andorranische 2-Euro-Gedenkmünze 2014
– andorranische 2-Euro-Gedenkmünze 2015/1
– andorranische 2-Euro-Gedenkmünze 2019/2
– Lettische Braune: lettische 2-Euro-Gedenkmünze 2016/1
- Wisent, steinzeitliche Höhlenmalerei aus Altamira: spanische 2-Euro-Gedenkmünze 2015/1

- Unpaarhufer

- Pferde

– vier Pferde der Quadriga auf dem Brandenburger Tor in Berlin:
– in zwei unterschiedlichen Münzvarianten (auf den 10- und 20-Cent-Münzen der Ausgabejahre 2002 bis 2006 und allen 50-Cent-Münzen heben die mittleren Pferde jeweils das innere, auf den 10- und 20-Cent-Münzen ab 2007 jedoch das äußere Vorderbein an): deutsche 10-, 20- und 50-Cent-Münze
– anlässlich des 25. Jahrestags des Mauerfalls in Berlin 1989: vatikanische 2-Euro-Gedenkmünze 2014
– anlässlich des 25. Jahrestags der deutschen Wiedervereinigung: deutsche 2-Euro-Gedenkmünze 2015/2
– anlässlich des 25. Jahrestags der deutschen Wiedervereinigung, stilisiert und durch Spiegelung doppelt dargestellt: san-marinesische 2-Euro-Gedenkmünze 2015/2
– für ein Turnier mit einem Vogel als Kopfzier geschmücktes Pferd eines Ritters: Reitersiegel der monegassischen Fürstenfamilie Grimaldi: monegassische 10-, 20- und 50-Cent-Münze 2001–2005
– Reiterstandbild des römischen Kaisers Marcus Aurelius auf dem Kapitolsplatz in Rom, um 165 erschaffen und das einzige erhaltene Reiterstandbild der Antike: italienische 50-Cent-Münze
– Lipizzaner, eine früher Karster genannte Pferderasse: slowenische 20-Cent-Münze
– Pferd Georg des Drachentöters, dargestellt im Georgs-Kreuz:
– Abbildung im Wappen Maltas als 1942 der gesamten Bevölkerung verliehene militärische Auszeichnung für deren Tapferkeit in den Schlachten des Zweiten Weltkriegs: maltesische 10-, 20- und 50-Cent-Münze
– Abbildung in der Flagge Maltas als 1942 der gesamten Bevölkerung verliehene Tapferkeits-Auszeichnung, Darstellung zweier ein Herz formender Hände als Ausdruck von Solidarität durch Liebe: maltesische 2-Euro-Gedenkmünze 2016/2
– springendes Pferd des Vytis („des Verfolgers“), des geharnischten Ritters im Wappen Litauens:
– litauische 1-, 2- und 5-Cent-Münze
– litauische 10-, 20- und 50-Cent-Münze (mit waagerechter Schraffur zwischen den Sternen)
– litauische 1- und 2-Euro-Münze (mit senkrechter Schraffur zwischen den Sternen)
– zusammen mit den Wappen Estlands und Lettlands als Gemeinschaftsausgabe der drei baltischen Staaten zum 100. Jahrestag von deren Staatsgründungen: litauische 2-Euro-Gedenkmünze 2018/1
– die spiralig miteinander verwobenen Haare dreier Sängerinnen von polyphonen Sutartinės dekorierend: litauische 2-Euro-Gedenkmünze 2019/1
– im Wappen der Region Aukštaitija (Oberlitauen): litauische 2-Euro-Gedenkmünze 2020/1
– am Hügel der Kreuze rechts unten dargestellt: litauische 2-Euro-Gedenkmünze 2020/2
– im Reiterstandbild Fürst Niklots (≈1100–1160), in der Fassade des Schweriner Schlosses: deutsche 2-Euro-Gedenkmünze 2007/1
– sich aufbäumendes Pferd des Apostels Paulus auf dessen Reise nach Damaskus, anlässlich des Paulusjahres: vatikanische 2-Euro-Gedenkmünze 2008
– fünf berittene Pferde, Holzskulptur als Firstschmuck eines traditionellen Hauses in Osttimor, mit der Silhouette eines Beiro genannten traditionellen Bootes, anlässlich der ersten Kontakte Portugals mit Timor vor 500 Jahren: portugiesische 2-Euro-Gedenkmünze 2015/2
– Springer, Schachfigur in Form eines Pferdekopfes, in erhabener Prägung und vertieft als „Negativform“ dargestellt, anlässlich des 100. Geburtstags des estnischen Schachmeisters Paul Keres: estnische 2-Euro-Gedenkmünze 2016
– verharrendes Pferd, während sein Reiter Martin von Tours seinen Mantel mit einem Armen teilt, anlässlich des Heiligen Jahres der Barmherzigkeit: vatikanische 2-Euro-Gedenkmünze 2016/2
– vier Pferde von San Marco, ursprünglich Teile einer Quadriga auf dem Triumphbogen Kaiser Neros in Rom, über Konstantinopel als Kriegsbeute nach Venedig gelangt: italienische 2-Euro-Gedenkmünze 2017/1
- Ziegenartige

- Schafe

– ein Lamm, Leben und Unschuld symbolisierend, wird von einem Hirten dem Maul eines Löwen entrissen – anlässlich des Priesterjahres: vatikanische 2-Euro-Gedenkmünze 2010
– ein Lamm, Symbol für die Auferstehung Jesu Christi, im (unten abgebildeten) Wappen Juan Benlloch y Vivós, 1906–1918 Bischof von Urgell und damit Kofürst von Andorra, Verfasser des Textes der andorranischen Nationalhymne El Gran Carlemany: andorranische 2-Euro-Gedenkmünze 2017/1
– Widderfell des Goldenen Vlieses (Schaffelle wurden verwendet, um Goldstaub aus den Flüssen zu waschen) im Orden vom Goldenen Vlies:
– von Großherzog Wilhelm III.: luxemburgische 2-Euro-Gedenkmünze 2017/2
– im Wappen des Königs von Spanien, anlässlich des 50. Geburtstags Felipes VI.: spanische 2-Euro-Gedenkmünze 2018/2
– an der Ordenskette Kaiser Karls V.: belgische 2-Euro-Gedenkmünze 2021/2
- Mufflons: zyprische 1-, 2- und 5-Cent-Münze

- Pyrenäen-Gämse, zusammen mit dem Flugbild eines Bartgeiers: andorranische 1- bis 5-Cent-Münze

- Mischwesen / mythologische Fabelwesen

- Drache, Sinnbild für Chaos, dargestellt im Georgs-Kreuz

– Abbildung im Wappen Maltas als 1942 der gesamten Bevölkerung verliehene militärische Auszeichnung für deren Tapferkeit in den Schlachten des Zweiten Weltkriegs: maltesische 10-, 20- und 50-Cent-Münze
– Abbildung in der Flagge Maltas als 1942 der gesamten Bevölkerung verliehene Tapferkeits-Auszeichnung, Darstellung zweier ein Herz formender Hände als Ausdruck von Solidarität durch Liebe: maltesische 2-Euro-Gedenkmünze 2016/2
- Greif, Münzmotiv der antiken Stadt Abdera, anlässlich des 100. Jahrestags der Vereinigung Thrakiens mit Griechenland: griechische 2-Euro-Gedenkmünze 2020/2
- Greif als Metapher für Jesus von Nazaret:

– zusammen mit einem Löwen im kleinen Wappen Lettlands: lettische 1-, 2- und 5-Cent-Münze
– zusammen mit Löwen im großen Wappen Lettlands und als Wappenträger: lettische 10-, 20- und 50-Cent-Münze
– im Wappen Vidzemes (Zentral-Livlands), einer der vier historischen Regionen Lettlands: lettische 2-Euro-Gedenkmünze 2016/2
– im Wappen Lettgallens, einer der vier historischen Regionen Lettlands: lettische 2-Euro-Gedenkmünze 2017/2
– im kleinen Wappen Lettlands (neben einem Löwen), zusammen mit den Wappen Estlands und Litauens als Gemeinschaftsausgabe der drei baltischen Staaten zum 100. Jahrestag von deren Staatsgründungen: lettische 2-Euro-Gedenkmünze 2018/1
- Pegasos, ein geflügeltes Pferd, als Helmbuschhalter am attischen Helm der Statue des Pallas-Athene-Brunnens vor dem österreichischen Parlamentsgebäude in Wien, anlässlich des 100. Jahrestags der Republik Österreich: österreichische 2-Euro-Gedenkmünze 2018
- Sphinx, Verzierung am attischen Helm der Statue des Pallas-Athene-Brunnens vor dem österreichischen Parlamentsgebäude in Wien, anlässlich des 100. Jahrestags der Republik Österreich: österreichische 2-Euro-Gedenkmünze 2018
- zwei Seeschlangen, Pythons ähnelnd, von Vergil in der Aeneis beschrieben, Laokoon und seine Söhne Antiphas (rechts dargestellt) und Thymbraeus erwürgend, anlässlich des europäischen Jahres des Kulturerbes: vatikanische 2-Euro-Gedenkmünze 2018/1

## Unbestimmte und allegorische Personen
- Menschliche Körperteile

- Hände:

– Hand, die ein in Blindenschrift geschriebenes Buch abtastet, anlässlich des 200. Geburtstags von Louis Braille: italienische 2-Euro-Gedenkmünze 2009/2
– Hand, die einen Wahlzettel in eine Wahlurne wirft, anlässlich der Abgeordnetenwahl von 1849: maltesische 2-Euro-Gedenkmünze 2011
– Hand, die eine Pflanze trägt, vor einer Erdkugel, anlässlich des Europäischen Jahres der Entwicklung: belgische 2-Euro-Gedenkmünze 2015/1
– Hand, die Hilfe des Portugiesischen Roten Kreuzes symbolisierend, anlässlich dessen 150-jährigen Bestehens: portugiesische 2-Euro-Gedenkmünze 2015/1
– (Arm und) Hand einer von sechs individuell dargestellten Personen, eine Erdkugel mit den Umrissen beider Amerikas umgebend, anlässlich des VIII. Weltfamilientreffens in Philadelphia: vatikanische 2-Euro-Gedenkmünze 2015
– zwei vor der Flagge Maltas ein Herz formende Hände, Ausdruck von Solidarität durch Liebe: maltesische 2-Euro-Gedenkmünze 2016/2
– Hand Helmut Schmidts (1918–2015), 1974–1982 Bundeskanzler der Bundesrepublik Deutschland, anlässlich seines 100. Geburtstags: deutsche 2-Euro-Gedenkmünze 2018/2
– Hand Manolis Andronikos’ (1919–1992), griechischer Archäologe, anlässlich seines 100. Geburtstags: griechische 2-Euro-Gedenkmünze 2019/1
– Frauenhand, die einen Wahlzettel in eine Wahlurne wirft, anlässlich des seit 100 Jahren geltenden allgemeinen Wahlrechts in Luxemburg: luxemburgische 2-Euro-Gedenkmünze 2019/2
– ca. zwei Dutzend Hände jubelnder Menschen, anlässlich des 30. Jahrestags des Mauerfalls, deutsch-französische Gemeinschaftsausgabe: deutsche 2-Euro-Gedenkmünze 2019/2 und französische 2-Euro-Gedenkmünze 2019/2
– zwei Kinderhände, die einen Globus halten, der aus Puzzleteilen gebildet wird, die ihrerseits Kinderhände als Verbindungselemente haben, anlässlich des 75. Jahrestags des Kinderhilfswerks UNICEF: französische 2-Euro-Gedenkmünze 2021/1
– Hand, einen Kompass haltend, Darstellung einer Bootsfahrt zu Schären der seit 100 Jahren autonomen Region Åland: finnische 2-Euro-Gedenkmünze 2021/2
– Hand eines alten Menschen, die von einer jüngeren Hand gestützt wird, anlässlich der Fürsorge für Senioren während der COVID-19-Pandemie: andorranische 2-Euro-Gedenkmünze 2021/2
- Oberkörper mit Hand, Arm und Kopfpartie:

– eines Mannes, nach dem Gemälde Giorgio Vasaris Judith enthauptet Holofernes von 1554: san-marinesische 2-Euro-Gedenkmünze 2011
– einen jungen Menschen bei der Stimmabgabe, anlässlich des 30. Jahrestags der gesetzlichen Festlegung des Volljährigkeitsalters Andorras auf 18 Jahre: andorranische 2-Euro-Gedenkmünze 2015/2
– einer Frau, die Brust abtastend, anlässlich des 25. Jahrestags der Rosa Schleife, des Symbols des Kampfes gegen den Brustkrebs: französische 2-Euro-Gedenkmünze 2017/2
- Köpfe:

– Gesichter, ein männliches und ein weibliches, anlässlich des 100-jährigen Jubiläums der Einführung der Gleichberechtigung und des Frauenwahlrechts: finnische 2-Euro-Gedenkmünze 2006
– sechs individuell dargestellte Köpfe der Mitglieder zweier Familien, eine Erdkugel mit den Umrissen beider Amerikas umgebend, anlässlich des VIII. Weltfamilientreffens in Philadelphia: vatikanische 2-Euro-Gedenkmünze 2015
– Köpfe einer Frau und eines Mannes im Profil als Symbol für Bürger, anlässlich des 150-jährigen Bestehens der Polícia de Segurança Pública: portugiesische 2-Euro-Gedenkmünze 2017/1
– Kopf einer Frau als Allegorie der Gesundheit, anlässlich des 60. Jahrestags der Gründung des italienischen Gesundheitsministeriums: italienische 2-Euro-Gedenkmünze 2018/2
– Köpfe dreier singender Kinder, anlässlich des 150. Jahrestags des ersten Liederfestes: estnische 2-Euro-Gedenkmünze 2019/1
– Köpfe dreier Sängerinnen von polyphonen Sutartinės: litauische 2-Euro-Gedenkmünze 2019/1
– siebzehn im Profil dargestellte Gesichter, das Wappen Andorras flankierend, anlässlich des 600. Jubiläums des Consell de la Terra: andorranische 2-Euro-Gedenkmünze 2019/2
– Kopf einer Frau im Profil, die DNA-Doppelhelix betrachtend, anlässlich der im Zuge der COVID-19-Pandemie intensivierten medizinischen Forschung: französische 2-Euro-Gedenkmünze 2020/2
– Umriss eines menschlichen Gehirns, stilisiert dargestellt durch Leiterbahnen einer Platine (mit einem kreisförmigen Mikroprozessor im Zentrum), anlässlich des 20. Jahrestags des Beitritts zur OECD digitalen Humanismus symbolisierend: slowakische 2-Euro-Gedenkmünze 2020
– Frauenkopf, eingerahmt von bogenförmigen Linien, die aus aneinandergereihten weiblichen katalanischen Vornamen bestehen, anlässlich 50 Jahren Frauenwahlrecht in Andorra: andorranische 2-Euro-Gedenkmünze 2020/2
- Lippen am menschlichen Mund, Detail des Logos der Olympischen Sommerspiele 2024 in Paris: französische 2-Euro-Gedenkmünze 2021/2

- Diverse Einzelpersonen

- Kämpfer/Soldaten:

– Ritter mit Helmzier, Reiterschild (dem kleinen Wappen Monacos) und für ein Turnier geschmücktem Pferd – Reitersiegel der Fürstenfamilie Grimaldi: monegassische 10-, 20- und 50-Cent-Münze 2001–2005
– Ritter Vytis („der Verfolger“), geharnischt und mit Lothringer Kreuz auf dem Schild:
– litauische 1-, 2- und 5-Cent-Münze
– litauische 10-, 20- und 50-Cent-Münze (mit waagerechter Schraffur zwischen den Sternen)
– litauische 1- und 2-Euro-Münze (mit senkrechter Schraffur zwischen den Sternen)
– die spiralig miteinander verwobenen Haare dreier Sängerinnen von polyphonen Sutartinės dekorierend: litauische 2-Euro-Gedenkmünze 2019/1
– im Wappen der Region Aukštaitija (Oberlitauen): litauische 2-Euro-Gedenkmünze 2020/1
– rechts unten dargestellt am Hügel der Kreuze: litauische 2-Euro-Gedenkmünze 2020/2
– Ritter mit Harnisch, Schild und einer Mordaxt, im Wappen der Region Dzūkija: litauische 2-Euro-Gedenkmünze 2021/2
– Gardist der päpstlichen Schweizergarde, anlässlich deren Gründung vor 500 Jahren: vatikanische 2-Euro-Gedenkmünze 2006
– Athenischer Speerkämpfer, anlässlich des 2500. Jahrestages der Schlacht bei Marathon: griechische 2-Euro-Gedenkmünze 2010
- Sportler:

– Skiläufer anlässlich der Olympischen Winterspiele in Turin: italienische 2-Euro-Gedenkmünze 2006
– Sportgymnast mit Band, anlässlich der Lusofonia-Spiele in Lissabon: portugiesische 2-Euro-Gedenkmünze 2009
– stilisierter Sportler im Emblem der XIII. Special Olympics 2011 in Athen: griechische 2-Euro-Gedenkmünze 2011
– stilisierter Sportler mit ausgebreiteten Armen, anlässlich der Teilnahme des „Teams Belgium“ an den Olympischen Spielen 2016: belgische 2-Euro-Gedenkmünze 2016/1
– Skiläufer anlässlich des Finales des Alpinen Skiweltcups 2019 in Andorra: andorranische 2-Euro-Gedenkmünze 2019/1
- eine Person, durch ein herzförmiges Loch einer Mauer sichtbar – anlässlich des 60. Jahrestags der Verkündung der Menschenrechte: finnische 2-Euro-Gedenkmünze 2008
- Strichmännchen neben dem Eurozeichen, anlässlich des zehnjährigen Bestehens der Europäischen Wirtschafts- und Währungsunion gemeinsam von den 16 Ländern der Eurozone herausgegeben: deutsche 2-Euro-Gedenkmünze 2009/1 als Beispiel
- Hirte, einem Löwen ein Lamm entreißend – anlässlich des vatikanischen Priesterjahres: vatikanische 2-Euro-Gedenkmünze 2010
- Armer, mit dem der berittene Martin von Tours seinen Mantel teilt, anlässlich des Heiligen Jahres der Barmherzigkeit: vatikanische 2-Euro-Gedenkmünze 2016/2
- jubelnder Mensch mit emporgereckten Armen, anlässlich des 30. Jahrestags des Mauerfalls, deutsch-französische Gemeinschaftsausgabe: deutsche 2-Euro-Gedenkmünze 2019/2 und französische 2-Euro-Gedenkmünze 2019/2
- Jäger, Darstellung einer ca. 6.000 Jahre alten jungsteinzeitlichen Petroglyphe Finno-ugrischer Völker vom Onegasee: estnische 2-Euro-Gedenkmünze 2021/1

- Zwei Personen

- zwei als Minoritenmönche verkleidete Kämpfer als Schildhalter des Wappens Monacos symbolisieren die Eroberung Monacos 1297 durch als Mönche verkleidete Soldaten Francesco Grimaldis, genannt „Malizia“ (der Schlitzohrige):

– monegassische 1-, 2- und 5-Cent-Münze 2001–2005
– monegassische 1-, 2- und 5-Cent-Münze ab 2006
– stilisiert dargestellt als Wappenhalter des Wappens Monacos, über dem von Marc-Antoine Grigho um 1678 gestalteten Haupttor des Fürstenpalastes in Monaco: monegassische 2-Euro-Gedenkmünze 2017
- eine Frau und ein Mann mit den Symbolen des Rechts auf Frieden und Freiheit, Nahrung und Arbeit – anlässlich des 60. Jahrestags der Verkündung der Menschenrechte: italienische 2-Euro-Gedenkmünze 2008
- zwei Carabinieri im Sturm, nach einer 1973 geschaffenen Bronzeplastik Antonio Bertis, anlässlich des 200. Jahrestags der Gründung der Gendarmerie Italiens: italienische 2-Euro-Gedenkmünze 2014/1
- zwei kleine Kinder, unter einer schwebenden Friedenstaube eine Flagge Maltas haltend: maltesische 2-Euro-Gedenkmünze 2017/2
- zwei Angehörige der Fürstlichen Karabinierskompanie vor dem Fürstenpalast in Monaco, anlässlich deren 200-jährigen Bestehens: monegassische 2-Euro-Gedenkmünze 2017
- Silhouetten eines Mannes und einer Frau als Hohlform, Denkmal in Andorra la Vella für die Männer und Frauen, die die Verfassung von Andorra ins Leben riefen: andorranische 2-Euro-Gedenkmünze 2018/1
- zwei protestierende Studenten vor der stilisierten Fassade einer Universität, anlässlich des 50. Jahrestags der Ereignisse vom Mai 1968 in Belgien: belgische 2-Euro-Gedenkmünze 2018/1
- Ritter, der sich auf ein Schwert, sowie eine Frau, die sich auf einen Anker stützt, Detail des Wappens des Herzogtums Samogitien: litauische 2-Euro-Gedenkmünze 2019/2
- zwei stilisierte Personen, Mann und Frau, den Journalismus und die Pressefreiheit repräsentierend: finnische 2-Euro-Gedenkmünze 2021/1
- Mann und Frau in Krankenhauskitteln, mit Mund-Nasen-Schutz, stellvertretend für Ärzte und Pflegekräfte im Kampf gegen die COVID-19-Pandemie: italienische 2-Euro-Gedenkmünze 2021/2

- Menschengruppen

- drei fahnenschwenkende Jugendliche anlässlich des XXVI. Weltjugendtages in Madrid: vatikanische 2-Euro-Gedenkmünze von 2011
- drei kretische Rebellen in Theriso bei der Revolte 1905 gegen die Osmanen, mit griechischer Staatsflagge zu Land – anlässlich des 100. Jahrestages der Vereinigung Kretas mit Griechenland: griechische 2-Euro-Gedenkmünze 2013/1
- drei Personen vor der Universitas Istropolitana, ein Professor und zwei Studenten, anlässlich des 550. Jahrestags des Beginns der Lehrtätigkeit: slowakische 2-Euro-Gedenkmünze 2017
- vier Sportler unterschiedlicher Disziplinen, in stilisierten olympischen Ringen dargestellt, anlässlich des 150. Geburtstags Pierre de Coubertins: französische 2-Euro-Gedenkmünze 2013/2
- vierköpfige Familie, Teilmotiv der 17-Länder-Gemeinschaftsausgabe 10 Jahre Euro-Bargeld und der motivgleichen san-marinesischen 2-Euro-Gedenkmünze 2012: deutsche 2-Euro-Gedenkmünze 2012/1 als Beispiel
- vier stilisierte menschliche Figuren, in umgekehrter kreisförmiger Bewegung als im Logo des „Malta Community Chest Fund“, Darstellung zweier ein Herz formender Hände als Ausdruck von Solidarität durch Liebe: maltesische 2-Euro-Gedenkmünze 2016/2
- fünf eine Menschenkette bildende Personen als Schattenriss, anlässlich des Europäischen Jahres des interkulturellen Dialogs: san-marinesische 2-Euro-Gedenkmünze 2008
- fünfköpfige Familie vor dem Mailänder Dom, anlässlich des VII: Weltfamilientreffens in Mailand: vatikanische 2-Euro-Gedenkmünze von 2012
- fünf jubelnde Jugendliche vor der 1922–1931 errichteten Christusstatue auf dem Corcovado, anlässlich des XXVIII. Weltjugendtages in Rio de Janeiro: vatikanische 2-Euro-Gedenkmünze 2013/2
- fünf Reiter, Holzskulptur als Firstschmuck eines traditionellen Hauses in Osttimor, mit der Silhouette eines „Beiro“ genannten traditionellen Bootes, anlässlich der ersten Kontakte Portugals mit Timor vor 500 Jahren: portugiesische 2-Euro-Gedenkmünze 2015/2
- fünf stilisierte Personen (drei Frauen und zwei Männer) im für die litauische Volkskunst typischen Scherenschnitt, anlässlich des Gesang- und Tanzfestivals im Rahmen der Jahrhundertfeiern zur Unabhängigkeit Litauens: litauische 2-Euro-Gedenkmünze 2018/2
- sechs Personen, bestehend aus je drei individuell dargestellten Personen zweier Familien, eine Erdkugel mit den Umrissen beider Amerikas umgebend und (zwei Personen) sich an den Armen haltend, anlässlich des VIII. Weltfamilientreffens in Philadelphia: vatikanische 2-Euro-Gedenkmünze 2015
- sieben menschliche Silhouetten (neben Zahnrädern) als Teil eines stilisierten Baums, anlässlich des XXVII. Iberoamerika-Gipfels 2020 in Soldeu: andorranische 2-Euro-Gedenkmünze 2020/1
- acht feiernde und musizierende Menschen, anlässlich der seit 30 Jahren veranstalteten Fête de la Musique: französische 2-Euro-Gedenkmünze 2011
- neun Ruderer eines nordischen Langschiffs, anlässlich der seit 90 Jahren bestehenden Unabhängigkeit Finnlands: finnische 2-Euro-Gedenkmünze 2007
- neun Männer vor dem Gouverneurspalast in Valletta, anlässlich des Mehrheitswahlrechts von 1887: maltesische 2-Euro-Gedenkmünze 2012
- elf jubelnde Menschen vor dem Brandenburger Tor in Berlin, zwei davon ein stilisiertes Eurozeichen als Symbol hochhaltend, anlässlich des 25. Jahrestags der Deutschen Einheit: deutsche 2-Euro-Gedenkmünze 2015/2
- zwölf stilisierte Personen um eine ausgebreitete EU-Flagge, 19-Länder-Gemeinschaftsausgabe anlässlich deren dreißigjährigen Bestehens: finnische 2-Euro-Gedenkmünze 2015/2 als Beispiel
- 13-köpfige Menschengruppe hinter den Umrissen Maltas, anlässlich der Selbstverwaltung von 1921: maltesische 2-Euro-Gedenkmünze 2013
- stilisierte Darstellung einer 15-köpfigen Menschengruppe, anlässlich des 60. Jahrestags der Verkündung der Menschenrechte: portugiesische 2-Euro-Gedenkmünze 2008
- stilisierte Darstellung einer Menschenmenge im „Round Room“ und auf dessen Empore, anlässlich des 100. Jahrestags der ersten Sitzung des Dáil Éireann im „Mansion House“ in Dublin: irische 2-Euro-Gedenkmünze 2019

- Kunstmotive
  - Säer,

– der Säer, nach einem 1907 entstandenen Gemälde von Ivan Grohar: slowenische 5-Cent-Münze
– die Säerin mit Jakobinermütze, nach einer 1887 von Oscar Roty geschaffenen Medaille aus Wachs auf Schiefer, Farbfolge Blau-Weiß-Rot der Trikolore nach den heraldischen Regeln der Tingierung durch Schraffur dargestellt: französische 10-, 20- und 50-Cent-Münze
- Venus, Göttin der Liebe, des erotischen Verlangens und der Schönheit, Detail des ca. 1485/86 entstandenen Gemäldes Die Geburt der Venus von Sandro Botticelli: italienische 10-Cent-Münze
- Figur der 1913 entstandenen Skulptur Einzigartige Formen der Kontinuität im Raum von Umberto Boccioni: italienische 20-Cent-Münze
- der vitruvianische Mensch, bezeichnet nach einer Proportionsregel Vitruvs, ist eine um 1490 entstandene Zeichnung Leonardo da Vincis: italienische 1-Euro-Münze
- Diskuswerfer, nach der im 5. Jahrhundert v. Chr. entstandenen Statue Diskobolos von Myron: griechische 2-Euro-Gedenkmünze 2004
- der Gott der christlichen Religion, als Schöpfer von Sonne und Mond nach Michelangelos um 1510 geschaffenem Deckenfresko Schaffung der Sonne, des Mondes und der Pflanzen in der Sixtinischen Kapelle, anlässlich des Internationalen Jahres der Astronomie: vatikanische 2-Euro-Gedenkmünze 2009
- Kopfbild einer Charis (römisch: Grazie), einer der drei Göttinnen der Anmut („die Glänzende, Frohsinn und Festfreude“), Detail des Bildes Primavera („Frühling“) von Sandro Botticelli (1445–1510): san-marinesische 2-Euro-Gedenkmünze 2010
- schwertschwingende Frau, nach dem Gemälde Giorgio Vasaris Judith enthauptet Holofernes von 1554: san-marinesische 2-Euro-Gedenkmünze 2011
- Oberkörper eines Mannes, nach dem Gemälde Giorgio Vasaris Judith enthauptet Holofernes von 1554: san-marinesische 2-Euro-Gedenkmünze 2011
- fünf Männer, nach dem 1501 geschaffenen Fresko Der 12-jährige Jesus unter den Schriftgelehrten von Bernardino di Betto di Biagio, genannt Pinturicchio: san-marinesische 2-Euro-Gedenkmünze 2013
- Frau, die Flagge Maltas haltend, oberer Teil der von Ġanni Bonnici 1989 gestalteten Bronzestatue des Unabhängigkeitsdenkmals in Floriana, anlässlich des 50. Jahrestags der Unabhängigkeit von Großbritannien: maltesische 2-Euro-Gedenkmünze 2014/1
- Dutzende Personen, Seelen beim Aufstieg auf den Läuterungsberg der Göttlichen Komödie verkörpernd, nach dem Fresko Domenico di Michelinos in der Kathedrale von Florenz, anlässlich Dante Alighieris 750. Geburtstags: italienische 2-Euro-Gedenkmünze 2015/2
- Gesicht der Bronzestatue Davids, anlässlich des 550. Todestags Donatellos: san-marinesische 2-Euro-Gedenkmünze 2016/1
- vier Helden des Aufstands im Warschauer Ghetto 1943, bronzene Skulpturengruppe des Warschauer Ghetto-Ehrenmals von Nathan Rappaport, anlässlich des vor 50 Jahren erfolgten Kniefalls von Warschau: deutsche 2-Euro-Gedenkmünze 2020/2

- Allegorische Darstellungen
  - die Freiheit in Gestalt einer klassischen Stadtgöttin, Statue Stefano Gallettis (1832–1906) vor dem Regierungspalast San Marinos: san-marinesische 2-Cent-Münze
  - Marianne, die Allegorie Frankreichs:

– französische 1-, 2- und 5-Cent-Münze
– bedeckt mit einer phrygischen Mütze, dargestellt als Sprinterin, anlässlich der für 2024 in Paris geplanten Olympischen Sommerspiele: französische 2-Euro-Gedenkmünze 2021/2
- - die Milda genannte Landesallegorie Lettlands, eine junge Frau in Landestracht (Modell stand Zelma Brauere): lettische 1- und 2-Euro-Münze
  - die República als personifizierte Republik, versehen mit Symbolen der Freiheit und des Friedens, anlässlich des 100-jährigen Bestehens der Portugiesischen Republik: portugiesische 2-Euro-Gedenkmünze 2010
  - Frauenkopf als Allegorie der Gesundheit, anlässlich des 60. Jahrestag der Gründung des italienischen Gesundheitsministeriums: italienische 2-Euro-Gedenkmünze 2018/2
- Götter und andere mythologische Figuren

- Ceres, den Sommer symbolisierende römische Göttin des Ackerbaus, der Fruchtbarkeit und der Ehe, um 1715 von Balthasar Permoser als – linke – Nischenfigur am Kronentor des Dresdner Zwingers erschaffen: deutsche 2-Euro-Gedenkmünze 2016
- Charis, eine der drei Grazien („die Glänzende, Frohsinn und Festfreude“), Göttin der Anmut, Detail des Bildes Primavera („Frühling“) von Sandro Botticelli (1445–1510): san-marinesische 2-Euro-Gedenkmünze 2010
- Engel, die Pforte des Läuterungsberges der Göttlichen Komödie bewachend, nach einem Fresko Domenico di Michelinos in der Kathedrale von Florenz, anlässlich Dante Alighieris 750. Geburtstags: italienische 2-Euro-Gedenkmünze 2015/2
- Engel, von Leonardo da Vinci um 1475 geschaffenes Detail des Taufe Christi genannten Gemäldes aus der Werkstatt Andrea del Verrocchios, Darstellung jedoch ohne Nimbus: san-marinesische 2-Euro-Gedenkmünze 2019/1
- Engel, der Hagar und Ismael auf ihrer Wanderung in der Wüste auf eine Quelle hinweist, anlässlich des 250. Todestags des Malers Giovanni Battista Tiepolo: san-marinesische 2-Euro-Gedenkmünze 2020/2
- zwei Engel, den Wappenschild des Wappens der Region Aukštaitija (Oberlitauen) haltend: litauische 2-Euro-Gedenkmünze 2020/1
- zwei Engel, Detail des 1513–1514 von Raffaello Sanzio da Urbino geschaffenen Gemäldes Sixtinische Madonna, anlässlich Raffaels 500. Todestags: vatikanische 2-Euro-Gedenkmünze 2020/2
- Erzengel Gabriel, dargestellt als Skulptur auf der Westfassade des Markusdoms: italienische 2-Euro-Gedenkmünze 2017/1
- Erzengel Michael, nach der neutestamentlich-christlichen Offenbarung des Johannes Bezwinger Satans:

– sein Kopf, mit einem Kreuz als Helmzier, als belgisches Münzstättenzeichen: belgische Euromünzen
– Statue auf der von Friedrich August Stüler geschaffenen Kuppel des Schweriner Schlosses: deutsche 2-Euro-Gedenkmünze 2007/1
– Bronzestatue (links) über dem Hauptportal der Hamburger Sankt-Michaelis-Kirche: deutsche 2-Euro-Gedenkmünze 2008
- Europa, eine griechisch-mythologische Figur:

– bei ihrer Entführung durch Zeus in Gestalt eines Stieres, nach einem römischen Bodenmosaik des 3. Jahrhunderts in Sparta: griechische 2-Euro-Kursmünze
– bei der symbolischen Unterzeichnung des – nie in Kraft getretenen – Vertrages über eine Verfassung für Europa: italienische 2-Euro-Gedenkmünze 2005
- Fortuna, die Göttin des Schicksals und des Wohlstands:

– mit einem Füllhorn dargestellt, Detail des 1911–1919 geschaffenen Reliefs am Gebäude der Oesterreichischen Nationalbank in Wien, anlässlich deren 200. Jubiläums: österreichische 2-Euro-Gedenkmünze 2016
– auf der Kuppel von Schloss Charlottenburg in Berlin: deutsche 2-Euro-Gedenkmünze 2018/1
- Der Gott der jüdischen und der christlichen Religion, als Schöpfer von Sonne und Mond nach dem um 1510 von Michelangelo geschaffenen Deckenfresko Schaffung der Sonne, des Mondes und der Pflanzen in der Sixtinischen Kapelle, anlässlich des Internationalen Jahres der Astronomie: vatikanische 2-Euro-Gedenkmünze 2009
- Mercurius / Hermes, Götterbote und Gott der Kaufleute und des Handels:

– Detail des 1911–1919 geschaffenen Reliefs am Gebäude der Oesterreichischen Nationalbank, anlässlich deren 200. Jubiläums: österreichische 2-Euro-Gedenkmünze 2016
– Statue im Park Sanssouci, rechts der Fontäne dargestellt: deutsche 2-Euro-Gedenkmünze 2020/1
- Pomona, den Herbst symbolisierende römische Göttin der Baumfrüchte, um 1715 von Balthasar Permoser als – rechte – Nischenfigur am Kronentor des Dresdner Zwingers erschaffen: deutsche 2-Euro-Gedenkmünze 2016
- Salmakis, in Ovids Metamorphosen beschriebene Nymphe (Najade), dargestellt als 1826 von François Joseph Bosio geschaffene Marmorskulptur: monegassische 2-Euro-Gedenkmünze 2018
- Satan unterliegt im Kampf gegen den Erzengel Michael, Bronzestatue (links) über dem Hauptportal der Hamburger Sankt-Michaelis-Kirche: deutsche 2-Euro-Gedenkmünze 2008
- Venus / Aphrodite, Göttin der Liebe, des erotischen Verlangens und der Schönheit:

– Detail des ca. 1485/86 entstandenen Gemäldes Die Geburt der Venus von Sandro Botticelli: italienische 10-Cent-Münze
– auf einer Jakobsmuschel, dem Mythos nach auf Kythira dem Meerschaum entstiegen: griechische 2-Euro-Gedenkmünze 2014/2 (im Münzbild links unten)
– Statue im Park Sanssouci, links der Fontäne dargestellt: deutsche 2-Euro-Gedenkmünze 2020/1
- Victoria, Siegesgöttin, Wagenlenkerin der Quadriga auf dem Brandenburger Tor, auf ihrer Lanze ein eichenlaubumkränztes Eisernes Kreuz und der preußische Königsadler: deutsche 10-, 20- und 50-Cent-Münze
- Zeus, olympischer Gott in Gestalt eines Stieres:

– die „Entführung der Europa“ darstellend, nach einem römischen Bodenmosaik des 3. Jahrhunderts in Sparta: griechische 2-Euro-Kursmünze
– neben Zeus in der Gestalt eines Stieres hält Europa eine Schreibfeder über die geplante Verfassung Europas: italienische 2-Euro-Gedenkmünze 2005

## Historische Personen

### Diverse Personen
- A

- Mordechaj Anielewicz, Anführer des Aufstands im Warschauer Ghetto 1943, zentrale Figur der bronzenen Skulpturengruppe des Warschauer Ghetto-Ehrenmals, anlässlich des vor 50 Jahren erfolgten Kniefalls von Warschau: deutsche 2-Euro-Gedenkmünze 2020/2
- Antiphas (auch: Ethron), nach griechischer Mythologie Sohn des Laokoon, dargestellt als Teil der Laokoon-Gruppe, anlässlich des europäischen Jahres des Kulturerbes: vatikanische 2-Euro-Gedenkmünze 2018/1
- Apostel Andreas († ≈60), dargestellt als Statue über der – auch auf der vatikanischen 2-Euro-Gedenkmünze 2004 abgebildeten – von Carlo Maderno gestalteten Fassade des Petersdoms: vatikanische 2-Euro-Gedenkmünze 2016/1

- B

- Jean Baud, französischer Boxer und Ringer, stand Auguste Rodin Modell für dessen 1880–1882 geschaffene Bronze Der Denker: französische 2-Euro-Gedenkmünze 2017/1
- Fabian Gottlieb von Bellingshausen (1778–1852), deutschbaltischer Seefahrer und Kartograf, entdeckte als Kommandant der Korvette Wostok der Kaiserlich Russischen Marine 1820 das Schelfeis der Antarktis: estnische 2-Euro-Gedenkmünze 2020/1
- Tarcisio Bertone (* 1934), Kardinal, Darstellung seines Wappens als Camerlengo während der Sedisvakanz 2013 (unter den Insignien der Apostolischen Kammer): vatikanische Gedenkmünze 2013/1
- Costanza Bonarelli (1614–1662), Ehefrau des Bildhauers Matteo Bonarelli und Geliebte Gian Lorenzo Berninis, nach der um 1637 von Bernini geschaffenen Marmorbüste: san-marinesische 2-Euro-Gedenkmünze 2018/2
- Anna Bianchini, Kurtisane und Modell des Malers Caravaggio (1571–1610), dargestellt als Reuige Magdalena: san-marinesische 2-Euro-Gedenkmünze 2021/1
- Louis Braille (1809–1852), Erfinder der Blindenschrift:

– nach der Büste eines unbekannten Künstlers – die Zeichen neben seinem Bildnis sind seine Initialen L und B: belgische 2-Euro-Gedenkmünze 2009/2
– in einem Buch tastende Hand, darunter in Blindenschrift Louis Braille: italienische 2-Euro-Gedenkmünze 2009/2
- Zelma Brauere (1900–1977) stand dem lettischen Künstler Rihards Zariņš (1869–1939) Modell für die „Milda“ genannte Landesallegorie: lettische 1- und 2-Euro-Münze
- Lucrezia Buti (* 1435), Modell und Geliebte des Malers Filippo Lippi (≈1406–1469), dargestellt im Gemälde Madonna mit Kind und zwei Engeln: san-marinesische 2-Euro-Gedenkmünze 2019/2

- C

- Charmaine Cauchi, maltesische Krankenschwester, zum Ausgabeanlass Helden der Pandemie zusammen mit Doreen Zammit dargestellt: maltesische 2-Euro-Gedenkmünze 2021/1
- Matthias Corvinus (1443–1490), 1458–1490 König von Ungarn und Kroatien, 1469–1490 (Gegen-)König von Böhmen und 1485–1490 Eroberer weiter Teile der Habsburgischen Erblande, Gründer der Universitas Istropolitana: slowakische 2-Euro-Gedenkmünze 2017
- Pierre de Coubertin (1863–1937), Initiator der Wiederbelebung der Olympischen Spiele und Gründer des IOC: französische 2-Euro-Gedenkmünze 2013/2

- D

- David, um 1000 v. Chr. König von Juda, dargestellt als vom vor 550 verstorbenen Donatello geschaffene Bronzestatue:

– san-marinesische 2-Euro-Gedenkmünze 2016/1
– italienische 2-Euro-Gedenkmünze 2016/1
- Demetrius († ≈306), christlicher Märtyrer, Stadtpatron von Venedig (sowie Konstantinopel und Thessaloniki), Skulptur auf der Westfassade des Markusdoms: italienische 2-Euro-Gedenkmünze 2017/1
- Isala Van Diest (1842–1916), Pädagogin und als Juristin erste belgische Universitätsabsolventin, anlässlich des 100. Internationalen Frauentages als Doppelportrait mit Marie Popelin (s. u.): belgische 2-Euro-Gedenkmünze 2011

- E

- Elisabet, lt. Neuem Testament Mutter Johannes’ des Täufers, bei ihrer im Evangelium nach Lukas beschriebenen Begegnung mit Maria, im 1588 geschaffenen Gemälde „Mariä Heimsuchung“ links dargestellt, anlässlich des 500. Geburtstags Jacopo Tintorettos: san-marinesische 2-Euro-Gedenkmünze 2018/1
- Ethron → Antiphas, Sohn des Laokoon

- G

- Cecilia Gallerani (1473–1536), Mätresse Ludovico Sforzas, des Herzogs von Mailand, dargestellt nach Leonardo da Vincis Gemälde Dame mit dem Hermelin: italienische 2-Euro-Gedenkmünze 2019
- Georg († ≈303), christlicher Märtyrer, seit der Zeit der Kreuzzüge als Drachentöter verehrt:

– Abbildung im Georgs-Kreuz des Wappens Maltas als 1942 der gesamten Bevölkerung verliehene militärische Auszeichnung für deren Tapferkeit in den Schlachten des Zweiten Weltkriegs: maltesische 10-, 20- und 50-Cent-Münze
– Abbildung im Georgs-Kreuz der Flagge Maltas als 1942 der gesamten Bevölkerung verliehene Tapferkeits-Auszeichnung, Darstellung zweier ein Herz formender Hände als Ausdruck von Solidarität durch Liebe: maltesische 2-Euro-Gedenkmünze 2016/2
– Stadtpatron von Venedig, Skulptur auf der Westfassade des Markusdoms: italienische 2-Euro-Gedenkmünze 2017/1
- Giuseppe Garibaldi (1807–1882), als Kämpfer für das Risorgimento, die Einigungsbewegung vor 1870, nationales Symbol Italiens, Darstellung nach einem Foto von 1866: san-marinesische 2-Euro-Gedenkmünze 2007

- H

- Hruotland (≈736–778), Graf der bretonischen Mark (Cenomanien-um Angers) im Frankenreich Karls des Großen, Ritter und Held des Rolandsliedes sowie Symbol für Stadtrechte und den Anspruch auf Reichsfreiheit, dargestellt als 1404 geschaffene Bremer Rolandstatue, zusammen mit dem Bremer Rathaus: deutsche 2-Euro-Gedenkmünze 2010

- I

- Ildefons von Toledo (≈607–667), Stadtpatron Toledos, in einem seine Ordination zum Erzbischof dargestellenden Medaillon über dem Torbogen des Stadttors Puerta del Sol: spanische 2-Euro-Gedenkmünze 2021

- J

- Apostel Jakobus der Ältere († um 44):

– dargestellt als Statue über der – auch auf der vatikanischen 2-Euro-Gedenkmünze 2004 abgebildeten – von Carlo Maderno gestalteten Fassade des Petersdoms: vatikanische 2-Euro-Gedenkmünze 2016/1
– als St.-Jakob-Skulptur dargestellt über der Westfassade der Kathedrale von Santiago de Compostela: spanische 2-Euro-Gedenkmünze 2018/1
- Apostel Jakobus der Jüngere († um 62), dargestellt als Statue über der – auch auf der vatikanischen 2-Euro-Gedenkmünze 2004 abgebildeten – von Carlo Maderno gestalteten Fassade des Petersdoms: vatikanische 2-Euro-Gedenkmünze 2016/1
- Jesus von Nazaret (vor 4 v. Chr. – 30 oder 31 n. Chr.), Wanderprediger und als Sohn Gottes verehrte Bezugsperson der christlichen Religion

– 1922–1931 errichtete Statue auf dem Corcovado – anlässlich des XXVIII. Weltjugendtages in Rio de Janeiro: vatikanische 2-Euro-Gedenkmünze 2013/2
– als Kind mit seiner Mutter Maria, im 16. Jahrhundert am Aquädukt von Segovia angebrachte Skulptur der Jungfrau von Fuencisla genannten Schutzpatronin der Stadt: spanische 2-Euro-Gedenkmünze 2016
– als Statue über der – auch auf der vatikanischen 2-Euro-Gedenkmünze 2004 abgebildeten – von Carlo Maderno gestalteten Fassade des Petersdoms: vatikanische 2-Euro-Gedenkmünze 2016/1
– als Motiv des von Michelangelo 1508–1512 geschaffenen Deckenfreskos der Sixtinischen Kapelle (zusammen mit Maria): vatikanische 2-Euro-Gedenkmünze 2019/2
– am Kreuz, oben rechts dargestellt auf dem Hügel der Kreuze: litauische 2-Euro-Gedenkmünze 2020/2
– als Kind mit seiner Mutter Maria, Gemälde Albrecht Dürers von 1526: san-marinesische 2-Euro-Gedenkmünze 2021/2
– als Kind mit seiner Mutter Maria, Replik der romanischen Madonnenskulptur Unserer Lieben Frau von Meritxell: andorranische 2-Euro-Gedenkmünze 2021/1
- Apostel Johannes (* um 6 v. Chr.), dargestellt als Statue über der – auch auf der vatikanischen 2-Euro-Gedenkmünze 2004 abgebildeten – von Carlo Maderno gestalteten Fassade des Petersdoms: vatikanische 2-Euro-Gedenkmünze 2016/1
- Johannes, Evangelist, dargestellt als Skulptur auf der Westfassade des Markusdoms: italienische 2-Euro-Gedenkmünze 2017/1
- Johannes der Täufer, um 28 n. Chr. dokumentierter jüdischer Bußprediger, dargestellt als Statue über der – auch auf der vatikanischen 2-Euro-Gedenkmünze 2004 abgebildeten – von Carlo Maderno gestalteten Fassade des Petersdoms: vatikanische 2-Euro-Gedenkmünze 2016/1
- Johannes Paul II. (1920–2005), 1978–2005 Papst, dargestellt hinter der Basilika von Wadowice und seinem Geburtshaus, anlässlich seines 100. Geburtstags: vatikanische 2-Euro-Gedenkmünze 2020/1

- K

- Kasimir (1458–1484), Schutzpatron Litauens, Skulptur (links) auf dem Hügel der Kreuze: litauische 2-Euro-Gedenkmünze 2020/2
- Paul Keres (1916–1975), estnischer Schachmeister, anlässlich seines 100. Geburtstags: estnische 2-Euro-Gedenkmünze 2016
- Christoph Kolumbus (1451–1506), Wiederentdecker Amerikas (Darstellung nach einem Gemälde von Sebastiano del Piombo neben den Segelschiffen von 1492, Niña, Pinta und Santa Maria): san-marinesische 2-Euro-Gedenkmünze 2006
- Konstantin († 337), römischer Kaiser und Stadtpatron Venedigs, Skulptur auf der Westfassade des Markusdoms: italienische 2-Euro-Gedenkmünze 2017/1
- Kyrill (≈826–869), ein Buch in Händen haltend, Übersetzer der Bibel ins Slawische und Entwickler der glagolitischen Schrift (aus der in Verbindung mit dem griechischen Alphabet die heute nach ihm benannte kyrillische Schrift entstand), ab 863 Christianisierer in Großmähren und, wie sein Bruder Methodius, als „Slawenapostel“ verehrt: slowakische 2-Euro-Gedenkmünze 2013

- L

- Laokoon, nach griechischer Mythologie Priester in Troja, wurde, weil er seine Mitbürger vor dem trojanischen Pferd warnte, von Athene mit seinen Söhnen Antiphas und Thymbraeus zum Tode verurteilt – Darstellung der Laokoon-Gruppe anlässlich des europäischen Jahres des Kulturerbes: vatikanische 2-Euro-Gedenkmünze 2018/1
- Liam (Liam Vanden Branden), seit 1996 vermisst, exemplarisch abgebildet anlässlich des Tages der vermissten Kinder: belgische 2-Euro-Gedenkmünze 2016/2
- Spyridon Louis, Gewinner des Marathonlaufs der ersten Olympischen Spiele der Neuzeit 1896, dargestellt nach einem zeitgenössischen Foto vor dem Panathenäischen Stadion, mit dem von Michel Bréal gestifteten Silberpokal, anlässlich seines 75. Todestages: griechische 2-Euro-Gedenkmünze 2015/2
- Lukas († vor 80), Verfasser des Lukasevangeliums, dargestellt als Skulptur auf der Westfassade des Markusdoms: italienische 2-Euro-Gedenkmünze 2017/1

- M

- Ferdinand Magellan (≈1480–1521), portugiesischer Ritter und Seefahrer, anlässlich des 500. Jahrestags der 1519 begonnenen Weltumrundung: portugiesische 2-Euro-Gedenkmünze 2019/1
- Maria

– mit dem Jesuskind, im 16. Jahrhundert am Aquädukt von Segovia angebrachte Skulptur der Jungfrau von Fuencisla genannten Schutzpatronin der Stadt: spanische 2-Euro-Gedenkmünze 2016
– Skulptur auf der Westfassade des Markusdoms: italienische 2-Euro-Gedenkmünze 2017/1
– bei ihrer im Evangelium nach Lukas beschriebenen Begegnung mit Elisabet im 1588 geschaffenen Gemälde „Mariä Heimsuchung“ rechts dargestellt, anlässlich des 500. Geburtstags Jacopo Tintorettos: san-marinesische 2-Euro-Gedenkmünze 2018/1
– als Motiv des von Michelangelo 1508–1512 geschaffenen Deckenfreskos der Sixtinischen Kapelle (zusammen mit Jesus Christus): vatikanische 2-Euro-Gedenkmünze 2019/2
– Marienbildnis Madonna di Casa Santi in Urbino, 1498 von Raffael (1483–1520) gemaltes Fresko: san-marinesische 2-Euro-Gedenkmünze 2020/1
– Skulptur auf einer Säule, mittig rechts dargestellt am Hügel der Kreuze: litauische 2-Euro-Gedenkmünze 2020/2
– mit dem Jesuskind, Gemälde Albrecht Dürers von 1526: san-marinesische 2-Euro-Gedenkmünze 2021/2
– mit dem Jesuskind, Replik der romanischen Madonnenskulptur Unserer Lieben Frau von Meritxell, anlässlich des 100. Jahrestags ihrer Krönung: andorranische 2-Euro-Gedenkmünze 2021/1
- Maria Magdalena, Begleiterin Jesu und Zeugin der Auferstehung, dargestellt im Gemälde Die Reuige Magdalena von Michelangelo Merisi da Caravaggio (1571–1610): san-marinesische 2-Euro-Gedenkmünze 2021/1
- Hl. Marinus († ≈366), legendärer Gründer San Marinos

– nach einem Gemälde Bartolomeo Gennaris (1594–1661), mit den drei Türmen San Marinos: san-marinesische 20-Cent-Münze 2002–2016
– Detail eines 1894 geschaffenen Gemäldes von Emilio Retrosi (1858–1911), im Saal des Regierungspalastes Palazzo Pubblico in San Marino: san-marinesische 50-Cent-Münze ab 2017
– nach einem 1640 geschaffenen Altarbild aus dem Kloster Santa Chiara, von Giovan Battista Urbinelli (1605–1663), mit den drei Türmen San Marinos: san-marinesische 2-Euro-Münze ab 2017
- Mark Aurel (121–180), römischer Kaiser und Philosoph, um 165 geschaffenes Reiterstandbild auf dem Kapitolsplatz in Rom: italienische 50-Cent-Münze
- Markus († 68), Evangelist und Begründer der koptischen Kirche und Stadtheiliger Venedigs, zwei Skulpturen auf der Westfassade des Markusdoms: italienische 2-Euro-Gedenkmünze 2017/1
- Martin von Tours (316–397), Heiliger der katholischen Kirche, dargestellt zu Ross, wie er seinen Mantel mit einem Armen teilt, anlässlich des Heiligen Jahres der Barmherzigkeit: vatikanische 2-Euro-Gedenkmünze 2016/2
- Francisco Marto (1908–1919), portugiesischer Heiliger, der 1917 Zeuge der Marienerscheinung von Fátima gewesen sein soll: vatikanische 2-Euro-Gedenkmünze 2017/2
- Jacinta Marto (1910–1920), portugiesische Heilige, die 1917 Zeugin der Marienerscheinung von Fátima gewesen sein soll: vatikanische 2-Euro-Gedenkmünze 2017/2
- Matthäus, Evangelist, dargestellt als Skulptur auf der Westfassade des Markusdoms: italienische 2-Euro-Gedenkmünze 2017/1
- Melanthus → Thymbraeus, Sohn des Laokoon
- Methodius (≈815–885), eine stilisierte Kirche und ein byzantinisches Doppelkreuz als Bischofsstab haltend, ab 863 Christianisierer in Großmähren und, wie sein Bruder Kyrill, als „Slawenapostel“ verehrt: slowakische 2-Euro-Gedenkmünze 2013
- Maria Montessori (1870–1952), italienische Ärztin, Reformpädagogin, Philosophin und Philanthropin, anlässlich ihres 150. Geburtstags: italienische 2-Euro-Gedenkmünze 2020/2

- N

- Fürst Niklot (≈1100–1160), Stammvater der Herzöge und Großherzöge von Mecklenburg, Reiterstatue in der Fassade des Schweriner Schlosses: deutsche 2-Euro-Gedenkmünze 2007/1

- P

- Paulus von Tarsus († ≈67), frühchristlicher Theologe und Missionar

– auf der Reise nach Damaskus von einem Lichtstrahl getroffen – anlässlich des Paulusjahres: vatikanische 2-Euro-Gedenkmünze 2008
– Skulptur am 1754–1763 erbauten Torre dos Clérigos der Clérigos-Kirche in Porto: portugiesische 2-Euro-Gedenkmünze 2013
– nach einem um 1612 entstandenen Gemälde El Grecos (im Münzbild rechts ebenfalls dargestellt): griechische 2-Euro-Gedenkmünze 2014/1
– dargestellt (rechts neben Petrus) mit seinem ikonografischen Heiligenattribut, einem Schwert, anlässlich des 1950. Jahrestags seines Martyriums: vatikanische 2-Euro-Gedenkmünze 2017/1
– Bibelvers „Omnis lingua confitebitur Deo.“ (Röm 14,11 ) (auf Deutsch: alle Zungen sollen Gott bekennen (Röm 14,11 )) aus seinem Römerbrief, anlässlich des 500. Geburtstags Adam Bohoričs, der den Vers in seiner slowenischen Grammatik zitierte: slowenische 2-Euro-Gedenkmünze 2020
- Simon Petrus († ≈67), dargestellt (links neben Paulus) mit seinem ikonografischen Heiligenattribut, den Schlüsseln des Himmelsreichs, anlässlich des 1950. Jahrestags seines Martyriums: vatikanische 2-Euro-Gedenkmünze 2017/1
- Abbé Pierre (1912–2007), Gründer der Organisation Emmaus: französische 2-Euro-Gedenkmünze 2012/2
- Pio von Pietrelcina (1887–1968), bekannt als Pater Pio, 2002 heiliggesprochener Kapuziner und Ordenspriester, anlässlich seines 50. Todestags: vatikanische 2-Euro-Gedenkmünze 2018/2
- Pius XI. (1857–1939), 1922–1939 Papst, dargestellt vor dem Lateranpalast, anlässlich des 90. Jahrestags der Lateranverträge, der Gründung des Staates Vatikanstadt: vatikanische 2-Euro-Gedenkmünze 2019/1
- Marie Popelin (1846–1913), Medizinerin und belgische Frauenrechtlerin, anlässlich des 100. Internationalen Frauentages als Doppelportrait mit Isala Van Diest (s. o.): belgische 2-Euro-Gedenkmünze 2011

- R

- Franc Rozman (1911–1944), Partisanenführer im Zweiten Weltkrieg: slowenische 2-Euro-Gedenkmünze 2011

- S

- Lúcia dos Santos (1907–2005), portugiesische Nonne, die 1917 Zeugin der Marienerscheinung von Fátima gewesen sein soll: vatikanische 2-Euro-Gedenkmünze 2017/2
- Eduardo Martínez Somalo (1927–2021), Kardinal, Darstellung seines Wappens als Camerlengo während der Sedisvakanz 2005 (unter den Insignien der Apostolischen Kammer): vatikanische Kursmünzen 2005

- T

- Theodor († 306), Stadtpatron Venedigs, Skulptur auf der Westfassade des Markusdoms: italienische 2-Euro-Gedenkmünze 2017/1
- Thymbraeus (auch: Melanthus), nach griechischer Mythologie Sohn des Laokoon, dargestellt als Teil der Laokoon-Gruppe, anlässlich des europäischen Jahres des Kulturerbes: vatikanische 2-Euro-Gedenkmünze 2018/1
- Primož Trubar (1508–1586), protestantischer Prediger und Begründer des slowenischen Schrifttums:

– Darstellung nach einem Holzschnitt von Jakob Lederlein 1578: slowenische 1-Euro-Münze
– anlässlich des 500. Geburtstags, Darstellung nach einer Büste des bosnisch-slowenischen Bildhauers Mirsad Begič: slowenische 2-Euro-Gedenkmünze 2008
- Z

- Doreen Zammit, maltesische Krankenschwester, zum Ausgabeanlass Helden der Pandemie zusammen mit Charmaine Cauchi dargestellt: maltesische 2-Euro-Gedenkmünze 2021/1

### Dichter, Künstler und Wissenschaftler
- A
  - Manolis Andronikos (1919–1992), griechischer Archäologe, anlässlich seines 100. Geburtstags: griechische 2-Euro-Gedenkmünze 2019/1
- B
  - Gian Lorenzo Bernini (1598–1680), italienischer Bildhauer und Architekt des klassizistischen Barocks, Darstellung seiner Marmorbüste der Costanza Bonarelli, anlässlich seines 420. Geburtstags: san-marinesische 2-Euro-Gedenkmünze 2018/2
  - Giovanni Boccaccio (1313–1375), italienischer Dichter, Darstellung nach einem um 1450 entstandenen Fresko von Andrea del Castagno: italienische 2-Euro-Gedenkmünze 2013/2
  - Adam Bohorič (≈1520–1598) aus Reichenburg in der Untersteiermark (heute Brestanica/Slowenien), Schulleiter, Autor und Philologe, anlässlich seines 500. Geburtstags: slowenische 2-Euro-Gedenkmünze 2020
  - Bartolomeo Borghesi (1781–1860), italienischer Epigraphiker und Numismatiker, Darstellung gemäß seiner Statue in San Marino:[116] san-marinesische 2-Euro-Gedenkmünze 2004
  - François Joseph Bosio (1768–1845),[117] monegassischer Bildhauer, anlässlich seines 250. Geburtstags, dargestellt mit der 1826 geschaffenen Marmorskulptur der Nymphe Salmakis:[40] monegassische 2-Euro-Gedenkmünze 2018
  - Sandro Botticelli (1445–1510), italienischer Maler und Zeichner der Frührenaissance, anlässlich seines 500. Todestags – dargestellt ist eine der drei Göttinnen der Anmut seines um 1482 entstandenen Bildes Primavera („Frühling“): san-marinesische 2-Euro-Gedenkmünze 2010
  - Donato Bramante (1444–1514), italienischer Baumeister, entwarf den 1506 begonnenen Neubau des Petersdoms,[118] dargestellt nach einer 1837 veröffentlichten Radierung[119] neben dem Tempietto di Bramante: san-marinesische 2-Euro-Gedenkmünze 2014/1
  - Raul Brandão (1867–1930), portugiesischer Schriftsteller, anlässlich seines 150. Geburtstags: portugiesische 2-Euro-Gedenkmünze 2017/2
  - Pieter Bruegel der Ältere (≈1525/1530–1569), Maler der Niederländischen Renaissance, nach seinem 1582 von Edme de Boulonois geschaffenen Porträt,[120] anlässlich seines 450. Todestags: belgische 2-Euro-Gedenkmünze 2019/1
- C

- Caravaggio (1571–1610), italienischer Maler des Frühbarocks, anlässlich seines 450. Geburtstags:

– Darstellung seines Gemäldes Die Reuige Magdalena: san-marinesische 2-Euro-Gedenkmünze 2021/1
– Darstellung seines Gemäldes Fanciullo con canestro di frutta (Knabe mit Früchtekorb): vatikanische 2-Euro-Gedenkmünze 2021/1
- Miguel de Cervantes (1547–1616), spanischer Dichter (seinem Werk Don Quijote ist die spanische Gedenkmünze 2005 gewidmet), Darstellung nach einem Gemälde Juan Martínez de Jáuregui y Aguilars (≈1583–1641):

– spanische 10-, 20- und 50-Cent-Münze der ersten Prägeserie 1999–2009
– spanische 10-, 20- und 50-Cent-Münze der zweiten Prägeserie ab 2010
- D

- Dante Alighieri (1265–1321), italienischer Dichter:

– Detail des 1509/10 von Raffael geschaffenen Wandfreskos Disput über das Sakrament in der Stanza della Segnatura des Apostolischen Palastes: italienische 2-Euro-Kursmünze
– Detail eines 1495 von Sandro Botticelli geschaffenen Porträts, neben einem stilisierten Buchrücken der Göttlichen Komödie, anlässlich Dantes 750. Geburtstags: san-marinesische 2-Euro-Gedenkmünze 2015/1
– Detail eines 1465 geschaffenen Freskos Domenico di Michelinos, Dante vor dem Läuterungsberg der Göttlichen Komödie darstellend, anlässlich seines 750. Geburtstags: italienische 2-Euro-Gedenkmünze 2015/2
– Von der Statue Dantes vor der florentinischen Basilika Santa Croce inspirierte Büste Dantes vor dem Palazzo Vecchio in Florenz, der seine Totenmaske beherbergt, anlässlich seines 700. Todestages: vatikanische 2-Euro-Gedenkmünze 2021/2
- Donatello (Donato di Niccolò di Betto Bardi, ≈1386–1466), italienischer Bildhauer der Frührenaissance, anlässlich seines 550. Todestags – dargestellt ist der Kopf der um 1440 geschaffenen Bronzestatue Davids, des Königs von Juda:

– san-marinesische 2-Euro-Gedenkmünze 2016/1
– italienische 2-Euro-Gedenkmünze 2016/1
- Albrecht Dürer (1471–1528), deutscher Maler, Grafiker, Mathematiker und Kunsttheoretiker, anlässlich seines 550. Geburtstags, Darstellung seines Gemäldes Maria mit Kind: san-marinesische 2-Euro-Gedenkmünze 2021/2

- E
  - Erasmus von Rotterdam (≈1466–1536), niederländischer Philosoph und Theologe, nach einem 1523 geschaffenen Gemälde Hans Holbeins des Jüngeren:

– anlässlich des 500. Jahrestags des Buches Laus Stultitiae (Darstellung zusammen mit Königin Beatrix): niederländische 2-Euro-Gedenkmünze 2011
– symbolisiert das Programm ERASMUS (Backronym für EuRopean Community Action Scheme for the Mobility of University Students / Aktionsprogramm der Europäischen Gemeinschaft zur Förderung der Mobilität von Universitätsstudenten), dem 2022 anlässlich des 35-jährigen Bestehens eine Gemeinschaftsausgabe gewidmet wurde
- - Jan van Eyck (≈1390–1441),[127] flämischer Maler, Begründer der altniederländischen Malerei: belgische 2-Euro-Gedenkmünze 2020/2
- G

- Galileo Galilei (1564–1642), italienischer Philosoph, Mathematiker, Physiker und Astronom:

– in einer allegorischen Darstellung des Studiums der Planeten nach Andrea Pisano (mit Galilei-Fernrohr und Globus), anlässlich des Jahres der Physik: san-marinesische 2-Euro-Gedenkmünze 2005
– nach einem Porträt Justus Sustermans von 1636 (neben dem Galilei-Fernrohr von 1609), anlässlich seines 450. Geburtstags: italienische 2-Euro-Gedenkmünze 2014/2
- Akseli Gallen-Kallela (1865–1931), finnischer Maler, Architekt und Designer, besonders für seine Illustrationen zum finnischen Nationalepos Kalevala bekannt, anlässlich seines 150. Geburtstags: finnische 2-Euro-Gedenkmünze 2015/3
- Giotto (1267–1337), italienischer Maler und Baumeister der Renaissance, anlässlich seines 750. Geburtstags: san-marinesische 2-Euro-Gedenkmünze 2017/1
- El Greco → Theotokópoulos

- J
  - Tove Jansson (1914–2001), finnlandschwedische Schriftstellerin und Malerin, Schöpferin der nilpferdartigen Mumintrolle, anlässlich ihres 100. Geburtstags: finnische 2-Euro-Gedenkmünze 2014/1
- K
  - Andreas Kalvos (1792–1869), griechischer Dichter, anlässlich seines 150. Todestags: griechische 2-Euro-Gedenkmünze 2019/2
  - Nikos Kazantzakis (1883–1957), griechischer Schriftsteller, Verfasser des Romans Alexis Sorbas, anlässlich seines 60. Todestags: griechische 2-Euro-Gedenkmünze 2017/1
- L
  - Alexandre Lamfalussy (1929–2015), ungarisch-belgischer Ökonom, Vordenker des einheitlichen Europäischen Finanzsystems und Präsident des Europäischen Währungsinstitutes: belgische 2-Euro-Gedenkmünze 2019/2
  - Eino Leino (1878–1926), finnischer Schriftsteller und Lyriker der literarischen Neuromantik, Darstellung seines aus Flammen gebildeten Profils,[128] anlässlich seines 90. Todestags: finnische 2-Euro-Gedenkmünze 2016/1
  - Leonardo da Vinci (1452–1519), italienischer Maler, Bildhauer, Architekt, Anatom, Mechaniker, Ingenieur und Naturphilosoph:

– Darstellung seiner um 1490 geschaffenen Skizze Der vitruvianische Mensch: italienische 1-Euro-Münze
– Detail seines um 1490 geschaffenen Gemäldes Dame mit dem Hermelin, anlässlich seines 500. Todestags: italienische 2-Euro-Gedenkmünze 2019
– Engel, von ihm um 1475 (allerdings mit Nimbus) geschaffenes Detail des Taufe Christi genannten Gemäldes aus der Werkstatt Andrea del Verrocchios, anlässlich seines 500. Todestags: san-marinesische 2-Euro-Gedenkmünze 2019/1
- Väinö Linna (1920–1992), finnischer Schriftsteller, anlässlich seines 100. Geburtstags: finnische 2-Euro-Gedenkmünze 2020/2
- Filippo Lippi (≈1406–1469), italienischer Maler der Frührenaissance, anlässlich seines 550. Todestags: san-marinesische 2-Euro-Gedenkmünze 2019/2
- Titus Livius (59 v. Chr. – 17 n. Chr.), römischer Historiker:

– Darstellung seiner 1867 von Lorenzo Larese Moretti geschaffenen Büste im „Panteon Veneto“, anlässlich seines 2000. Todestages: italienische 2-Euro-Gedenkmünze 2017/2
– Statue des Geschichtsschreibers als Mahner der Politik, 1900 von Josef Lax geschaffen, links vor dem österreichischen Parlamentsgebäude in Wien, anlässlich des 100. Jahrestags der Republik Österreich: österreichische 2-Euro-Gedenkmünze 2018
- M
  - Mario Minniti (1577–1640), italienischer Maler des Barocks auf Sizilien, als 16-Jähriger Modell Caravaggios im Gemälde Fanciullo con canestro di frutta (Knabe mit Früchtekorb):[121] vatikanische 2-Euro-Gedenkmünze 2021/1
  - Dimitri Mitropoulos (1896–1960), griechischer Dirigent, Komponist und Pianist, anlässlich seines 120. Geburtstags: griechische 2-Euro-Gedenkmünze 2016/1
  - Wolfgang Amadeus Mozart (1756–1791), Komponist, nach einem 1819 geschaffenen Gemälde Barbara Kraffts: österreichische 1-Euro-Münze
- P
  - Kostis Palamas (1859–1943), griechischer Literat, dargestellt nach einem Foto:[129] griechische 2-Euro-Gedenkmünze 2018/1
  - Giovanni Pascoli (1855–1912), italienischer Dichter und Sprachschöpfer, nach einer 1912 entstandenen Zeichnung von Augusto Majani (Nasica), anlässlich seines 100. Todestags: italienische 2-Euro-Gedenkmünze 2012/2
  - Fernão Mendes Pinto (1511–1583), portugiesischer Schriftsteller und Entdecker, anlässlich seines 500. Geburtstags – dargestellt ist eine Karavelle mit den als Schriftbändern dargestellten Reisezielen: portugiesische 2-Euro-Gedenkmünze von 2011
  - Pinturicchio (Bernardino di Betto, ≈1454–1513), italienischer Maler der Renaissance, anlässlich seines 500. Todestags – dargestellt ist ein Ausschnitt des 1501 geschaffenen Freskos „Der 12-jährige Jesus unter den Schriftgelehrten“ aus der Kirche Santa Maria Maggiore in Spello: san-marinesische 2-Euro-Gedenkmünze 2013
  - Platon (≈428–348 v. Chr.), antiker griechischer Philosoph, anlässlich des 2400. Jahrestages der Gründung der Platonischen Akademie: griechische 2-Euro-Gedenkmünze 2013/2
  - Plautus (≈254–184 v. Chr.), Komödiendichter, Darstellung zweier Theatermasken vor einem stilisierten Theater der römischen Antike: italienische 2-Euro-Gedenkmünze 2016/2
  - France Prešeren (1800–1849), slowenischer Dichter: slowenische 2-Euro-Kursmünze
  - Giacomo Puccini (1858–1924), italienischer Komponist von Opern des Verismus, nach einem Foto von 1900,[130] anlässlich seines 90. Todestags: san-marinesische 2-Euro-Gedenkmünze 2014/2
- R
  - Raffael (Raffaello Sanzio da Urbino, 1483–1520), italienische Maler und Architekt der Hochrenaissance:

– dargestellt ist ein Detail des 1498 geschaffenen Freskos Madonna di Casa Santi, anlässlich seines 500. Todestags: san-marinesische 2-Euro-Gedenkmünze 2020/1
– Selbstbildnis, Detail aus dem Gemälde Die Schule von Athen, anlässlich seines 500. Todestags: vatikanische 2-Euro-Gedenkmünze 2020/2
- - Auguste Rodin (1840–1917), französischer Bildhauer des Realismus, dargestellt mit seiner 1880–1882 geschaffenen Bronze Der Denker: französische 2-Euro-Gedenkmünze 2017/1
- S
  - Sallust (86 bis ≈35 v. Chr.), 1896 von Wilhelm Seib[132] gestaltete Statue des Geschichtsschreibers als Mahner der Politik, rechts vor dem österreichischen Parlamentsgebäude in Wien, anlässlich des 100. Jahrestags der Republik Österreich: österreichische 2-Euro-Gedenkmünze 2018
  - Helene Schjerfbeck, finnlandschwedische Malerin (1862–1946): finnische 2-Euro-Gedenkmünze 2012/2
  - William Shakespeare (1564–1616), englischer Dramatiker, Lyriker und Schauspieler:[133] san-marinesische 2-Euro-Gedenkmünze 2016/2
  - Jean Sibelius, Komponist (1865–1957), Darstellung des Sternenhimmels zwischen Kiefern über seinem Grab in Ainola: finnische 2-Euro-Gedenkmünze 2015/1
  - Frans Eemil Sillanpää (1888–1964), finnischer Schriftsteller und Literatur-Nobelpreisträger von 1939: finnische 2-Euro-Gedenkmünze 2013/2
  - Milan Rastislav Štefánik (1880–1919), im Königreich Ungarn geborener slowakischer Astronom und Diplomat, französischer Militärpilot und General, anlässlich seines 100. Todestags: slowakische 2-Euro-Gedenkmünze 2019
  - Bertha von Suttner (1843–1914), österreichische Schriftstellerin und Friedensnobelpreisträgerin: österreichische 2-Euro-Kursmünze
- T
  - Ilmari Tapiovaara (1914–1999), finnischer Innenarchitekt und Designer, anlässlich dessen 100. Geburtstags: finnische 2-Euro-Gedenkmünze 2014/2
  - Domínikos Theotokópoulos (1541–1614), El Greco genannter Maler des spanischen Manierismus, anlässlich seines 400. Todestags (vor einem Bildnis des Apostels Paulus): griechische 2-Euro-Gedenkmünze 2014/1
  - Giovanni Tiepolo (1696–1770), italienischer Maler, anlässlich seines 250. Todestags, Darstellung eines Engels aus seinem Gemälde Hagar und Ismael in der Wüste: san-marinesische 2-Euro-Gedenkmünze 2020/2
  - Jacopo Tintoretto (Jacopo Robusti, 1518–1594), italienischer Maler der venezianischen Schule, anlässlich seines 500. Geburtstags – dargestellt ist sein 1588 für die venezianische Bruderschaft Scuola Gande di San Rocco geschaffenes Gemäldes „Mariä Heimsuchung“: san-marinesische 2-Euro-Gedenkmünze 2018/1
- V
  - Giorgio Vasari (1511–1574), italienischer Architekt, Hofmaler der Medici und Biograph, anlässlich seines 500. Geburtstags – dargestellt ist ein Detail seines 1554 entstandenen Gemäldes „Judith enthauptet Holofernes“: san-marinesische 2-Euro-Gedenkmünze 2011
  - Rigas Velestinlis-Fereos (1757–1798), Dichter und Verfechter der griechischen Unabhängigkeit, Darstellung nach einem Gemälde Peter von Hess’ (1792–1871): griechische 10-Cent-Münze
  - Giuseppe Verdi (1813–1901), italienischer Komponist, nach einem 1886 entstandenen Gemälde Giovanni Boldinis, anlässlich seines 200. Geburtstags: italienische 2-Euro-Gedenkmünze 2013/1
- W
  - Georg Henrik von Wright (1916–2003), finnischer Philosoph und Logiker, Darstellung einer den Universalmenschen symbolisierenden dorischen Säule und eines Weisheit, Würde und Stärke versinnbildlichenden Eichenzweigs:[33] finnische 2-Euro-Gedenkmünze 2016/2

### Politiker
- A
  - Konrad Adenauer (1876–1967), deutscher Bundeskanzler, (anlässlich des 50. Jahrestages des Élysée-Vertrags zusammen mit dem französischen Staatspräsidenten Charles de Gaulle): gemeinsame deutsch-französische 2-Euro-Gedenkmünze 2013
- B
  - Willy Brandt (1913–1992), 1969–1974 Bundeskanzler der Bundesrepublik Deutschland, anlässlich des vor 50 Jahren erfolgten Kniefalls von Warschau: deutsche 2-Euro-Gedenkmünze 2020/2
- C
  - Camillo Benso von Cavour (1810–1861), Schöpfer der italienischen Verfassung und Förderer der Einigung Italiens, nach einem 1864 entstandenen Gemälde Francesco Hayez’, anlässlich seines 200. Geburtstags: italienische 2-Euro-Gedenkmünze 2010
- D
  - Alexander Dubček (1921–1992), aus dem slowakischen Landesteil der Tschechoslowakei stammender Politiker, Leitfigur des Prager Frühlings und der Samtenen Revolution, anlässlich seines 100. Geburtstags: slowakische 2-Euro-Gedenkmünze 2021
- G
  - Alcide De Gasperi (1881–1954), links dargestellt bei der Unterzeichnung der Verfassung der Italienischen Republik im Palazzo Giustiniani als Ministerpräsident Italiens 1947: italienische 2-Euro-Gedenkmünze 2018/1
  - Charles de Gaulle (1890–1970), französischer General und 1959–1969 Staatspräsident:

– anlässlich des 70. Jahrestags des Appells vom 18. Juni 1940, Darstellung nach einem Foto vom 30. Oktober 1941: französische 2-Euro-Gedenkmünze 2010
– anlässlich des 50. Jahrestages des Élysée-Vertrags (zusammen mit dem deutschen Bundeskanzler Konrad Adenauer): gemeinsame französisch-deutsche 2-Euro-Gedenkmünze 2013
– anlässlich seines 130. Geburtstags und 50. Todestags, hinten dargestellt als Brigadegeneral, vorne als Staatspräsident: französische 2-Euro-Gedenkmünze 2020/1
- K
  - Ioannis Kapodistrias (1776–1831), erster Präsident Griechenlands nach der Unabhängigkeit, Darstellung nach einem Gemälde Dionysios Tsokos’ (1820–1862): griechische 20-Cent-Münze
- M
  - François Mitterrand (1916–1996), französischer Staatspräsident 1981–1995, nach einem 1984 entstandenen Foto:[134] französische 2-Euro-Gedenkmünze 2016/2
- N
  - Enrico De Nicola (1877–1959), dargestellt bei der Unterzeichnung der Verfassung der Italienischen Republik im Palazzo Giustiniani als provisorisches Staatsoberhaupt Italiens 1947: italienische 2-Euro-Gedenkmünze 2018/1
- S
  - Helmut Schmidt (1918–2015), 1974–1982 Bundeskanzler der Bundesrepublik Deutschland, anlässlich seines 100. Geburtstags: deutsche 2-Euro-Gedenkmünze 2018/2
  - Milan Rastislav Štefánik (1880–1919), im Königreich Ungarn geborener slowakischer Diplomat und Astronom, französischer Militärpilot und General, anlässlich seines 100. Todestags: slowakische 2-Euro-Gedenkmünze 2019
  - Ľudovít Štúr (1815–1856), Politiker im damaligen Österreich-Ungarn, Philologe und Schriftsteller, Namensgeber des höchsten slowakischen Ordens, anlässlich seines 200. Geburtstags: slowakische 2-Euro-Gedenkmünze 2015/2
- T
  - Umberto Terracini (1895–1983), rechts dargestellt bei der Unterzeichnung der Verfassung der Italienischen Republik im Palazzo Giustiniani als Präsident der Verfassunggebenden Versammlung Italiens 1947: italienische 2-Euro-Gedenkmünze 2018/1
- V
  - Simone Veil (1927–2017), 1974–1979 Gesundheitsministerin Frankreichs und 1979–1982 erste gewählte Präsidentin des Europäischen Parlaments, dargestellt vor dessen Plenarsaal: französische 2-Euro-Gedenkmünze 2018/2
  - Eleftherios Venizelos (1864–1936), siebenmaliger griechischer Ministerpräsident zwischen 1910 und 1933 (zuvor 1905 Anführer des Aufstandes gegen die Osmanen, dem die griechische 2-Euro-Gedenkmünze 2013/1 Vereinigung Kretas mit Griechenland gewidmet ist), Darstellung nach einem Foto:[135] griechische 50-Cent-Münze

### Staatsoberhäupter im Land und Jahr der Münzprägungen
- Belgien

- Albert II. (* 1934), König der Belgier (1993 bis 2013):

– belgische Kursmünzen der ersten Prägeserie 1999–2007
– belgische Kursmünzen der zweiten Prägeserie 2008 mit verändertem Abbild
– belgische Kursmünzen der dritten Prägeserie 2009–2013 mit Abbild wie in der ersten Prägeserie
– belgische 2-Euro-Gedenkmünze 2005 (zusammen mit dem luxemburgischen Großherzog Henri, ursprünglich als belgisch-luxemburgische Gemeinschaftsausgabe geplant)
- Philippe (* 1960), König der Belgier seit 2013

– belgische Kursmünzen der vierten Prägeserie ab 2014
– zusammen mit Großherzog Henri von Luxemburg abgebildet, anlässlich des 100. Jahrestags der Belgisch-Luxemburgischen Wirtschaftsunion: belgische 2-Euro-Gedenkmünze 2021/1
- Luxemburg
  - Henri (* 1955), seit 2000 Großherzog von Luxemburg (laut Gesetz auf allen luxemburgischen Münzen abgebildet):

– luxemburgische 1-, 2- und 5-Cent-Münze
– luxemburgische 10-, 20- und 50-Cent-Münze
– luxemburgische 1- und 2-Euro-Münze
– luxemburgische 2-Euro-Gedenkmünze 2004 (mit bekröntem Monogramm)
– luxemburgische 2-Euro-Gedenkmünze 2005 (zusammen mit Großherzog Adolph)
– luxemburgische 2-Euro-Gedenkmünze 2006 (zusammen mit Erbgroßherzog Guillaume)
– luxemburgische 2-Euro-Gedenkmünze 2007/1 (vor dem großherzoglichen Palais)
– luxemburgische Prägung 2007/2 der 2-Euro-Gemeinschaftsausgabe 2007 als Latentbild
– luxemburgische 2-Euro-Gedenkmünze 2008 (vor Schloss Berg)
– luxemburgische Prägung 2009/1 der 2-Euro-Gemeinschaftsausgabe 2009 in Multi-View-Technik
– luxemburgische 2-Euro-Gedenkmünze 2009/2 (zusammen mit Großherzogin Charlotte)
– luxemburgische 2-Euro-Gedenkmünze 2010 (mit seinem Wappen)
– luxemburgische 2-Euro-Gedenkmünze 2011 (zusammen mit Großherzog Jean und Großherzogin Charlotte)
– luxemburgische Prägung 2012/1 der 2-Euro-Gemeinschaftsausgabe 2012 als Latentbild
– luxemburgische 2-Euro-Gedenkmünze 2012/2 (zusammen mit Großherzog Wilhelm IV. vor der Silhouette der Kathedrale unserer lieben Frau)
– luxemburgische 2-Euro-Gedenkmünze 2012/3 (zusammen mit Erbgroßherzog Guillaume und dessen Ehefrau Stéphanie)
– luxemburgische 2-Euro-Gedenkmünze 2013 (Nationalhymne von Luxemburg)
– luxemburgische 2-Euro-Gedenkmünze 2014/1 (anlässlich der 175-jährigen Unabhängigkeit des Großherzogtums Luxemburg)
– luxemburgische 2-Euro-Gedenkmünze 2014/2 (zusammen mit Großherzog Jean)
– luxemburgische 2-Euro-Gedenkmünze 2015/1 (anlässlich des 15. Jahrestags der Thronbesteigung, zusammen mit seiner Ehefrau, Großherzogin Maria Teresa)
– luxemburgische 2-Euro-Gedenkmünze 2015/2 (anlässlich des 125. Jahrestags der Luxemburger Dynastie Nassau-Weilburg, zusammen mit Adolph, Wilhelm IV., Maria-Adelheid, Charlotte und Jean)
– luxemburgische 2-Euro-Gedenkmünze 2016 (anlässlich des 50-jährigen Bestehens der Großherzogin-Charlotte-Brücke)
– luxemburgische 2-Euro-Gedenkmünze 2017/1 (anlässlich des 50-jährigen Bestehens der Freiwilligenarmee Luxemburgs)
– luxemburgische 2-Euro-Gedenkmünze 2017/2 (zusammen mit Großherzog Wilhelm III.)
– luxemburgische 2-Euro-Gedenkmünze 2018/1 (anlässlich des 150. Jahrestags der luxemburgischen Verfassung)
– luxemburgische 2-Euro-Gedenkmünze 2018/2 (zusammen mit Großherzog Wilhelm I.)
– luxemburgische 2-Euro-Gedenkmünze 2019/1 (zusammen mit Großherzogin Charlotte)
– luxemburgische 2-Euro-Gedenkmünze 2019/2 (anlässlich des seit 100 Jahren geltenden allgemeinen Wahlrechts in Luxemburg)
– luxemburgische 2-Euro-Gedenkmünze 2020/1 (zusammen mit Heinrich von Oranien-Nassau, Prinz der Niederlande)
– luxemburgische 2-Euro-Gedenkmünze 2021/1 (zusammen mit Großherzog Jean)
– luxemburgische 2-Euro-Gedenkmünze 2021/1 (zusammen mit Großherzogin Maria Teresa)
- Monaco
  - Rainier III. (1923–2005), Fürst von Monaco von 1949 bis 2005:

– monegassische 1-Euro-Münze der ersten Prägeserie 2001–2005 (zusammen mit Prinz Albert)
– monegassische 2-Euro-Kursmünze der ersten Prägeserie 2001–2005
- Albert II. von Monaco (* 1958), seit 2005 regierender Fürst:

– monegassische 1- und 2-Euro-Münze der zweiten Prägeserie ab 2006
– monegassische 2-Euro-Gedenkmünze 2011 (zusammen mit seiner Ehefrau Charlène von Monaco)
– monegassische 2-Euro-Gedenkmünze 2021 (zusammen mit seiner Ehefrau Charlène von Monaco)
- Niederlande
  - Beatrix (* 1938), Königin der Niederlande (1980 bis 2013):

– niederländische Centmünzen der ersten Prägeserie 1999–2013
– niederländische 1- und 2-Euro-Münze der ersten Prägeserie 1999–2013
– niederländische 2-Euro-Gedenkmünze 2011 (neben Erasmus von Rotterdam)
– niederländische 2-Euro-Gedenkmünze 2013/1 (zusammen mit ihrem Nachfolger, Prinz Willem-Alexander)
– niederländische 2-Euro-Gedenkmünze 2013/2 (zusammen mit ihren fünf Vorgängern und ihrem Nachfolger Willem-Alexander)
- Willem-Alexander (* 1967), König der Niederlande seit 2013:

– niederländische 2-Euro-Gedenkmünze 2013/1 (zusammen mit seiner Vorgängerin, Königin Beatrix)
– niederländische 2-Euro-Gedenkmünze 2013/2 (zusammen mit seinen sechs Vorgängern)
– niederländische Centmünzen der zweiten Prägeserie ab 2014
– niederländische 1- und 2-Euro-Münze der zweiten Prägeserie ab 2014
– niederländische 2-Euro-Gedenkmünze 2014 (zusammen mit seiner Vorgängerin, Prinzessin Beatrix)
- Spanien

- Juan Carlos I. (* 1938), König von Spanien (1975 bis 2014):

– spanische 1- und 2-Euro-Münze der ersten Prägeserie 1999–2009
– spanische 1- und 2-Euro-Münze der zweiten Prägeserie 2010–2014
– anlässlich des Thronwechsels zusammen mit seinem Nachfolger Felipe VI.: spanische 2-Euro-Gedenkmünze 2014/2
- Felipe VI. (* 1968), seit 2014 König von Spanien:

– anlässlich des Thronwechsels zusammen mit seinem Vorgänger Juan Carlos I.: spanische 2-Euro-Gedenkmünze 2014/2
– spanische 1- und 2-Euro-Münze der dritten Prägeserie ab 2015
- Vatikanstadt

- Johannes Paul II. (1920–2005), Papst (1978–2005): vatikanische Kursmünzen der ersten Prägeserie (in drei auf dem gleichen Porträt basierenden Motiven)
- Benedikt XVI. (1927–2022), Papst (2005–2013):

– vatikanische Kursmünzen der dritten Prägeserie (in drei auf dem gleichen Porträt basierenden Motiven)
– vatikanische 2-Euro-Gedenkmünze 2007, anlässlich seines 80. Geburtstags
- Franziskus (1936–2025), Papst (seit 2013):

– vatikanische 1-, 2- und 5-Cent-Münze der vierten Prägeserie 2014–2016
– vatikanische 10-, 20- und 50-Cent-Münze der vierten Prägeserie 2014–2016
– vatikanische 1- und 2-Euro-Münze der vierten Prägeserie 2014–2016

### Angehörige monarchischer Dynastien
- Belgien

- Elisabeth von Belgien (1876–1965), Ehefrau des belgischen Königs Albert I.: belgische 2-Euro-Gedenkmünze 2012/2
- Albert II. (* 1934), Angehöriger des Hauses Sachsen-Coburg und Gotha, König der Belgier (1993 bis 2013):

– belgische Kursmünzen der ersten Prägeserie 1999–2007
– belgische Kursmünzen der zweiten Prägeserie 2008 mit verändertem Abbild
– belgische Kursmünzen der dritten Prägeserie 2009–2013 mit Abbild wie in der ersten Prägeserie
– belgische 2-Euro-Gedenkmünze 2005 (zusammen mit dem luxemburgischen Großherzog Henri, ursprünglich als belgisch-luxemburgische Gemeinschaftsausgabe geplant)
- Philippe (* 1960), Angehöriger des Hauses Sachsen-Coburg und Gotha, König der Belgier seit 2013

– belgische Kursmünzen der vierten Prägeserie ab 2014
– zusammen mit Großherzog Henri von Luxemburg abgebildet, anlässlich des 100. Jahrestags der Belgisch-Luxemburgischen Wirtschaftsunion: belgische 2-Euro-Gedenkmünze 2021/1
- Heiliges Römisches Reich (deutscher Nation)

- Barbara von Cilli (≈1390–1451), aus dem Adelsgeschlecht der Cillier, an der Seite Sigismunds von Luxemburg römisch-deutsche Königin bzw. Kaiserin, Königin von Ungarn sowie von Böhmen, anlässlich des 600. Jahrestags ihrer Krönung: slowenische 2-Euro-Gedenkmünze 2014
- Karl V. (1500–1558) aus dem Haus Habsburg, „Kaiser der Römer und König der Spanier“, anlässlich des 500. Jahrestages der Erstausgabe des Karlsguldens: belgische 2-Euro-Gedenkmünze 2021/2

- Luxemburg

- Wilhelm I. (1772–1843), Angehöriger des Hauses Oranien-Nassau, 1815 bis 1840 Großherzog „Guillaume I.“ von Luxemburg und in Personalunion König der Niederlande: luxemburgische 2-Euro-Gedenkmünze 2018/2
- Wilhelm III. (1817–1890), Angehöriger des Hauses Oranien-Nassau, 1849 bis 1890 Großherzog von Luxemburg und in Personalunion König der Niederlande:

– niederländische 2-Euro-Gedenkmünze 2013/2 (zusammen mit seinen zwei Vorgängern und seinen vier Nachfolgern auf dem niederländischen Thron)
– luxemburgische 2-Euro-Gedenkmünze 2017/2
- Heinrich von Oranien-Nassau (1820–1879), Prinz der Niederlande, 1850 bis 1879 Statthalter Wilhelms III. in Luxemburg: luxemburgische 2-Euro-Gedenkmünze 2020/1 (zusammen mit Großherzog Henri)
- Adolph (1817–1905), Angehöriger des Hauses Nassau-Weilburg, 1839 bis 1866 Herzog von Nassau, 1890 bis 1905 Großherzog von Luxemburg:

– luxemburgische 2-Euro-Gedenkmünze 2005, zusammen mit Großherzog Henri
– luxemburgische 2-Euro-Gedenkmünze 2015/2 (anlässlich des 125. Jahrestags der Luxemburger Dynastie Nassau-Weilburg, zusammen mit Wilhelm IV., Maria-Adelheid, Charlotte, Jean und Henri)
- Wilhelm IV. (1852–1912), Angehöriger des Hauses Nassau-Weilburg, 1905 bis 1912 Großherzog von Luxemburg:

– luxemburgische 2-Euro-Gedenkmünze 2012/1 (zusammen mit Großherzog Henri vor der Silhouette der Stadt Luxemburg mit der Kathedrale unserer lieben Frau)
– luxemburgische 2-Euro-Gedenkmünze 2015/2 (anlässlich des 125. Jahrestags der Luxemburger Dynastie Nassau-Weilburg, zusammen mit Adolph, Maria-Adelheid, Charlotte, Jean und Henri)
- Maria-Adelheid (1894–1924), Angehörige des Hauses Nassau-Weilburg, Großherzogin von Luxemburg (1912 bis 1919): luxemburgische 2-Euro-Gedenkmünze 2015/2 (anlässlich des 125. Jahrestags der Luxemburger Dynastie Nassau-Weilburg, zusammen mit Adolph, Wilhelm IV., Charlotte, Jean und Henri)
- Charlotte (1919–1964), Angehörige des Hauses Nassau-Weilburg, Großherzogin von Luxemburg (1919 bis 1964):

– luxemburgische 2-Euro-Gedenkmünze 2009 (zusammen mit Großherzog Henri)
– luxemburgische 2-Euro-Gedenkmünze 2011 (zusammen mit Großherzog Henri und Großherzog Jean)
– luxemburgische 2-Euro-Gedenkmünze 2015/2 (anlässlich des 125. Jahrestags der Luxemburger Dynastie Nassau-Weilburg, zusammen mit Adolph, Wilhelm IV., Maria-Adelheid, Jean und Henri)
– luxemburgische 2-Euro-Gedenkmünze 2019/1 (zusammen mit Großherzog Henri)
- Jean (1921–2019), Angehöriger des Hauses Nassau-Weilburg, Großherzog von Luxemburg (1964 bis 2000):

– luxemburgische 2-Euro-Gedenkmünze 2011 (zusammen mit Großherzog Henri und Großherzogin Charlotte)
– luxemburgische 2-Euro-Gedenkmünze 2014/2 (anlässlich des 50. Jahrestags seiner Thronbesteigung, zusammen mit Großherzog Henri)
– luxemburgische 2-Euro-Gedenkmünze 2015/2 (anlässlich des 125. Jahrestags der Luxemburger Dynastie Nassau-Weilburg, zusammen mit Adolph, Wilhelm IV., Maria-Adelheid, Charlotte und Henri)
– luxemburgische 2-Euro-Gedenkmünze 2021/1 (anlässlich seines 100. Geburtstags, zusammen mit Großherzog Henri)
- Henri (* 1955), Angehöriger des Hauses Nassau-Weilburg, seit 2000 Großherzog von Luxemburg (laut Gesetz auf allen luxemburgischen Münzen abgebildet):

– luxemburgische 1-, 2- und 5-Cent-Münze
– luxemburgische 10-, 20- und 50-Cent-Münze
– luxemburgische 1- und 2-Euro-Münze
– luxemburgische 2-Euro-Gedenkmünze 2004 (mit bekröntem Monogramm)
– belgische 2-Euro-Gedenkmünze 2005 (zusammen mit dem belgischen König Albert II., ursprünglich als belgisch-luxemburgische Gemeinschaftsausgabe geplant)
– luxemburgische 2-Euro-Gedenkmünze 2005 (zusammen mit Großherzog Adolph)
– luxemburgische 2-Euro-Gedenkmünze 2006 (zusammen mit Erbgroßherzog Guillaume)
– luxemburgische 2-Euro-Gedenkmünze 2007/1 (vor dem großherzoglichen Palais)
– luxemburgische Prägung 2007/2 der 2-Euro-Gemeinschaftsausgabe 2007 als Latentbild
– luxemburgische 2-Euro-Gedenkmünze 2008 (vor Schloss Berg)
– luxemburgische Prägung 2009/1 der 2-Euro-Gemeinschaftsausgabe 2009 in Multi-View-Technik
– luxemburgische 2-Euro-Gedenkmünze 2009/2 (zusammen mit Großherzogin Charlotte)
– luxemburgische 2-Euro-Gedenkmünze 2010 (mit seinem Wappen)
– luxemburgische 2-Euro-Gedenkmünze 2011 (zusammen mit Großherzog Jean und Großherzogin Charlotte)
– luxemburgische Prägung 2012/1 der 2-Euro-Gemeinschaftsausgabe 2012 als Latentbild
– luxemburgische 2-Euro-Gedenkmünze 2012/2 (zusammen mit Großherzog Wilhelm IV. vor der Silhouette der Kathedrale unserer lieben Frau)
– luxemburgische 2-Euro-Gedenkmünze 2012/3 (zusammen mit Erbgroßherzog Guillaume und dessen Ehefrau Stéphanie)
– luxemburgische 2-Euro-Gedenkmünze 2013 (Nationalhymne von Luxemburg)
– luxemburgische 2-Euro-Gedenkmünze 2014/1 (anlässlich der 175-jährigen Unabhängigkeit des Großherzogtums Luxemburg)
– luxemburgische 2-Euro-Gedenkmünze 2014/2 (zusammen mit Großherzog Jean)
– luxemburgische 2-Euro-Gedenkmünze 2015/1 (anlässlich des 15. Jahrestags der Thronbesteigung, zusammen mit seiner Ehefrau, Großherzogin Maria Teresa)
– luxemburgische 2-Euro-Gedenkmünze 2015/2 (anlässlich des 125. Jahrestags der Luxemburger Dynastie Nassau-Weilburg, zusammen mit Adolph, Wilhelm IV., Maria-Adelheid, Charlotte und Jean)
– luxemburgische 2-Euro-Gedenkmünze 2016 (anlässlich des 50-jährigen Bestehens der Großherzogin-Charlotte-Brücke)
– luxemburgische 2-Euro-Gedenkmünze 2017/1 (anlässlich des 50-jährigen Bestehens der Freiwilligenarmee Luxemburgs)
– luxemburgische 2-Euro-Gedenkmünze 2018/1 (anlässlich des 150. Jahrestags der luxemburgischen Verfassung)
– luxemburgische 2-Euro-Gedenkmünze 2018/2 (anlässlich des 175. Todestags von Großherzog Wilhelm I.)
– luxemburgische 2-Euro-Gedenkmünze 2019/1 (zusammen mit Großherzogin Charlotte)
– luxemburgische 2-Euro-Gedenkmünze 2019/2 (anlässlich des seit 100 Jahren geltenden allgemeinen Wahlrechts in Luxemburg)
– luxemburgische 2-Euro-Gedenkmünze 2020/1 (zusammen mit Heinrich von Oranien-Nassau, Prinz der Niederlande)
– luxemburgische 2-Euro-Gedenkmünze 2021/1 (zusammen mit Großherzog Jean)
– luxemburgische 2-Euro-Gedenkmünze 2021/1 (zusammen mit Großherzogin Maria Teresa)
– zusammen mit König Philippe von Belgien abgebildet, anlässlich des 100. Jahrestags der Belgisch-Luxemburgischen Wirtschaftsunion: belgische 2-Euro-Gedenkmünze 2021/1
- Maria Teresa von Luxemburg (* 1956, Großherzogin von Luxemburg):

– luxemburgische 2-Euro-Gedenkmünze 2015/1 (zusammen mit ihrem Ehemann, Großherzog Henri)
– luxemburgische 2-Euro-Gedenkmünze 2021/2 (zusammen mit ihrem Ehemann, Großherzog Henri)
- Guillaume (* 1981, Erbgroßherzog von Luxemburg), Angehöriger des Hauses Nassau-Weilburg:

– luxemburgische 2-Euro-Gedenkmünze 2006 (zusammen mit Großherzog Henri)
– luxemburgische 2-Euro-Gedenkmünze 2012/2 (zusammen mit seiner Ehefrau Stéphanie und Großherzog Henri)
– luxemburgische 2-Euro-Gedenkmünze 2020/2 (zusammen mit seiner Ehefrau Stéphanie und Prinz Charles)
- Stéphanie von Luxemburg (* 1984, Erbgroßherzogin von Luxemburg):

– luxemburgische 2-Euro-Gedenkmünze 2012/2 (zusammen mit ihrem Ehemann, Erbgroßherzog Guillaume, und Großherzog Henri)
– luxemburgische 2-Euro-Gedenkmünze 2020/2 (zusammen mit ihrem Ehemann, Erbgroßherzog Guillaume, und Prinz Charles)
- Prinz Charles (* 2020): luxemburgische 2-Euro-Gedenkmünze 2020/2 (zusammen mit seinen Eltern, Erbgroßherzog Guillaume und Erbgroßherzog Stéphanie)

- Monaco

- Lucien I. (1481–1523), Angehöriger der Familie Grimaldi, Herr von Monaco: 2-Euro-Gedenkmünze 2012 (anlässlich der 500-jährigen Souveränität Monacos)
- Honoré III. (1720–1795), 1732 bis 1793 Fürst von Monaco (bis 1784 vertreten durch Regent Antoine Grimaldi), im Zuge der Französischen Revolution in einem Kerker in Paris gestorben: monegassische 2-Euro-Gedenkmünze 2020
- Honorés V.(1778–1841), Angehöriger der Familie Grimaldi, Fürst von Monaco von 1819 bis 1841, Darstellung nach einem um 1800 entstandenen Gemälde, anlässlich seiner Thronbesteigung vor 200 Jahren: monegassische 2-Euro-Gedenkmünze 2019
- Charles III. (1818–1889), Angehöriger der Familie Grimaldi, Fürst von Monaco von 1856 bis 1889, Darstellung nach einem Gemälde François-Auguste Biards, anlässlich der Gründung Monte-Carlos 1866: monegassische 2-Euro-Gedenkmünze 2016
- Rainier III. (1923–2005), Angehöriger der Familie Grimaldi, Fürst von Monaco von 1949 bis 2005:

– monegassische 1-Euro-Münze der ersten Prägeserie 2001–2005 (zusammen mit Prinz Albert)
– monegassische 2-Euro-Kursmünze der ersten Prägeserie 2001–2005
- Fürstin Gracia Patricia (1929–1982), Ehefrau Fürst Rainiers III.: monegassische 2-Euro-Gedenkmünze 2007 (zum 25. Todestag)
- Albert II. von Monaco (* 1958), Angehöriger der Familie Grimaldi, seit 2005 regierender Fürst:

– monegassische 1-Euro-Münze der ersten Prägeserie 2001–2005 (als Prinz zusammen mit Fürst Rainier III.)
– monegassische 1- und 2-Euro-Münze der zweiten Prägeserie ab 2006
– monegassische 2-Euro-Gedenkmünze 2011 (zusammen mit seiner Ehefrau Charlène)
– monegassische 2-Euro-Gedenkmünze 2021 (zusammen mit seiner Ehefrau Charlène von Monaco)
- Charlène von Monaco (* 1978), Ehefrau Fürst Alberts II.:

– monegassische 2-Euro-Gedenkmünze 2011 (zusammen mit ihrem Ehemann Albert II.)
– monegassische 2-Euro-Gedenkmünze 2021 (zusammen mit ihrem Ehemann Albert II.)
- Niederlande

- Wilhelm I. (1772–1843), Angehöriger des Hauses Oranien-Nassau, ab 1813 Fürst, von 1815 bis 1840 König der Vereinigten Niederlande und in Personalunion Großherzog von Luxemburg:

– niederländische 2-Euro-Gedenkmünze 2013/2 (zusammen mit seinen sechs Nachfolgern)
– luxemburgische 2-Euro-Gedenkmünze 2018/2 (zusammen mit Großherzog Henri (Luxemburg))
- Wilhelm II. (1792–1849), Angehöriger des Hauses Oranien-Nassau, 1840 bis 1849 König der Niederlande und in Personalunion Großherzog von Luxemburg: niederländische 2-Euro-Gedenkmünze 2013/2 (zusammen mit seinem Vorgänger und mit seinen fünf Nachfolgern)
- Wilhelm III. (1817–1890), Angehöriger des Hauses Oranien-Nassau, 1849 bis 1890 König der Niederlande und in Personalunion Großherzog von Luxemburg:

– niederländische 2-Euro-Gedenkmünze 2013/2 (zusammen mit seinen zwei Vorgängern und seinen vier Nachfolgern auf dem niederländischen Thron)
– luxemburgische 2-Euro-Gedenkmünze 2017/2
- Heinrich von Oranien-Nassau (1820–1879), Prinz der Niederlande, 1850 bis 1879 Statthalter Wilhelms III. in Luxemburg: luxemburgische 2-Euro-Gedenkmünze 2020/1 (zusammen mit Großherzog Henri)
- Wilhelmina (1880–1962), Angehörige des Hauses Oranien-Nassau, Königin der Niederlande von 1890 bis 1948 (bis 1898 von ihrer Mutter als Regentin vertreten): niederländische 2-Euro-Gedenkmünze 2013/2 (zusammen mit ihren drei Vorgängern und ihren drei Nachfolgern)
- Juliana (1909–2004), Angehörige des Hauses Oranien-Nassau, Königin der Niederlande von 1948 bis 1980: niederländische 2-Euro-Gedenkmünze 2013/2 (zusammen mit ihren vier Vorgängern und ihren zwei Nachfolgern)
- Beatrix (* 1938), Angehörige des Hauses Oranien-Nassau, Königin der Niederlande von 1980 bis 2013:

– niederländische Centmünzen der ersten Prägeserie 1999–2013
– niederländische 1- und 2-Euro-Münze der ersten Prägeserie 1999–2013
– niederländische 2-Euro-Gedenkmünze 2011 (neben Erasmus von Rotterdam)
– niederländische 2-Euro-Gedenkmünze 2013/1 (zusammen mit ihrem Nachfolger, Prinz Willem-Alexander)
– niederländische 2-Euro-Gedenkmünze 2013/2 (zusammen ihren fünf Vorgängern und ihrem Nachfolger Willem-Alexander)
– niederländische 2-Euro-Gedenkmünze 2014 (zusammen mit ihrem Nachfolger, König Willem-Alexander)
- Willem-Alexander (* 1967), Angehöriger des Hauses Oranien-Nassau, König der Niederlande seit 2013:

– niederländische 2-Euro-Gedenkmünze 2013/1 (als Prinz zusammen mit Königin Beatrix)
– niederländische 2-Euro-Gedenkmünze 2013/2 (zusammen mit seinen sechs Vorgängern)
– niederländische Centmünzen der zweiten Prägeserie ab 2014
– niederländische 1- und 2-Euro-Münze der zweiten Prägeserie ab 2014
– niederländische 2-Euro-Gedenkmünze 2014 (zusammen mit seiner Vorgängerin, Prinzessin Beatrix)
- Österreich
  - Franz Joseph I. (1830–1916), Angehöriger des Hauses Habsburg-Lothringen, 1848 bis 1916 Kaiser von Österreich, mittig im Giebelfeld des österreichischen Parlamentsgebäudes als römischer Imperator dargestellt,[140] anlässlich des 100. Jahrestags der Republik Österreich: österreichische 2-Euro-Gedenkmünze 2018
- Portugal
  - Alfons I. (≈1109–1185), Angehöriger der Kapetinger, Dom Afonso Henriques genannter erster König Portugals, in einer stilisierten Darstellung seiner Statue in Guimarães, der Kulturhauptstadt Europas 2012: portugiesische 2-Euro-Gedenkmünze 2012/2
- Spanien

- Juan Carlos I. (* 1938), Angehöriger des Hauses Bourbon, König von Spanien von 1975 bis 2014:

– spanische 1- und 2-Euro-Münze der ersten Prägeserie 1999–2009
– spanische 1- und 2-Euro-Münze der zweiten Prägeserie 2010–2014
– anlässlich des Thronwechsels zusammen mit seinem Nachfolger Felipe VI.: spanische 2-Euro-Gedenkmünze 2014/2
- Felipe VI. (* 1968), Angehöriger des Hauses Bourbon, König von Spanien seit 2014

– anlässlich des Thronwechsels zusammen mit seinem Vorgänger Juan Carlos I.: spanische 2-Euro-Gedenkmünze 2014/2
– spanische 1- und 2-Euromünze der dritten Prägeserie ab 2015
- Ungarn
  - Stephan I. (969–1038), Angehöriger der magyarischen Árpáden, 1000 bis 1038 erster König des von ihm begründeten Königreichs Ungarn, von der römisch-katholischen Kirche als apostelgleicher Heiliger verehrt, dargestellt links als Skulptur vor der Basilica Antiga in Fátima: vatikanische 2-Euro-Gedenkmünze 2017/2

## Heraldische und andere Symbole

### Nationale oder regionale Symbole und Wappen
- Nationale Symbole

- Malta: Das Malteserkreuz, nationales Symbol Maltas (sowie der ehemaligen Seerepublik Amalfi) und Symbol verschiedener christlicher Orden, wie des Malteser- und des Johanniterordens:

– durch vertikale Schraffierung des Münzkerns, mit Ausnahme des Malteserkreuzes, wird dieses nach den heraldischen Regeln der Tingierung weiß auf rotem Grund darstellt: maltesische 1- und 2-Euromünze
– ein Teil des Emblems der maltesischen Polizei, anlässlich ihres 200-jährigen Bestehens: maltesische 2-Euro-Gedenkmünze 2014/2
– sechsfach je zwei Malteserkreuze als Randprägung aller maltesischen 2-Euro-Münzen
- Frankreich: Hexagon, aufgrund der sechseckigen Landesform eine Bezeichnung für Frankreich, grafisches Element, die Fußball-Europameisterschaft 2016 symbolisierend: französische 2-Euro-Gedenkmünze 2016/1

- Regionale Symbole

- Griechenland:

– Ionische Inseln (geordnet von Nord nach Süd), „Ἑπτάνησα“ / Eptanisa genannt:
– Korfu: „Άπήδαλος Nαῦς“ (altgriechisch: apēdalos naus), eine Monere, ein antikes Ruderschiff mit Rahsegel, mythisches steuerruderloses Schiff der Phaiaken, auf die sich die Korfioten zurückführen, (im Wappen Korfus als normale Monere dargestellt): griechische 2-Euro-Gedenkmünze 2014/2 (im Münzbild oben)
– Paxos: Dreizack, mit dem Poseidon dem Mythos nach den südlichen Teil Korfus abtrennte und so Paxos schuf: griechische 2-Euro-Gedenkmünze 2014/2 (im Münzbild rechts unten)
– Lefkada: Leier Apollons („Απολλώνια Άρπα“), Bezug auf die große musikalische Tradition der Insel – als Symbol Lefkadas gilt ansonsten der heilige Georg, der Drachentöter: griechische 2-Euro-Gedenkmünze 2014/2 (im Münzbild links mittig)
– Ithaka: Odysseus, mythischer Held und Herrscher über Ithaka, dargestellt mit Filzhut Pilos: griechische 2-Euro-Gedenkmünze 2014/2 (im Münzbild rechts mittig)
– Kefalonia: Kephalos, mythische Figur und Namensgeber der Insel: griechische 2-Euro-Gedenkmünze 2014/2 (im Münzbild links oben)
– Zakynthos: Dreifuß Apollons, gemäß einer antiken Münze Akarnaniens, als Verweis auf den verbreiteten Apollonkult – als Symbol der Insel gilt ansonsten der Namensgeber Zakynthos, Sohn des Dardanos, der dem Mythos nach die Insel von den Schlangen befreite: griechische 2-Euro-Gedenkmünze 2014/2 (im Münzbild rechts oben)
– Kythira: Aphrodite, dem Mythos nach dort dem Meerschaum entstiegen, dargestellt auf einer Jakobsmuschel: griechische 2-Euro-Gedenkmünze 2014/2 (im Münzbild links unten)
– Rhodos, Hauptinsel des Dodekanes: die Rose zierte schon als Symbol um 100 v. Chr. rhodische Münzen – Münzausgabe anlässlich des 70. Jahrestags der Vereinigung des Dodekanes mit Griechenland: griechische 2-Euro-Gedenkmünze 2018/2
- Staatswappen oder Staatswappen-Motive

- Andorra: Wappen Andorras – Mitra und Krummstab des Bischofs von Urgell, Kofürst von Andorra, drei Pfähle des Wappens von Foix bzw. vier Kataloniens und die zwei Kühe der Grafen von Béarn:

– andorranische 2-Euro-Münze
– andorranische 2-Euro-Gedenkmünze 2014
– andorranische 2-Euro-Gedenkmünze 2015/1
– andorranische 2-Euro-Gedenkmünze 2019/2
- Deutschland: Bundesadler, traditionelles deutsches Hoheitszeichen: deutsche 1- und 2-Euro-Münze
- Estland: Wappen Estlands, zusammen mit den Wappen Lettlands und Litauens als Gemeinschaftsausgabe der drei baltischen Staaten zum 100. Jahrestag von deren Staatsgründungen: estnische 2-Euro-Gedenkmünze 2018/1
- Finnland: Löwe, das finnische Wappentier, ein tatarisches Krummschwert niedertretend:

– finnische Cent-Münzen
– der ersten Prägeserie 1999–2006 (ohne Landeskürzel)
– der zweiten Prägeserie 2007 (mit Landeskürzel FI)
– der dritten Prägeserie ab 2008 (Münzstättenzeichen nicht mehr auf dem Rand)
– anlässlich des 150-jährigen Jubiläums der finnischen Währung: finnische 2-Euro-Gedenkmünze 2010
- Irland: Die keltische Harfe, auch bekannt als Brian Boru Harp, das nationale Symbol Irlands: alle irischen Kursmünzen
- Lettland: kleines bzw. großes Staatswappen:

– kleines Staatswappen: lettische 1-, 2- und 5-Cent-Münze
– großes Staatswappen: lettische 10-, 20- und 50-Cent-Münze
– kleines Staatswappen, zusammen mit den Wappen Estlands und Litauens als Gemeinschaftsausgabe der drei baltischen Staaten zum 100. Jahrestag von deren Staatsgründungen: lettische 2-Euro-Gedenkmünze 2018/1
- Litauen: Wappen Litauens, eines der ältesten, seit Anfang des 14. Jahrhunderts verwendeten europäischen Wappen: berittener und geharnischter Ritter Vytis („der Verfolger“):

– litauische 1-, 2- und 5-Cent-Münze
– litauische 10-, 20- und 50-Cent-Münze (mit waagerechter Schraffur zwischen den Sternen, was nach den heraldischen Regeln der Tingierung blaue Färbung bedeutet)
– litauische 1- und 2-Euro-Münze (mit senkrechter Schraffur zwischen den Sternen, was nach den heraldischen Regeln der Tingierung rote Färbung bedeutet)
– zusammen mit den Wappen Estlands und Lettlands als Gemeinschaftsausgabe der drei baltischen Staaten zum 100. Jahrestag von deren Staatsgründungen: litauische 2-Euro-Gedenkmünze 2018/1
- Luxemburg: Wappen Luxemburgs im Abzeichen der Freiwilligenarmee Luxemburgs: luxemburgische 2-Euro-Gedenkmünze 2017/1
- Malta:

– aktuelles Staatswappen, mit einer Souveränität verkörpernden Mauerkrone und dem 1942 der gesamten Bevölkerung verliehenen Georgskreuz (nach den heraldischen Regeln der Tingierung ist die – neben Weiß – im Wappenschild enthaltene Farbe Rot durch Schraffur dargestellt): maltesische 10-, 20- und 50-Cent-Münze
– weiß-rot geteilter Schild (die Farbe Rot nach den heraldischen Regeln der Tingierung durch Schraffur dargestellt) analog dem im Wappen Maltas (allerdings ohne das dort enthaltene Georgskreuz), Teil des Emblems der maltesischen Polizei: maltesische 2-Euro-Gedenkmünze 2014/2
– ehemaliges Staatswappen 1975–1988, dargestellt auf einer Gedenktafel zur Ausrufung der Republik Malta 1974: maltesische 2-Euro-Gedenkmünze 2015/2
- Monaco:

– großes Wappen Monacos mit Darstellung zweier als Minoritenmönche verkleideter Soldaten, Hoheitszeichen der Fürstenfamilie Grimaldi – die im Wappenschild enthaltenen roten Rauten sind nach den heraldischen Regeln der Tingierung schraffiert dargestellt:
– monegassische 1-, 2- und 5-Cent-Münze 2001–2005
– monegassische 1-, 2- und 5-Cent-Münze ab 2006
– kleines Wappen Monacos als Reiterschild im Reitersiegel der Fürstenfamilie Grimaldi – die im Wappenschild enthaltenen roten Rauten sind auf dem Schild des Reiters und der Wappendecke des Pferdes nach den heraldischen Regeln der Tingierung schraffiert dargestellt: monegassische 10-, 20- und 50-Cent-Münze 2001–2005
– stilisiert dargestelltes Wappen Monacos über dem von Marc-Antoine Grigho um 1678 gestalteten Haupttor des Fürstenpalastes in Monaco: monegassische 2-Euro-Gedenkmünze 2017
- Portugal: Das Wappen Portugals:

– als Nebenmotiv, mit Armillarsphäre: portugiesische 2-Euro-Gedenkmünze 2007
– als Nebenmotiv, mit Armillarsphäre: portugiesische 2-Euro-Gedenkmünze 2008
– als Nebenmotiv: portugiesische 2-Euro-Gedenkmünze 2009/2
– hinter der República, mit stilisierter Armillarsphäre: portugiesische 2-Euro-Gedenkmünze 2010
– als Nebenmotiv: portugiesische 2-Euro-Gedenkmünze 2012/2
– als Nebenmotiv, mit Armillarsphäre: portugiesische 2-Euro-Gedenkmünze 2013
– als Nebenmotiv, mit Armillarsphäre: portugiesische 2-Euro-Gedenkmünze 2014/1
– als Nebenmotiv: portugiesische 2-Euro-Gedenkmünze 2015/1
– als Nebenmotiv: portugiesische 2-Euro-Gedenkmünze 2016/2
– stilisiert dargestellt im als Nebenmotiv abgebildeten Abzeichen der Policia de Segurança Pública, anlässlich deren 150-jährigen Bestehens: portugiesische 2-Euro-Gedenkmünze 2017/1
- San Marino: Das Wappen San Marinos:

– san-marinesische 1-Euro-Münze 2002–2016
– san-marinesische 1-Cent-Münze ab 2017
– an der Porta San Francesco: san-marinesische 2-Cent-Münze ab 2017
- Slowakei: Das Staatswappen mit dem byzantinischen Doppelkreuz auf dem Dreiberg:

– slowakische 1-, 2- und 5-Cent-Münze
– slowakische 10-, 20- und 50-Cent-Münze
– slowakische 1- und 2-Euro-Münze
– slowakische 2-Euro-Gedenkmünze 2014, anlässlich des 10. Jahrestags des EU-Beitritts
– slowakische 2-Euro-Gedenkmünze 2016, anlässlich der EU-Ratspräsidentschaft
– slowakische 2-Euro-Gedenkmünze 2018, anlässlich des 25. Jahrestags der Gründung der Slowakischen Republik
– slowakische 2-Euro-Gedenkmünze 2020, anlässlich des 20. Jahrestags des Beitritts zur OECD
- Spanien:

– Wappen Spaniens auf einer von Jugendlichen anlässlich des Weltjugendtages in Madrid geschwenkten Fahne (neben dem Wappen der Vatikanstadt): vatikanische 2-Euro-Gedenkmünze 2011
– Navarrakette im Wappenschild des 824 gegründeten und in Spanien aufgegangenen Königreichs Navarra, Detail des Wappens des Königs von Spanien, anlässlich des 50. Geburtstags Felipes VI.: spanische 2-Euro-Gedenkmünze 2018/2
– Löwe des Wappens des 913 gegründeten und in Spanien aufgegangenen Königreichs León, Detail des Wappens des Königs von Spanien, anlässlich des 50. Geburtstags Felipes VI.: spanische 2-Euro-Gedenkmünze 2018/2
– Wappenschild des 1065 gegründeten und in Spanien aufgegangenen Königreichs Kastilien, Detail des Wappens des Königs von Spanien, anlässlich des 50. Geburtstags Felipes VI.: spanische 2-Euro-Gedenkmünze 2018/2
– Wappenschild des 1137 gegründeten und in Spanien aufgegangenen Fürstentums Katalonien, Teil der Krone von Aragoniens, Detail des Wappens des Königs von Spanien, anlässlich des 50. Geburtstags Felipes VI.: spanische 2-Euro-Gedenkmünze 2018/2
– Granatapfel als Symbol des Königreichs Granada, Detail im Wappenschild des Königs von Spanien, anlässlich des 50. Geburtstags Felipes VI.: spanische 2-Euro-Gedenkmünze 2018/2
- Vatikanstadt: Das Wappen der Vatikanstadt auf einer von Jugendlichen anlässlich des Weltjugendtages in Madrid geschwenkten Fahne (neben dem Wappen Spaniens): vatikanische 2-Euro-Gedenkmünze 2011

- Regionale Wappen

- Belgien

- Wappen der Gemeinde Herzele als Münzmeisterzeichen Ingrid Van Herzeles belgische 2-Euro-Gedenkmünzen ab 2017

- Frankreich

- drei Lilien als Symbol des 1360–1481 existierenden Herzogtums Anjou, Ursprung des Hauses Bourbon-Anjou, Detail im Wappenschild des Königs von Spanien, anlässlich des 50. Geburtstags Felipes VI.: spanische 2-Euro-Gedenkmünze 2018/2

- Lettland

- Vidzeme (Zentral-Livland), eine der vier historischen Regionen Lettlands, Darstellung eines Greifs: lettische 2-Euro-Gedenkmünze 2016/2
- Kurland, eine der vier historischen Regionen Lettlands, Darstellung eines Löwen: lettische 2-Euro-Gedenkmünze 2017/1
- Lettgallen, eine der vier historischen Regionen Lettlands, Darstellung eines Greifs: lettische 2-Euro-Gedenkmünze 2017/2
- Semgallen, eine der vier historischen Regionen Lettlands, Darstellung eines Elches: lettische 2-Euro-Gedenkmünze 2018/2

- Litauen

- Wappen des Herzogtums Samogitien (der Region Niederlitauen): litauische 2-Euro-Gedenkmünze 2019/2
- Wappen der Region Aukštaitija (Oberlitauen): litauische 2-Euro-Gedenkmünze 2020/1
- Wappen der Region Dzūkija (Mittellitauen): litauische 2-Euro-Gedenkmünze 2021/2

- Spanien

- Burg und Löwe aus dem Wappenschild der Region Kastilien und León (Hauptstadt Valladolid), als Symbole des 1065 gegründeten Königreichs Kastilien bzw. des 913 gegründeten Königreichs León Teil des Wappens des Königs von Spanien: spanische 2-Euro-Gedenkmünze 2018/2
- Wappenschild der Region Katalonien (Hauptstadt Barcelona), identisch mit dem des 1137 gegründeten Fürstentums Katalonien bzw. der Krone von Aragonien, Teil des Wappens des Königs von Spanien: spanische 2-Euro-Gedenkmünze 2018/2
- Navarrakette als Symbol der Region Navarra (Hauptstadt Pamplona), als Wappenschild des 824 gegründeten Königreichs Navarra Teil des Wappens des Königs von Spanien: spanische 2-Euro-Gedenkmünze 2018/2
- Granatapfel als Symbol des Königreichs Granada, Detail im Wappenschild des Königs von Spanien, anlässlich des 50. Geburtstags Felipes VI.: spanische 2-Euro-Gedenkmünze 2018/2

- Persönliche und gruppenbezogene Wappen

- Andorra: Wappen Juan Benlloch y Vivós, 1906–1918 Bischof von Urgell und damit Kofürst von Andorra, Verfasser des Textes der andorranischen Nationalhymne El Gran Carlemany, unten dargestellt mit der fünfzackigen Krone des andorranischen Kofürsten: andorranische 2-Euro-Gedenkmünze 2017/1
- Belgien: Wappen der Universität Lüttich, zum 150-jährigen Jubiläum 1967 geschaffen, jeweils doppelt das Wappen der Stadt Lüttich und die ikonografischen Heiligenattribute der auf dem Campus der Universität früher bestehenden Benediktinerklöster Abbaye Saint-Laurent und Abbaye Saint-Jacques darstellend, einen Rost als Marterwerkzeug und Jakobsmuscheln: belgische 2-Euro-Gedenkmünze 2017/1
- Deutschland: Wappen des Bremer Roland, einer auf Hruotland (≈736–778) zurückgehenden Symbolfigur, mit dem doppelköpfigen Reichsadler als Zeichen des lange umkämpften Bremer Anspruches auf Reichsfreiheit: deutsche 2-Euro-Gedenkmünze 2010
- Frankreich: Detail (Darstellung eines Baumes – links mit Blättern und Frucht einer Eiche, rechts eines Olivenbaumes) des Wappens des von 1981–1995 amtierenden Staatspräsidenten François Mitterrand, das der Königliche Seraphinenorden ziert: französische 2-Euro-Gedenkmünze 2016/2
- Luxemburg: Kleines Wappen des Großherzogs Henri: luxemburgische 2-Euro-Gedenkmünze 2010
- Spanien: Wappen des Königs von Spanien, anlässlich des 50. Geburtstags Felipes VI.: spanische 2-Euro-Gedenkmünze 2018/2
- Vatikanstadt

– Wappen des Kardinalkämmerers Eduardo Martínez Somalo (nach den heraldischen Regeln der Tingierung sind die im Wappen enthaltenen Farben Blau und Rot durch Schraffuren dargestellt) und darüber die Insignien der Apostolischen Kammer: vatikanische Kursmünzen 2005 (zur Sedisvakanz)
– Wappen des Kardinalkämmerers Tarcisio Bertone und darüber die Insignien der Apostolischen Kammer: vatikanische Gedenkmünze 2013/1 (zur Sedisvakanz)
– Brustwappen des Gendarmeriekorps der Vatikanstadt ähnlich der Flagge der Vatikanstadt, Darstellung eines Gendarmen vor dem Petersdom: vatikanische 2-Euro-Gedenkmünze 2016/1
– Papstwappen von Franziskus mit Mitra, den Schlüsseln des Himmelsreichs und dem Emblem der Jesuiten: vatikanische Kursmünzen ab 2017

### Flaggen, Kokarden, Siegel und Monogramme
- Flaggen

- Europäische Union

- Europaflagge, Gemeinschaftsausgabe anlässlich deren dreißigjährigen Bestehens: finnische 2-Euro-Gedenkmünze 2015/2 als Beispiel

- Italien

- Flagge Italiens (den heraldischen Regeln der Tingierung folgend ist deren Farbreihenfolge Grün-Weiß-Rot durch Schraffur dargestellt), anlässlich des 150. Jahrestages der Vereinigung Italiens: italienische 2-Euro-Gedenkmünze 2011

- Griechenland

- Staatsflagge zu Land, 1905 bei dem Aufstand gegen die Osmanen in Theriso gesetzt – anlässlich des 100. Jahrestages der Vereinigung Kretas mit Griechenland: griechische 2-Euro-Gedenkmünze 2013/1
- kreisförmiger Ausschnitt der Flagge Griechenlands, umgeben von zwölf Lorbeerzweigspitzen, anlässlich des 200. Jahrestages der Griechischen Revolution: griechische 2-Euro-Gedenkmünze 2021

- Malta

- Flagge Maltas, von einer Frau gehalten, Teil der 1989 von Ġanni Bonnici gestalteten Bronzestatue des Unabhängigkeitsdenkmals in Floriana – heraldische Tinktur der Farben Weiß-Rot durch perspektivische Schraffur: maltesische 2-Euro-Gedenkmünze 2014/1
- zwei – als Ausdruck von Solidarität durch Liebe – ein Herz formende Hände vor der Flagge Maltas, mit dem 1942 der gesamten Bevölkerung verliehenen Georgskreuz (nach den heraldischen Regeln der Tingierung ist die Farbe Rot durch senkrechte Schraffur dargestellt): maltesische 2-Euro-Gedenkmünze 2016/2
- von zwei kleinen Kindern gehaltene Flagge Maltas, darüber eine den Frieden symbolisierende Taube: maltesische 2-Euro-Gedenkmünze 2017/2
- über einem Luzzu, einem traditionellen maltesischen Fischerboot, wehend, dem kulturellen Erbe Maltas gewidmet: maltesische 2-Euro-Gedenkmünze 2018/2

- Österreich

- Flagge Österreichs – nach den heraldischen Regeln der Tingierung ist deren Farbfolge Rot-Weiß-Rot durch Schraffur dargestellt (allerdings resultiert bei der 50-Cent-Münze wegen der um 90° gedrehten Darstellung daraus die Farbfolge Blau-Weiß-Blau, was der der Flagge El Salvadors entspräche): alle österreichischen Kursmünzen
- Flagge Österreichs, heraldische Darstellung der Farbreihenfolge Rot-Weiß-Rot (als Hintergrunddekor zum österreichischen Staatsvertrag von 1955): österreichische 2-Euro-Gedenkmünze 2005

- Russland

- russische Seekriegsflagge der Kaiserlich Russischen Marine, dargestellt am Heck der Korvette Wostok bei der Entdeckung des Schelfeises der Antarktis 1820: estnische 2-Euro-Gedenkmünze 2020/1

- Vatikanstadt

- Flagge der Vatikanstadt, Darstellung eines Gardisten beim Fahneneid, anlässlich des 500. Jahrestags der Gründung der Schweizergarde: vatikanische 2-Euro-Gedenkmünze 2006

- Kokarden

- Frankreich

- kreisförmiges Abzeichen in den Farben der Trikolore (von innen nach außen: Blau–Weiß–Rot), politisches Symbol der Anhänger der Französischen Revolution, getragen an der Jakobinermütze der Marianne:

– 4 Millionen Exemplare, deren Kokardensegmente nach den heraldischen Regeln der Tingierung durch stilisierte Schraffur in Blau bzw. Rot dargestellt sind, anlässlich des 225. Jahrestags des Föderationsfests: französische 2-Euro-Gedenkmünze 2015/2
– je 10.000 im Herstellungsverfahren „Spiegelglanz“ bzw. „Polierte Platte“ angefertigte Exemplare, deren Kokardensegmente auf plan geprägtem Untergrund in Blau-Weiß-Rot koloriert sind, anlässlich des 225. Jahrestags des Föderationsfests: französische 2-Euro-Gedenkmünze 2015/2
- Siegel

- Monaco

- Reitersiegel der monegassischen Fürstenfamilie Grimaldi: monegassische 10-, 20- und 50-Cent-Münzen 2001–2005

- Österreich

- Siegel und Unterschriften des Österreichischen Staatsvertrages von 1955, unterzeichnet von den Außenministern der Alliierten Siegermächte, Wjatscheslaw Michailowitsch Molotow für die Sowjetunion, John Foster Dulles für die Vereinigten Staaten, Harold Macmillan für das Vereinigte Königreich und Antoine Pinay für Frankreich sowie den Hochkommissaren der vier Besatzungszonen, Iwan I. Iljitschow, Llewellyn E. Thompson, Geoffrey Arnold Wallinger, Roger Lalouette und dem Außenminister Österreichs, Leopold Figl: österreichische 2-Euro-Gedenkmünze 2005

- Portugal

- Siegel des portugiesischen Königs Alfons I. von 1134, von sieben Kastellen und fünf Schilden umgeben, wie im Wappen Portugals die sieben Schlachten Alfons’ III. gegen fünf maurische Könige bei der Eroberung der Algarve symbolisierend: portugiesische 1-, 2- und 5-Cent-Münze
- Siegel des portugiesischen Königs Alfons I. von 1142, von sieben Kastellen und fünf Schilden umgeben, wie im Wappen Portugals die sieben Schlachten Alfons’ III. gegen fünf maurische Könige bei der Eroberung der Algarve symbolisierend: portugiesische 10-, 20- und 50-Cent-Münze
- Siegel des portugiesischen Königs Alfons I. von 1144, von sieben Kastellen und fünf Schilden umgeben, wie im Wappen Portugals die sieben Schlachten Alfons’ III. gegen fünf maurische Könige bei der Eroberung der Algarve symbolisierend: portugiesische 1- und 2-Euro-Münze

- Monogramme

- Deutschland

- Albrecht Dürers, ein großes „A“ mit untergestelltem „D“, anlässlich seines 550. Geburtstags: san-marinesische 2-Euro-Gedenkmünze 2021/2

- Belgien

- gekröntes Monogramm vor der Silhouette Königin Elisabeths von Belgien, Ehefrau des belgischen Königs Albert I., anlässlich des nach ihr benannten Musikwettbewerbs: belgische 2-Euro-Gedenkmünze 2012/2
- gekröntes Monogramm neben dem Abbild des belgischen Königs Albert II. (sowie des luxemburgischen Großherzogs Henri, da ursprünglich als Gemeinschaftsausgabe zur belgisch-luxemburgischen Wirtschaftsunion von 1921/1922 geplant): belgische 2-Euro-Gedenkmünze 2005
- gekröntes Monogramm neben dem Abbild König Philippes: belgische Kursmünzen der vierten Prägeserie ab 2014

- Luxemburg

- gekröntes Monogramm neben dem Abbild des luxemburgischen Großherzogs Henri: luxemburgische 2-Euro-Gedenkmünze 2004
- gekröntes Monogramm neben dem Abbild des luxemburgischen Großherzogs Henri (sowie des belgischen Königs Albert II., da ursprünglich als Gemeinschaftsausgabe zur belgisch-luxemburgischen Wirtschaftsunion von 1921/1922 geplant): belgische 2-Euro-Gedenkmünze 2005

- Monaco

- gekröntes Monogramm und Standarte Fürst Alberts II.: monegassische 10-, 20- und 50-Cent-Münzen seit 2006

### Objektgebundene Symbole
- Stern

- als Symbol Marias:

– Detail im Wappen Papst Franziskus': vatikanische Kursmünzen ab 2017
– über der Basilika von Wadowice, in der Johannes Pauls II. getauft wurde, der sein Pontifikat der Jungfrau Maria widmete, anlässlich seines 100. Geburtstags: vatikanische 2-Euro-Gedenkmünze 2020/1
- als Allegorie Christi, eine physische Darstellung des Begriffs von Göttlichkeit und Wahrheit, dargestellt über der Basilika von Wadowice, in der Johannes Pauls II. getauft wurde, anlässlich dessen 100. Geburtstags: vatikanische 2-Euro-Gedenkmünze 2020/1

- Komet als himmlisches Zeichen über dem Kölner Dom, anlässlich des Weltjugendtages 2005: vatikanische 2-Euro-Gedenkmünze von 2005
- Sonne

- aufgehende Sonne mit Säerin (Semeuse), Symbol für die Fruchtbarkeit Frankreichs: französische 10-, 20- und 50-Cent-Münze
- aufgehende Sonne mit Strahlenkranz, früher Erkennungszeichen lettischer Soldaten in der russischen Armee, symbolisiert im kleinen bzw. großen Staatswappen die nationale Eigenständigkeit Lettlands:

– lettische 1-, 2- und 5-Cent-Münze
– lettische 10-, 20- und 50-Cent-Münze
– von Ansis Cirulis 1915 geschaffenes Symbol, die Schaffung eines neuen Landes mit dem Sonnenaufgang vergleichend, der Geschichte des lettischen Staatswappens gewidmet: lettische 2-Euro-Gedenkmünze 2019
- Sonne als Symbol der Jesuiten, Detail im Wappen Papst Franziskus': vatikanische Kursmünzen ab 2017
- Mondsichel, mit dem weiblichen Monatszyklus assoziiert, im christlichen Kontext stellt die Weißheit des Mondes die Unschuld dar und symbolisiert die Jungfrau Maria, Darstellung eines Mondsichelkreuzes auf dem Hügel der Kreuze: litauische 2-Euro-Gedenkmünze 2020/2

- Bäume symbolisieren Leben, Beständigkeit und Wachstum

– Baum des Lebens, spiraliges Friesdekor des Südtempels von Tarxien (um 3000 v. Chr.), die Nische der Tempelanlage von Mnajdra flankierend: maltesische 1-, 2- und 5-Cent-Münze
– stilisierter Baum: französische 1- und 2-Euro-Münze
– stilisierter Baum als Symbol der Menschheit, anlässlich des 70. Jahrestags der Allgemeinen Deklaration der Menschenrechte: andorranische 2-Euro-Gedenkmünze 2018/2
- Korkeiche als Sinnbild für Europa: portugiesische 2-Euro-Gedenkmünze 2007/2

- Blätter

– Blatt einer Linde, als Nationalbaum Symbol der Slowakei: Randprägung aller slowakischen 2-Euro-Münzen
– Dreißig Blätter eines stilisierten Baumes, die Artikel der Allgemeinen Deklaration der Menschenrechte symbolisierend: andorranische 2-Euro-Gedenkmünze 2018/2
– Blatt einer Linde, als Nationalbaum Symbol der Slowakei: Randprägung aller slowakischen 2-Euro-Münzen
– Fünf einen Globus bildende Blätter als Quelle für den Sauerstoff, für Lebensmittel und für sämtliches Leben auf der Erde, anlässlich des Internationalen Jahres der Pflanzengesundheit: belgische 2-Euro-Gedenkmünze 2020/1
- Eichenlaub symbolisiert Standhaftigkeit und Treue

– deutsche 1-, 2- und 5-Cent-Münze
– Eichenlaubkranz um ein Eisernes Kreuz auf der Lanze der Siegesgöttin Victoria, Wagenlenkerin der Quadriga auf dem Brandenburger Tor:
– in zwei unterschiedlichen Münzvarianten (auf den 10- und 20-Cent-Münzen der Ausgabejahre 2002 bis 2006 und allen 50-Cent-Münzen heben die mittleren Pferde jeweils das innere, auf den 10- und 20-Cent-Münzen ab 2007 jedoch das äußere Vorderbein an): deutsche 10-, 20- und 50-Cent-Münze
– anlässlich des 25. Jahrestags des Mauerfalls in Berlin 1989: vatikanische 2-Euro-Gedenkmünze 2014
– zwei Eichenzweige, als Unterlage der Schildhalter Löwe und Greif im Wappen Lettlands: lettische 10-, 20- und 50-Cent-Münze
– Eichenlaub (und Lorbeerzweige) im Wappen San Marinos, Symbole für die Beständigkeit der Republik und die Verteidigung der Freiheit: san-marinesische 1-Euro-Münze 2002–2016
– Eichenlaubdekor am Kragen im Porträt von Großherzog Wilhelm III.: luxemburgische 2-Euro-Gedenkmünze 2017/2
- Lorbeerkranz und Lorbeerzweige symbolisieren Ehre, Ruhm und Sieg

– mit stilisierten Lorbeerzweigen geschmückte Ordenskette im großen Wappen Monacos:
– monegassische 1-, 2- und 5-Cent-Münze 2001–2005
– monegassische 1-, 2- und 5-Cent-Münze ab 2006
– Lorbeerzweig
– als Symbol für die Verteidigung der Freiheit (und Eichenzweig), den Wappenschild des Wappens von San Marino flankierend: san-marinesische 1-Euro-Münze 2002–2016
– als Teil des Emblems der Special Olympics 2011 in Athen: griechische 2-Euro-Gedenkmünze 2011
– Lorbeerzweige umgeben die Rebellen von Theriso, die 1905 für die Vereinigung Kretas mit Griechenland kämpften – anlässlich des 100. Jahrestags der Vereinigung mit Griechenland: griechische 2-Euro-Gedenkmünze 2013/1
– Lorbeerkranz
– auf dem Haupt des italienischen Dichters Dante Alighieri:
– Detail des 1509/10 von Raffael geschaffenen Wandfreskos „Disput über das Sakrament“ in der Stanza della Segnatura des Apostolischen Palastes: italienische 2-Euro-Kursmünze
– Detail des 1495 von Sandro Botticelli geschaffenen Porträts, neben einem stilisierten Buchrücken der „Göttlichen Komödie“: san-marinesische 2-Euro-Gedenkmünze 2015/1
– Detail des 1465 von Domenico di Michelino in der Kathedrale von Florenz geschaffenen Freskos, Dante vor dem Läuterungsberg der Göttlichen Komödie darstellend: italienische 2-Euro-Gedenkmünze 2015/2
– am Hut der Bronzestatue Davids, anlässlich des 550. Todestags Donatellos: san-marinesische 2-Euro-Gedenkmünze 2016/1
- Ölbaumzweige symbolisieren Frieden

– Ölbaumzweig (und Palmblatt) im Wappen Maltas: maltesische 10-, 20- und 50-Cent-Münze
– Ölbaumzweig, zusammen mit einem Steinkauz als Attribut der Schutzgöttin Athens auf der Rückseite der attischen Tetradrachme: griechische 1-Euro-Münze
– Ölbaumzweig im Schnabel einer Taube, anlässlich der 50-jährigen UN-Mitgliedschaft: finnische 2-Euro-Gedenkmünze von 2005
– ein Mann und eine Frau mit einem Ölbaumzweig, Symbol des Rechts auf Frieden (sowie Symbolen für Freiheit, Nahrung und Arbeit), anlässlich des 60. Jahrestages der Verkündung der Menschenrechte: italienische 2-Euro-Gedenkmünze von 2008
– mit einem Ölbaumzweig als Symbol für Freiheit und Unabhängigkeit umkränzte personifizierte Republik, die República: portugiesische 2-Euro-Gedenkmünze von 2010
– Ölbaumzweig im Schnabel einer Friedenstaube, anlässlich der 20-jährigen UN-Mitgliedschaft: monegassische 2-Euro-Gedenkmünze von 2013
– Ölbaumzweig, anlässlich des 25. Jahrestags des Mauerfalls in Berlin 1989: vatikanische 2-Euro-Gedenkmünze 2014
- Palmblätter symbolisieren Frieden

– Palmblatt (und Ölbaumzweig) im Wappen Maltas: maltesische 10-, 20- und 50-Cent-Münze
- Sprießende Pflanzen symbolisieren Neubeginn und Wachstum:

– anlässlich der EU-Erweiterung: finnische 2-Euro-Gedenkmünzen von 2004
– anlässlich des Reichstags von 1863: finnische 2-Euro-Gedenkmünzen 2013/1
- Blumen als Symbol des Gedenkens an gefallene Soldaten

– Mohnblüte (Erinnerungs-Mohnblume) anlässlich des 100. Jahrestags des Beginns des Ersten Weltkriegs: belgische 2-Euro-Gedenkmünze 2014/1
– Kornblume, Symbol des Gedenkens und der Solidarität:
– 15 Millionen Exemplare, bei denen die Segmente der im Hintergrund tingiert dargestellten „Tricolore“ durch zwei vertikale Linien akzentuiert werden, anlässlich des 100. Jahrestags des Waffenstillstands („Armistice“) am Ende des Ersten Weltkriegs: französische 2-Euro-Gedenkmünze 2018/1
– je 10.000 im Herstellungsverfahren „Spiegelglanz“ bzw. „Polierte Platte“ angefertigte Exemplare, bei denen die eine silbrig-weiße Achäne umgebenden Röhrenblüten dunkel- und hellblau koloriert sind, anlässlich des 100. Jahrestags des Waffenstillstands („Armistice“) am Ende des Ersten Weltkriegs: französische 2-Euro-Gedenkmünze 2018/1
- Schwertlilie, heraldisches Symbol der Ritterlichkeit

– Teil des Emblems der maltesischen Polizei, anlässlich deren 200. Jubiläums: maltesische 2-Euro-Gedenkmünze 2014/2
– Motiv auf dem von Michel Bréal gestifteten Pokal des Marathonlaufsiegers der ersten Olympischen Spiele der Neuzeit 1896, Spyridon Louis, anlässlich dessen 75. Todestags: griechische 2-Euro-Gedenkmünze 2015/2
– drei Lilien als Symbol des 1360–1481 existierenden Herzogtums Anjou, Ursprung des Hauses Bourbon-Anjou, Detail im Wappenschild des Königs von Spanien, anlässlich des 50. Geburtstags Felipes VI.: spanische 2-Euro-Gedenkmünze 2018/2
- Tuberose-Blütenstand – vom Vatikan irrtümlich[44] als Narde bezeichnet –, gemäß spanischer ikonografischer Tradition Symbol Josefs, des Schutzpatrons der katholischen Kirche, Detail im Wappen Papst Franziskus': vatikanische Kursmünzen ab 2017
- Getreide als Symbol für Nahrung

– Maiskolben, neben Reis- und Weizen Grundnahrungsmittel der Welt, dargestellt aus Anlass des Welternährungsprogramms: italienische 2-Euro-Gedenkmünze 2004
– Reisähren, neben Weizen und Mais Grundnahrungsmittel der Welt, dargestellt aus Anlass des Welternährungsprogramms: italienische 2-Euro-Gedenkmünze 2004
– Weizenähren:
– Weizen, neben Reis und Mais Grundnahrungsmittel der Welt, dargestellt aus Anlass des Welternährungsprogramms: italienische 2-Euro-Gedenkmünze 2004
– Weizenähre, als Symbol des Rechts auf Nahrung Attribut eines Paares (neben Ölbaumzweig, Stacheldraht und Zahnrad), anlässlich des 60. Jahrestages der Verkündung der Menschenrechte: italienische 2-Euro-Gedenkmünze 2008
– Bündel von Weizenähren auf der Schulter der „Milda“ genannten Landesallegorie Lettlands: lettische 1- und 2-Euro-Münze
- Birne, aufgrund ihrer Süße ein Symbol der Liebe, Detail des Gemäldes Maria mit Kind[103] von Albrecht Dürer: san-marinesische 2-Euro-Gedenkmünze 2021/2
- Biene als Symbol für Fleiß, Arbeitseifer und Ordnung:

- Münzmeisterzeichen Pierre Rodiers: auf den 1999–2000 in der französischen Prägestätte in Pessac geprägten Euromünzen
- Bienenwabe mit teilweise verdeckelten Honigzellen, in Form einer Weltkugel grob die Umrisse Europas, eines Großteils Afrikas sowie angrenzender Gebiete stilisierend, anlässlich des zum Weltbienentag erklärten Geburtstags Anton Janschas, des Pioniers der modernen Imkerei: slowenische 2-Euro-Gedenkmünze 2018

- Jakobsmuschel, ikonografisches Heiligenattribut St. Jakobs:

- je zwei Mal vierfach dargestellt im Emblem der Universität Lüttich, in Reminiszenz an das auf dem Campus früher bestehende Benediktinerkloster Abbaye Saint-Jacques: belgische 2-Euro-Gedenkmünze 2017/1
- fünf Mal dargestellt auf Hut und Umhang der Skulptur St. Jakobs über der Westfassade der Kathedrale von Santiago de Compostela: spanische 2-Euro-Gedenkmünze 2018/1

- Hermesstab, von zwei Schlangen umwunden:

- den griechischen Gott Hermes als Friedensstifter symbolisierendes Münzstättenzeichen der niederländischen Münzstätte: auf den bei der Königlichen Niederländischen Münze geprägten Euromünzen
- als Symbol des ärztlichen und pharmazeutischen Standes benutzt, seit er von der amerikanischen Luftwaffe als Symbol ihres Sanitätsdienstes eingeführt und dabei mit dem Äskulapstab verwechselt wurde – die Medizin, eines der Aufgabenfelder des italienischen Gesundheitsministeriums, symbolisierend: italienische 2-Euro-Gedenkmünze 2018/2

- Äskulapstab, von einer Natter umwundenes Attribut Asklepios’, des griechischen Gottes der Heilkunst, heute Symbol des ärztlichen und pharmazeutischen Standes, zugeordnet der zum 100. internationalen Frauentag (zusammen mit Marie Popelin) geehrten Ärztin Isala Van Diest:[53] belgische 2-Euro-Gedenkmünze 2011
- Lerche, die Tagverkünderin

– Lerche auf dem Schild des Speerkämpfers der Schlacht bei Marathon versinnbildlicht die Geburt der westlichen Zivilisation: griechische 2-Euro-Gedenkmünze von 2010
- Möwen, die Wissensfreiheit symbolisierend

– zwei Möwen über einer einen Braille-Text ertastenden Hand, anlässlich des 200. Geburtstags Louis Brailles: italienische 2-Euro-Gedenkmünze 2009/2
- Nebelkrähe, als intelligenter Vogel flexibel auf neue Situationen reagierend, den modernen finnischen Charakter symbolisierend: finnische 2-Euro-Gedenkmünze 2017/2
- Steinkauz, ein Eulenvogel, als Symbol der Klugheit

– Steinkauz als Attribut der Schutzgöttin Athens („Eulen nach Athen tragen“), zusammen mit einem Ölbaumzweig auf der Rückseite der attischen Tetradrachme: griechische 1-Euro-Münze
- Straußenfedern, die älteste bestehende Republik der Welt, San Marino, symbolisierend

– stilisierte Straußenfedern zieren die drei Festungstürme San Marinos:
– Festungsturm Il Montale: san-marinesische 1-Cent-Münze 2002–2016
– Festungsturm La Guaita: san-marinesische 5-Cent-Münze 2002–2016
– dargestellt mit dem Hl. Marinus: san-marinesische 20-Cent-Münze 2002–2016
– Festungstürme La Guaita (links), Cesta und Il Montale: san-marinesische 50-Cent-Münze 2002–2016
– im Wappen San Marinos: san-marinesische 1-Euro-Münze 2002–2016
– im Wappen San Marinos: san-marinesische 1-Cent-Münze ab 2017
– dargestellt mit dem Hl. Marinus: san-marinesische 2-Euro-Münze ab 2017
– anlässlich des Europäischen Jahres zur Kreativität und Innovation: san-marinesische 2-Euro-Gedenkmünze von 2009
- Taube als Symbol des Friedens

– Taube (mit Ölbaumzweig im Schnabel), anlässlich der 50-jährigen UN-Mitgliedschaft: finnische 2-Euro-Gedenkmünze von 2005
– Taube (mit Ölbaumzweig im Schnabel), anlässlich der 20-jährigen UN-Mitgliedschaft: monegassische 2-Euro-Gedenkmünze von 2013
– Friedenstaube über der von zwei Kindern gehaltenen Flagge Maltas: maltesische 2-Euro-Gedenkmünze 2017/2
- Lamm, Symbol der Unschuld und des Lebens (als Osterlamm in der christlichen Religion Symbol des Menschenopfers durch den stellvertretenden Kreuzestod Jesu Christi und der Auferstehung Jesu Christi):

– ein Hirte entreißt ein Lamm dem Maul eines Löwen, anlässlich des Priesterjahres: vatikanische 2-Euro-Gedenkmünze von 2010
– Osterlamm im (unten abgebildeten) Wappen Juan Benlloch y Vivós, 1906–1918 Bischof von Urgell und damit Kofürst von Andorra, Verfasser des Textes der andorranischen Nationalhymne El Gran Carlemany: andorranische 2-Euro-Gedenkmünze 2017/1
- Drache, Sinnbild für Chaos, dargestellt im Georgs-Kreuz

– Abbildung im Wappen Maltas als 1942 der gesamten Bevölkerung verliehene militärische Auszeichnung für deren Tapferkeit in den Schlachten des Zweiten Weltkriegs: maltesische 10-, 20- und 50-Cent-Münze
– Abbildung in der Flagge Maltas als 1942 der gesamten Bevölkerung verliehene Tapferkeits-Auszeichnung, anlässlich des 50. Jahrestags der Unabhängigkeit von Großbritannien: maltesische 2-Euro-Gedenkmünze 2014/1
- Greif, Metapher für Jesus von Nazaret:

– zusammen mit einem Löwen im kleinen Wappen Lettlands: lettische 1-, 2- und 5-Cent-Münze
– zusammen mit Löwen im großen Wappen Lettlands und als Wappenträger: lettische 10-, 20- und 50-Cent-Münze
– im Wappen der historischen Region Vidzeme (Zentral-Livland): lettische 2-Euro-Gedenkmünze 2016/2
- Ikonografische Heiligenattribute

– Jakobsmuschel, je zwei Mal vierfach dargestellt im Emblem der Universität Lüttich, Attribut des heiligen Jakobus, in Reminiszenz an das auf dem Campus der Universität Lüttich früher bestehende Benediktinerkloster Abbaye Saint-Jacques: belgische 2-Euro-Gedenkmünze 2017/1
– Rost, Marterwerkzeug als Attribut des heiligen Laurentius, doppelt dargestellt im Emblem der Universität Lüttich, in Reminiszenz an das auf dem Campus der Universität Lüttich früher bestehende Benediktinerkloster Abbaye Saint-Laurent: belgische 2-Euro-Gedenkmünze 2017/1
– Schwert, Attribut des um 67 durch das Schwert hingerichteten heiligen Paulus, anlässlich des 1950. Jahrestags seines Martyriums: vatikanische 2-Euro-Gedenkmünze 2017/1
– Schlüssel des Himmelsreichs, Attribut des um 67 gekreuzigten heiligen Petrus, anlässlich des 1950. Jahrestags seines Martyriums: vatikanische 2-Euro-Gedenkmünze 2017/1

### Thematische, religiöse und mythologische Symbole
- Landesallegorien

- Frankreich: Marianne, nationales Symbol, mit Jakobinermütze

- französische 1-, 2- und 5-Cent-Münze
- anlässlich des 225. Jahrestags des Föderationsfests, mit Kokarde in den Farben der Trikolore (von innen nach außen: Blau–Weiß–Rot), politisches Symbol der Anhänger der Französischen Revolution:

– 4 Millionen Exemplare, deren Kokardensegmente nach den heraldischen Regeln der Tingierung durch stilisierte Schraffur in Blau bzw. Rot dargestellt sind, anlässlich des 225. Jahrestags des Föderationsfests: französische 2-Euro-Gedenkmünze 2015/2
– je 10.000 im Herstellungsverfahren „Spiegelglanz“ bzw. „Polierte Platte“ angefertigte Exemplare, deren Kokardensegmente auf plan geprägtem Untergrund in Blau-Weiß-Rot koloriert sind, anlässlich des 225. Jahrestags des Föderationsfests: französische 2-Euro-Gedenkmünze 2015/2
- Irland: Hibernia, Statue über dem Portikus des Hauptpostamts in Dublin, Sinnbild des Osteraufstands von 1916, eine Harfe zur Linken: irische 2-Euro-Gedenkmünze 2016
- Lettland: Die Landesallegorie Milda, eine junge Frau in Landestracht (Modell stand Zelma Brauere): lettische 1- und 2-Euro-Münze
- Portugal: Das Bildnis der República (mit phrygischer Mütze und umkränzt von einem Ölbaumzweig) gilt als personifizierte Republik: portugiesische 2-Euro-Gedenkmünze von 2010

- Stadtrechtsallegorien

- die Libertà (Freiheit), Statue einer klassischen Stadtgöttin, vor dem Regierungspalast von San Marino: san-marinesische 2-Cent-Münze 2002–2016
- Rolandstatuen, wie die Rolandstatue vor dem Bremer Rathaus, galten als Symbole für städtische Rechte und Bürgerfreiheit: deutsche 2-Euro-Gedenkmünze von 2010

- Souveränitätssymbole

- Mauerkrone, das Wappen Maltas krönend: maltesische 10-, 20- und 50-Cent-Münze
- Malta Indipendenti, Bronzestatue des maltesischen Unabhängigkeitsdenkmals in Floriana, 1989 von Ġanni Bonnici geschaffen, anlässlich des 50. Jahrestags der Unabhängigkeit von Großbritannien: maltesische 2-Euro-Gedenkmünze 2014/1

- Gewaltenteilung

- zwischen Legislative, Exekutive und Judikative, symbolisiert durch Darstellung des zwischen drei gleich großen verbundenen Seifenblasen entstehenden Kräftegleichgewichts: finnische 2-Euro-Gedenkmünze 2019

- Freiheitssymbole

- Richtung Freiheit

nach links fahrendes Ruderschiff symbolisiert den Weg in die Freiheit: finnische 2-Euro-Gedenkmünze 2007/2
- Prygische- und Jakobinermütze, Symbol für Freiheit und Unabhängigkeit:

– mit Jakobinermütze bekleidete Säerin (Semeuse) mit Jakobinermütze: französische 10-, 20- und 50-Cent-Münze
– das Bildnis der República mit phrygischer Mütze gilt als personifizierte Republik: portugiesische 2-Euro-Gedenkmünze von 2010
- Rolandstatuen, wie die Rolandstatue vor dem Bremer Rathaus, galten als Symbole für Bürgerfreiheit und städtische Rechte: deutsche 2-Euro-Gedenkmünze von 2010
- Recht auf Freiheit

Stacheldraht, als Symbol des Rechts auf Freiheit:
– Attribut eines Paares (neben Symbolen des Rechts auf Frieden, Nahrung und Arbeit), anlässlich des 60. Jahrestages der Verkündung der Menschenrechte: italienische 2-Euro-Gedenkmünze von 2008
– in der Lücke der Mauersteine vor dem Brandenburger Tor, Symbol der Unterdrückung, anlässlich des 25. Jahrestags des Mauerfalls in Berlin 1989: vatikanische 2-Euro-Gedenkmünze 2014
- Unterdrückung

Stacheldraht, als Symbol der Unfreiheit:
– Attribut eines Paares (neben Symbolen des Rechts auf Frieden, Nahrung und Arbeit), anlässlich des 60. Jahrestages der Verkündung der Menschenrechte: italienische 2-Euro-Gedenkmünze von 2008
– hinter Mauersteinen vor dem Brandenburger Tor, anlässlich des 25. Jahrestags des Mauerfalls in Berlin 1989: vatikanische 2-Euro-Gedenkmünze 2014
- Schlachtensymbole

- Athenischer Speerkämpfer mit Schild, anlässlich des 2500. Jahrestages der Schlacht bei Marathon: griechische 2-Euro-Gedenkmünze 2010
- Sieben Kastelle und fünf Schilde symbolisieren wie im Wappen Portugals die sieben Schlachten Alfons’ III. gegen fünf maurische Könige:

– das Siegel des portugiesischen Königs Alfons I. von 1134 umgebend: portugiesische 1-, 2- und 5-Cent-Münze
– das Siegel des portugiesischen Königs Alfons I. von 1142 umgebend: portugiesische 10-, 20- und 50-Cent-Münze
– das Siegel des portugiesischen Königs Alfons I. von 1144 umgebend: portugiesische 1- und 2-Euro-Münze
– als Randprägung aller portugiesischen 2-Euro-Münzen
- Georgs-Kreuz, Symbol des Heiligen und Märtyrers Georg und der Kreuzzüge:

– Abbildung im Wappen Maltas als 1942 der gesamten Bevölkerung Maltas verliehene militärische Auszeichnung für deren Tapferkeit in den Schlachten des Zweiten Weltkriegs: maltesische 10-, 20- und 50-Cent-Münze
– Abbildung in der Flagge Maltas als 1942 der gesamten Bevölkerung verliehene Tapferkeits-Auszeichnung, anlässlich des 50. Jahrestags der Unabhängigkeit von Großbritannien: maltesische 2-Euro-Gedenkmünze 2014/1
– Abbildung in der Flagge Maltas als 1942 der gesamten Bevölkerung verliehene Tapferkeits-Auszeichnung, Darstellung zweier vor der Flagge ein Herz formender Hände, erste Münze der Serie Von Kindern mit Solidarität: maltesische 2-Euro-Gedenkmünze 2016/2
– Abbildung der 1942 der gesamten Bevölkerung Maltas verliehenen Tapferkeits-Auszeichnung, Detail der unter einer Friedenstaube von zwei Kindern gehaltenen Flagge Maltas: maltesische 2-Euro-Gedenkmünze 2017/2
– Abbildung in der über einem Luzzu, einem traditionellen maltesischen Fischerboot, wehenden Flagge Maltas, als 1942 der gesamten Bevölkerung verliehene Tapferkeits-Auszeichnung: maltesische 2-Euro-Gedenkmünze 2018/2
- Mohnblüte, anlässlich des Jahrhundertgedenkens (2014–2018) an den Ersten Weltkrieg: belgische 2-Euro-Gedenkmünze 2014/1
- Kornblume, Symbol des Gedenkens und der Solidarität:

– 15 Millionen Exemplare, bei denen die Segmente der im Hintergrund tingiert dargestellten „Tricolore“ durch zwei vertikale Linien akzentuiert werden, anlässlich des 100. Jahrestags des Waffenstillstands („Armistice“) am Ende des Ersten Weltkriegs: französische 2-Euro-Gedenkmünze 2018/1
– je 10.000 im Herstellungsverfahren „Spiegelglanz“ bzw. „Polierte Platte“ angefertigte Exemplare, bei denen die eine silbrig-weiße Achäne umgebenden Röhrenblüten dunkel- und hellblau koloriert sind, anlässlich des 100. Jahrestags des Waffenstillstands („Armistice“) am Ende des Ersten Weltkriegs: französische 2-Euro-Gedenkmünze 2018/1
- Blumen als Symbol des Gedenkens an gefallene Soldaten

– Mohnblüte, anlässlich des Jahrhundertgedenkens (2014–2018) an den Ersten Weltkrieg: belgische 2-Euro-Gedenkmünze 2014/1
- Sohlenprofile der alliierten Soldaten der Operation Overlord, dargestellt neben der ersten Strophe des Gedichts Chanson d’automne von Paul Verlaine, anlässlich des 70. Jahrestags des D-Days: französische 2-Euro-Gedenkmünze 2014/1

- Tapferkeitssymbole

- Eisernes Kreuz, eichenlaubumkränzte Kriegsauszeichnung, auf der Lanze der Siegesgöttin Victoria, Wagenlenkerin der Quadriga auf dem Brandenburger Tor, in zwei unterschiedlichen Münzvarianten: auf den 10- und 20-Cent-Münzen der Ausgabejahre 2002 bis 2006 und allen 50-Cent-Münzen heben die mittleren Pferde der Quadriga jeweils das innere, auf den 10- und 20-Cent-Münzen ab 2007 jedoch das äußere Vorderbein an: deutsche 10-, 20- und 50-Cent-Münze
- Georgs-Kreuz, Symbol des Heiligen und Märtyrers Georg und der Kreuzzüge:

– Abbildung im Wappen Maltas als 1942 der gesamten Bevölkerung verliehene militärische Auszeichnung für deren Tapferkeit in den Schlachten des Zweiten Weltkriegs: maltesische 10-, 20- und 50-Cent-Münze
– Abbildung in der Flagge Maltas als 1942 der gesamten Bevölkerung verliehene Tapferkeits-Auszeichnung, anlässlich des 50. Jahrestags der Unabhängigkeit von Großbritannien: maltesische 2-Euro-Gedenkmünze 2014/1
– Abbildung in der Flagge Maltas als 1942 der gesamten Bevölkerung verliehene Tapferkeits-Auszeichnung, Darstellung zweier ein Herz formender Hände als Ausdruck von Solidarität durch Liebe: maltesische 2-Euro-Gedenkmünze 2016/2
- Ritterlichkeitssymbole

- Schwertlilie, heraldisches Symbol ritterlicher Treue, Tapferkeit und Tugendhaftigkeit:

– Teil des Emblems der maltesischen Polizei, anlässlich ihres 200-jährigen Bestehens: maltesische 2-Euro-Gedenkmünze 2014/2
– drei Lilien als Symbol des 1360–1481 existierenden Herzogtums Anjou, Ursprung des Hauses Bourbon-Anjou, Detail im Wappenschild des Königs von Spanien, anlässlich des 50. Geburtstags Felipes VI.: spanische 2-Euro-Gedenkmünze 2018/2
- Gerechtigkeitssymbole

- Waage als Attribut der Justitia, neben der (zusammen mit Isala Van Diest) dargestellten Juristin Marie Popelin, anlässlich des 100. internationalen Frauentages: belgische 2-Euro-Gedenkmünze 2011

- Solidaritätssymbole

- Rote Schleife als Symbol der Empathie für HIV-Infizierte und AIDS-Kranke, anlässlich des Welt-AIDS-Tages am 1. Dezember: französische 2-Euro-Gedenkmünze 2014/2
- Rosa Schleife als Symbol der Solidarität mit von Brustkrebs betroffenen Frauen, anlässlich des 25. Jahrestags dieses Symbols: französische 2-Euro-Gedenkmünze 2017/2
- Kornblume, Symbol des Gedenkens und der Solidarität mit Veteranen, Kriegsopfern, Witwen und Waisen:

– 15 Millionen Exemplare, bei denen die Segmente der im Hintergrund tingiert dargestellten „Tricolore“ durch zwei vertikale Linien akzentuiert werden, anlässlich des 100. Jahrestags des Waffenstillstands („Armistice“) am Ende des Ersten Weltkriegs: französische 2-Euro-Gedenkmünze 2018/1
– je 10.000 im Herstellungsverfahren „Spiegelglanz“ bzw. „Polierte Platte“ angefertigte Exemplare, bei denen die eine silbrig-weiße Achäne umgebenden Röhrenblüten dunkel- und hellblau koloriert sind, anlässlich des 100. Jahrestags des Waffenstillstands („Armistice“) am Ende des Ersten Weltkriegs: französische 2-Euro-Gedenkmünze 2018/1
- Arbeitssymbole

- Zahnrad, als Symbol des Rechts auf Arbeit Attribut eines Paares (neben Symbolen des Rechts auf Nahrung, Frieden und Freiheit), anlässlich des 60. Jahrestags der Verkündung der Menschenrechte: italienische 2-Euro-Gedenkmünze von 2008

- Jahreszeitallegorien

- Sommer, symbolisiert durch Ceres, römische Göttin des Ackerbaus, der Fruchtbarkeit und der Ehe, um 1715 von Balthasar Permoser geschaffene Nischenfigur links am Kronentor des Dresdner Zwingers: deutsche 2-Euro-Gedenkmünze 2016
- Herbst, symbolisiert durch Pomona, römische Göttin der Baumfrüchte, um 1715 von Balthasar Permoser geschaffene Nischenfigur rechts am Kronentor des Dresdner Zwingers: deutsche 2-Euro-Gedenkmünze 2016

- Fruchtbarkeitssymbole

- Idol von Pomos, ca. 3000 v. Chr.: zyprische 1- und 2-Euro-Münze

- Venussymbol (stilisierte Darstellung des Handspiegels der Göttin Venus) steht für das weibliche Geschlecht

- als Hintergrund der Porträts der Protagonistinnen der belgischen Frauenbewegung, Isala van Diest und Marie Popelin: belgische 2-Euro-Gedenkmünze 2011

- Vollkommenheitssymbole

- Die Zahl der EU-Sterne, zwölf, gilt als Symbol der Vollständigkeit und Einheit – rein zufällig stimmte sie von der Adaption der Flagge durch die EG 1986 bis zu deren Erweiterung 1995 mit der Zahl der Mitgliedstaaten überein:

– alle Euromünzen
– Gemeinschaftsausgabe anlässlich des dreißigjährigen Bestehens der EU-Flagge: finnische 2-Euro-Gedenkmünze 2015/2 als Beispiel
- Flaggensymbolik

- Europaflagge, Symbol de Europäischen Union, mit der Zahl der Sterne, zwölf, traditionell ein Symbol der Vollkommenheit, Vollständigkeit und Einheit – Gemeinschaftsausgabe anlässlich des dreißigjährigen Bestehens der Flagge: finnische 2-Euro-Gedenkmünze 2015/2 als Beispiel
- Flagge Italiens: Nach den heraldischen Regeln der Tingierung ist deren Farbfolge durch Schraffierung dargestellt – das Grün steht für la pianura (die Ebene, Natur und Landschaft), das Weiß für die Farbe der Alpengletscher, das Rot für das Blut, das in den italienischen Unabhängigkeitskriegen vergossen wurde – anlässlich des 150. Jahrestags der Vereinigung Italiens: italienische 2-Euro-Gedenkmünze von 2011
- Flagge der Vatikanstadt mit den in Matthäus 16 erwähnten Schlüsseln des Himmelsreichs, die Farben Gelb (= Gold) und Weiß (= Silber) ausnahmsweise nebeneinander, den Ausnahmestatus der sich nicht den Gesetzen der Welt unterwerfenden Kirche und die Binde- und Lösegewalt des Papstes als Nachfolger Petri symbolisierend:

– dargestellt beim Fahneneid eines Gardisten anlässlich des 500. Jahrestags der Gründung der Schweizergarde: vatikanische 2-Euro-Gedenkmünze 2006
– Motiv des Brustwappens des Gendarmeriekorps der Vatikanstadt, Darstellung eines Gendarmen vor dem Petersdom: vatikanische 2-Euro-Gedenkmünze 2016/1
- Dreiberg
  - auf dem Dreiberg[26] stehendes Byzantinisches Doppelkreuz:

– Wappen der Slowakei mit dem Berg Kriváň: slowakische 1-, 2- und 5-Cent-Münze
– Wappen der Slowakei mit der Burg Bratislava: slowakische 10-, 20- und 50-Cent-Münze
– Motiv des Wappens der Slowakei: slowakische 1- und 2-Euro-Münze
– Darstellung der „Slawenapostel“ Kyrill und Method anlässlich des 1150. Jahrestages der byzantinischen Mission in Großmähren: slowakische 2-Euro-Gedenkmünze 2013
– Wappen der Slowakei, anlässlich des 10. Jahrestags des EU-Beitritts: slowakische 2-Euro-Gedenkmünze 2014
– Wappen der Slowakei, anlässlich der EU-Ratspräsidentschaft: slowakische 2-Euro-Gedenkmünze 2016
– Wappen der Slowakei, anlässlich des 25. Jahrestags der Gründung der Slowakischen Republik: slowakische 2-Euro-Gedenkmünze 2018
– Wappen der Slowakei, anlässlich des 20. Jahrestags des Beitritts zur OECD: slowakische 2-Euro-Gedenkmünze 2020
- Läuterungsberg der Göttlichen Komödie von Dante Alighieri, nach einem 1465 geschaffenen Fresko Domenico di Michelinos in der Kathedrale von Florenz: italienische 2-Euro-Gedenkmünze 2015/2
- Kardinaltugenden und Seligpreisungen
  - das achtspitzige Malteserkreuz, nationales Symbol Maltas (und der ehemaligen Seerepublik Amalfi) sowie Symbol verschiedener christlicher Orden – wie des Malteser- und des Johanniterordens – versinnbildlicht die Bergpredigt und die vier ritterlichen Tugenden (Klugheit, Gerechtigkeit, Tapferkeit und Mäßigung):

– im großen Wappen Monacos als Orden des heiligen Karl:
– monegassische 1-, 2- und 5-Cent-Münze 2001–2005
– monegassische 1-, 2- und 5-Cent-Münze ab 2006
– im Orden des heiligen Karl, Detail des Gemäldes François-Auguste Biards, anlässlich der Gründung Monte-Carlos durch Charles III. 1866: monegassische 2-Euro-Gedenkmünze 2016
– nach den heraldischen Regeln der Tingierung vertikal schraffierter Münzkern, mit Ausnahme des Malteserkreuzes, was dieses weiß auf rotem Grund darstellt: maltesische 1- und 2-Euro-Münze
– als Teil des Emblems der maltesischen Polizei, anlässlich deren 200. Jubiläums: maltesische 2-Euro-Gedenkmünze 2014/2
– sechsfach je zwei Malteserkreuze als Randprägung aller maltesischen 2-Euro-Münzen
- jesuitische Ordensgelübde der freiwilligen Armut, ehelosen Keuschheit und des Gehorsams, symbolisiert durch drei Nägel, Detail im Wappen Papst Franziskus': vatikanische Kursmünzen ab 2017
- Dreifaltigkeit, symbolisiert durch das Kleeblattkreuz auf der Kuppel des Petersdoms:[162]

– anlässlich des 75. Jahrestags der Gründung des Staates Vatikanstadt: vatikanische 2-Euro-Gedenkmünze 2004
– anlässlich des 200. Jahrestags der Gründung des Gendarmeriekorps der Vatikanstadt: vatikanische 2-Euro-Gedenkmünze 2016/1
- Kreuze

– Kreuz im Siegel des portugiesischen Königs Alfons I. von 1134, von Kastellen und Schilden umgeben: portugiesische 1-, 2- und 5-Cent-Münze
– Kreuz auf der Basilika San Marino: san-marinesische 10-Cent-Münze 2002–2016
– Kreuz auf der Krone im Wappen San Marinos:
– san-marinesische 1-Euro-Münze 2002–2016
– san-marinesische 1-Cent-Münze ab 2017
– Kreuze auf der Kapuzinerkirche St. Quirino und dem vorgelagerten Denkmal Franz von Assisis: san-marinesische 5-Cent-Münze ab 2017
– Kreuze auf der Klosterkirche San Francesco San Francesco und an deren Vorhalle: san-marinesische 10-Cent-Münze ab 2017
– Kreuz auf dem vatikanischen Obelisken, anlässlich des 75. Jahrestags der Gründung des Staates Vatikanstadt: vatikanische 2-Euro-Gedenkmünze 2004
– Kreuz des Reichsapfels:
– auf der Krone des Monogramms des luxemburgischen Großherzogs Henri: luxemburgische 2-Euro-Gedenkmünze 2004
– auf der Krone des kleinen Wappens des luxemburgischen Großherzogs Henri: luxemburgische 2-Euro-Gedenkmünze 2010
– auf der stilisierten Krone des Großherzogtums Luxemburg: luxemburgische 2-Euro-Gedenkmünze 2014/2
– auf der Krone des Wappens des Königs von Spanien, anlässlich des 50. Geburtstags Felipes VI.: spanische 2-Euro-Gedenkmünze 2018/2
– auf dem Karlsgulden, 1521 von Kaiser Karl V. ausgegeben: belgische 2-Euro-Gedenkmünze 2021/2
– Kreuz auf dem Baldachin der Insignien der Apostolischen Kammer:
– anlässlich der Sedisvakanz 2005: vatikanische Kursmünzen 2005
– anlässlich der Sedisvakanz 2013: vatikanische Gedenkmünze 2013/1
– Kreuz auf der Turmkuppel der Paulskirche in Frankfurt am Main: deutsche 2-Euro-Gedenkmünze 2015/1
– Kreuz auf der Krone über dem Wappenschild der Universität Lüttich, anlässlich deren 200-jährigen Jubiläums: belgische 2-Euro-Gedenkmünze 2017/1
– Kreuze auf Turm und Kirchenschiff der Wallfahrtskirche Basilika Unserer Lieben Frau des Rosenkranzes in Fátima: vatikanische 2-Euro-Gedenkmünze 2017/2
– Kreuze auf der Tiara und Robe Pius’ XI. sowie auf dem Lateranischen Obelisken: vatikanische 2-Euro-Gedenkmünze 2019/1
– Kreuz auf der Basilika von Wadowice, in der Karol Józef Wojtyła getauft wurde, 1978–2005 Papst Johannes Paul II., anlässlich dessen 100. Geburtstags: vatikanische 2-Euro-Gedenkmünze 2020/1
– Kreuze unterschiedlicher Formen, Schöpfungen litauischer Kreuzschnitzerei (litauisch: Kryždirbystė) auf dem Hügel der Kreuze: litauische 2-Euro-Gedenkmünze 2020/2
– Vier Kreuze auf den Dächern und dem Turm des Magdeburger Doms: deutsche 2-Euro-Gedenkmünze 2021
- Patriarchenkreuz – der obere, kürzere Querbalken des byzantinischen Doppelkreuzes symbolisiert die Inschrift INRI auf dem Kreuz Jesu Christi:

– im Wappenschild auf den slowakischen 10-, 20- und 50-Cent-Münze
– slowakische 1- und 2-Euro-Münze
– über dem Wappenschild des Kardinals Eduardo Martínez Somalo, Camerlengo während der Sedisvakanz 2005: vatikanische Kursmünzen 2005
– über dem Wappenschild des Kardinals Tarcisio Bertone, Camerlengo während der Sedisvakanz 2013: vatikanische Gedenkmünze 2013/1
– von Methodius (über dem Dreiberg) als Bischofsstab gehalten und so ein staatliches mit einem christlichen Symbol verknüpfend, anlässlich des 1150. Jahrestags der Byzantinischen Mission: slowakische 2-Euro-Gedenkmünze 2013
– im Wappen der Slowakei, anlässlich des 10. Jahrestags des EU-Beitritts: slowakische 2-Euro-Gedenkmünze 2014
– im Wappen der Slowakei, anlässlich der EU-Ratspräsidentschaft: slowakische 2-Euro-Gedenkmünze 2016
– im Wappen der Slowakei, anlässlich des 25. Jahrestags der Gründung der Slowakischen Republik: slowakische 2-Euro-Gedenkmünze 2018
– im Wappen der Slowakei, anlässlich des 20. Jahrestags des Beitritts zur OECD: slowakische 2-Euro-Gedenkmünze 2020
- Lothringer Kreuz

– auf dem Schild des geharnischten Ritters Vytis („des Verfolgers“), aus dem vom Wappen der Jagiellonen abgeleiteten Wappen Litauens:
– litauische 1-, 2- und 5-Cent-Münze
– litauische 10-, 20- und 50-Cent-Münze (mit waagerechter Schraffur zwischen den Sternen, was nach den heraldischen Regeln der Tingierung blaue Färbung bedeutet)
– litauische 1- und 2-Euro-Münze (mit senkrechter Schraffur zwischen den Sternen, was nach den heraldischen Regeln der Tingierung rote Färbung bedeutet)
– zusammen mit den Wappen Estlands und Lettlands als Gemeinschaftsausgabe der drei baltischen Staaten zum 100. Jahrestag von deren Staatsgründungen: litauische 2-Euro-Gedenkmünze 2018/1
– die spiralig miteinander verwobenen Haare dreier Sängerinnen von polyphonen Sutartinės dekorierend: litauische 2-Euro-Gedenkmünze 2019/1
– Hoheitszeichen der 1940–1944 operierenden Forces françaises libres (Streitkräfte für ein freies Frankreich), von Charles de Gaulle gewähltes Symbol, anlässlich seines 130. Geburtstags und 50. Todestags: französische 2-Euro-Gedenkmünze 2020/1
- Papstkreuz, drei Balken symbolisieren die Priester-, Hirten- und Lehrgewalt:

– als Insignium der Apostolischen Kammer (über dem Wappen des Kardinalkämmerers Eduardo Martínez Somalo): vatikanische Sedisvakanz-Kursmünzen von 2005
– als Insignium der Apostolischen Kammer (über dem Wappen des Kardinalkämmerers Tarcisio Bertone): vatikanische Sedisvakanz-Gedenkmünze 2013
- Kleeblattkreuz:

– als Helmzier auf dem Kopf des Erzengels Michael, des belgischen Münzstättenzeichens: Belgische Euromünzen
– auf der Kuppel des Petersdoms, anlässlich des 75. Jahrestags der Gründung des Staates Vatikanstadt: vatikanische 2-Euro-Gedenkmünze 2004
– auf der Kuppel des Petersdoms, anlässlich des 200. Jahrestags der Gründung des Gendarmeriekorps der Vatikanstadt: vatikanische 2-Euro-Gedenkmünze 2016/1
– auf dem Reichsapfel in der Hand von Matthias Corvinus, Gründer der Universitas Istropolitana, Darstellung in einer Chronik um 1500 von Johannes de Thurocz (János Thurócz): slowakische 2-Euro-Gedenkmünze 2017
- Prankenkreuz des Christusordens:

– auf fünf Segeln einer Karavelle, anlässlich der ersten Kontakte Portugals mit Timor vor 500 Jahren: portugiesische 2-Euro-Gedenkmünze 2015/2
– im Logo des portugiesischen Olympischen Komitees: 
– anlässlich der Teilnahme der portugiesischen Equipe an den Olympischen Sommerspielen 2016 in Rio de Janeiro: portugiesische 2-Euro-Gedenkmünze 2016/1
– anlässlich der Teilnahme der portugiesischen Equipe an den Olympischen Sommerspielen 2020 in Tokio 2021: portugiesische 2-Euro-Gedenkmünze 2021/2
- Tatzenkreuz, als rotes Kreuz auf weißem Grund ursprünglich den Kreuzfahrern vorbehalten:

– im großen Wappen Monacos, auf der Krone und zweifach auf dem Schriftband:
– monegassische 1-, 2- und 5-Cent-Münze 2001–2005
– monegassische 1-, 2- und 5-Cent-Münze ab 2006
– auf der Krone in Monogramm und Standarte Fürst Alberts II.: monegassische 10-, 20- und 50-Cent-Münzen seit 2006
– Tatzen- oder Templerkreuz, in 12- und 6-Uhr-Position: vatikanische Sedisvakanz-Gedenkmünze 2013
– auf dem Haupt Barbara von Cillis, an der Seite Sigismunds von Luxemburg römisch-deutsche Königin bzw. Kaiserin, Königin von Ungarn sowie von Böhmen, anlässlich des 600. Jahrestags ihrer Krönung: slowenische 2-Euro-Gedenkmünze 2014
– im Symbol der Jesuiten, Detail im Wappen Papst Franziskus': vatikanische Kursmünzen ab 2017
– Eisernes Kreuz, eichenlaubumkränzt, auf der Lanze der Siegesgöttin Victoria, Wagenlenkerin der Quadriga auf dem Brandenburger Tor, in zwei unterschiedlichen Münzvarianten: auf den 10- und 20-Cent-Münzen der Ausgabejahre 2002 bis 2006 und allen 50-Cent-Münzen heben die mittleren Pferde der Quadriga jeweils das innere, auf den 10- und 20-Cent-Münzen ab 2007 jedoch das äußere Vorderbein an: deutsche 10-, 20- und 50-Cent-Münze
– auf der Krone über dem Bären, dem Wappentier des Herzogtums Samogitien (der Region Niederlitauen): litauische 2-Euro-Gedenkmünze 2019/2
- Malteserkreuz, nationales Symbol Maltas (sowie der ehemaligen Seerepublik Amalfi) und Symbol verschiedener christlicher Orden, wie des Malteser- und des Johanniterordens:

– sechsfach je zwei Malteserkreuze als Randprägung aller maltesischen 2-Euro-Münzen
– im großen Wappen Monacos als Orden des heiligen Karl:
– monegassische 1-, 2- und 5-Cent-Münze 2001–2005
– monegassische 1-, 2- und 5-Cent-Münze ab 2006
– im Orden des heiligen Karl, Detail des Gemäldes François-Auguste Biards, anlässlich der Gründung Monte-Carlos durch Charles III. 1866: monegassische 2-Euro-Gedenkmünze 2016
– nach den heraldischen Regeln der Tingierung vertikal schraffierter Münzkern, mit Ausnahme des Malteserkreuzes, was dieses weiß auf rotem Grund darstellt: maltesische 1- und 2-Euro-Münze
– als Teil des Emblems der maltesischen Polizei, anlässlich ihres 200-jährigen Bestehens: maltesische 2-Euro-Gedenkmünze 2014/2
– zentrale Elemente der drei Bruststerne des Militär-Wilhelms-Ordens, des Ordens vom Niederländischen Löwen und des Nassauischen Hausordens vom Goldenen Löwen von Wilhelm III.: luxemburgische 2-Euro-Gedenkmünze 2017/2
- Griechisches Kreuz:

- an der Spitze der von Rebellen getragenen Fahnenstange, anlässlich des 100. Jahrestags der Vereinigung Kretas mit Griechenland: griechische 2-Euro-Gedenkmünze 2013/1
- Georgs-Kreuz, Symbol des Heiligen und Märtyrers Georg und der Kreuzzüge:

– Abbildung im Wappen Maltas als 1942 der gesamten Bevölkerung verliehene Auszeichnung für deren Tapferkeit in den Schlachten des Zweiten Weltkriegs: maltesische 10-, 20- und 50-Cent-Münze
– Abbildung in der Flagge Maltas als 1942 der gesamten Bevölkerung verliehene Tapferkeits-Auszeichnung, anlässlich des 50. Jahrestags der Unabhängigkeit von Großbritannien: maltesische 2-Euro-Gedenkmünze 2014/1
– Abbildung in der Flagge Maltas als 1942 der gesamten Bevölkerung verliehene Tapferkeits-Auszeichnung, Darstellung zweier ein Herz formender Hände als Ausdruck von Solidarität durch Liebe: maltesische 2-Euro-Gedenkmünze 2016/2
- Rotes Kreuz, Symbol der Hilfsorganisation:

– anlässlich des 150-jährigen Bestehens des Belgischen Roten Kreuzes: belgische 2-Euro-Gedenkmünze 2014/2
– anlässlich des 150-jährigen Bestehens des Portugiesischen Roten Kreuzes: portugiesische 2-Euro-Gedenkmünze 2015/1
– neben zwei medizinischen Fachkräften, anlässlich der COVID-19-Pandemie in Italien: italienische 2-Euro-Gedenkmünze 2021/2
- Mondsichelkreuz, der Jungfrau Maria gewidmet (die Weißheit des Mondes symbolisiert die Unschuld), Darstellung auf dem Hügel der Kreuze: litauische 2-Euro-Gedenkmünze 2020/2

- Heiligenscheine

– mit Nimbussen dargestellte „Slawenapostel“ Kyrill und Method, mit auf dem Dreiberg stehenden Doppelkreuz, anlässlich des 1150. Jahrestages der byzantinischen Mission in Großmähren: slowakische 2-Euro-Gedenkmünze von 2013
– von Maria (rechts) und Elisabet (links), bei ihrer im Evangelium nach Lukas beschriebenen Begegnung, dargestellt im 1588 geschaffenen Gemälde „Mariä Heimsuchung“ Jacopo Tintorettos, anlässlich dessen 500. Geburtstags: san-marinesische 2-Euro-Gedenkmünze 2018/1
- Mitra, Symbol der Einheit von Weiheamt, Jurisdiktion und Lehramt des Papstes, Detail im Wappen Papst Franziskus': vatikanische Kursmünzen ab 2017
- Schlüssel des Himmelsreichs,[113] deren Farben Gelb (= Gold) und Weiß (= Silber) – ausnahmsweise nebeneinander – die Binde- und Lösegewalt des Papstes als Nachfolger Petri symbolisieren

– und das Patriarchenkreuz, Insignien der Apostolischen Kammer über dem Wappen des Kardinalkämmerers Eduardo Martínez Somalo: vatikanische Sedisvakanz-Kursmünzen von 2005
– auf der Flagge der Vatikanstadt (wie auch im Wappen des Heiligen Stuhls), dargestellt beim Fahneneid eines Gardisten, anlässlich des 500. Jahrestags der Gründung der Schweizergarde: vatikanische 2-Euro-Gedenkmünze 2006
– im Wappen der Vatikanstadt auf einer von Jugendlichen anlässlich des Weltjugendtages in Madrid geschwenkten Fahne (neben dem Wappen Spaniens): vatikanische 2-Euro-Gedenkmünze 2011
– und das Patriarchenkreuz, Insignien der Apostolischen Kammer über dem Wappen des Kardinalkämmerers Tarcisio Bertone: vatikanische Sedisvakanz-Gedenkmünze 2013
– im Brustwappen des Gendarmeriekorps der Vatikanstadt, Darstellung eines Gendarmen vor dem Petersdom: vatikanische 2-Euro-Gedenkmünze 2016/1
– im Wappen Papst Franziskus': vatikanische Kursmünzen ab 2017
- Mythologische Darstellungen

- Ceres, den Sommer symbolisierende römische Göttin des Ackerbaus, der Fruchtbarkeit und der Ehe, um 1715 von Balthasar Permoser als – linke – Nischenfigur am Kronentor des Dresdner Zwingers erschaffen: deutsche 2-Euro-Gedenkmünze 2016
- Charis, eine der drei Grazien („die Glänzende, Frohsinn und Festfreude“), Göttin der Anmut
Detail des Bildes Primavera („Frühling“) von Sandro Botticelli (1445–1510): san-marinesische 2-Euro-Gedenkmünze 2010
- Engel:

– die Pforte des Läuterungsberges der Göttlichen Komödie bewachend, nach einem Fresko Domenico di Michelinos in der Kathedrale von Florenz, anlässlich Dante Alighieris 750. Geburtstags: italienische 2-Euro-Gedenkmünze 2015/2
– von Leonardo da Vinci um 1475 geschaffenes Detail des Taufe Christi genannten Gemäldes aus der Werkstatt von Andrea del Verrocchio, Darstellung jedoch ohne Nimbus: san-marinesische 2-Euro-Gedenkmünze 2019/1
- Europa, Figur der griechischen Mythologie und Namensgeberin des Erdteils:

– bei der Entführung durch Zeus (in Gestalt eines Stieres), nach einem römischen Bodenmosaik des 3. Jahrhunderts in Sparta: griechische 2-Euro-Münze
– hält (neben Zeus in Gestalt eines Stieres) eine Schreibfeder über die geplante Verfassung Europas: italienische 2-Euro-Gedenkmünze 2005
- Fortuna, die Göttin des Schicksals und des Wohlstands:

– mit einem Füllhorn dargestellt, Detail des 1911–1919 geschaffenen Reliefs am Gebäude der Oesterreichischen Nationalbank, anlässlich deren 200. Jubiläums: österreichische 2-Euro-Gedenkmünze 2016
– auf der Kuppel des Charlottenburger Schlosses in Berlin, 1954 von Richard Scheibe gestaltete Neuschöpfung des im Krieg zerstörten barocken Originals: deutsche 2-Euro-Gedenkmünze 2018/1
- Erzengel Gabriel, dargestellt als Skulptur auf der Westfassade des Markusdoms: italienische 2-Euro-Gedenkmünze 2017/1
- Kephalos, Sohn des Hermes, mythische Figur und Namensgeber Kefalonias, anlässlich des 150. Jahrestags der Vereinigung der Ionischen Inseln mit Griechenland: griechische 2-Euro-Gedenkmünze 2014/2 (im Münzbild links oben)
- Mercurius / Hermes, Götterbote und Gott der Kaufleute und des Handels

– Detail des 1911–1919 geschaffenen Reliefs am Gebäude der Oesterreichischen Nationalbank, anlässlich deren 200. Jubiläums: österreichische 2-Euro-Gedenkmünze 2016
– Statue im Park Sanssouci, Original von Jean-Baptiste Pigalle (1748, jetzt im Bode-Museum in Berlin), Kopie von Wolfgang Wille (2010, rechts der Fontäne dargestellt): deutsche 2-Euro-Gedenkmünze 2020/1
- Erzengel Michael, nach der neutestamentlich-christlichen Offenbarung des Johannes Bezwinger Satans:

– dessen Kopf, mit einem Kreuz als Helmzier, das belgische Münzstättenzeichen darstellt: belgische Euromünzen
– Statue auf der von Friedrich August Stüler geschaffenen Kuppel des Schweriner Schlosses: deutsche 2-Euro-Gedenkmünze 2007/1
– Bronzestatue (links) über dem Hauptportal der Hamburger Sankt-Michaelis-Kirche: deutsche 2-Euro-Gedenkmünze 2008
- Odysseus, mythischer Held und Herrscher über Ithaka (dargestellt mit Filzhut Pilos), anlässlich des 150. Jahrestags der Vereinigung der Ionischen Inseln mit Griechenland: griechische 2-Euro-Gedenkmünze 2014/2 (im Münzbild rechts mittig)
- Pomona, den Herbst symbolisierende römische Göttin der Baumfrüchte, um 1715 von Balthasar Permoser als – rechte – Nischenfigur am Kronentor des Dresdner Zwingers erschaffen: deutsche 2-Euro-Gedenkmünze 2016
- Roma, römische Göttin, Darstellung als Statue im Nationaldenkmals für Viktor Emanuel II. in Rom, anlässlich des 150. Jahrestags der Erklärung Roms zur Hauptstadt Italiens: italienische 2-Euro-Gedenkmünze 2021/1
- Venus / Aphrodite, Göttin der Liebe, des erotischen Verlangens und der Schönheit

– Venus, nach dem Gemälde Die Geburt der Venus von Sandro Botticelli: italienische 10-Cent-Münze
– Aphrodite (auf einer Jakobsmuschel dargestellt), dem Mythos nach auf Kythira dem Meerschaum entstiegen: griechische 2-Euro-Gedenkmünze 2014/2 (im Münzbild links unten)
– Statue im Park Sanssouci, Original von Jean-Baptiste Pigalle (1748, jetzt im Bode-Museum in Berlin), Kopie von Rudolph Böhm (2008, links der Fontäne dargestellt): deutsche 2-Euro-Gedenkmünze 2020/1
- Victoria, Siegesgöttin, Wagenlenkerin der Quadriga auf dem Brandenburger Tor, auf ihrer Lanze ein eichenlaubumkränztes Eisernes Kreuz und der preußische Königsadler, in zwei unterschiedlichen Münzvarianten: auf den 10- und 20-Cent-Münzen der Ausgabejahre 2002 bis 2006 und allen 50-Cent-Münzen heben die mittleren Pferde der Quadriga jeweils das innere, auf den 10- und 20-Cent-Münzen ab 2007 jedoch das äußere Vorderbein an: deutsche 10-, 20- und 50-Cent-Münze
- Zeus, oberster olympischer Gott in der griechischen Mythologie

– Stier als Verwandlungsgestalt von Zeus (bei der „Entführung der Europa“), nach einem römischen Bodenmosaik des 3. Jahrhunderts in Sparta: griechische 2-Euro-Kursmünze
– neben Zeus in der Gestalt eines Stieres hält Europa eine Schreibfeder über die geplante Verfassung Europas: italienische 2-Euro-Gedenkmünze 2005

## UNESCO-Welterbestätten, Biosphärenreservate und immaterielles Kulturerbe
(Die eingeklammerten Jahreszahlen bezeichnen das Jahr, in dem das davor genannte Objekt als UNESCO-Welterbe bzw. immaterielles Kulturerbe eingestuft wurde.)
- Brasilien

- Rio de Janeiro (2012), dargestellt ist die Christusstatue auf dem Corcovado, anlässlich des Weltjugendtages 2013: vatikanische 2-Euro-Gedenkmünze 2013/2

- Deutschland

- Hansestadt Lübeck (1987), dargestellt ist das Holstentor: deutsche 2-Euro-Gedenkmünze 2006
- Schloss zu Schwerin (2024): deutsche 2-Euro-Gedenkmünze 2007/1
- Bremer Rathaus und Rolandstatue (2004): deutsche 2-Euro-Gedenkmünze 2010
- Kölner Dom (1996):

– anlässlich des Weltjugendtages 2005: vatikanische 2-Euro-Gedenkmünze 2005
– deutsche 2-Euro-Gedenkmünze 2011
- Schloss Neuschwanstein (2025): deutsche 2-Euro-Gedenkmünze 2012/2
- Kloster Maulbronn (1993), dargestellt sind Brunnenhaus und Westfassade der Klosterkirche: deutsche 2-Euro-Gedenkmünze 2013/2
- St. Michael (Hildesheim) (1985): deutsche 2-Euro-Gedenkmünze 2014
- Welterbe Römische Baudenkmäler, Dom und Liebfrauenkirche in Trier (1986), dargestellt ist das römische Stadttor Porta Nigra: deutsche 2-Euro-Gedenkmünze 2017
- Schlösser und Parks von Potsdam und Berlin (1990), dargestellt ist das 1745–1747 unter König Friedrich II. erbaute Schloss Sanssouci in Potsdam: deutsche 2-Euro-Gedenkmünze 2020/1

- Estland

- Liederfest (2003), zusammen mit den Liederfesten Lettlands und Litauens immaterielles Kulturerbe, anlässlich dessen 150.-jährigen Jubiläums: estnische 2-Euro-Gedenkmünze 2019/1

- Finnland

- Finnische Saunakultur 2020: finnische 2-Euro-Gedenkmünze 2018/2

- Frankreich

- Seineufer von Paris (1991), abgebildet ist der Eiffelturm hinter der sprintenden Marianne, anlässlich der geplanten Olympischen Sommerspiele 2024: französische 2-Euro-Gedenkmünze 2021/2

- Griechenland

- Philippi (2016): griechische 2-Euro-Gedenkmünze 2017/2

- Italien

- Castel del Monte (1996): italienische 1-Cent-Münze
- Historisches Zentrum von Rom (1980):

– Kolosseum: italienische 5-Cent-Münze
– Kapitolsplatz mit dem von Michelangelo entworfenen Pflastermuster:
– mit der Reiterstatue Mark Aurels: italienische 50-Cent-Münze
– Ort der Unterzeichnung des Vertrags von Rom: Gemeinschaftsausgabe am Beispiel der österreichischen 2-Euro-Gedenkmünze 2007
- Altstadt von Florenz (1992), Darstellung des Palazzo Vecchio: vatikanische 2-Euro-Gedenkmünze 2021/2

- Lettland

- Riga (1997), Kulturhauptstadt Europas 2014: lettische 2-Euro-Gedenkmünze 2014
- Keramik Lettgallens, traditionelle Handwerkskunst als Teil des lettischen Kulturerbes: lettische 2-Euro-Gedenkmünze 2020

- Litauen

- Vilnius (1994), Kulturhauptstadt Europas 2009, Stadt der Kultur und Kunst: litauische 2-Euro-Gedenkmünze 2017
- Liederfest (2003), zusammen mit den Liederfesten Estlands und Lettlands immaterielles Kulturerbe, im Rahmen der Jahrhundertfeiern zur Unabhängigkeit Litauens: litauische 2-Euro-Gedenkmünze 2018/2
- Sutartinės (2010), polyphone Volkslieder Oberlitauens, immaterielles Kulturerbe: litauische 2-Euro-Gedenkmünze 2019/1
- Kreuzschnitzerei (2008) (litauisch: Kryždirbystė), dargestellt am Hügel der Kreuze: litauische 2-Euro-Gedenkmünze 2020/2
- Biosphärenreservat Žuvintas 2011 mit mehr als 4.200 Tier-, Pflanzen- und Pilzarten, darunter gut 240 Vogelarten: litauische 2-Euro-Gedenkmünze 2021/1

- Luxemburg

- Altstadtviertel der Stadt Luxemburg, dargestellt ist die Kathedrale: luxemburgische 2-Euro-Gedenkmünze 2012/2

- Malta

- Megalithische Tempel von Malta:

– Mnajdra (1992), Abbildung der Nische des Südtempels: maltesische 1-, 2- und 5-Cent-Münze
– Ġgantija (1980), Abbildung des Nordtempels: maltesische 2-Euro-Gedenkmünze 2016/1
– Ħaġar Qim (1992), Abbildung der Südost-Fassade des Südtempels: maltesische 2-Euro-Gedenkmünze 2017/1
– Mnajdra (1992), Abbildung der Ostfassade des Südtempels: maltesische 2-Euro-Gedenkmünze 2018/1
– Darstellung eines für die megalithischen Tempel von Malta typischen Tempeltores, dem kulturellen Erbe Maltas gewidmet: maltesische 2-Euro-Gedenkmünze 2018/2
– Ta’ Ħaġrat (1992), Abbildung der Südost-Fassade des Südtempels: maltesische 2-Euro-Gedenkmünze 2019/1
– Tempel von Skorba (1992), Südost-Innenansicht des Westtempels, dargestellt über der dort in einer tieferen Siedlungsschicht geborgenen weiblichen Terrakottaskulptur (4400–4100 v. Chr.): maltesische 2-Euro-Gedenkmünze 2020/1
– Tempel von Tarxien (1992), Abbildung des Zentraltempels und darunter des Altars des Westtempels: maltesische 2-Euro-Gedenkmünze 2021/2
- Valletta (1980), stilisierte Darstellung der Kirchenkuppel und des Glockenturms der Karmelitenkirche, dem kulturellen Erbe Maltas gewidmet: maltesische 2-Euro-Gedenkmünze 2018/2

- Österreich

- Historisches Zentrum von Wien (2001):

– Stephansdom: österreichische 10-Cent-Münze
– Schloss Belvedere: österreichische 20-Cent-Münze
– Wiener Secessionsgebäude: österreichische 50-Cent-Münze
– Pallas-Athene-Brunnen vor dem österreichischen Parlamentsgebäude: österreichische 2-Euro-Gedenkmünze 2018
- Portugal

- Guimarães (2001), Kulturhauptstadt Europas 2012, dargestellt sind Details der Statue König Alfons’ I.: portugiesische 2-Euro-Gedenkmünze 2012/2
- Historisches Zentrum von Porto (1996), dargestellt ist der Torre dos Clérigos: portugiesische 2-Euro-Gedenkmünze 2013
- Universität Coimbra 2013, 1290 als erste portugiesische Universität gegründet, aber bis 1537 zumeist in Lissabon ansässig, Darstellung des Uhrturms aus dem frühen 18. Jahrhundert: portugiesische 2-Euro-Gedenkmünze 2020/1

- San Marino

Basilika des Heiligen Marinus: san-marinesische 10-Cent-Münze 2002–2016
Kapuzinerkirche St. Quirino mit dem Denkmal Franz von Assisis: san-marinesische 5-Cent-Münze ab 2017
Klosterkirche San Francesco: san-marinesische 10-Cent-Münze ab 2017
Festungsturm La Guaita auf dem Monte Titano:
– san-marinesische 5-Cent-Münze 2002–2016
– als einer der drei Festungstürme San Marinos, mit dem Hl. Marinus: san-marinesische 20-Cent-Münze 2002–2016
– links neben den Festungstürmen Cesta und Il Montale dargestellt: san-marinesische 50-Cent-Münze 2002–2016
– als einer der drei Türme im Wappen San Marinos: san-marinesische 1-Euro-Münze 2002–2016
– als einer der drei Türme im Wappen San Marinos: san-marinesische 1-Cent-Münze ab 2017
– rechts neben den Festungstürmen Cesta und Il Montale dargestellt: san-marinesische 20-Cent-Münze ab 2017
– als einer der drei Festungstürme San Marinos, mit dem Hl. Marinus: san-marinesische 2-Euro-Münze ab 2017
Festungsturm Cesta (oder Fratta) auf dem Monte Titano:
– als einer der drei Festungstürme San Marinos, mit dem Hl. Marinus: san-marinesische 20-Cent-Münze 2002–2016
– zwischen den Festungstürmen La Guaita (links) und Il Montale dargestellt: san-marinesische 50-Cent-Münze 2002–2016
– als einer der drei Türme im Wappen San Marinos: san-marinesische 1-Euro-Münze 2002–2016
– als einer der drei Türme im Wappen San Marinos: san-marinesische 1-Cent-Münze ab 2017
– zwischen den Festungstürmen Il Montale (links) und La Guaita dargestellt: san-marinesische 20-Cent-Münze ab 2017
– san-marinesische 1-Euro-Münze ab 2017
– als einer der drei Türme San Marinos, mit dem Hl. Marinus: san-marinesische 2-Euro-Münze ab 2017
Festungsturm Il Montale auf dem Monte Titano:
– san-marinesische 1-Cent-Münze 2002–2016
– als einer der drei Türme San Marinos, mit dem Hl. Marinus: san-marinesische 20-Cent-Münze 2002–2016
– rechts neben den Festungstürmen Cesta und La Guaita dargestellt: san-marinesische 50-Cent-Münze 2002–2016
– als einer der drei Türme im Wappen San Marinos: san-marinesische 1-Euro-Münze 2002–2016
– als einer der drei Türme im Wappen San Marinos: san-marinesische 1-Cent-Münze ab 2017
– links neben den Festungstürmen Cesta und La Guaita dargestellt: san-marinesische 20-Cent-Münze ab 2017
– als einer der drei Türme San Marinos, mit dem Hl. Marinus: san-marinesische 2-Euro-Münze ab 2017
Stadttor Porta San Francesco: san-marinesische 2-Cent-Münze ab 2017
Regierungspalast, dargestellt mit Freiheitsstatue Libertà: san-marinesische 2-Euro-Kursmünze 2002–2016
Freiheitsstatue Libertà vor dem Regierungspalast: san-marinesische 2-Cent-Münze 2002–2016
Denkmal Franz von Assisis vor der Kapuzinerkirche St. Quirino: san-marinesische 5-Cent-Münze ab 2017
- Spanien

- Altstadt von Santiago de Compostela (1985):

– Westfassade der Kathedrale: spanische 1-, 2- und 5-Cent-Münze der ersten Prägeserie 1999–2009
– Westfassade der Kathedrale: spanische 1-, 2- und 5-Cent-Münze der zweiten Prägeserie ab 2010
– Skulptur von St. Jakob inmitten der Heiligen Pforte über der Westfassade der Kathedrale: spanische 2-Euro-Gedenkmünze 2018/1
- Historisches Zentrum von Córdoba (1984), dargestellt ist der Innenraum der Mezquita-Catedral de Córdoba: spanische 2-Euro-Gedenkmünze 2010
- Alhambra, Generalife und Albaicín in Granada (1984), dargestellt ist der Löwenhof der Alhambra mit dem Löwenbrunnen: spanische 2-Euro-Gedenkmünze 2011
- Kathedrale von Burgos (1984), dargestellt sind Westfassade und Vierungsturm: spanische 2-Euro-Gedenkmünze 2012/2
- Schloss und Kloster von El Escorial (1984): spanische 2-Euro-Gedenkmünze 2013
- Arbeiten von Antoni Gaudí (1984), dargestellt ist der Springbrunnen im Park Güell in Barcelona: spanische 2-Euro-Gedenkmünze 2014
- Altsteinzeitliche Höhlenmalereien in Nordspanien (1985), dargestellt ist ein Wisent aus der Höhle von Altamira: spanische 2-Euro-Gedenkmünze 2015/1
- Altstadt von Segovia (1985), dargestellt ist das Aquädukt: spanische 2-Euro-Gedenkmünze 2016
- Denkmäler von Oviedo und des Königreiches Asturien (1985), dargestellt ist Santa María del Naranco, Mitte des 9. Jahrhunderts als Belvedere einer Palastanlage gebaut und später zur Kirche geweiht: spanische 2-Euro-Gedenkmünze 2017
- Ávilas Altstadt und Kirchen außerhalb der Stadtmauer (1985), dargestellt sind drei der im 12. Jahrhundert errichteten Wehrtürme der Stadtmauer: spanische 2-Euro-Gedenkmünze 2019
- Architektur der Mudéjares in Aragon (1986), dargestellt ist der um 1320 erbaute Glockenturm Torre de El Salvador der Kirche San Martín in Teruel: spanische 2-Euro-Gedenkmünze 2020
- Historische Innenstadt von Toledo (1986), dargestellt sind das im Mudéjarstil errichtete Stadttor Puerta del Sol und die Wand über dem Toraschrein der Synagoge El Tránsito: spanische 2-Euro-Gedenkmünze 2021

- Vatikanstadt (1980) bzw. (1990) (exterritoriale Stätten)

Petersdom:
– mit Petersplatz und vatikanischem Obelisken, anlässlich der Gründung des Staates vor 75 Jahren: vatikanische 2-Euro-Gedenkmünze 2004
– Domkuppel und Fassade, anlässlich des 200-jährigen Bestehens des Gendarmeriekorps der Vatikanstadt: vatikanische 2-Euro-Gedenkmünze 2016/1
Lateranbasilika, rechts Darstellung der Seitenfassade, anlässlich des 90. Jahrestags der Gründung des Staates: vatikanische 2-Euro-Gedenkmünze 2019/1
Lateranpalast, links in Seitenansicht dargestellt, anlässlich des 90. Jahrestags der Gründung des Staates: vatikanische 2-Euro-Gedenkmünze 2019/1
Lateranischer Obelisk auf der Piazza San Giovanni in Laterano, anlässlich des 90. Jahrestags der Gründung des Staates: vatikanische 2-Euro-Gedenkmünze 2019/1
- Zypern

- Archäologischer Park Paphos (1980), dargestellt ist das im 2. Jahrhundert erbaute Odeon anlässlich der Ernennung von Paphos zur Kulturhauptstadt Europas 2017: zyprische 2-Euro-Gedenkmünze 2017

## Historische Ereignisse
- Andorra

- 25 Jahre öffentlich-rechtlicher Rundfunk in Andorra: andorranische 2-Euro-Gedenkmünze 2016/1
- Der zum hundertsten Mal begangene Jahrestag der Krönung Unserer Lieben Frau von Meritxell, der Schutzheiligen des Landes, ist zugleich Nationalfeiertag des Fürstentums Andorra: andorranische 2-Euro-Gedenkmünze 2021/1
- Im Zuge der COVID-19-Pandemie gilt die Fürsorge insbesondere den Senioren: andorranische 2-Euro-Gedenkmünze 2021/2

- Belgien

- 100 Jahre Königliches Meteorologisches Institut von Belgien: belgische 2-Euro-Gedenkmünze 2013
- Jahrhundertgedenken (2014–2018) an den Ersten Weltkrieg, symbolisiert durch eine an die gefallenen Soldaten erinnernde Mohnblüte: belgische 2-Euro-Gedenkmünze 2014/1
- 150 Jahre Belgisches Rotes Kreuz: belgische 2-Euro-Gedenkmünze 2014/2
- 200 Jahre Universität Lüttich, zur Zeit des Vereinigten Königreichs der Niederlande unter König Wilhelm I. gegründet: belgische 2-Euro-Gedenkmünze 2017/1
- 200 Jahre Universität Gent, zur Zeit des Vereinigten Königreichs der Niederlande unter König Wilhelm I. gegründet: belgische 2-Euro-Gedenkmünze 2017/2
- 50. Jahrestag der Ereignisse vom Mai 1968 in Belgien: belgische 2-Euro-Gedenkmünze 2018/1
- 50. Jahrestag des Abschusses des ESRO-2B-Satelliten (Iris 2): belgische 2-Euro-Gedenkmünze 2018/2
- 25. Gründungstag des Europäischen Währungsinstituts, der Vorgängerinstitution der Europäischen Zentralbank (EZB): belgische 2-Euro-Gedenkmünze 2019/2
- 500. Jahrestag der Erstausgabe des Karlsguldens durch Kaiser Karl V.: belgische 2-Euro-Gedenkmünze 2021/2

- Deutschland

- Kniefall von Warschau des Bundeskanzlers Willy Brandt 1970 vor dem Warschauer Ghetto-Ehrenmal zur Erinnerung an den Aufstand im Warschauer Ghetto 1943: deutsche 2-Euro-Gedenkmünze 2020/2
- Mauerfall in Berlin 1989:

– anlässlich seines 25. Jahrestags: vatikanische 2-Euro-Gedenkmünze 2014
– anlässlich seines 30. Jahrestags, deutsch-französische Gemeinschaftsausgabe: deutsche 2-Euro-Gedenkmünze 2019/2 und französische 2-Euro-Gedenkmünze 2019/2
- Deutsche Wiedervereinigung 1990:

– jubelnde Menschen („Wir sind ein Volk“) vor dem Brandenburger Tor: deutsche 2-Euro-Gedenkmünze 2015/2
– Brandenburger Tor in zwei Darstellungen, die wie zwei Hände ineinander verschränkt sind: san-marinesische 2-Euro-Gedenkmünze 2015
- Estland

- 100. Jahrestag der Gründung der estnischsprachigen Universität Tartu: estnische 2-Euro-Gedenkmünze 2019/2
- 200 Jahre krainisches Landesmuseum, erstes Museum Sloweniens, heute Nationalmuseum: estnische 2-Euro-Gedenkmünze 2021/2

- Finnland

- 100 Jahre Universität Turku, Darstellung eines neuronales Netzes, das die Interaktion zwischen den Universitäten und der Gesellschaft symbolisieren soll: finnische 2-Euro-Gedenkmünze 2020/1

- Frankreich

- 225. Jahrestag des Föderationsfests, Darstellung der Marianne mit Jakobinermütze und Kokarde in den Farben der Trikolore (von innen nach außen: Blau–Weiß–Rot), politisches Symbol der Anhänger der Französischen Revolution:

– 4 Millionen Exemplare, deren Kokardensegmente nach den heraldischen Regeln der Tingierung durch stilisierte Schraffur in Blau bzw. Rot dargestellt sind, anlässlich des 225. Jahrestags des Föderationsfests: französische 2-Euro-Gedenkmünze 2015/2
– je 10.000 im Herstellungsverfahren „Spiegelglanz“ bzw. „Polierte Platte“ angefertigte Exemplare, deren Kokardensegmente auf plan geprägtem Untergrund in Blau-Weiß-Rot koloriert sind, anlässlich des 225. Jahrestags des Föderationsfestes: französische 2-Euro-Gedenkmünze 2015/2
- 100. Jahrestag des Waffenstillstands („Armistice“) am Ende des Ersten Weltkriegs, dargestellt durch die „Bleuet de France“ (Kornblume Frankreichs), Symbol des Gedenkens und der Solidarität:

– 15 Millionen Exemplare, bei denen die Segmente der im Hintergrund tingiert dargestellten „Tricolore“ durch zwei vertikale Linien akzentuiert werden, anlässlich des 100. Jahrestags des Waffenstillstands („Armistice“) am Ende des Ersten Weltkriegs: französische 2-Euro-Gedenkmünze 2018/1
– je 10.000 im Herstellungsverfahren „Spiegelglanz“ bzw. „Polierte Platte“ angefertigte Exemplare, bei denen die eine silbrig-weiße Achäne umgebenden Röhrenblüten dunkel- und hellblau koloriert sind, anlässlich des 100. Jahrestags des Waffenstillstands („Armistice“) am Ende des Ersten Weltkriegs: französische 2-Euro-Gedenkmünze 2018/1
- Appell des 18. Juni 1940 von Charles de Gaulle, französischer General (und 1959–1969 Staatspräsident), anlässlich des 70. Jahrestags des Aufrufs zum Widerstand gegen das Deutsche Reich: französische 2-Euro-Gedenkmünze 2010
- 70. Jahrestag des D-Days, der Operation Overlord genannten Landung in der Normandie, dargestellt durch Sohlenprofile der alliierten Soldaten und die erste Strophe des Gedichts Chanson d’automne von Paul Verlaine: französische 2-Euro-Gedenkmünze 2014/1
- 60 Jahre französische Comicserie Asterix: französische 2-Euro-Gedenkmünze 2019/1
- 25. Jahrestag der Rosa Schleife, des Symbols des Kampfes gegen den Brustkrebs, Darstellung des Oberkörpers einer die Brust abtastenden Frau: französische 2-Euro-Gedenkmünze 2017/2
- im Zuge der COVID-19-Pandemie intensivierte medizinische Forschung: französische 2-Euro-Gedenkmünze 2020/2

- Griechenland

- 2500. Jahrestag der Schlacht bei Marathon, Darstellung eines Kämpfers mit Schild und Speer, Freiheit und Ausdauer symbolisierend: griechische 2-Euro-Gedenkmünze 2010
- 2500. Jahrestag der Schlacht bei den Thermopylen, dargestellt ist der Helm eines Hopliten mit einem Kammbusch aus Rosshaar: griechische 2-Euro-Gedenkmünze 2020/1
- 2400. Jahrestag der Gründung der Philosophenschule Platonische Akademie durch Platon: griechische 2-Euro-Gedenkmünze 2013/2
- 150. Jahrestag des Tragödie im Kloster Arkadi: griechische 2-Euro-Gedenkmünze 2016/1

- Italien

- 200 Jahre Carabinieri, Enthüllung der Bronzestatue „Carabinieri im Sturm“ in den Gärten des Quirinals, nach einer Bronzeplastik Antonio Bertis: italienische 2-Euro-Gedenkmünze 2014/1
- 80. Jahrestag der Gründung des nationalen Feuerwehrkorps: italienische 2-Euro-Gedenkmünze 2020/1
- 60. Jahrestag der Gründung des italienischen Gesundheitsministeriums: italienische 2-Euro-Gedenkmünze 2018/2
- 5. Jahrzehnt des (1963 begonnenen) Welternährungsprogramms der UN mit Hauptquartier in Rom, Darstellung einer Weltkugel, umgeben von Weizen, Mais und Reis: italienische 2-Euro-Gedenkmünze 2004
- COVID-19-Pandemie in Italien, dem Dank an das medizinische Fachpersonal gewidmet: italienische 2-Euro-Gedenkmünze 2021/2

- Lettland

- 10 Jahre Schutzprogramm für den Schwarzstorch: lettische 2-Euro-Gedenkmünze 2015/3

- Luxemburg

- 125. Jahrestag der Luxemburger Dynastie Nassau-Weilburg, Darstellung aller ab 1890 aus dem Haus hervorgegangenen Großherzöge und Großherzoginnen von Luxemburg: luxemburgische 2-Euro-Gedenkmünze 2015/2
- 50. Jahrestag der Gründung der Freiwilligenarmee Luxemburgs: luxemburgische 2-Euro-Gedenkmünze 2017/1

- Malta

- 200. Jubiläum der Gründung der Malta Police Force durch den „King Tom“ genannten ersten Gouverneur Maltas, Sir Thomas Maitland: maltesische 2-Euro-Gedenkmünze 2014/2
- 100. Jubiläum des ersten Flugs von Malta, Darstellung des Wasserflugzeugs Short Admiralty Type 135 No 136 über Fort St. Angelo im Grand Harbour bei Vittoriosa: maltesische 2-Euro-Gedenkmünze 2015/1
- COVID-19-Pandemie, zum Ausgabeanlass Helden der Pandemie Darstellung der Krankenschwestern Doreen Zammit und Charmaine Cauchi: maltesische 2-Euro-Gedenkmünze 2021/1

- Monaco

- 800. Jahrestag der Grundsteinlegung der ersten Befestigung auf dem Felsen: monegassische 2-Euro-Gedenkmünze 2015
- 200. Jubiläum der Gründung der Fürstlichen Karabinierskompanie: monegassische 2-Euro-Gedenkmünze 2017
- 150. Jahrestag der Gründung Monte-Carlos durch Charles III.: monegassische 2-Euro-Gedenkmünze 2016

- Österreich

- 200 Jahre Oesterreichische Nationalbank: österreichische 2-Euro-Gedenkmünze 2016

- Portugal

- 730 Jahre Universität Coimbra, erste Universität Portugals, von 1290 bis 1537 allerdings zumeist in Lissabon ansässig: portugiesische 2-Euro-Gedenkmünze 2020/1
- 600. Jahrestag der Entdeckung Madeiras und Porto Santos, mit Darstellung der Ilhas Desertas und von (nicht maßstäblich positionierten) Inseln der Sebaldinen: portugiesische 2-Euro-Gedenkmünze 2019/2
- Erste Kontakte Portugals mit Timor vor 500 Jahren, Darstellung einer Karavelle und eines traditionellen timoresischen Hausdachs: portugiesische 2-Euro-Gedenkmünze 2015/2
- 500. Jahrestag der Weltumrundung durch Magellan: portugiesische 2-Euro-Gedenkmünze 2019/1
- 250 Jahre Nationaldruckerei Imprensa Nacional, 1972 mit der Münzprägestätte Casa da Moeda zur „INCM“ vereinigt: portugiesische 2-Euro-Gedenkmünze 2018/1
- 250 Jahre Botanischer Garten von Ajuda, Abbildung eines Kanarischen Drachenbaumes: portugiesische 2-Euro-Gedenkmünze 2018/2
- 150 Jahre Portugiesisches Rotes Kreuz: portugiesische 2-Euro-Gedenkmünze 2015/1
- 150 Jahre Polícia de Segurança Pública (PSP): portugiesische 2-Euro-Gedenkmünze 2017/1
- 100. Jahrestag der Erscheinungen von Fátima: vatikanische 2-Euro-Gedenkmünze 2017/2

- Slowakei

- 1150. Jahrestag der Byzantinischen Mission in Großmähren durch die „Slawenapostel“, Kyrill (≈826–869) und seinen Bruder Methodius (≈815–885): slowakische 2-Euro-Gedenkmünze 2013
- 550. Jahrestag des Beginns der Lehrtätigkeit der von Matthias Corvinus gegründeten Universitas Istropolitana in Pressburg: slowakische 2-Euro-Gedenkmünze 2017

- Slowenien

- 200 Jahre Botanischer Garten in Ljubljana, Abbildung des Doldenblütlers Hladnikia Pastinacifolia: slowenische 2-Euro-Gedenkmünze 2010
- 100. Jahrestag der Gründung der Universität Ljubljana: slowenische 2-Euro-Gedenkmünze 2019

- Vatikanstadt

- 500. Jahrestag der Gründung der Schweizergarde, Darstellung eines Gardisten beim Ablegen des Eides auf die Flagge der Vatikanstadt: vatikanische 2-Euro-Gedenkmünze 2006
- 200 Jahre Gendarmeriekorps der Vatikanstadt, Darstellung eines Gendarmen vor der Kuppel des Petersdoms: vatikanische 2-Euro-Gedenkmünze 2016/1
- 25. Jahrestag der Restaurierung der Sixtinischen Kapelle: vatikanische 2-Euro-Gedenkmünze 2019/2
- Das Paulusjahr, dargestellt durch den reitenden, auf der Reise nach Damaskus von einem Lichtstrahl getroffenen Apostel Paulus († ≈64) – anlässlich der Zweitausendjahrfeier der Geburt des Apostels: vatikanische 2-Euro-Gedenkmünze 2008
- Das Priesterjahr anlässlich des 150. Todesjahrs Jean-Marie Vianneys, Darstellung eines Hirten, der einem Löwen ein Lamm entreißt: vatikanische 2-Euro-Gedenkmünze 2010
- Heiliges Jahr der Barmherzigkeit, Darstellung Martin von Tours’ zu Pferd, wie er seinen Mantel mit einem Armen teilt: vatikanische 2-Euro-Gedenkmünze 2016/2

- Zypern

- 30 Jahre Zyprisches Institut für Neurologie und Genetik (CING): zyprische 2-Euro-Gedenkmünze 2020

## Währungen und Münzen
- 16-Länder-Gemeinschaftsausgabe[74] anlässlich des zehnjährigen Bestehens der Europäischen Wirtschafts- und Währungsunion
  - Eurozeichen neben einem Strichmännchen: deutsche 2-Euro-Gedenkmünze 2009/1 als Beispiel
- 17-Länder-Gemeinschaftsausgabe[21] sowie mit gleichem Motiv von San Marino herausgegebene 2-Euro-Gedenkmünze 2012 anlässlich des zehnten Jahrestages der Herausgabe des Euros als Bargeld
  - Eurozeichen und Darstellung u. a. des Hochhauses der Europäischen Zentralbank: deutsche 2-Euro-Gedenkmünze 2012/1 als Beispiel
- Belgien
  - Vier übereinander dargestellte Münzen mit den Beschriftungen „€“, „ECU“ und „BEF“, die den Übergang von den Landeswährungen zur europäischen Einheitswährung – dem Euro – symbolisieren, anlässlich des 25. Gründungstags des Europäischen Währungsinstituts: belgische 2-Euro-Gedenkmünze 2019/2
- Deutschland
  - Eurozeichen, von zwei jubelnden Figuren vor dem Brandenburger Tor hochgehalten, als Symbol, dass „Deutschland ein Teil Europas“ sei,[79] anlässlich des 25. Jahrestags der Deutschen Einheit: deutsche 2-Euro-Gedenkmünze 2015/2
- Finnland
  - 150 Jahre eigenständige finnische Währung, Ziffern neben dem Löwen als Nationalsymbol symbolisieren verschiedene Münzwerte: finnische 2-Euro-Gedenkmünze 2010
  - 200 Jahre Zentralbank, Darstellung eines Singschwans, des finnischen Nationalvogels: finnische 2-Euro-Gedenkmünze 2011
- Griechenland
  - Rückseite der attischen Tetradrachme[58][181] mit einem Steinkauz, als Eulenvogel Klugheit symbolisierendes Attribut der Schutzgöttin Athens („Eulen nach Athen tragen“) sowie einem Ölbaumzweig: griechische 1-Euro-Münze
  - Tetrobol (Stater) aus Abdera,[73] etwa 4. Jh. v. Chr., anlässlich des 100. Jahrestags der Vereinigung Thrakiens mit Griechenland: griechische 2-Euro-Gedenkmünze 2020/2
- Österreich
  - 200 Jahre Oesterreichische Nationalbank: österreichische 2-Euro-Gedenkmünze 2016
- Slowakei
  - Eurozeichen, den Beitritt der Slowakei zur Europäischen Union (2004) und den zum Euro-Währungsgebiet (2009) symbolisierend, anlässlich des 25. Jahrestags der Gründung der Slowakischen Republik: slowakische 2-Euro-Gedenkmünze 2018
- Slowenien
  - 10. Jahrestag der Einführung des Euro, symbolisiert durch 10 fliegende Schwalben: slowenische 2-Euro-Gedenkmünze 2017

## Verträge und Deklarationen
- 1920/1921: Belgisch-Luxemburgische Wirtschaftsunion

- ursprünglich als Gemeinschaftsausgabe geplante Gedenkmünze zur UEBL, mit Darstellung König Alberts II. von Belgien und Großherzog Henris von Luxemburg: belgische 2-Euro-Gedenkmünze von 2005
- anlässlich des 100. Jahrestags der Vereinbarung der UEBL, Darstellung von König Philippe von Belgien und Großherzog Henri von Luxemburg: belgische 2-Euro-Gedenkmünze 2021/1

- 1945 Vereinte Nationen

- 50. Jahrestag des Beitritts Finnlands zu den seit 60 Jahren bestehenden Vereinten Nationen, Darstellung einer Friedenstaube und einiger Teile eines Puzzles: finnische 2-Euro-Gedenkmünze 2005
- 20. Jahrestag des Beitritts Monacos zu den Vereinten Nationen: monegassische 2-Euro-Gedenkmünze 2013
- 75 Jahre Vereinte Nationen: portugiesische 2-Euro-Gedenkmünze 2020/2

- 1946: UNICEF, Kinderhilfswerk der Vereinten Nationen, anlässlich seines 75. Jahrestags: französische 2-Euro-Gedenkmünze 2021/1
- 1948: Menschenrechts-Deklaration

- 60. Jahrestag der Verkündung der Menschenrechte:

– belgische 2-Euro-Gedenkmünze 2008
– Darstellung einer Mauer mit herzförmiger Öffnung: finnische 2-Euro-Gedenkmünze 2008
– Darstellung eines Paares mit den Symbolen des Rechts auf Frieden (Olivenzweig), Nahrung (Ähren), Arbeit (Zahnrad) und Freiheit (Stacheldraht): italienische 2-Euro-Gedenkmünze 2008
– stilisierte Darstellung einer 15-köpfigen Menschengruppe: portugiesische 2-Euro-Gedenkmünze 2008
- 70. Jahrestag der Verkündung der Menschenrechte, stilisierte Darstellung eines Baumes mit dreißig die Artikel der Deklaration symbolisierenden Blättern: andorranische 2-Euro-Gedenkmünze 2018/2

- Organisation für wirtschaftliche Zusammenarbeit und Entwicklung (OECD)

- 20. Jahrestag des Beitritts der Slowakei zur OECD: slowakische 2-Euro-Gedenkmünze 2020

- 1949: Europarat

- 20 Jahre Mitgliedschaft Andorras: andorranische 2-Euro-Gedenkmünze 2014

- 1955: Österreichischer Staatsvertrag

- ein nationales Symbol der damit verbundenen Neutralität: österreichische 2-Euro-Gedenkmünze 2005

- 1957: Römische Verträge

- 13-Länder-Gemeinschaftsausgabe 50 Jahre Römische Verträge – das Muster hinter dem Vertragswerk mit den Unterschriften stellt die Pflasterung des auf der italienischen 50-Cent-Münze dargestellten Kapitolsplatzes dar: deutsche 2-Euro-Gedenkmünze 2007/2 als Beispiel

- 1963: Élysée-Vertrag

- 2-Länder-Gemeinschaftsausgabe (Deutschland und Frankreich) 50 Jahre Élysée-Vertrag (mit Darstellung des deutschen Bundeskanzlers Konrad Adenauer und des französischen Staatspräsidenten Charles de Gaulle): gemeinsame deutsch-französische 2-Euro-Gedenkmünze 2013

- 1990: Zollabkommen Andorras mit der Europäischen Union

- zum 25. Jahrestag der Unterzeichnung: andorranische 2-Euro-Gedenkmünze 2015/1

- 1991: Visegrád-Abkommen

- zum 20. Jahrestag des Visegrád-Abkommens zwischen Polen, der Slowakei, Tschechien und Ungarn: slowakische 2-Euro-Gedenkmünze 2011

- 1999: Europäische Wirtschafts- und Währungsunion

- 16-Länder-Gemeinschaftsausgabe 10 Jahre Europäische Wirtschafts- und Währungsunion: deutsche 2-Euro-Gedenkmünze 2009/1 als Beispiel

- 2004: EU-Erweiterung 2004

- Erweiterung der EU um 10 Mitglieder, symbolisiert durch einen stilisierten Ast, von dem zehn Blätter sprießen: finnische 2-Euro-Gedenkmünze von 2004
- 10. Jubiläum des EU-Beitritts der Slowakei: slowakische 2-Euro-Gedenkmünze 2014

- 2004: Vertrag über eine Verfassung für Europa

- Darstellung von Europa und Zeus in Gestalt eines Stieres, zum Jahrestag des – nicht in Kraft getretenen – Vertrages: italienische 2-Euro-Gedenkmünze 2005

## Verfassungsgeschichte
- Andorra
  - 30. Jahrestag der gesetzlichen Festlegung des Volljährigkeitsalters auf 18 Jahre: andorranische 2-Euro-Gedenkmünze 2015/2
  - 150. Jahrestag der Neuen Reform von 1866, die die vorherige aristokratische Oligarchie durch den „Generalrat des Tales“ ersetzte: 2-Euro-Gedenkmünze 2016/2
  - 100 Jahre El Gran Carlemany, 1917 durch das andorranische Parlament Consell General de les Valls zur Nationalhymne erklärt: andorranische 2-Euro-Gedenkmünze 2017/1
  - 25. Jahrestag der Verfassung von Andorra, Darstellung des von Emili Armengol i Abril geschaffenen Denkmals auf dem Platz des Parlaments in Andorra la Vella: andorranische 2-Euro-Gedenkmünze 2018/1
  - 600 Jahre Consell de la Terra: andorranische 2-Euro-Gedenkmünze 2019/2
  - 50 Jahre Frauenwahlrecht in Andorra, nachdem den Frauen 1969 erst das aktive und 1970 auch das passive Wahlrecht zugestanden wurde: andorranische 2-Euro-Gedenkmünze 2020/2
- Deutschland
  - 25 Jahre Deutsche Wiedervereinigung:

– jubelnde Menschen („Wir sind ein Volk“) vor dem Brandenburger Tor: deutsche 2-Euro-Gedenkmünze 2015/2
– Brandenburger Tor in zwei Darstellungen, die wie zwei Hände ineinander verschränkt sind: san-marinesische 2-Euro-Gedenkmünze 2015
- 70 Jahre Bundesrat, dargestellt ist dessen Sitz, das 1899–1904 erbaute Preußische Herrenhaus: deutsche 2-Euro-Gedenkmünze 2019/1

- Estland
  - provisorischer Landtag des Gouvernements Estland (Maapäev genannt), am 14. Juli 1917 konstituiert und nach der Oktoberrevolution von den Bolschewiki zwangsaufgelöst, den Weg Estlands in die Unabhängigkeit markierend: estnische 2-Euro-Gedenkmünze 2017
  - Gründung des Staates Estland, Gemeinschaftsausgabe der drei baltischen Staaten zum 100. Jahrestag von deren Staatsgründungen: estnische 2-Euro-Gedenkmünze 2018/1
  - 100 Jahre Republik Estland, Logo der Hundertjahrfeiern[183] mit Silhouetten auffliegender Tauben: estnische 2-Euro-Gedenkmünze 2018/2
  - 100. Jahrestag des Friedens von Tartu, in dem Sowjetrussland Estland als unabhängigen souveränen Staat sowie den Grenzverlauf zwischen beiden Ländern anerkannte: estnische 2-Euro-Gedenkmünze 2020/2
- Finnland
  - 100. Jahrestag der Einführung der Gleichberechtigung und des Frauenwahlrechts: finnische 2-Euro-Gedenkmünze 2006
  - 90. Jahrestag der Unabhängigkeit Finnlands, symbolhafte Darstellung eines sich in Richtung Freiheit bewegenden nordischen Ruderschiffes: finnische 2-Euro-Gedenkmünze 2007/2
  - 200 Jahre Autonomie, Darstellung des Domgiebels von Porvoo, dem Ort der ersten Reichstagsversammlung: finnische 2-Euro-Gedenkmünze 2009/2
  - 150. Jahrestag des (ab 1863 turnusmäßig tagenden) Reichstags des Großfürstentums Finnland, Beginn einer demokratischen Entwicklung, symbolisiert durch die Ranke einer keimenden Pflanze: finnische 2-Euro-Gedenkmünze 2013/1
  - 100 Jahre Unabhängigkeit: stilisierte Darstellung des Umrisses Finnlands: finnische 2-Euro-Gedenkmünze 2017/1
  - Finnische Verfassung von 1919, dargestellt das Kräftegleichgewicht zwischen Legislative, Exekutive und Judikative analog dem dreier gleich großer verbundener Seifenblasen: finnische 2-Euro-Gedenkmünze 2019
  - 100 Jahre Selbstverwaltung der Region Åland, Darstellung einer Bootsfahrt über den Bottnischer Meerbusen zu Schären der Inselgruppe: finnische 2-Euro-Gedenkmünze 2021/2
- Griechenland
  - 100. Jahrestag der Vereinigung Kretas mit Griechenland, dem Londoner Vertrag gemäß, Darstellung der griechischen Staatsflagge zu Land bei der 1905 von Eleftherios Venizelos angeführten Revolte in Theriso gegen die Osmanen: griechische 2-Euro-Gedenkmünze 2013/1
  - 150. Jahrestag der Vereinigung der Ionischen Inseln mit Griechenland, Darstellung der Symbole der „Ἑπτάνησα“ / Eptanisa genannten sieben Inseln: griechische 2-Euro-Gedenkmünze 2014/2
  - 70. Jahrestag der Vereinigung des Dodekanes mit Griechenland (dargestellt ist die Rhodos symbolisierende Rose): griechische 2-Euro-Gedenkmünze 2018/2
  - 100. Jahrestag der Vereinigung Thrakiens – einst Teil der historischen Landschaft Thrakien – mit Griechenland, dem Vertrag von Sèvres gemäß, Darstellung einer antiken Münze aus Abdera:[73] griechische 2-Euro-Gedenkmünze 2020/2
  - 200. Jahrestag der Griechischen Revolution, des Kampfes gegen die Herrschaft der Osmanen: griechische 2-Euro-Gedenkmünze 2021
- Irland
  - Ausrufung der Republik Irland mit der Proklamation des Osteraufstands von 1916, symbolisiert durch die Statue der Hibernia über dem Portikus des Hauptpostamts in Dublin: irische 2-Euro-Gedenkmünze 2016
  - Proklamierung der Unabhängigkeit Irlands in der ersten Sitzung des Dáil Éireann 1919, stilisierte Darstellung des „Round Room“ im „Mansion House“ in Dublin:[184] irische 2-Euro-Gedenkmünze 2019
- Italien
  - Italien: (nicht in Kraft getretener) Vertrag über eine Verfassung für Europa, Darstellung von Europa und Zeus in Gestalt eines Stieres: italienische 2-Euro-Gedenkmünze 2005
  - 150. Jahrestag der Vereinigung Italiens, heraldische Darstellung der Flagge Italiens: italienische 2-Euro-Gedenkmünze 2011
  - 70 Jahre Verfassung der Italienischen Republik, Darstellung von deren Unterzeichnung im Palazzo Giustiniani: italienische 2-Euro-Gedenkmünze 2018/1
- Lettland
  - Gründung des Staates Lettland, Gemeinschaftsausgabe der drei baltischen Staaten zum 100. Jahrestag von deren Staatsgründungen: lettische 2-Euro-Gedenkmünze 2018/1
  - 100. Jahrestag der völkerrechtlichen Anerkennung der Republik Lettland: lettische 2-Euro-Gedenkmünze 2021
- Litauen
  - Gründung des Staates Litauen, Gemeinschaftsausgabe der drei baltischen Staaten zum 100. Jahrestag von deren Staatsgründungen: litauische 2-Euro-Gedenkmünze 2018/1
- Luxemburg
  - 175 Jahre Unabhängigkeit des Großherzogtums Luxemburg: luxemburgische 2-Euro-Gedenkmünze 2014/1
  - 150 Jahre luxemburgische Verfassung: luxemburgische 2-Euro-Gedenkmünze 2018/1
  - 100 Jahre allgemeines Wahlrecht in Luxemburg: luxemburgische 2-Euro-Gedenkmünze 2019/2
- Malta
  - Wahl der ersten maltesischen Vertreter in den Rat der Regierung der britischen Kronkolonie im Jahr 1849: maltesische 2-Euro-Gedenkmünze 2011
  - Mehrheitswahlrecht 1887, Darstellung des Gouverneurspalastes[78] in Valletta: maltesische 2-Euro-Gedenkmünze 2012/2
  - Selbstverwaltung 1921, Darstellung des Umrisses der maltesischen Inselgruppe: maltesische 2-Euro-Gedenkmünze 2013
  - Unabhängigkeit von Großbritannien 1964, Detail der 1989 von Ġanni Bonnici geschaffenen Bronzestatue des Unabhängigkeitsdenkmals in Floriana:[157][158] maltesische 2-Euro-Gedenkmünze 2014/1
  - Ausrufung der Republik Malta 1974, Gedenktafel am Großmeisterpalast mit Darstellung des Staatswappens 1975–1988:[18] maltesische 2-Euro-Gedenkmünze 2015/2
- Monaco
  - 500-jährige Souveränität Monacos, Darstellung Luciens I., Herr von Monaco: monegassische 2-Euro-Gedenkmünze 2012
- Österreich
  - Österreichischer Staatsvertrag von 1955, ein nationales Symbol der damit verbundenen Neutralität: österreichische 2-Euro-Gedenkmünze 2005
  - 100. Jahrestag der Republik Österreich, Darstellung des Pallas-Athene-Brunnens vor dem österreichischen Parlamentsgebäude in Wien: österreichische 2-Euro-Gedenkmünze 2018
- Portugal
  - 100 Jahre Portugiesische Republik, allegorische Darstellung der República als personifizierter Republik: portugiesische 2-Euro-Gedenkmünze 2010
  - 40. Jahrestag der Nelkenrevolution, dargestellt durch einen stilisierten Blütenkelch: portugiesische 2-Euro-Gedenkmünze 2014/1
- Slowakei
  - 20. Jahrestag der Samtenen Revolution von 1989, Darstellung eines in einer Glocke schwingenden Schlüssels (da über den Köpfen der Demonstranten klingelnde Schlüssel zum Symbol der Revolution wurden): slowakische 2-Euro-Gedenkmünze 2009/2
  - 25. Jahrestag der Gründung der Slowakischen Republik: slowakische 2-Euro-Gedenkmünze 2018
- Slowenien
  - 25. Jahrestag der Unabhängigkeit der Republik Slowenien, Darstellung eines Auszugs aus der slowenischen Nationalhymne Zdravljica in der Handschrift France Prešerens: slowenische 2-Euro-Gedenkmünze 2016
- Vatikanstadt
  - 75. Jahrestag der Gründung des Staates Vatikanstadt, Darstellung von Petersdom, Kolonnaden des Petersplatzes und Umriss des Staatsgebiets: vatikanische 2-Euro-Gedenkmünze 2004
  - 90. Jahrestag der Gründung des Staates Vatikanstadt, Darstellung von Papst Pius XI. vor dem Lateranpalast, dem Lateranischen Obelisken und der Lateranbasilika: vatikanische 2-Euro-Gedenkmünze 2019/1

## Ratspräsidentschaften
- Portugal, Darstellung einer Korkeiche als Sinnbild für Europa: portugiesische 2-Euro-Gedenkmünze 2007/2
- Frankreich: französische 2-Euro-Gedenkmünze 2008
- Belgien als Teil der seit 2007 gebildeten Trio-Präsidentschaft mit Spanien und Ungarn: belgische 2-Euro-Gedenkmünze 2010
- Lettland, stilisierte Darstellung eines Mühlrads, Logo der Ratspräsidentschaft: lettische 2-Euro-Gedenkmünze 2015/1
- Slowakei, Darstellung des Staatswappens vor fächerförmig wie Turbinenschaufeln angeordneten geschwungenen Linien, anlässlich der EU-Ratspräsidentschaft: slowakische 2-Euro-Gedenkmünze 2016
- Portugal, Darstellung von Lissabon im Ursprung eines Strahlenbüschels in Richtung der anderen EU-Hauptstädte: portugiesische 2-Euro-Gedenkmünze 2021/1

## Kongresse, multinationale Gedenkjahre und -tage
- Kongresse

- XXVII. Iberoamerika-Gipfel 2020 in Andorra zur Förderung der Kooperation, Koordination und Solidarität der Mitgliedsstaaten, unter dem Motto „Innovation für nachhaltige Entwicklungen – Ziele für 2030“: andorranische 2-Euro-Gedenkmünze 2020/1

- Religiöse Weltjugendtage und Weltfamilientreffen

- Weltjugendtag 2005 in Köln, Darstellung des Kölner Doms: vatikanische 2-Euro-Gedenkmünze 2005
- Weltjugendtag 2011 in Madrid, Darstellung des Staatswappens auf einer von Jugendlichen anlässlich des Weltjugendtages in Madrid geschwenkten Fahne (neben dem Wappen Spaniens): vatikanische 2-Euro-Gedenkmünze 2011
- Weltfamilientreffen in Mailand, Darstellung einer 5-köpfigen Familie vor dem Mailänder Dom: vatikanische 2-Euro-Gedenkmünze 2012
- Weltjugendtag 2013 in Rio de Janeiro, Darstellung jubelnder Jugendlicher vor der Christusstatue: vatikanische 2-Euro-Gedenkmünze 2013/2
- Weltfamilientreffen in Philadelphia, Darstellung zweier 3-köpfiger Familien, eine Erdkugel mit den Umrissen beider Amerikas umgebend: vatikanische 2-Euro-Gedenkmünze 2015

- Internationale Jahre

- Internationales Jahr der Physik 2005, Darstellung von Galileo Galileis Studium der Planeten sowie eines durch sechs Elektronen-Kreisbahnen symbolisierten Atoms: san-marinesische 2-Euro-Gedenkmünze 2005
- Internationales Jahres der Astronomie, Darstellung der Erschaffung von Sonne und Mond nach Michelangelos Deckenfresko in der Sixtinischen Kapelle (zusammen mit einem Astrolabium, einem Galilei-Fernrohr von 1609 und einem Spiegelteleskop): vatikanische 2-Euro-Gedenkmünze 2009
- Internationales Jahr der familienbetriebenen Landwirtschaft 2014 („IYFF 2014“), Darstellung von bäuerlichen Werkzeugen und Produkten sowie eines Huhns: portugiesische 2-Euro-Gedenkmünze 2014/2
- Internationales Jahr des nachhaltigen Tourismus für Entwicklung 2017, stilisierte Darstellung eines Globus: san-marinesische 2-Euro-Gedenkmünze 2017/2
- Internationales Jahr der Pflanzengesundheit, dargestellt ist dessen Logo, fünf einen Globus bildende Blätter: belgische 2-Euro-Gedenkmünze 2020/1

- Europäische Jahre

- Europäisches Jahr des interkulturellen Dialogs (symbolisiert durch fünf menschliche Silhouetten – vor einem Globussegment mit den Umrissen Europas – für die in Europa vertretenen Kulturen der Kontinente und vier heilige Bücher): san-marinesische 2-Euro-Gedenkmünze 2008
- Europäisches Jahr zur Kreativität und Innovation, Darstellung eines Buches, Zirkels, von Reagenzgläsern und dreier Straußenfedern als Symbol San Marinos: san-marinesische 2-Euro-Gedenkmünze 2009
- Europäisches Jahr des Kulturerbes, Darstellung der im vatikanischen Pius-Clemens-Museum befindlichen Laokoon-Gruppe: vatikanische 2-Euro-Gedenkmünze 2018/1

- Internationale Gedenktage

- 100. Internationaler Frauentag am 8. März, Abbildungen der Frauenrechtlerinnen Isala van Diest und Marie Popelin: belgische 2-Euro-Gedenkmünze 2011
- Welt-AIDS-Tag am 1. Dezember, Darstellung der Roten Schleife als Symbol der Solidarität mit HIV-Infizierten und AIDS-Kranken:

– 3 Millionen Exemplare mit schraffierter (nach den heraldischen Regeln der Tingierung in Rot dargestellter) Schleife: französische 2-Euro-Gedenkmünze 2014/2
– je 10.000 Exemplare im Herstellungsverfahren „Spiegelglanz“ bzw. „Polierte Platte“ mit kolorierter Schleife auf plan geprägter Oberfläche: französische 2-Euro-Gedenkmünze 2014/2
- Tag der vermissten Kinder am 25. Mai, exemplarische Abbildung von Liam (Liam Vanden Branden), seit 1996 vermisst: belgische 2-Euro-Gedenkmünze 2016/2
- Weltbienentag am 20. Mai, dem Geburtstag Anton Janschas (1734–1773), des Pioniers der modernen Imkerei: slowenische 2-Euro-Gedenkmünze 2018

## Sport- und Kulturereignisse, Weltausstellungen
- Sportereignisse

- Olympische Sommerspiele 2004 in Athen, Diskuswerfer als Abbildung des Diskobolos, einem Werk von Myron: griechische 2-Euro-Gedenkmünze 2004
- Olympische Winterspiele 2006 in Turin, Darstellung eines Skifahrers und der Mole Antonelliana, des Wahrzeichens von Turin: italienische 2-Euro-Gedenkmünze 2006
- Lusophonie-Spiele der Gemeinschaft der Portugiesischsprachigen Länder in Lissabon, Darstellung rhythmischer Sportgymnastik mit Band: portugiesische 2-Euro-Gedenkmünze 2009/2
- Special Olympics 2011 in Athen, Darstellung des Emblems der Spiele: griechische 2-Euro-Gedenkmünze 2011
- Erinnerung an die ersten Olympischen Spiele der Neuzeit 1896 in Athen, anlässlich des 75. Todestages von Spyridon Louis, dem Gewinner des von Michel Bréal gestifteten Siegerpokals des Marathonlaufs: griechische 2-Euro-Gedenkmünze 2015/2
- Fußball-Europameisterschaft 2016, Darstellung des Henri-Delaunay-Pokals vor dem stilisierten Umriss Frankreichs: französische 2-Euro-Gedenkmünze 2016/1
- Olympische Sommerspiele 2016 in Rio de Janeiro:

- Teilnahme des Teams Belgiens: belgische 2-Euro-Gedenkmünze 2016/1
- Teilnahme der Equipe Portugals, Darstellung einer Skulptur der Künstlerin Joana Vasconcelos: portugiesische 2-Euro-Gedenkmünze 2016/1

- Finale des Alpinen Skiweltcups 2019 in Andorra, Darstellung eines Skiläufers vor dem Logo der Veranstaltung: andorranische 2-Euro-Gedenkmünze 2019/1
- Olympische Sommerspiele 2020 in Tokio 2021, Teilnahme der Equipe Portugals, Darstellung des Logos des portugiesischen Olympischen Komitees: portugiesische 2-Euro-Gedenkmünze 2021/2
- Olympische Sommerspiele 2024 in Paris, dargestellt ist die sprintende Marianne vor dem Eiffelturm und den Laufbahnen des Stade de France: französische 2-Euro-Gedenkmünze 2021/2

- Musikereignisse

- 30 Jahre Fête de la Musique, Musikfest zum Sommeranfang: französische 2-Euro-Gedenkmünze 2011
- Königin-Elisabeth-Musikwettbewerb in Brüssel, Silhouette der Königin mit dem Logo des Veranstalters, ihrem gekrönten Monogramm: belgische 2-Euro-Gedenkmünze 2012/2
- Liederfest (Litauen) im Rahmen der Jahrhundertfeiern zur Unabhängigkeit Litauens: litauische 2-Euro-Gedenkmünze 2018/2
- Liederfest (Estland), anlässlich dessen 150.-jährigen Jubiläums: estnische 2-Euro-Gedenkmünze 2019/1

- Kulturhauptstädte Europas

- Guimarães 2012, stilisierte Darstellung einer Statue Dom Afonso Henriques’ mit Helm und Schwert, vor den Stadtmauern: portugiesische 2-Euro-Gedenkmünze 2012/2
- Riga 2014, Stadtsilhouette mit dem Rigaer Schloss, mit (v. l. n. r.) den Türmen der St.-Johannis-Kirche (Sv. Jana baznica) und der St.-Jakobs-Kathedrale (Svētā Jēkaba katedrāle), dem Drei-Sterne-Turm des Schlosses sowie den Türmen der Petrikirche (Svētā Pētera baznīca) und des Rigaer Doms (Rīgas Doms): lettische 2-Euro-Gedenkmünze 2014
- Vilnius 2009, Stadt der Kultur und Kunst, Stadtsilhouette mit dem Glockenturm der Universitätskirche St. Johannes, rechts vorne das Dach der Franziskuskirche, rechts hinten die Kirche der Hl. Katharina, links St. Michael und Konstantin: litauische 2-Euro-Gedenkmünze 2017
- Paphos 2017, dargestellt ist das im 2. Jahrhundert erbaute Odeon im Archäologischen Park: zyprische 2-Euro-Gedenkmünze 2017

- Weltausstellung Expo 2015 in Mailand, deren Motto „Ernähre den Planeten“ lautet: italienische 2-Euro-Gedenkmünze 2015/1

## Musikinstrumente und Notenschrift
- Keltische Harfe, auch bekannt als Brian Boru Harp:

- als nationales Symbol Irlands: alle irischen Kursmünzen
- zur Linken der Landesallegorie Hibernia, Statue über dem Portikus des Hauptpostamts in Dublin, Sinnbild des Osteraufstands von 1916: irische 2-Euro-Gedenkmünze 2016

- Tenorsaxophon (und einzelne Noten), anlässlich des französischen Musikfests Fête de la Musique: französische 2-Euro-Gedenkmünze 2011
- Leier, auch Apollons Harfe „Απολλώνια Άρπα“ genannt, Symbol der großen musikalischen Tradition Lefkadas: griechische 2-Euro-Gedenkmünze 2014/2 (im Münzbild links mittig)
- Noten (und Text der ersten Strophe) der luxemburgischen Nationalhymne Ons Heemecht: luxemburgische 2-Euro-Gedenkmünze 2013
- auf dem Kopf stehende und teilweise spiegelverkehrte Noten als Hintergrunddekor für das Abbild Dimitri Mitropoulos', anlässlich des 120. Geburtstags des griechischen Dirigenten, Komponisten und Pianisten: griechische 2-Euro-Gedenkmünze 2016/2
- Beginn der Hymne El Gran Carlemany[190] (Text von Juan Benlloch y Vivó (1864–1926), Musik von Enric Marfany Bons (1871–1942)[191]) anlässlich ihrer Erklärung zur Nationalhymne Andorras durch das Parlament Consell General de les Valls 1917: andorranische 2-Euro-Gedenkmünze 2017/1
- die ersten Noten der estnischen Nationalhymne auf geschwungenen Notenlinien, anlässlich des 150. Jahrestags des ersten Liederfestes: estnische 2-Euro-Gedenkmünze 2019/1

## Bücher, Literatur und Schrift
- Belgien

- stilisiertes Buch, zur 1948 von der Generalversammlung der Vereinten Nationen verabschiedeten Allgemeinen Erklärung der Menschenrechte: belgische 2-Euro-Gedenkmünze 2008
- Louis Braille (1809–1852), Erfinder der Blindenschrift (die Zeichen neben seinem Bildnis sind seine Initialen L und B): belgische 2-Euro-Gedenkmünze 2009/2
- Flugblatt, vor der stilisierten Fassade einer Universität von einem zweier protestierender Studenten emporgereckt, anlässlich des 50. Jahrestags der Ereignisse vom Mai 1968 in Belgien: belgische 2-Euro-Gedenkmünze 2018/1

- Frankreich

- Erste Strophe („Die langen Schluchzer der Geigen des Herbstes verwunden mein Herz mit einer monotonen Wehmut“) des 1866 verfassten Gedichts Chanson d’automne von Paul Verlaine (1844–1896), Startsignal der „Operation Overlord“, anlässlich des 70. Jahrestags des D-Days: französische 2-Euro-Gedenkmünze 2014/1
- Zweite Strophe („Auf alle gelesenen Seiten / Auf alle leeren Seiten / Stein Blut Papier oder Asche / Schreib ich deinen Namen“) des 1942 veröffentlichten Gedichts „Liberté“ des französischen Dichters Paul Éluard (1895–1952):

– 4 Millionen Exemplare, deren Kokardensegmente nach den heraldischen Regeln der Tingierung durch stilisierte Schraffur in Blau bzw. Rot dargestellt sind, anlässlich des 225. Jahrestags des Föderationsfests: französische 2-Euro-Gedenkmünze 2015/2
– je 10.000 im Herstellungsverfahren „Spiegelglanz“ bzw. „Polierte Platte“ angefertigte Exemplare, deren Kokardensegmente auf plan geprägtem Untergrund in Blau-Weiß-Rot koloriert sind, anlässlich des 225. Jahrestags des Föderationsfests: französische 2-Euro-Gedenkmünze 2015/2
- 60 Jahre französische Comicserie Asterix: französische 2-Euro-Gedenkmünze 2019/1

- Italien

- In einem Buch tastende Hand, darunter in Blindenschrift Louis Braille: italienische 2-Euro-Gedenkmünze 2009/2
- Buch in der linken Hand Dante Alighieris, Detail eines 1465 geschaffenen Freskos Domenico di Michelinos, Dante vor dem Läuterungsberg der Göttlichen Komödie darstellend: italienische 2-Euro-Gedenkmünze 2015/2
- Buch des Markuslöwen, dessen Inschrift lautet: „Pax Tibi Marce Evangelista Meus“ („Friede mit dir Markus, mein Evangelist“): italienische 2-Euro-Gedenkmünze 2017/1
- aufgeschlagenes Original der Verfassung der Italienischen Republik, anlässlich deren Unterzeichnung durch Enrico De Nicola vor 70 Jahren: italienische 2-Euro-Gedenkmünze 2018/1

- Litauen: Darstellung der Buchstaben des weitgehend phonetischen litauischen Alphabets, ausschließlich zur Schreibung der litauischen Hochsprache verwendet: litauische 2-Euro-Gedenkmünze 2015/2
- Luxemburg

- Text der ersten Strophe und Noten der luxemburgischen Nationalhymne Ons Heemecht: luxemburgische 2-Euro-Gedenkmünze 2013
- Querschnitt eines aufgeschlagenen Buches, anlässlich des 150. Jahrestags der luxemburgischen Verfassung: luxemburgische 2-Euro-Gedenkmünze 2018

- Niederlande: Erasmus von Rotterdam (≈1467–1536) beim Schreiben seines Buches Laus Stultitiae (Darstellung mit Königin Beatrix): niederländische 2-Euro-Gedenkmünze 2011
- San Marino

- Schriftrolle auf den Knien Galileo Galileis, anlässlich des Jahres der Physik: san-marinesische 2-Euro-Gedenkmünze 2005
- Schriftrolle, abgebildet mit Christoph Kolumbus, anlässlich seines 500. Todestags: san-marinesische 2-Euro-Gedenkmünze 2006
- Buch mit den angeblich letzten Worten des Hl. Marinus „Relinquo vos liberos ab utroque homine“ (lat. „Ich verlasse euch als Freie von jedem anderen Menschen“), nach einem 1894 geschaffenen Gemälde von Emilio Retrosi (1858–1911): san-marinesische 50-Cent-Münze ab 2017
- Vier die heiligen Schriften verschiedener Kulturen symbolisierende Bücher vor fünf menschlichen Silhouetten und einem Globussegment mit den Umrissen Europas, anlässlich des Europäischen Jahres des interkulturellen Dialogs: san-marinesische 2-Euro-Gedenkmünze 2008
- Ein Buch mit der Spirale des italienischen Mathematikers Leonardo Fibonacci, neben Zirkel, Reagenzgläsern und drei Straußenfedern als Symbol San Marinos, soll das Europäische Jahr zur Kreativität und Innovation darstellen: san-marinesische 2-Euro-Gedenkmünze 2009
- Stilisierter Buchrücken der „Göttlichen Komödie“ Dante Alighieris mit den Namen des Dichters bildenden Majuskeln, die einer der ersten Ausgaben der „Divina Commedia“ entlehnt sind, anlässlich des 750. Geburtstags Dantes: san-marinesische 2-Euro-Gedenkmünze 2015/1

- Slowakei

- Konstantin, Übersetzer der Bibel ins Slawische und als „Slawenapostel“ verehrt, hält ein Buch in Händen und symbolisiert damit Bildung und Glauben: slowakische 2-Euro-Gedenkmünze 2013
- zwei Studenten, einem Professor vor der Universitas Istropolitana zugewandt, halten Bücher in den Händen: slowakische 2-Euro-Gedenkmünze 2017

- Slowenien: Worte „docákat’ dan“ (warten auf den Tag) aus der slowenischen Nationalhymne Zdravljica in der Handschrift France Prešerens (1800–1849),[195] anlässlich des 25. Jahrestags der Unabhängigkeit der Republik Slowenien: slowenische 2-Euro-Gedenkmünze 2016
- Spanien: 400 Jahre Don Quijote, Roman von Miguel de Cervantes (1547–1616): spanische 2-Euro-Gedenkmünze 2005 (Miguel de Cervantes ziert die spanischen 10-, 20- und 50-Cent-Münzen der ersten Prägeserie 1999–2009 sowie der zweiten ab 2010)

## Kunstmotive
- vor der Zeitrechnung
  - weibliche Terrakottaskulptur (4400–4100 v. Chr.),[172] geborgen aus einer tieferen Siedlungsschicht nahe dem dargestellten Westtempel von Skorba auf Malta: maltesische 2-Euro-Gedenkmünze 2020/1
  - Idol von Pomos,[196] ca. 3000 v. Chr.: zyprische 1- und 2-Euro-Münze
  - Baum des Lebens, Friesdekor des Südtempels von Tarxien,[27] ca. 3000 v. Chr., die Nische des Tempels von Mnajdra flankierend: maltesische 1-, 2- und 5-Cent-Münze
  - neolithische Bernsteinscheibe,[197] ca. 3000 v. Chr., Zeugnis der baltischen Kultur: litauische 2-Euro-Gedenkmünze 2016
  - Diskobolos, Diskuswerfer-Skulptur von Myron, 5. Jahrhundert v. Chr.: griechische 2-Euro-Sondermünze 2004
  - Replik des Kopfes einer von Silanion im 4. Jahrhundert v. Chr. geschaffenen Bronzestatue Platons (≈428–348 v. Chr.),[198] anlässlich des 2400. Jahrestages der Gründung der Platonischen Akademie: griechische 2-Euro-Gedenkmünze 2013/2
  - Mosaik mit Darstellung zweier Theatermasken,[46] um 100 v. Chr., heute in den Kapitolinischen Museen, anlässlich des 2200. Todestags von Plautus: italienische 2-Euro-Gedenkmünze 2016/2
  - Vatikanischer Obelisk unbekannter Provenienz, da unbeschriftet, um 30 v. Chr. unter dem römischen Kaiser Caligula aus Alexandria herbeigeschafft: vatikanische 2-Euro-Gedenkmünze 2004
  - Laokoon-Gruppe, eine um die Zeitenwende angefertigte römische Marmorkopie einer im 2. Jahrhundert v. Chr. geschaffenen, nicht erhalten gebliebenen griechischen Bronzeplastik von Hagesandros, Athanadoros und Polydoros aus Rhodos, anlässlich des europäischen Jahres des Kulturerbes: vatikanische 2-Euro-Gedenkmünze 2018/1
- um 100
  - Mark Aurel, um 165 erschaffen und das einzige erhaltene Reiterstandbild der Antike (Kopie auf dem Kapitolsplatz, dessen von Michelangelo entworfenes Pflastermuster auch auf den Gemeinschaftsmünzen 2007 erscheint): italienische 50-Cent-Münze
  - Vier Pferde von San Marco,[199] ursprünglich Teile der Quadriga des Triumphbogens Kaiser Neros in Rom, über Konstantinopel als Kriegsbeute nach Venedig gelangt, seit 1979 im Museo Marciano ausgestellt und an der Westfassade durch Nachbildungen ersetzt:[71] italienische 2-Euro-Gedenkmünze 2017/1
- um 300
  - Die Entführung der Europa durch Zeus in Gestalt eines Stieres, nach einem römischen Bodenmosaik in Sparta:[66][200] griechische 2-Euro-Kursmünze
- um 500
  - Mäandermuster des Mosaikbodens der aus dem 5. Jahrhundert stammenden Oktogon-Kirche in Philippi:[201]: griechische 2-Euro-Gedenkmünze 2017/2
- um 600
  - Fürstenstein („Knežji kamen“),[58] umgedrehter Sockel einer römischen Säule aus Noricum, ältestes Rechtsdenkmal Kärntens, diente im Fürstentum Karantanien zur rituellen Einsetzung der in der Karnburg residierenden slawischen Fürsten: slowenische 2-Cent-Münze
- um 1200
  - Romanische Madonnenskulptur Unserer Lieben Frau von Meritxell,[104] 12. Jh., Replik des 1972 verbrannten Originals im neuen Sanktuarium: andorranische 2-Euro-Gedenkmünze 2021/1
- um 1300
  - Das Studium der Planeten („La fisica antica“), um 1335 von Andrea Pisano (≈1290–1348) für Giottos Glockenturm in Florenz geschaffenes Relief,[20] in freier Interpretation Galileo Galilei (1564–1642) gewidmet, anlässlich des Jahres der Physik: san-marinesische 2-Euro-Gedenkmünze 2005
- um 1400

- Giovanni Boccaccio, Teilansicht eines der neun von Andrea del Castagno (≈1418–1457) 1450 für die Villa Carducci bei Florenz auf Holz geschaffenen Fresken berühmter Männer und Frauen: italienische 2-Euro-Gedenkmünze 2013/2
- Dante und die drei Reiche, Teilansicht des 1465 in der Kathedrale von Florenz von Domenico di Michelino (1417–1491) geschaffenes Freskos, anlässlich Dantes 750. Geburtstags: italienische 2-Euro-Gedenkmünze 2015/2
- David, um 1440 vom vor 550 Jahren verstorbenen Donatello (≈1386–1466) geschaffene Bronzestatue des Königs von Juda:

– san-marinesische 2-Euro-Gedenkmünze 2016/1
– italienische 2-Euro-Gedenkmünze 2016/1
- Giottos von Paolo Uccello (1397–1475) geschaffenes Porträt: san-marinesische 2-Euro-Gedenkmünze 2017/1
- Georg, Stadtheiliger Venedigs, Skulptur auf der Westfassade des Markusdoms: italienische 2-Euro-Gedenkmünze 2017/1
- Konstantin, Stadtheiliger Venedigs, Skulptur auf der Westfassade des Markusdoms: italienische 2-Euro-Gedenkmünze 2017/1
- Markus, Stadtheiliger Venedigs, Skulptur auf der Westfassade des Markusdoms: italienische 2-Euro-Gedenkmünze 2017/1
- Jan van Eyck (≈1390–1441), Selbstbildnis (Mann mit rotem Turban, 1433) des flämischen Malers, Darstellung seiner Signatur: belgische 2-Euro-Gedenkmünze 2020/2

- um 1500
  - Die Geburt der Venus (Venus als Göttin der Liebe, des erotischen Verlangens und der Schönheit), Gemälde von Sandro Botticelli (1445–1510), heute in den Uffizien in Florenz: italienische 10-Cent-Münze
  - Primož Trubar (1508–1586) darstellender Holzschnitt Jakob Lederleins von 1578: slowenische 1-Euro-Münze
  - Der vitruvianische Mensch, Zeichnung von Leonardo da Vinci (1452–1519): italienische 1-Euro-Münze
  - Porträt Dante Alighieris, Detail des 1509/10 von Raffael (1483–1520) geschaffenen Wandfreskos „Disput über das Sakrament“ in der Stanza della Segnatura des Apostolischen Palastes:[122] italienische 2-Euro-Kursmünze
  - Profil Dante Alighieris, Detail eines 1495 von Sandro Botticelli (1445–1510) geschaffenen Gemäldes, neben einem stilisierten Buchrücken der „Göttlichen Komödie“:[123] san-marinesische 2-Euro-Gedenkmünze 2015/1
  - Christoph Kolumbus, Teilansicht eines 1519 entstandenen Porträts von Sebastiano del Piombo (1485–1547):[205][206] san-marinesische 2-Euro-Gedenkmünze 2006
  - Die Erschaffung von Sonne und Mond nach dem um 1510 von Michelangelo (1475–1564) geschaffenen Deckenfresko Schaffung der Sonne, des Mondes und der Pflanzen in der Sixtinischen Kapelle (zusammen mit einem Astrolabium, einem Galilei-Fernrohr von 1609 und einem Spiegelteleskop), anlässlich des Internationalen Jahres der Astronomie: vatikanische 2-Euro-Gedenkmünze 2009
  - Bildnis einer Charis (römisch: Grazie), einer der drei Göttinnen der Anmut („die Glänzende, Frohsinn und Festfreude“), Detail des um 1482 entstandenen Bildes Primavera („Frühling“) von Sandro Botticelli:[207] san-marinesische 2-Euro-Gedenkmünze 2010
  - Erasmus von Rotterdam,[208] nach einem 1523 geschaffenen Gemälde Hans Holbeins des Jüngeren (≈1497–1543) – anlässlich des 500. Jahrestags des Buches Laus Stultitiae (Darstellung zusammen mit Königin Beatrix): niederländische 2-Euro-Gedenkmünze 2011
  - Darstellung des 1554 entstandenen Gemäldes Judith enthauptet Holofernes von Giorgio Vasari (1511–1574), dem Hofmaler der Medici:[209] san-marinesische 2-Euro-Gedenkmünze 2011
  - Lucien I., nach einem Ambrogio de Predis (* um 1455) zugeschriebenen Gemälde des frühen 16. Jahrhunderts:[210] monegassische 2-Euro-Gedenkmünze 2012
  - Das 1501 entstandene Fresko Jesus unter den Schriftgelehrten von Pinturicchio (≈1454–1513) aus der Kirche Santa Maria Maggiore in Spello:[211] san-marinesische 2-Euro-Gedenkmünze 2013
  - Tempietto di Bramante, Aufriss der um 1502 von Donato Bramante (1444–1514) entworfenen Renaissancekapelle in Rom, neben einem Porträt Bramantes: san-marinesische 2-Euro-Gedenkmünze 2014/1
  - Matthias Corvinus (1443–1490), König von Ungarn und Kroatien, Gründer der Universitas Istropolitana, Darstellung gemäß einer Chronik um 1500 von Johannes de Thurocz (János Thurócz) (≈1435–1489):[98] slowakische 2-Euro-Gedenkmünze 2017
  - Dame mit dem Hermelin, 1489/1490 von Leonardo da Vinci gefertigtes Porträt Cecilia Galleranis, Mätresse Ludovico Sforzas, des Herzogs von Mailand: italienische 2-Euro-Gedenkmünze 2019
  - Taufe Christi,[83] um 1475 geschaffenes Gemäldes aus der Werkstatt Andrea del Verrocchios, Darstellung eines von Leonardo da Vinci (allerdings mit Nimbus) gestalteten Engels: san-marinesische 2-Euro-Gedenkmünze 2019/1
  - Madonna mit Kind und zwei Engeln,[95] 1465 entstandenes Gemälde Filippo Lippis (≈1406–1469): san-marinesische 2-Euro-Gedenkmünze 2019/2
  - Jüngstes Gericht, von Michelangelo 1508–1512 geschaffenes Deckenfresko der Sixtinischen Kapelle, anlässlich dessen vor 25 Jahren abgeschlossener Restaurierung: vatikanische 2-Euro-Gedenkmünze 2019/2
  - Madonna di Casa Santi in Urbino, Detail des 1498 von Raffael (1483–1520) gemalten Freskos:[110] san-marinesische 2-Euro-Gedenkmünze 2020/1
  - Die Schule von Athen, 1509–1511 von Raffaello Sanzio da Urbino im Apostolischen Palast der Vatikanstadt geschaffenes Fresko, Darstellung seines darin enthaltenen Selbstbildnisses, anlässlich seines 500. Todestags: vatikanische 2-Euro-Gedenkmünze 2020/2
  - Sixtinische Madonna, 1513–1514 von Raffaello Sanzio da Urbino geschaffenes Gemälde (heute in der Gemäldegalerie Alte Meister in Dresden), Darstellung zweier Engel, anlässlich Raffaels 500. Todestags: vatikanische 2-Euro-Gedenkmünze 2020/2
  - Maria mit Kind,[103] 1526 geschaffenes Gemälde von Albrecht Dürer, anlässlich seines 550. Geburtstags: san-marinesische 2-Euro-Gedenkmünze 2021/2
- um 1600

- Hl. Marinus

– mit den drei Türmen San Marinos dargestellt, Gemälde Bartolomeo Gennaris (1594–1661): san-marinesische 20-Cent-Münze 2002–2016
– mit den drei Türmen San Marinos dargestellt, 1640 von Giovan Battista Urbinelli (1605–1663) geschaffenes Altarbild aus dem Kloster Santa Chiara, heute im Staatsmuseum San Marino: san-marinesische 2-Euro-Münze ab 2017
- Galileo Galilei darstellendes Ölgemälde Justus Sustermans’ (1597–1681) von 1636, heute in den Uffizien in Florenz, anlässlich des 450. Geburtstags Galileis: italienische 2-Euro-Gedenkmünze 2014/2
- El Grecos Selbstbildnis von 1604, anlässlich seines 400. Todestags (vor einem Bildnis des Apostels Paulus): griechische 2-Euro-Gedenkmünze 2014/1
- Paulus, frühchristlicher Theologe und Missionar, nach einem um 1612 entstandenen Gemälde El Grecos (im Münzbild rechts ebenfalls dargestellt): griechische 2-Euro-Gedenkmünze 2014/1
- Maria mit dem Jesuskind, im 16. Jahrhundert am Aquädukt von Segovia angebrachte Skulptur der Jungfrau von Fuencisla genannten Schutzpatronin von Segovia: spanische 2-Euro-Gedenkmünze 2016
- Statuen auf der Balustrade der – auch auf der vatikanischen 2-Euro-Gedenkmünze 2004 abgebildeten – von Carlo Maderno gestalteten, 1614 vollendeten Fassade des Petersdoms (v. l. n. r.): vatikanische 2-Euro-Gedenkmünze 2016/1

– Apostel Jakobus der Ältere († um 44)
– Johannes der Täufer, um 28 n. Chr.
– Jesus von Nazaret (vor 4 v. Chr. – 30 oder 31 n. Chr.)
– Apostel Andreas († um 60)
– Apostel Johannes (* um 6 v. Chr.)
– Apostel Jakobus der Jüngere († um 62)
- William Shakespeare, Porträt Martin Droeshouts nach einem Buchumschlag von 1623: san-marinesische 2-Euro-Gedenkmünze 2016/2
- Mariä Heimsuchung, 1588 geschaffenes Gemälde Jacopo Tintorettos, die im Evangelium nach Lukas beschriebene Begegnung Marias mit Elisabet darstellend: san-marinesische 2-Euro-Gedenkmünze 2018/1
- Costanza Bonarelli, um 1637 von Gian Lorenzo Bernini geschaffene Marmorbüste seiner Geliebten (und Ehefrau seines Assistenten Matteo Bonarelli): san-marinesische 2-Euro-Gedenkmünze 2018/2
- Turmbau zu Babel, 1563 von Pieter Bruegel dem Älteren geschaffenes Gemälde, anlässlich seines 450. Todestags: belgische 2-Euro-Gedenkmünze 2019/1
- Pieter Bruegel der Ältere, gemäß dem 1582 geschaffenen Kupferstich von Edme de Boulonois, anlässlich seines 450. Todestags: belgische 2-Euro-Gedenkmünze 2019/1
- Die Reuige Magdalena, um 1595 geschaffene Gemälde Caravaggios, heute im Palazzo Doria-Pamphilj, Rom: san-marinesische 2-Euro-Gedenkmünze 2021/1
- Fanciullo con canestro di frutta (Knabe mit Früchtekorb – Modell stand Mario Minniti), 1593 geschaffenes Gemälde von Caravaggio, heute in der Galleria Borghese in Rom: vatikanische 2-Euro-Gedenkmünze 2021/1
- Bildnis von Carlos V und Isabel de Portugal, heute im Liria-Palast in Madrid, nach einem verlorenen Original von Tizian von Peter Paul Rubens gemalte Kopie – hiervon seitenverkehrt dargestelltes Abbild Karls V.: belgische 2-Euro-Gedenkmünze 2021/2

- um 1700
  - Ceres, den Sommer symbolisierende römische Göttin des Ackerbaus, der Fruchtbarkeit und der Ehe, um 1715 von Balthasar Permoser als – linke – Nischenfigur am Kronentor des Dresdner Zwingers erschaffen:[82] deutsche 2-Euro-Gedenkmünze 2016
  - Pomona, den Herbst symbolisierende römische Göttin der Baumfrüchte, um 1715 von Balthasar Permoser als – rechte – Nischenfigur am Kronentor des Dresdner Zwingers erschaffen:[88] deutsche 2-Euro-Gedenkmünze 2016
  - Engel, Detail aus Giovanni Tiepolos um 1732 geschaffenen Gemäldes Hagar und Ismael in der Wüste,[218] anlässlich dessen 250. Todestags: san-marinesische 2-Euro-Gedenkmünze 2020/2
  - Honoré III., Gemälde von Jean-Baptiste van Loo (1684–1745),[219] heute im Thronsaal des Fürstenpalasts in Monaco: monegassische 2-Euro-Gedenkmünze 2020
- um 1800
  - Porträt Rigas Velestinlis-Fereos’ (1757–1798) von Peter von Hess (1792–1871):[220] griechische 10-Cent-Münze
  - Porträt Ioannis Kapodistrias’ (1776–1831) von Dionysios Tsokos (1820–1862):[221] griechische 20-Cent-Münze
  - Wolfgang Amadeus Mozart darstellendes, 1819 geschaffenes Gemälde Barbara Kraffts (1764–1826): österreichische 1-Euro-Münze
  - Louis Braille, Erfinder der Blindenschrift, Darstellung der Büste eines unbekannten Künstlers:[94] belgische 2-Euro-Gedenkmünze 2009/2
  - Camillo Benso von Cavour (1810–1861), nach einem 1864 entstandenen Ölgemälde von Francesco Hayez (1791–1882), Pinacoteca di Brera, Mailand:[222] italienische 2-Euro-Gedenkmünze 2010
  - Donato Bramante (1444–1514) darstellende, 1837 veröffentlichte Radierung J. Pofleswhites nach einem Bild A. d’Estels:[119] san-marinesische 2-Euro-Gedenkmünze 2014/1
  - Porträt François Joseph Bosios,[117] 1820 von Julien-Léopold Boilly (1796–1874) geschaffen, allerdings seitenverkehrt dargestellt: monegassische 2-Euro-Gedenkmünze 2018
  - Salmakis, 1826 von François Joseph Bosio (1768–1845) geschaffene Marmorskulptur der Nymphe (Najade), präsentiert im Pariser Louvre:[40] monegassische 2-Euro-Gedenkmünze 2018
  - Wilhelm I., auf der Münze seitenverkehrt dargestelltes Detail des 1819 von Joseph Paelinck (1781–1839) geschaffenen Gemäldes:[223] luxemburgische 2-Euro-Gedenkmünze 2018/2
  - Honoré V. (1778–1841), Fürst von Monaco von 1819 bis 1841, Darstellung nach einem um 1800 entstandenen Gemälde eines unbekannten Malers:[224] monegassische 2-Euro-Gedenkmünze 2019
- um 1900
  - Gemälde Sejalec von Ivan Grohar (1857–1911), Darstellung von insgesamt 25 Sternen, die die 25 Mitglieder der EU zum Zeitpunkt der Euroeinführung Sloweniens 2007 symbolisieren: slowenische 5-Cent-Münze
  - Säerin („la semeuse“) mit Jakobinermütze, eine 1887 von Oscar Roty geschaffene Medaille[80] aus Wachs auf Schiefer: französische 10-, 20- und 50-Cent-Münze
  - Entwurf für ein – nicht verwirklichtes – Parlamentsgebäude von Jože Plečnik (1872–1957): slowenische 10-Cent-Münze
  - Urformen der Bewegung, futuristische Skulptur von Umberto Boccioni (1882–1916): italienische 20-Cent-Münze
  - Hl. Marinus, ohne Nimbus dargestelltes Detail eines 1894 geschaffenen Gemäldes von Emilio Retrosi (1858–1911), im Saal des Regierungspalastes Palazzo Pubblico in San Marino:[193] san-marinesische 50-Cent-Münze ab 2017
  - Giovanni Pascoli (1855–1912), nach einer 1912 entstandenen Bleistiftzeichnung von Augusto Majani (Nasica) (1867–1959):[225] italienische 2-Euro-Gedenkmünze 2012/2
  - Helene Schjerfbeck (1862–1946), Selbstporträt mit Palette, 1937:[226] finnische 2-Euro-Gedenkmünze 2012/2
  - Giuseppe Verdi (1813–1901), nach einem 1886 entstandenen Ölgemälde Giovanni Boldinis (1842–1931), Mailand:[227][228] italienische 2-Euro-Gedenkmünze 2013/1
  - Akseli Gallen-Kallelas 1897 nach dem finnischen Nationalepos Kalevala geschaffenes Gemälde „Lemminkäinens Mutter“ mit dem Schwan von Tuonela,[57] anlässlich seines 150. Geburtstags: finnische 2-Euro-Gedenkmünze 2015/3
  - Ľudovít Štúr, 1873 von Jozef Božetech Klemens (1817–1883) geschaffenes Porträt:[229] slowakische 2-Euro-Gedenkmünze 2015/2
  - Silberpokal,[230] gestiftet von Michel Bréal für den Sieger des Marathonlaufs der ersten Olympischen Spiele der Neuzeit 1996, Spyros Louis:[231] griechische 2-Euro-Gedenkmünze 2015/2
  - Mercurius und Fortuna, Detail eines Reliefs am 1919 vollendeten, von Leopold Bauer (1872–1938) entworfenen neoklassizistischen Gebäude der Oesterreichischen Nationalbank:[52] österreichische 2-Euro-Gedenkmünze 2016
  - Charles III., Detail eines Gemäldes François-Auguste Biards (1799–1882),[139] derzeit im Thronsaal des Fürstenpalastes in Monaco, anlässlich der Gründung Monte-Carlos 1866: monegassische 2-Euro-Gedenkmünze 2016
  - Der Denker, 1880–1882 geschaffene Bronze Auguste Rodins (1840–1917), für die der französische Boxer und Ringer Jean Baud Modell stand: französische 2-Euro-Gedenkmünze 2017/1
  - Titus Livius, 1867 von Lorenzo Larese Moretti geschaffene Büste[232] im „Panteon Veneto“:[233] italienische 2-Euro-Gedenkmünze 2017/2
  - Wilhelm III., 1861 von Johan Hendrik Hoffmeister (1823–1904) gemaltes Porträt:[32] luxemburgische 2-Euro-Gedenkmünze 2017/2
  - Heinrich von Oranien-Nassau, Prinz der Niederlande, 1850–1879 Statthalter Wilhelms III. in Luxemburg, seitenverkehrt dargestellt zu einem 1870 entstandenen Gemälde (heute im Alexanderpalast in Puschkin bei Sankt Petersburg):[234] luxemburgische 2-Euro-Gedenkmünze 2020/1
  - bronzene Skulpturengruppe[89] des 1948 enthüllten Warschauer Ghetto-Ehrenmals von Nathan Rappaport (eine Kopie befindet sich im Museum Yad Vashem in Jerusalem), anlässlich des vor 50 Jahren erfolgten Kniefalls von Warschau: deutsche 2-Euro-Gedenkmünze 2020/2
  - Die Statue Dante Alighieris vor der florentinischen Basilika Santa Croce,[124] 1895 von Enrico Pazzi geschaffen, diente als Inspiration für Dantes Abbild auf der – seinem 700. Todestag gewidmeten – vatikanischen 2-Euro-Gedenkmünze 2021/2
- um 2000
  - Selbstporträt Tove Janssons (1914–2001) in Tusche,[235] um 1970, anlässlich ihres 100. Geburtstags: finnische 2-Euro-Gedenkmünze 2014/1
  - Bronzeplastik zweier Carabinieri im Sturm, 1973 von Antonio Berti (1904–1990) geschaffen,[176] zum 200-jährigen Bestehen der Gendarmerie Italiens als Bronzestatue in den Gärten des Hügels Quirinal aufgestellt:[175] italienische 2-Euro-Gedenkmünze 2014/1
  - Plastik der Künstlerin Joana Vasconcelos, das 2008 geschaffene „Viana-Herz“,[236] anlässlich der Teilnahme der portugiesischen Equipe an den Olympischen Spielen Rio 2016: portugiesische 2-Euro-Gedenkmünze 2016/1
  - Detail des 1990 von Schamil Gimajev geschaffenen, 37,20 m × 3,60 m großen Gemäldes Wir sind ein Volk (auf dem Mauersegment rechts allerdings seitenverkehrt dargestellt),[237][238] anlässlich des 30. Jahrestags des Mauerfalls, deutsch-französische Gemeinschaftsausgabe: deutsche 2-Euro-Gedenkmünze 2019/2 und französische 2-Euro-Gedenkmünze 2019/2

## SkulpturenundPlastiken
- Costanza Bonarelli, um 1637 von Gian Lorenzo Bernini geschaffene Marmorbüste[93] seiner Geliebten (und Ehefrau seines Assistenten Matteo Bonarelli): san-marinesische 2-Euro-Gedenkmünze 2018/2
- zwei Nachbildungen einer als Borghesischer Fechter bekannten antiken Statue (wahrscheinlich von Agasias, Sohn des Dositheos, aus Ephesos um 100 v. Chr. geschaffene Marmorkopie eines Bronzeoriginals aus dem 3. Jh. v. Chr.), zwischen 1840 und 1848 als Zink-Hohlguss entstanden und um Schwert und Schild ergänzt:[239] deutsche 2-Euro-Gedenkmünze 2018/1
- Franz Joseph I. (1830–1916), Kaiser von Österreich, mittig im Giebelfeld des österreichischen Parlamentsgebäudes von Edmund von Hellmer 1879 als – seinen Völkern eine Verfassung verleihender – römischer Imperator dargestellt,[140] anlässlich des 100. Jahrestags der Republik Österreich: österreichische 2-Euro-Gedenkmünze 2018
- Franz von Assisi, von Silverio Montaguti (1870–1947) geschaffene Skulptur des 1928 von Edoardo Collamarini (1863–1928) gestalteten Denkmals vor der Kapuzinerkirche St. Quirino in der Stadt San Marino:[173] san-marinesische 5-Cent-Münze ab 2017
- Fortuna auf der Kuppel von Schloss Charlottenburg in Berlin, 1954 von Richard Scheibe aus vergoldetem Kupferblech gestaltete,[167] 4,50 m hohe Neuschöpfung des im Krieg zerstörten barocken Originals: deutsche 2-Euro-Gedenkmünze 2018/1
- von Antoni Gaudí im 1900–1914 geschaffenen Park Güell in Barcelona:

– Salamanderfontäne: spanische 2-Euro-Gedenkmünze 2014
– Turmaufbau auf dem Pförtnerhäuschen: spanische 2-Euro-Gedenkmünze 2014
- St. Jakob inmitten der Heiligen Pforte über der 1738–1750 von Fernando de Casas entworfenen Westfassade der Kathedrale von Santiago de Compostela:[240] spanische 2-Euro-Gedenkmünze 2018/1
- Kasimir (1458–1484), Schutzpatron Litauens, links dargestellt auf dem Hügel der Kreuze: litauische 2-Euro-Gedenkmünze 2020/2
- Laokoon und seine Söhne Antiphas (rechts dargestellt) und Thymbraeus, römische Marmorkopie der Laokoon-Gruppe, einer im 2. Jahrhundert v. Chr. geschaffenen griechischen Bronzeplastik von Hagesandros, Athanadoros und Polydoros aus Rhodos, anlässlich des europäischen Jahres des Kulturerbes: vatikanische 2-Euro-Gedenkmünze 2018/1
- Maria

– mit dem Jesuskind, im 16. Jh. am Aquädukt von Segovia angebracht, Jungfrau von Fuencisla genannte Schutzpatronin von Segovia: spanische 2-Euro-Gedenkmünze 2016
– um 1410 geschaffene Skulptur auf der Westfassade des Markusdoms: italienische 2-Euro-Gedenkmünze 2017/1
- für die Westfassade des Markusdoms[62] in Venedig um 1410 geschaffen:

- Demetrius († ≈306), christlicher Märtyrer, Stadtpatron von Venedig (sowie Konstantinopel und Thessaloniki): italienische 2-Euro-Gedenkmünze 2017/1
- Gabriel, Erzengel: italienische 2-Euro-Gedenkmünze 2017/1
- Georg († ≈303), Stadtpatron Venedigs: italienische 2-Euro-Gedenkmünze 2017/1
- Johannes, Evangelist: italienische 2-Euro-Gedenkmünze 2017/1
- Konstantin († 337), römischer Kaiser und Stadtpatron Venedigs: italienische 2-Euro-Gedenkmünze 2017/1
- Lukas († vor 80), Verfasser des Lukasevangeliums: italienische 2-Euro-Gedenkmünze 2017/1
- Maria: italienische 2-Euro-Gedenkmünze 2017/1
- Markus († 68), dargestellt als Evangelist und Stadtpatron Venedigs in zwei von Niccolò di Piero Lamberti (≈1370–1451) geschaffenen Skulpturen: italienische 2-Euro-Gedenkmünze 2017/1
- Markuslöwe, 1826 im Giebelfeld des mittleren Bogens von Gaetano Ferrari gestaltet: italienische 2-Euro-Gedenkmünze 2017/1
- Matthäus, Evangelist: italienische 2-Euro-Gedenkmünze 2017/1
- Theodor († 306), Stadtpatron Venedigs: italienische 2-Euro-Gedenkmünze 2017/1
- Unsere Liebe Frau von Meritxell, romanische Madonnenskulptur des 12. Jh., Replik des 1972 verbrannten Originals im neuen Sanktuarium: andorranische 2-Euro-Gedenkmünze 2021/1

- Paulus von Tarsus († ≈67), frühchristlicher Theologe und Missionar, Skulptur am 1754–1763 erbauten Torre dos Clérigos der Clérigos-Kirche in Porto:[112] portugiesische 2-Euro-Gedenkmünze 2013
- von Balthasar Permoser um 1715 als Nischenfigur am Kronentor des Dresdner Zwingers erschaffen:

- Ceres (links), den Sommer symbolisierende römische Göttin des Ackerbaus, der Fruchtbarkeit und der Ehe: deutsche 2-Euro-Gedenkmünze 2016
- Pomona (rechts), den Herbst symbolisierende römische Göttin der Baumfrüchte: deutsche 2-Euro-Gedenkmünze 2016

- Salmakis, 1826 von François Joseph Bosio (1768–1845) geschaffene Marmorskulptur der Nymphe (Najade), präsentiert im Pariser Louvre:[40] monegassische 2-Euro-Gedenkmünze 2018
- Stephan I. (969–1038), erster König des Königreichs Ungarn, von der römisch-katholischen Kirche als apostelgleicher Heiliger verehrt, dargestellt links als Skulptur vor der Basilica Antiga in Fátima: vatikanische 2-Euro-Gedenkmünze 2017/2

## StatuenoderDenkmale
- Alfons I. (1109–1185), genannt Dom Afonso Henriques, erster portugiesischer König, mit Helm und Schwert in einer stilisierten Darstellung seiner Statue[242] in Guimarães: portugiesische 2-Euro-Gedenkmünze 2012/2
- Apostel Andreas († um 60), dargestellt als Statue über der – auch auf der vatikanischen 2-Euro-Gedenkmünze 2004 abgebildeten – von Carlo Maderno gestalteten Fassade des Petersdoms:[91] vatikanische 2-Euro-Gedenkmünze 2016/1
- Athene, Göttin der Weisheit, von Carl Kundmann nach dem Vorbild der Athena Farnese[243] gestaltete, aus Laaser Marmor gefertigte und 1902 vollendete Statue des Pallas-Athene-Brunnens vor dem österreichischen Parlamentsgebäude in Wien,[244] anlässlich des 100. Jahrestags der Republik Österreich: österreichische 2-Euro-Gedenkmünze 2018
- Bartolomeo Borghesi (1781–1860), Darstellung nach seinem 1904 von Giuseppe Romagnoli in San Marino geschaffenen Denkmal:[245] san-marinesische 2-Euro-Gedenkmünze 2004
- „Carabinieri nella tormenta“, Bronzestatue in den Gärten des Quirinals in Rom,[175] nach der 1973 von Antonio Berti geschaffenen Bronzeplastik zweier Carabinieri im Sturm,[176] anlässlich des 200-jährigen Bestehens der Gendarmerie Italiens: italienische 2-Euro-Gedenkmünze 2014/1
- „Monument a la Constitució“ (Verfassungsdenkmal), 1993 von Emili Armengol i Abril[246] geschaffen, anlässlich des 25. Jahrestags der Verfassung von Andorra: andorranische 2-Euro-Gedenkmünze 2018/1
- David,[34] um 1000 v. Chr. König von Juda, um 1440 von Donatello (≈1386–1466) geschaffene Bronzestatue: san-marinesische 2-Euro-Gedenkmünze 2016/1
- Franz von Assisi (1181/1182–1226), 1928 von Edoardo Collamarini (1863–1928) erbautes Denkmal mit einer von Silverio Montaguti (1870–1947) geschaffenen Skulptur, vor der Kapuzinerkirche St. Quirino:[173] san-marinesische 5-Cent-Münze ab 2017
- Hibernia, von John Smyth[247] geschaffene Statue über dem 1818 fertiggestellten Portikus des Hauptpostamts in Dublin, Sinnbild des Osteraufstands von 1916: irische 2-Euro-Gedenkmünze 2016
- Apostel Jakobus der Ältere († um 44), dargestellt als Statue über der – auch auf der vatikanischen 2-Euro-Gedenkmünze 2004 abgebildeten – von Carlo Maderno gestalteten Fassade des Petersdoms:[91] vatikanische 2-Euro-Gedenkmünze 2016/1
- Apostel Jakobus der Jüngere († um 62), dargestellt als Statue über der – auch auf der vatikanischen 2-Euro-Gedenkmünze 2004 abgebildeten – von Carlo Maderno gestalteten Fassade des Petersdoms:[91] vatikanische 2-Euro-Gedenkmünze 2016/1
- Jesus von Nazaret (vor 4 v. Chr. – 30 oder 31 n. Chr.), Wanderprediger und als Sohn Gottes verehrte Bezugsperson der christlichen Religion:

– Christusstatue auf dem Corcovado, 1922–1931 nach Entwürfen von Heitor da Silva Costa und Paul Landowski erbaut, anlässlich des Weltjugendtages 2013: vatikanische 2-Euro-Gedenkmünze 2013/2
– als Statue über der – auch auf der vatikanischen 2-Euro-Gedenkmünze 2004 abgebildeten – von Carlo Maderno gestalteten Fassade des Petersdoms: vatikanische 2-Euro-Gedenkmünze 2016/1
- Apostel Johannes (* um 6 v. Chr.), dargestellt als Statue über der – auch auf der vatikanischen 2-Euro-Gedenkmünze 2004 abgebildeten – von Carlo Maderno gestalteten Fassade des Petersdoms:[91] vatikanische 2-Euro-Gedenkmünze 2016/1
- Johannes der Täufer, um 28 n. Chr. dokumentierter jüdischer Bußprediger, dargestellt als Statue über der – auch auf der vatikanischen 2-Euro-Gedenkmünze 2004 abgebildeten – von Carlo Maderno gestalteten Fassade des Petersdoms:[91] vatikanische 2-Euro-Gedenkmünze 2016/1
- Libertà von Stefano Galletti (1832–1906) vor dem Regierungspalast von San Marino, die Freiheit in Gestalt einer klassischen Stadtgöttin: san-marinesische 2-Cent-Münze 2002–2016
- Titus Livius (59 v. Chr. – 17 n. Chr.), Statue des Geschichtsschreibers als Mahner der Politik, 1900 von Josef Lax geschaffen, links vor dem österreichischen Parlamentsgebäude in Wien, anlässlich des 100. Jahrestags der Republik Österreich: österreichische 2-Euro-Gedenkmünze 2018
- Malta Indipendenti, Bronzestatue des 8,5 m aufragenden Unabhängigkeitsdenkmals in Floriana, 1989 von Ġanni Bonnici (* 1932) geschaffen,[157][158] anlässlich des 50. Jahrestags der Unabhängigkeit von Großbritannien: maltesische 2-Euro-Gedenkmünze 2014/1
- Mark Aurel, um 165 erschaffen und das einzige erhaltene Reiterstandbild der Antike (Kopie auf dem Kapitolsplatz, dessen von Michelangelo entworfenes Pflastermuster auch auf den Gemeinschaftsmünzen 2007 erscheint): italienische 50-Cent-Münze
- Merkur, Figur im Park Sanssouci, Original von Jean-Baptiste Pigalle (1748, jetzt im Bode-Museum in Berlin), Kopie von Wolfgang Wille[87] (2010, rechts der Fontäne dargestellt): deutsche 2-Euro-Gedenkmünze 2020/1
- Erzengel Michael, nach der neutestamentlich-christlichen Offenbarung des Johannes Bezwinger Satans:

– Bronzestatue (links) über dem Hauptportal der Hamburger Sankt-Michaelis-Kirche: deutsche 2-Euro-Gedenkmünze 2008
– auf der von Friedrich August Stüler geschaffenen Kuppel des Schweriner Schlosses: deutsche 2-Euro-Gedenkmünze 2007/1
- Fürst Niklot (≈1100–1160), Stammvater der Herzöge und Großherzöge von Mecklenburg, Reiterstatue in der Fassade des Schweriner Schlosses:[70] deutsche 2-Euro-Gedenkmünze 2007/1
- Rolandstatue, 1404 geschaffenes Sinnbild für städtisches Recht und Bürgerfreiheit, zusammen mit dem Bremer Rathaus seit 2004 UNESCO-Weltkulturerbe: deutsche 2-Euro-Gedenkmünze 2010
- Roma, Statue der 1925 vom italienischen Bildhauer Angelo Zanelli (1879–1942) für den Altare della Patria (Altar des Vaterlands) des Nationaldenkmals für Viktor Emanuel II. in Rom geschaffenen römischen Göttin:[248] italienische 2-Euro-Gedenkmünze 2021/1
- Sallust (86 bis ≈35 v. Chr.), 1896 von Wilhelm Seib[132] gestaltete Statue des Geschichtsschreibers als Mahner der Politik, rechts vor dem österreichischen Parlamentsgebäude in Wien,[249] anlässlich des 100. Jahrestags der Republik Österreich: österreichische 2-Euro-Gedenkmünze 2018
- Venus, Figur im Park Sanssouci, Original von Jean-Baptiste Pigalle (1748, jetzt im Bode-Museum in Berlin), Kopie von Rudolph Böhm[87] (2008, links der Fontäne dargestellt): deutsche 2-Euro-Gedenkmünze 2020/1
- Nationaldenkmal für Viktor Emanuel II., 1927 vollendet, Darstellung der Göttin Roma des italienischen Bildhauers Angelo Zanelli (1879–1942) für den Altare della Patria (Altar des Vaterlands): italienische 2-Euro-Gedenkmünze 2021/1
- Warschauer Ghetto-Ehrenmal[250] von Nathan Rappaport, 1948 enthüllt, zur Erinnerung an den Aufstand im Warschauer Ghetto 1943, anlässlich des vor 50 Jahren erfolgten Kniefalls von Warschau: deutsche 2-Euro-Gedenkmünze 2020/2

## Bauwerke

### Sakralbauten
- Andorra

- Santa Coloma d’Andorra, präromanische, im 6. bis 8. Jahrhundert erbaute Kirche mit in lombardischem Stil gestaltetem Glockenturm des 12. Jahrhunderts: andorranische 10-, 20- und 50-Cent-Münze
- Basilica minor von Meritxell, 1978 vom spanischen Architekten Ricardo Bofill erbaut, birgt die Replik des 1972 verbrannten Originals der romanischen Madonnenskulptur Unserer Lieben Frau von Meritxell: andorranische 2-Euro-Gedenkmünze 2021/1

- Deutschland

- Kölner Dom, erbaut 1248–1880:

– anlässlich des Weltjugendtages 2005: vatikanische 2-Euro-Gedenkmünze 2005
– deutsche 2-Euro-Gedenkmünze 2011
- Hamburger Sankt-Michaelis-Kirche, erbaut 1762–1786 (Neuaufbau 1906–1912): deutsche 2-Euro-Gedenkmünze 2008
- Ludwigskirche in Saarbrücken, erbaut 1762–1775: deutsche 2-Euro-Gedenkmünze 2009/2
- Kloster Maulbronn mit der 1178 geweihten Klosterkirche (Innenansicht des Brunnenhauses und der Westfassade der Klosterkirche): deutsche 2-Euro-Gedenkmünze 2013/2
- Michaeliskirche in Hildesheim, erbaut 1010–1033: deutsche 2-Euro-Gedenkmünze 2014
- Frankfurter Paulskirche in Frankfurt am Main, erbaut 1789–1833, 1848–1849 Tagungsort der Delegierten der Frankfurter Nationalversammlung, nach Zerstörung 1944 im Jahr 1948 als Haus aller Deutschen wiedereröffnet: deutsche 2-Euro-Gedenkmünze 2015/1
- Magdeburger Dom, erbaut 1209–1520, erste gotische Kathedrale auf deutschem Boden: deutsche 2-Euro-Gedenkmünze 2021

- Finnland

- Giebel des im 15. Jahrhundert errichteten Doms von Porvoo, des Ortes der ersten Reichstagsversammlung 1809: finnische 2-Euro-Gedenkmünze 2009/2

- Griechenland

- Westfassade der 1587 als Wiederaufbau einer früheren Kirche errichteten Klosterkirche Arkadi, anlässlich des 150. Jahrestags der dortigen Tragödie: griechische 2-Euro-Gedenkmünze 2016/1
- Ruine der im 6. Jahrhundert erbauten Basilika B in Philippi, unterlegt durch Mäandermuster des Mosaikbodens der benachbarten, aus dem 5. Jahrhundert stammenden Oktogon-Kirche: griechische 2-Euro-Gedenkmünze 2017/2

- Italien

- Mailänder Dom, erbaut 1386–1813, anlässlich des Weltfamilientreffens: vatikanische 2-Euro-Gedenkmünze von 2012
- Tempietto di Bramante in Montorio, um 1502 errichtete Renaissancekapelle, anlässlich des 500. Todestags Donato Bramantes (1444–1514): san-marinesische 2-Euro-Gedenkmünze 2014/1
- Markusdom in Venedig, im 11. Jahrhundert erbaut und im Sinne der venezianischen Gotik 1617 fertiggestellt: italienische 2-Euro-Gedenkmünze 2017/1
- Glockenturm der Kathedrale von Florenz, anlässlich Giottos 750. Geburtstag: san-marinesische 2-Euro-Gedenkmünze 2017/1

- Lettland

- Dom zu Riga (Rīgas Doms), Hauptkirche der Stadt, erbaut 1211–1270, Turmneubau in barockem Stil nach einem Brand 1776 (rechts abgebildet hinter dem Rigaer Schloss): lettische 2-Euro-Gedenkmünze 2014
- Petrikirche (Svētā Pētera baznīca) in Riga, um 1200 im Stil der Backsteingotik erbaut, nach einem Stadtbrand 1721 neu errichtet (Turmabbildung in Münzmitte, hinter dem Rigaer Schloss): lettische 2-Euro-Gedenkmünze 2014
- St.-Jakobs-Kathedrale (Svētā Jēkaba katedrāle) in Riga, 1225 erstmals urkundlich erwähnt, 1756 barocke Umgestaltung der oktogonalen Turmspitze (im Münzbild zweiter Turm von links, neben dem Rigaer Schloss): lettische 2-Euro-Gedenkmünze 2014
- St.-Johannis-Kirche (Sv. Jana baznica) in Riga, erbaut um 1500 (Kirchturm links im Hintergrund der Stadtsilhouette Rigas): lettische 2-Euro-Gedenkmünze 2014

- Litauen

- Dach der Franziskuskirche (Šv. Pranciškaus Asyžiečio) in Vilnius – im Vordergrund rechts –, zum Beginn des 16. Jahrhunderts im Stil der Backsteingotik erbaut: litauische 2-Euro-Gedenkmünze 2017
- Glockenturm der Universitätskirche St. Johannes in Vilnius, nach dem Stadtbrand von 1737 von Johann Christoph Glaubitz um 1740 umgestaltet, zentrales Motiv der litauischen 2-Euro-Gedenkmünze 2017
- Türme der Kirche der Hl. Katharina (Sv. Kotrynos Baznycia) in Vilnius – rechts im Hintergrund –, nach dem Stadtbrand von 1737 von Johann Christoph Glaubitz 1741–1743 im Stil des Spätbarock wieder aufgebaut: litauische 2-Euro-Gedenkmünze 2017
- Zwiebeltürme der „Romanow-Kirche“ St. Michael und Konstantin in Vilnius – links im Hintergrund –, 1913 erbaut: litauische 2-Euro-Gedenkmünze 2017

- Luxemburg

- Silhouette der im 18. Jahrhundert erbauten Kathedrale unserer lieben Frau in Luxemburg (Teil der Stadtsilhouette hinter Großherzog Henri und Großherzog Wilhelm IV.): luxemburgische 2-Euro-Gedenkmünze 2012/1
- Silhouette der im 18. Jahrhundert erbauten Kathedrale unserer lieben Frau in Luxemburg (zusammen mit der Adolphe-Brücke): luxemburgische 2-Euro-Gedenkmünze 2021/1

- Malta

- Nische des Südtempels von Mnajdra bei Qrendi (um 3000–2500 v. Chr.), Darstellung flankiert von einem Fries wie im Südtempel von Tarxien (um 3000 v. Chr.): maltesische 1-, 2- und 5-Cent-Münze
- Fassade des Nordtempels von Ġgantija auf der Insel Gozo (um 3600–3200 v. Chr.): maltesische 2-Euro-Gedenkmünze 2016/1
- Südost-Fassade des Südtempels von Ħaġar Qim bei Qrendi (um 3600–3200 v. Chr.), Darstellung von Bankaltären und (rechts) des Eingangs zum Alttempel: maltesische 2-Euro-Gedenkmünze 2017/1
- Ostfassade des Südtempels von Mnajdra, bei Qrendi (um 3000–2500 v. Chr.), Darstellung von Bankaltären vor dem Eingang: maltesische 2-Euro-Gedenkmünze 2018/1
- Karmelitenkirche in Valletta, nach schweren Beschädigungen im Zweiten Weltkrieg 1958–1981 neu errichtet, stilisierte Darstellung der Kirchenkuppel und des Glockenturmes, dem kulturellen Erbe Maltas gewidmet: maltesische 2-Euro-Gedenkmünze 2018/2
- Südost-Fassade des Südtempels von Ta’ Ħaġrat in Mġarr (um 3600–3200 v. Chr.): maltesische 2-Euro-Gedenkmünze 2019/1
- Südost-Innenansicht des Westtempels von Skorba bei Mġarr (um 3600–3000 v. Chr.), dargestellt über der dort in einer tieferen Siedlungsschicht geborgenen weiblichen Terrakottaskulptur (4400–4100 v. Chr.): maltesische 2-Euro-Gedenkmünze 2020/1
- Zentraler Tempel von Tarxien (um 2900–2500 v. Chr.), dargestellt als Hauptmotiv: maltesische 2-Euro-Gedenkmünze 2021/2
- Altar des Westtempels von Tarxien (um 3000 v. Chr.), Darstellung als Nebenmotiv: maltesische 2-Euro-Gedenkmünze 2021/2

- Österreich

- Stephansdom in Wien, 1137–1433 erbaut, ein nationales Symbol: österreichische 10-Cent-Münze

- Polen

- Basilika von Wadowice (ehemals Wadowitz bzw. Frauenstadt), nach dem Stadtbrand von 1726 1792–1798 in spätbarockem Baustil errichtete Pfarrkirche, in der Karol Józef Wojtyła (1978–2005 Papst Johannes Paul II.) getauft wurde, anlässlich dessen 100. Geburtstags: vatikanische 2-Euro-Gedenkmünze 2020/1

- Portugal

- Torre dos Clérigos, Glockenturm in Porto, erbaut 1754–1763 (abgebildet mit der Bogenbrücke über den Douro): portugiesische 2-Euro-Gedenkmünze 2013
- Basilika Unserer Lieben Frau des Rosenkranzes („Basilica Antiga“ genannt), Wallfahrtskirche in Fátima, erbaut 1928–1953, anlässlich des 100. Jahrestags der Marienerscheinungen: vatikanische 2-Euro-Gedenkmünze 2017/2

- San Marino

Basilika des Heiligen Marinus, erbaut 1826–1838: san-marinesische 10-Cent-Münze 2002–2016
St. Quirino, 1549 von Kapuzinern erbaut, mit dem Denkmal Franz von Assisis: san-marinesische 5-Cent-Münze ab 2017
Klosterkirche San Francesco, 1361 von (Franziskaner)-Minoriten erbaut: san-marinesische 10-Cent-Münze ab 2017
- Slowakei: Methodius, als „Slawenapostel“ verehrt, hält eine stilisierte Kirche in Händen und steht damit für Glauben und institutionelles Christentum: slowakische 2-Euro-Gedenkmünze 2013
- Spanien

- Kathedrale von Santiago de Compostela (erbaut ≈1077–1750), barocke Westfassade 1738–1750 von Fernando de Casas gestaltet:

– spanische 1-, 2- und 5-Cent-Münze der ersten Prägeserie 1999–2009
– spanische 1-, 2- und 5-Cent-Münze der zweiten Prägeserie ab 2010
– St. Jakob inmitten der Heiligen Pforte über der Westfassade: spanische 2-Euro-Gedenkmünze 2018/1
- Innenraum der 784–987 erbauten (und im 16. Jh. durch Einbau eines gotischen Kirchenschiffs umgestalteten) Mezquita-Catedral de Córdoba: spanische 2-Euro-Gedenkmünze 2010
- Westfassade und Vierungsturm der 1221–1567 erbauten Kathedrale von Burgos: spanische 2-Euro-Gedenkmünze 2012/2
- Glockentürme und Kirchenkuppel der Klosterresidenz El Escorial, erbaut 1563–1584: spanische 2-Euro-Gedenkmünze 2013
- Santa María del Naranco, Mitte des 9. Jahrhunderts als präromanisches Belvedere einer Palastanlage erbaut und später als Kirche geweiht: spanische 2-Euro-Gedenkmünze 2017
- Glockenturm Torre de El Salvador der Kirche San Martín in Teruel, um 1320 im Mudéjares#Mudéjarstil erbaut: spanische 2-Euro-Gedenkmünze 2020
- Synagoge El Tránsito in Toledo (heute Museo Sefardí), in der zweiten Hälfte des 14. Jahrhunderts im Mudéjarstil errichtet, Darstellung der Wand über dem Toraschrein (zusammen mit dem Stadttor Puerta del Sol): spanische 2-Euro-Gedenkmünze 2021

- Vatikanstadt

- Petersdom, erbaut 1506–1626:

– mit Kolonnaden und Obelisk des Petersplatzes, Darstellung des Umrisses des 1929 gegründeten Staates Vatikanstadt: vatikanische 2-Euro-Gedenkmünze 2004
– Domkuppel und obere Teile der von Carlo Maderno gestalteten, 1614 vollendeten Fassade, Darstellung eines Gendarmen der Vatikanstadt: vatikanische 2-Euro-Gedenkmünze 2016/1
– Lateranbasilika, rechts dargestellte Seitenansicht der ab 1646 erneuerten Patriarchalbasilika im Lateran, exterritorialer Besitzung des Heiligen Stuhls, anlässlich des 90. Jahrestags der Gründung des Staates Vatikanstadt: vatikanische 2-Euro-Gedenkmünze 2019/1

### Burgen,Schlösser,Parlamentssitze undRathäuser
- Befestigungsanlagen und Burgen

- Malta

– Festungsanlage Fort St. Angelo im Grand Harbour bei Vittoriosa, erbaut im 13. Jhdt., anlässlich des 100. Jubiläums des Erstflugs von Malta: maltesische 2-Euro-Gedenkmünze 2015/1
- Monaco

- restaurierter Turm (im Münzbild rechts) mit Schwalbenschwanzzinnen, ehedem Teil der 1191 erbauten genuesischen Burg, anlässlich des 200. Jubiläums der Gründung der Fürstlichen Karabinierskompanie: monegassische 2-Euro-Gedenkmünze 2017

- San Marino

- La Guaita, Festungsturm aus dem 10./11. Jahrhundert auf dem Monte Titano

– san-marinesische 5-Cent-Münze 2002–2016
– als einer der drei Festungstürme San Marinos, mit dem Hl. Marinus: san-marinesische 20-Cent-Münze 2002–2016
– links neben Cesta und Il Montale dargestellt: san-marinesische 50-Cent-Münze 2002–2016
– als einer der drei Türme im Wappen San Marinos: san-marinesische 1-Euro-Münze 2002–2016
– als einer der drei Türme im Wappen San Marinos: san-marinesische 1-Cent-Münze ab 2017
– rechts neben den Festungstürmen Cesta und Il Montale auf dem Titano dargestellt: san-marinesische 20-Cent-Münze ab 2017
– als einer der drei Festungstürme San Marinos, dargestellt mit dem Hl. Marinus: san-marinesische 2-Euro-Münze ab 2017
- Cesta (oder Fratta), Festungsturm aus dem 13. Jahrhundert auf dem Monte Titano

– als einer der drei Türme San Marinos, mit dem Hl. Marinus: san-marinesische 20-Cent-Münze 2002–2016
– zwischen La Guaita (links) und Il Montale dargestellt: san-marinesische 50-Cent-Münze 2002–2016
– als einer der drei Festungstürme im Wappen San Marinos: san-marinesische 1-Euro-Münze 2002–2016
– als einer der drei Türme im Wappen San Marinos: san-marinesische 1-Cent-Münze ab 2017
– zwischen den Festungstürmen Il Montale (links) und La Guaita auf dem Titano dargestellt: san-marinesische 20-Cent-Münze ab 2017
– san-marinesische 1-Euro-Münze ab 2017
– als einer der drei Festungstürme San Marinos, dargestellt mit dem Hl. Marinus: san-marinesische 2-Euro-Münze ab 2017
- Il Montale, Festungsturm aus dem 13. Jahrhundert auf dem Monte Titano

– san-marinesische 1-Cent-Münze 2002–2016
– als einer der drei Festungstürme San Marinos, mit dem Hl. Marinus: san-marinesische 20-Cent-Münze 2002–2016
– rechts neben Cesta und La Guaita dargestellt: san-marinesische 50-Cent-Münze 2002–2016
– als einer der drei Türme im Wappen San Marinos: san-marinesische 1-Euro-Münze 2002–2016
– als einer der drei Türme im Wappen San Marinos: san-marinesische 1-Cent-Münze ab 2017
– links neben den Festungstürmen Cesta und La Guaita auf dem Titano dargestellt: san-marinesische 20-Cent-Münze ab 2017
– als einer der drei Festungstürme San Marinos, dargestellt mit dem Hl. Marinus: san-marinesische 2-Euro-Münze ab 2017
- Spanien

– Burg mit drei Türmen des Wappens des in Spanien aufgegangenen Königreichs Kastilien, Detail des Wappens des Königs von Spanien, anlässlich des 50. Geburtstags Felipes VI.: spanische 2-Euro-Gedenkmünze 2018/2
– Stadtmauer Ávilas, dargestellt sind 3 der 88 im 12. Jahrhundert errichten Wehrtürme: spanische 2-Euro-Gedenkmünze 2019
- Monaco

– Turm an einer felsigen Küste, anlässlich des 800. Jahrestags der Grundsteinlegung der ersten Befestigung auf dem Felsen: monegassische 2-Euro-Gedenkmünze 2015
- Slowakei

– Burg Bratislava in Bratislava, erbaut im 15. Jahrhundert: slowakische 10-, 20- und 50-Cent-Münze
- Vatikanstadt

– Wehrtürme der Stadtmauer von Damaskus, symbolische Darstellung des Damaskuserlebnisses des Apostels Paulus († ≈64), anlässlich des Paulusjahres: vatikanische 2-Euro-Gedenkmünze 2008
– Turm im Wappenschild Tarcisio Bertones, Camerlengo während der Sedisvakanz 2013: vatikanische Gedenkmünze 2013/1
- Schlösser und Paläste

- Deutschland

– Schloss zu Schwerin, in einem tausendjährigen Prozess historisch gewachsen, 1845–1857 im Stil der Neorenaissance umgebaut: deutsche 2-Euro-Gedenkmünze 2007/1
– Schloss Neuschwanstein, erbaut 1869–1892, vor den Allgäuer Alpen: deutsche 2-Euro-Gedenkmünze 2012/2
– Dresdner Zwinger, Darstellung des das polnische Königsamt Augusts des Starken symbolisierenden, um 1715 erbauten Kronentors: deutsche 2-Euro-Gedenkmünze 2016
– Schloss Charlottenburg in Berlin, 1701–1713 von Johann Friedrich Eosander von Göthe im Stil des Spätbarock erweitert: deutsche 2-Euro-Gedenkmünze 2018/1
– Schloss Sanssouci in Potsdam, 1745–1747 unter König Friedrich II. erbaut: deutsche 2-Euro-Gedenkmünze 2020/1
- Italien:

– Castel del Monte, erbaut 1240–1250: italienische 1-Cent-Münze
- Lettland

– Rigaer Schloss, Amtssitz des lettischen Präsidenten, für den Livländischen Orden von den Bürgern der Hansestadt (die 1484 das 1330–1353 vom Schwertbrüderorden erbaute Schloss geschleift hatten) bis 1515 zwangsweise erbaut, 1939 durch den Drei-Sterne-Turm ergänzt: lettische 2-Euro-Gedenkmünze 2014
- Luxemburg

– Großherzoglicher Palast, 1572–1574 als Rathaus erbaut, 1891–1894 zur Stadtresidenz der großherzoglichen Familie erweitert: luxemburgische 2-Euro-Gedenkmünze 2007/1
– Schloss Berg, erbaut 1907–1911: luxemburgische 2-Euro-Gedenkmünze 2008
- Monaco

– Westfassade mit dem von Marc-Antoine Grigho um 1678 gestalteten Haupttor des Fürstenpalastes in Monaco, in dem die Familie Grimaldi seit 1297 residiert: monegassische 2-Euro-Gedenkmünze 2017
- Österreich

– Schloss Belvedere in Wien, erbaut 1714–1723: österreichische 20-Cent-Münze
- Spanien

– der von den Nasriden Ende des 14. Jahrhunderts erbaute Löwenhof der Alhambra in Granada: spanische 2-Euro-Gedenkmünze 2011
– Schloss und Kloster von El Escorial, erbaut 1563–1584: spanische 2-Euro-Gedenkmünze 2013
- Vatikanstadt

– Lateranpalast, in dem bis zum 19. Jahrhundert die Päpste gekrönt wurden, 1586 neu errichtet, exterritoriale Besitzung des Heiligen Stuhls, anlässlich des 90. Jahrestags der Gründung des Staates Vatikanstadt: vatikanische 2-Euro-Gedenkmünze 2019/1
- Parlamentssitze und Regierungspaläste

- Andorra

– Casa de la Vall, Sitz des andorranischen Einkammerparlaments, des „Generalrats des Tales“, erbaut 1580 als Patrizierhaus mit Verteidigungsturm: andorranische 1-Euro-Münze
– Hauptsaal des andorranischen Parlaments Casa de la Vall, anlässlich des 150. Jahrestags der Neuen Reform von 1866, die den „Generalrat des Tales“ einsetzte: andorranische 2-Euro-Gedenkmünze 2016/2
– Portal der Casa de la Vall mit Wappen Andorras, anlässlich des vor 600 Jahren geschaffenen Ur-Parlaments „Consell de la Terra“ (Rat der Erde): andorranische 2-Euro-Gedenkmünze 2019/2
- Deutschland

– Schloss zu Schwerin, Sitz des Landtags von Mecklenburg-Vorpommern: deutsche 2-Euro-Gedenkmünze 2007/1
– Bundesratsgebäude in Berlin, erbaut 1899–1904, seit 2000 Sitz des seit 1949 existierenden Bundesrates: deutsche 2-Euro-Gedenkmünze 2019/1
- Frankreich

– Europäisches Parlament in Straßburg, Darstellung des Plenarsaals, anlässlich des Todes von Simone Veil, 1979 bis 1982 dessen erste gewählte Präsidentin: französische 2-Euro-Gedenkmünze 2018/2
- Irland

– „Mansion House“, 1710 erbaute Residenz des Oberbürgermeisters von Dublin, 1919–1921 Tagungsort des Dáil Éireann, stilisierte Darstellung des „Round Room“ anlässlich des 100. Jahrestags der ersten Parlamentssitzung: irische 2-Euro-Gedenkmünze 2019
- Malta

– 1575 fertiggestellter Gouverneurspalast von Valletta als Sitz des maltesischen Parlaments: maltesische 2-Euro-Gedenkmünze 2012/2
- Österreich

– Parlamentsgebäude in Wien, 1871–1883 nach Plänen von Theophil von Hansen im neoklassizistischen Stil erbaut, anlässlich des 100. Jahrestags der Republik Österreich: österreichische 2-Euro-Gedenkmünze 2018
- San Marino

– Regierungspalast (und zugleich Rathaus) San Marinos, der 1884–1894 erbaute Palazzo Pubblico: san-marinesische 2-Euro-Kursmünze 2002–2016
- Slowenien

– Entwurf für ein – nicht verwirklichtes – Parlamentsgebäude von Jože Plečnik (1872–1957): slowenische 10-Cent-Münze
- Rathäuser

- Deutschland

– Bremer Rathaus, erbaut 1405–1410, umgebaut 1608–1612, zusammen mit dem Bremer Roland seit 2004 UNESCO-Weltkulturerbe: deutsche 2-Euro-Gedenkmünze 2010
- Italien

– Palazzo Vecchio in Florenz, erbaut 1299–1314, ursprünglich Sitz der Signoria, der Regierung der Republik Florenz, heute Rathaus: vatikanische 2-Euro-Gedenkmünze 2021/2
- San Marino

– Rathaus (und zugleich Regierungspalast) San Marinos ist der 1884–1894 erbaute Palazzo Pubblico: san-marinesische 2-Euro-Kursmünze 2002–2016

### SonstigeBauwerke
- Aquädukte

- Aquädukt von Segovia, unter dem römischen Kaiser Trajan 98 n. Chr. fertiggestellt: spanische 2-Euro-Gedenkmünze 2016

- Aussichtstürme

- Eiffelturm in Paris, für die Weltausstellung 1889 erbaut, ursprünglich 312 m hoch, dargestellt anlässlich der für 2024 geplanten Olympischen Sommerspiele: französische 2-Euro-Gedenkmünze 2021/2

- Ausstellungsbauten

- Atomium in Brüssel, erbaut zur Expo ’58: belgische 2-Euro-Gedenkmünze 2006
- Mole Antonelliana, als Museum des Risorgimento genutztes Wahrzeichen Turins, erbaut 1863–1889:

– italienische 2-Cent-Münze
– italienische 2-Euro-Gedenkmünze 2006
- Wiener Secessionsgebäude, 1897/98 erbautes Ausstellungsgebäude: österreichische 50-Cent-Münze

- Bankzentralen

- Eurotower der Europäischen Zentralbank in Frankfurt am Main, 2010–2014 errichtet, Symbol für das Finanzwesen, Teilmotiv der 17-Länder-Gemeinschaftsausgabe 10 Jahre Euro-Bargeld und der motivgleichen san-marinesischen 2-Euro-Gedenkmünze 2012: deutsche 2-Euro-Gedenkmünze 2012/1 als Beispiel
- Hauptgebäude der 1816 gegründeten Oesterreichischen Nationalbank (OeNB), 1813–1825 vom Architekten Leopold Bauer erbaut: österreichische 2-Euro-Gedenkmünze 2016

- Brücken

- Ponte Dom Luís I über den Douro, 1886 fertiggestellt, Darstellung zusammen mit dem Glockenturm Torre dos Clérigos in Porto: portugiesische 2-Euro-Gedenkmünze 2013
- Großherzogin-Charlotte-Brücke in Luxemburg, anlässlich deren 50-jährigen Bestehens: luxemburgische 2-Euro-Gedenkmünze 2016
- Brücke des 25. April über den Tejo in Lissabon, anlässlich deren 50-jährigen Bestehens: portugiesische 2-Euro-Gedenkmünze 2016/2
- St.-Servatius-Brücke in Maastricht, niederländisches Münzmeisterzeichen von Stephan Satijn, auf den niederländischen Euromünzen ab 2018 und bei der niederländischen Münze „fremdgeprägten“ Euromünzen
- Adolphe-Brücke der Stadt Luxemburg, zum Zeitpunkt ihrer Einweihung 1903 die größte Steinbogenbrücke der Welt, dargestellt zusammen mit der Kathedrale unserer lieben Frau: luxemburgische 2-Euro-Gedenkmünze 2021/1

- Bühnendach

- der Freilichtbühne im Vingis Park in Vilnius, Veranstaltungsort des litauischen Liederfestes, die spiralig miteinander verwobenen Haare dreier Sängerinnen von polyphonen Sutartinės mehrfach dekorierend: litauische 2-Euro-Gedenkmünze 2019/1

- Fabrik mit Sheddach und Schornstein, Symbol für Produktion, Teilmotiv der 17-Länder-Gemeinschaftsausgabe[21] 10 Jahre Euro-Bargeld und der motivgleichen san-marinesischen 2-Euro-Gedenkmünze 2012: deutsche 2-Euro-Gedenkmünze 2012/1 als Beispiel
- Gebäude

– drei Wohnhäuser, Teilmotiv der 17-Länder-Gemeinschaftsausgabe 10 Jahre Euro-Bargeld und der motivgleichen san-marinesischen 2-Euro-Gedenkmünze 2012: deutsche 2-Euro-Gedenkmünze 2012/1 als Beispiel
– traditionelles Wohnhaus Osttimors, Dach mit Firstschmuck aus Holzskulpturen (Bootsrumpf, fünf berittene Pferde), anlässlich der ersten Kontakte Portugals mit Timor vor 500 Jahren: portugiesische 2-Euro-Gedenkmünze 2015/2
– am Hang von Monte-Carlo, anlässlich der Gründung des Stadtquartiers durch Charles III. 1866: monegassische 2-Euro-Gedenkmünze 2016
– drei – Städte symbolisierende – stilisierte Häuser, anlässlich des 150-jährigen Bestehens der Polícia de Segurança Pública: portugiesische 2-Euro-Gedenkmünze 2017/1
– Gebäude im (unten abgebildeten) Wappen Juan Benlloch y Vivós, 1906–1918 Bischof von Urgell und damit Kofürst von Andorra, Verfasser des Textes der andorranischen Nationalhymne El Gran Carlemany: andorranische 2-Euro-Gedenkmünze 2017/1
– Blockhütte, als Sauna fungierend, an einem finnischen See: finnische 2-Euro-Gedenkmünze 2018/2
– zwei Häuser neben der Basilika von Wadowice, rechts das Geburtshaus Johannes Pauls II. (heute Museum), anlässlich seines 100. Geburtstags: vatikanische 2-Euro-Gedenkmünze 2020/1
- Hotels

- Hôtel de Paris in Monaco, stilisierte Darstellung (oben links) anlässlich der Gründung Monte-Carlos durch Charles III. 1866: monegassische 2-Euro-Gedenkmünze 2016

- Kolonnaden

- des Petersplatzes in Rom, von Gian Lorenzo Bernini 1656–1667 erbaut, mit Darstellung des Obelisken, des Petersdoms und des Umrisses des 1929 gegründeten Staates Vatikanstadt: vatikanische 2-Euro-Gedenkmünze 2004
- vor der 1928–1953 erbauten Basilica Antiga in Fátima, von António Lino (1914–1996) gestaltet, anlässlich des 100. Jahrestags der Marienerscheinungen: vatikanische 2-Euro-Gedenkmünze 2017/2

- Obelisken

- Vatikanischer Obelisk unbekannter Provenienz, um 30 v. Chr. aus Alexandria herbeigeschafft, mit Darstellung des Petersdoms und des Umrisses des Staates Vatikanstadt, anlässlich des 75. Jahrestags seiner Gründung: vatikanische 2-Euro-Gedenkmünze 2004
- Lateranischer Obelisk auf der römischen Piazza San Giovanni in Laterano, für Pharao Thutmosis III. (1479–1425 v. Chr.) in Theben aufgestellt, 357 unter Kaiser Constantius II. zum Circus Maximus transferiert, bei einem Erdbeben zerstört und 1587 restauriert, anlässlich des 90. Jahrestags der Gründung des Staates Vatikanstadt: vatikanische 2-Euro-Gedenkmünze 2019/1

- Postämter

- General Post Office in Dublin, 1818 fertiggestellt, Schauplatz des Osteraufstandes 1916, Darstellung des Portikus mit der Statue der Hibernia, der Allegorie Irlands: irische 2-Euro-Gedenkmünze 2016

- Säulen

- Dorische Säule als Symbol für den Universalmenschen, anlässlich des 100. Geburtstags Georg Henrik von Wrights: finnische 2-Euro-Gedenkmünze 2016/2

- Spielbanken

- Spielbank Monte-Carlo, stilisierte Darstellung (oben rechts) anlässlich der Gründung Monte-Carlos durch Charles III. 1866: monegassische 2-Euro-Gedenkmünze 2016

- Stadien

- Panathenäisches Stadion, eine Rekonstruktion des um 330 v. Chr. für die Panathenäischen Spiele erbauten Stadions, Ziel des Marathonlaufs der ersten Olympischen Spiele der Neuzeit 1896, dargestellt mit dem siegreichen Spyridon Louis und dem von Michel Bréal gestifteten Silberpokal: griechische 2-Euro-Gedenkmünze 2015/2
- Stade de France in Paris, 1998 eröffnet, als Stadion für die Olympischen Sommerspiele 2024 vorgesehen, dargestellt sind die Laufbahnen, der Eiffelturm und die sprintende Marianne: französische 2-Euro-Gedenkmünze 2021/2

- Stadttore

- Brandenburger Tor in Berlin, erbaut 1788–1791:

– als Denkmal der überwundenen Teilung ein nationales Symbol, in zwei unterschiedlichen Münzvarianten: auf den 10- und 20-Cent-Münzen der Ausgabejahre 2002 bis 2006 und allen 50-Cent-Münzen heben die mittleren Pferde der Quadriga jeweils das innere, auf den 10- und 20-Cent-Münzen ab 2007 jedoch das äußere Vorderbein an: deutsche 10-, 20- und 50-Cent-Münze
– hinter Mauersteinen, Stacheldraht und einem Ölbaumzweig, anlässlich des 25. Jahrestags des Mauerfalls in Berlin 1989: vatikanische 2-Euro-Gedenkmünze 2014
– hinter einer jubelnden Menschenschar („Wir sind ein Volk“), anlässlich des 25. Jahrestags der deutschen Wiedervereinigung: deutsche 2-Euro-Gedenkmünze 2015/2
– anlässlich des 25. Jahrestags der deutschen Wiedervereinigung, durch Spiegelung doppelt dargestellt: san-marinesische 2-Euro-Gedenkmünze 2015/2
– anlässlich des 30. Jahrestags des Mauerfalls, deutsch-französische Gemeinschaftsausgabe: deutsche 2-Euro-Gedenkmünze 2019/2 und französische 2-Euro-Gedenkmünze 2019/2
- Lübecker Holstentor, 1464–1478 erbaut und um 1871 restauriert: deutsche 2-Euro-Gedenkmünze 2006
- Stadttor in der Stadtmauer von Damaskus, das Damaskuserlebnis des Apostels Paulus († ≈64) symbolisierend, anlässlich des Paulusjahres: vatikanische 2-Euro-Gedenkmünze 2008
- Porta Nigra in Trier, um 180 in der römischen Stadt Augusta Treverorum erbaut: deutsche 2-Euro-Gedenkmünze 2017
- Porta San Francesco in der Stadt San Marino, während der Kreuzzüge im 13. Jahrhundert als Schutz gegen die Armee der Malatesta erbaut (1451 umgestaltet und 1581 restauriert): san-marinesische 2-Cent-Münze ab 2017
- Puerta del Sol in Toledo, in der zweiten Hälfte des 14. Jahrhunderts im Mudéjarstil errichtet, dargestellt mit der Wand über dem Toraschrein der Synagoge El Tránsito: spanische 2-Euro-Gedenkmünze 2021

- Theater

- Amphitheater in Rom, das im Jahr 80 fertiggestellte Kolosseum: italienische 5-Cent-Münze
- stilisiertes Theater der römischen Antike mit Darstellung zweier Theatermasken, anlässlich des 2200. Todestags von Plautus: italienische 2-Euro-Gedenkmünze 2016/2
- römisches Odeon in Paphos, erbaut im 2. Jahrhundert, Darstellung der heutigen Rekonstruktion: zyprische 2-Euro-Gedenkmünze 2017

- Tore

- Pforte des Läuterungsberges der Göttlichen Komödie Dante Alighieris, von einem Engel bewacht, nach einem Fresko Domenico di Michelinos: italienische 2-Euro-Gedenkmünze 2015/2
- Kronentor des Dresdner Zwingers, erbaut um 1715, Symbol des polnischen Königsamts Augusts des Starken: deutsche 2-Euro-Gedenkmünze 2016

- Universitäten

- Universitas Istropolitana in Pressburg, heute Hochschule für Musische Künste Bratislava (VŠMU), anlässlich des 550. Jahrestags des Beginns der Lehrtätigkeit: slowakische 2-Euro-Gedenkmünze 2017
- Emblem der Universität Lüttich, anlässlich deren Gründung vor 200 Jahren: belgische 2-Euro-Gedenkmünze 2017/1
- Logo der Universität Gent, anlässlich deren Gründung vor 200 Jahren: belgische 2-Euro-Gedenkmünze 2017/1
- stilisierte Fassade einer Universität, anlässlich der Studentendemonstrationen im Mai 1968 in Belgien: belgische 2-Euro-Gedenkmünze 2018/1
- stilisierte Fassade der 1919 gegründeten estnischsprachigen Universität Tartu: estnische 2-Euro-Gedenkmünze 2019/2
- quadratisches Logo der 1919 gegründeten Universität Ljubljana: slowenische 2-Euro-Gedenkmünze 2019
- Uhrturm (im frühen 18. Jahrhundert erbaut) der 1290 gegründeten Universität Coimbra, seit 2013 UNESCO-Weltkulturerbe: portugiesische 2-Euro-Gedenkmünze 2020/1

- zwei Windmühlen, gegen die Don Quijote im Roman von Miguel de Cervantes kämpft: spanische 2-Euro-Gedenkmünze 2005
- zwei Windräder, Symbol für Innovation, Teilmotiv der 17-Länder-Gemeinschaftsausgabe[21] 10 Jahre Euro-Bargeld und der motivgleichen san-marinesischen 2-Euro-Gedenkmünze 2012: deutsche 2-Euro-Gedenkmünze 2012/1 als Beispiel

## SchiffeundBoote
- „Άπήδαλος Nαῦς“ (altgriechisch: apēdalos naus), eine Monere, ein antikes Ruderschiff mit Rahsegel, mythisches steuerruderloses Schiff der Phaiaken,[141][142] auf die sich die Korfioten zurückführen, (im Wappen Korfus als normale Monere dargestellt[143]), anlässlich des 150. Jahrestags der Vereinigung der Ionischen Inseln mit Griechenland: griechische 2-Euro-Gedenkmünze 2014/2 (im Münzbild oben)
- Triëre aus Attika,[58] vom 6. bis zum 3. Jahrhundert v. Chr. wichtigstes Kriegsschiff der Mittelmeer-Seemächte:[276] griechische 1-Cent-Münze
- Schiff von Kyrenia,[58][277] um 400 v. Chr. erbautes Handelsschiff, das am besten erhaltene antike Schiff im Levantinischen Meer: zyprische 10-, 20- und 50-Cent-Münze
- Langschiff, nordisches Ruderschiff ähnlich dem Gokstad-Schiff, anlässlich des 90. Jahrestags der Unabhängigkeit Finnlands: finnische 2-Euro-Gedenkmünze 2007/2
- Karacke – Christoph Kolumbus hingegen bezeichnete sein Flaggschiff Santa Maria bei der Wiederentdeckung Amerikas 1492 als Nao, dargestellt zusammen mit zwei Karavellen sowie dem Abbild Kolumbus’: san-marinesische 2-Euro-Gedenkmünze 2006
- Karavelle

– Niña der Flotte des Christoph Kolumbus bei der Wiederentdeckung Amerikas 1492 (dargestellt zusammen mit einer anderen Karavelle und einer Karacke sowie dem Abbild Kolumbus’): san-marinesische 2-Euro-Gedenkmünze 2006
– Pinta der Flotte des Christoph Kolumbus bei der Wiederentdeckung Amerikas 1492 (dargestellt zusammen mit einer anderen Karavelle und einer Karacke sowie dem Abbild Kolumbus’): san-marinesische 2-Euro-Gedenkmünze 2006
– des Fernão Mendes Pinto (≈1511–1583), anlässlich seines 500. Geburtstags, mit den als Schriftbändern dargestellten Reisezielen: portugiesische 2-Euro-Gedenkmünze von 2011
– mit Prankenkreuzen des Christusordens auf fünf Segeln, anlässlich der ersten Kontakte Portugals mit Timor vor 500 Jahren: portugiesische 2-Euro-Gedenkmünze 2015/2
- Korvette, Schiffstyp des 18./19. Jahrhunderts

– griechische 2-Cent-Münze
– Wostok der Kaiserlich Russischen Marine, dargestellt bei der Entdeckung des Schelfeises der Antarktis durch Fabian Gottlieb von Bellingshausen 1820: estnische 2-Euro-Gedenkmünze 2020/1
- Klipper, kurssetzende Segel des Dreimastklippers Nederland als Münzmeisterzeichen Maarten Brouwers: auf den 2003–2015 bei der Königlichen Niederländischen Münze geprägten Euromünzen, 2016–2017 mit einem zusätzlichen Stern versehen
- „Beiro“, traditioneller Bootstyp von der Nordküste Osttimors,[278] Silhouette des Bootsrumpfes (zusammen mit fünf berittenen Pferden) als stilisierter Dachschmuck eines traditionellen timoresischen Hauses,[272] anlässlich der ersten Kontakte Portugals mit Timor vor 500 Jahren: portugiesische 2-Euro-Gedenkmünze 2015/2
- „Dgħajsa tal-Pass“, maltesisches Wassertaxi, Bootstyp – wie der der Luzzu genannten Fischerboote – möglicherweise phönizischen Ursprungs, dargestellt im ehemaligen Staatswappen der Republik Malta:[18] maltesische 2-Euro-Gedenkmünze 2015/2
- Luzzu,[279] traditionelles maltesisches Fischerboot, dem kulturellen Erbe Maltas gewidmet: maltesische 2-Euro-Gedenkmünze 2018/2
- Bug eines Holzbootes auf dem Bottnischer Meerbusen, anlässlich 100 Jahren Selbstverwaltung der Region Åland: finnische 2-Euro-Gedenkmünze 2021/2
- Frachtschiff, den Handel symbolisierend,[280] auf einem als Laufender Hund bezeichneten Mäander-Ornament, das an sich überschlagende Wellen erinnert – Teilmotiv der 17-Länder-Gemeinschaftsausgabe[21] 10 Jahre Euro-Bargeld und der motivgleichen san-marinesischen 2-Euro-Gedenkmünze 2012: deutsche 2-Euro-Gedenkmünze 2012/1 als Beispiel
- Tanker: griechische 5-Cent-Münze